# Liste des jardins portant le label Jardin remarquable
Cette page recense les jardins de France bénéficiant du label Jardin remarquable.
Ce label étant attribué pour cinq ans, leur liste évolue régulièrement, avec l'entrée de nouveaux jardins et la suppression d'anciens.

## Généralités
Le label Jardin remarquable est attribué par le ministère de la Culture et de la Communication à des parcs ou jardins d'intérêt particulier, ouverts au public. Le label étant attribué pour cinq ans, leur liste évolue régulièrement, avec l'entrée de nouveaux jardins et la suppression d'anciens.
Au 15 décembre 2022, la France compte 461 jardins remarquables. Certains sont inscrits au titre des monuments historiques, d’autres y sont classés. Un « label espace végétal écologique » ou un « label écojardin » est parfois attribué. Les jardins sont répartis suivant les régions de la façon suivante :
| Région                     | Jardins |
| -------------------------- | ------- |
| Auvergne-Rhône-Alpes       | 31      |
| Bourgogne-Franche-Comté    | 31      |
| Bretagne                   | 25      |
| Centre-Val de Loire        | 29      |
| Corse                      | 2       |
| Grand Est                  | 47      |
| Hauts-de-France            | 35      |
| Île-de-France              | 41      |
| Normandie                  | 37      |
| Nouvelle-Aquitaine         | 61      |
| Occitanie                  | 43      |
| Pays de la Loire           | 21      |
| Provence-Alpes-Côte d'Azur | 45      |
| Guadeloupe                 | 5       |
| Martinique                 | 7       |
| La Réunion                 | 2       |

## Liste par régions

### Bourgogne-Franche-Comté

#### Côte-d'Or
- Arceau : parc du château d'Arcelot,
- Barbirey-sur-Ouche : parc et jardin du château de Barbirey,
- Fontaine-Française : parc du château de Fontaine-Française,
- Lantilly : potager fleuri du château de Lantilly,
- Marmagne : abbaye de Fontenay,
- Mesmont : jardin de la Serrée,
- Talant : jardin des cinq roses,
- Talmay : jardin du château de Talmay.

Le parc du château de Barbirey.
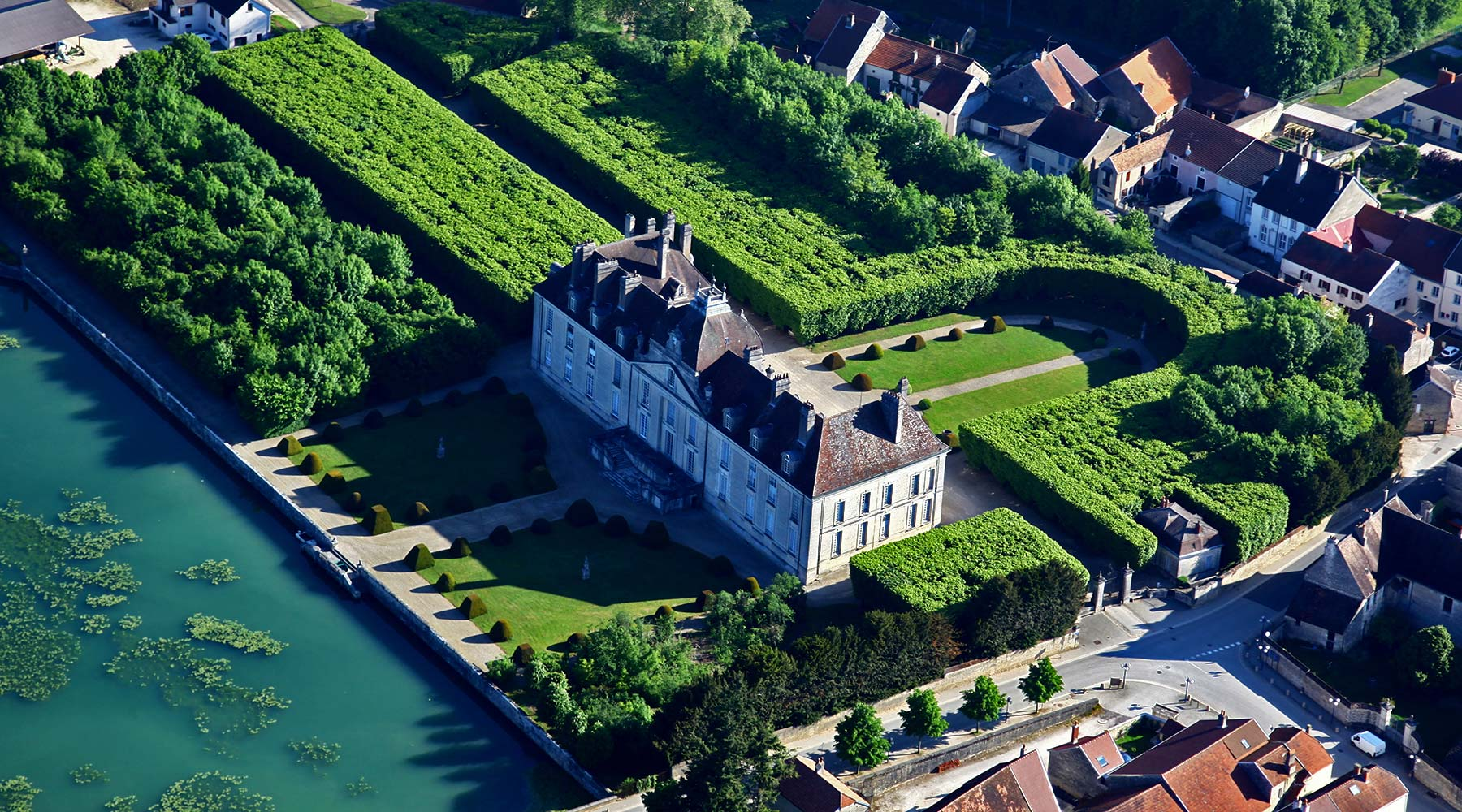
Le parc du château de Fontaine-Française.
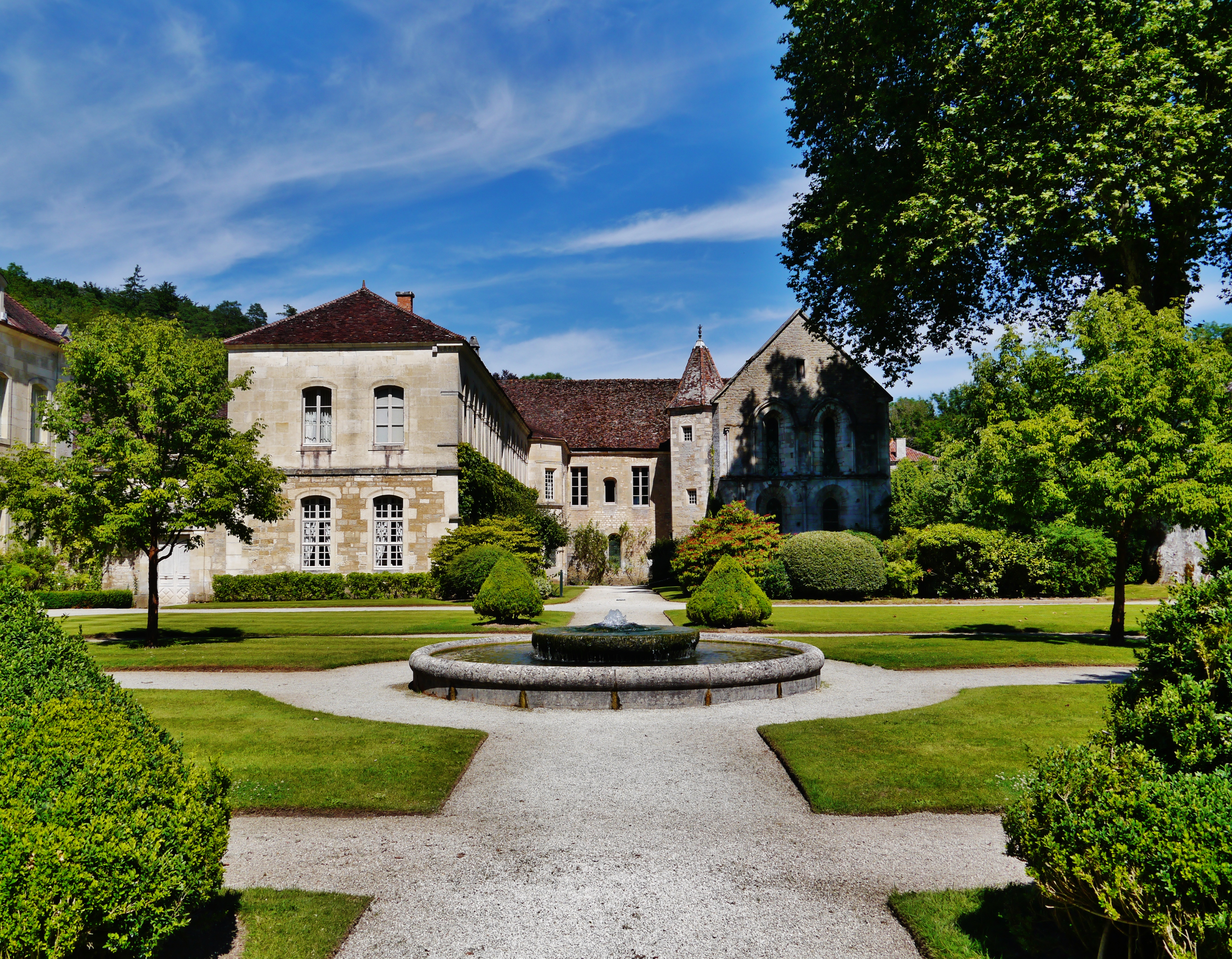
Le parc de l'abbaye de Fontenay.
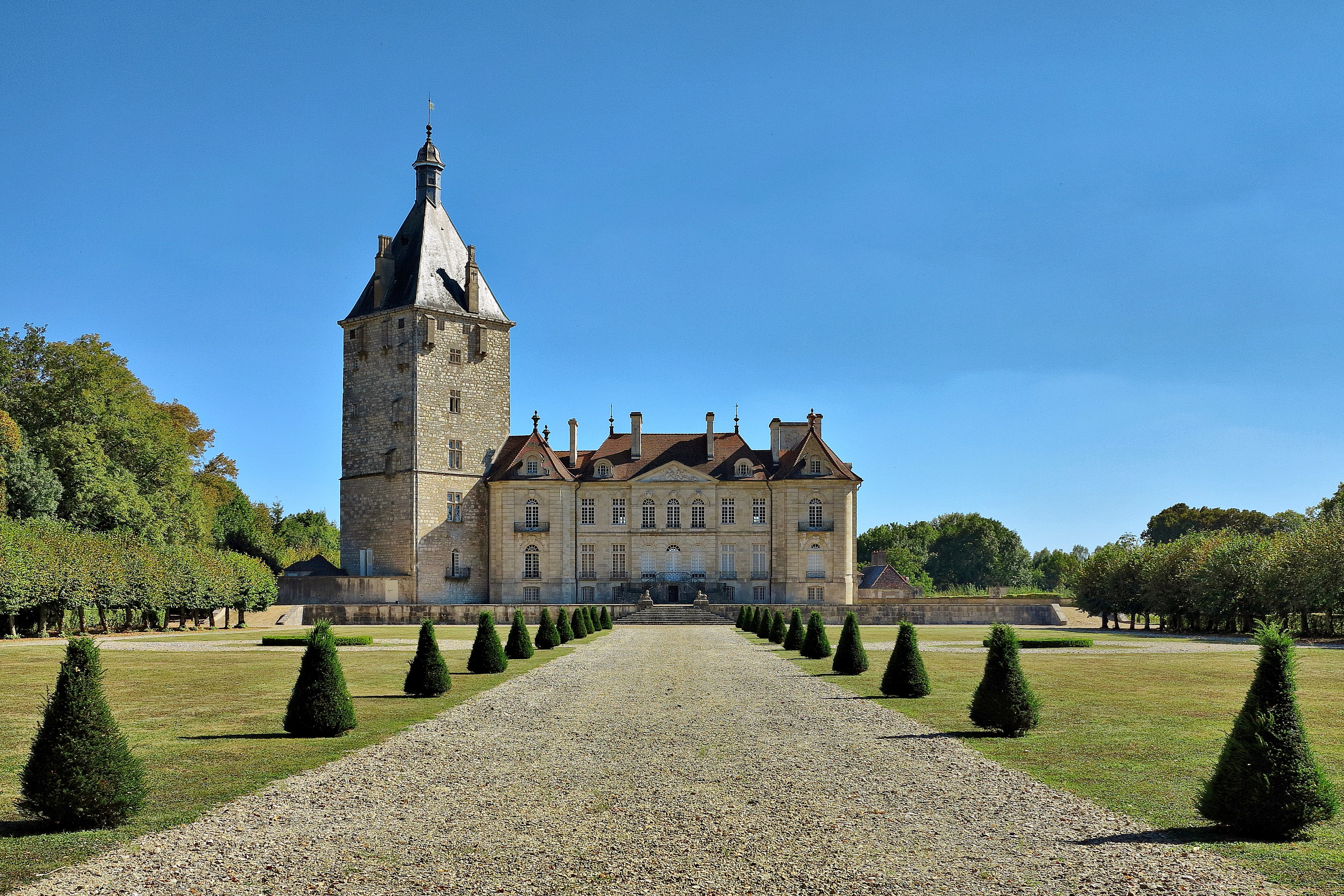
Le jardin du château de Talmay.

#### Doubs
- Cubry : parc et jardin du château de Bournel.

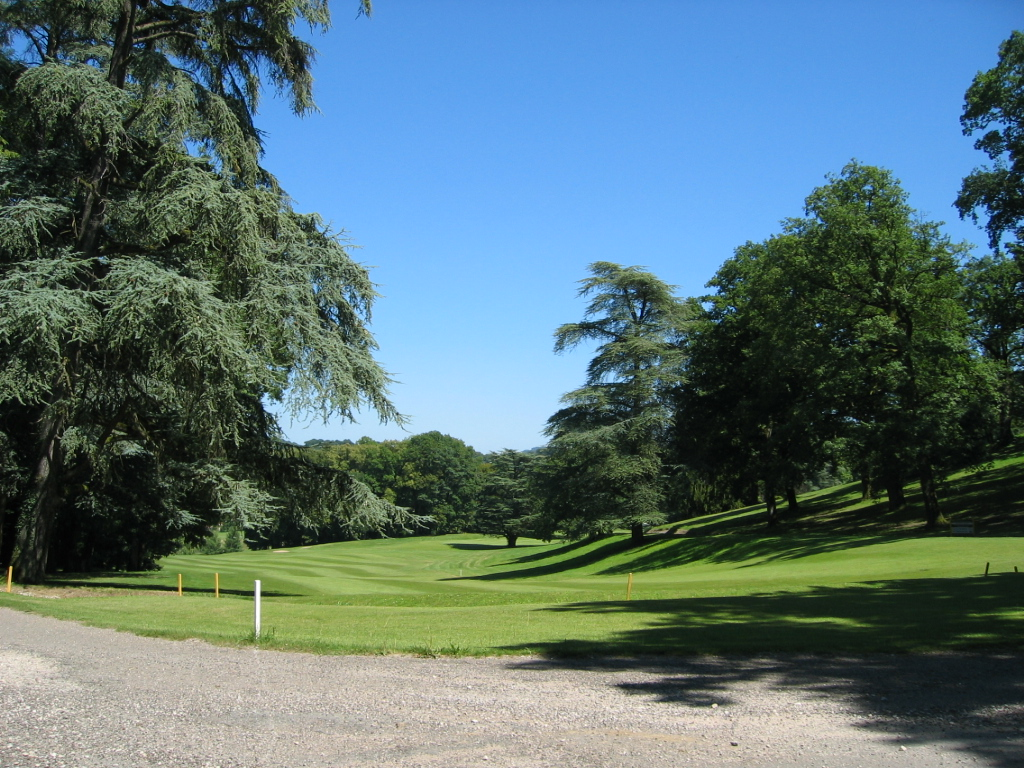
Le parc du château de Bournel.

#### Haute-Saône
- Autoreille : jardin aquatique Acorus,
- Battrans : parc de l'Étang,
- Chancey : jardin du Clos-Ballot,
- Frahier-et-Chatebier : jardin des rouges vis,
- Mailleroncourt-Charette : arboretum la Cude,
- Ouge : parc et jardins du château d'Ouge,
- Vesoul : jardin anglais.

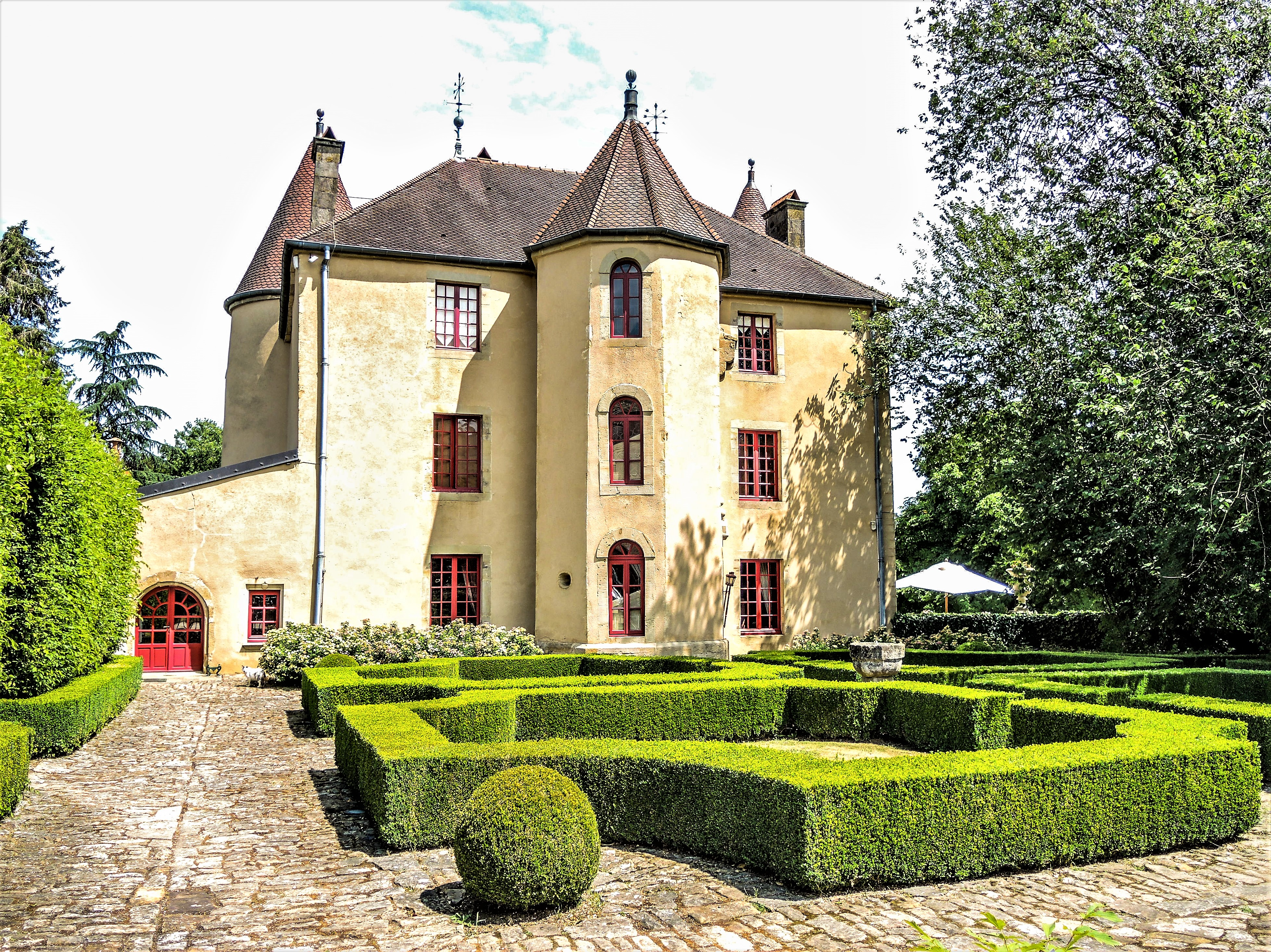
Le parc et le château d'Ouge.
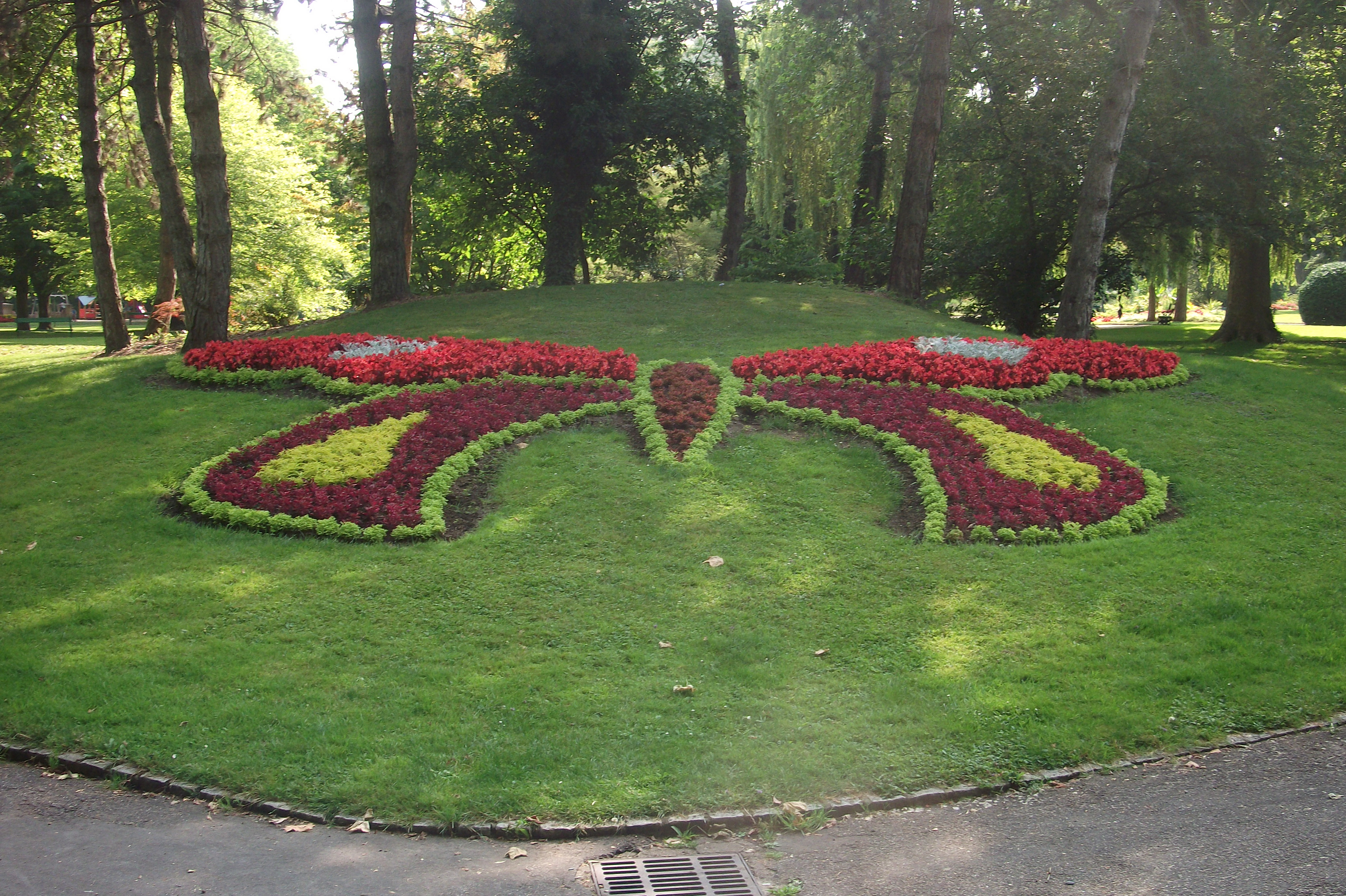
Le Jardin anglais de Vesoul.

#### Jura
- Arlay : parc du château d'Arlay,
- Cressia : atelier jardin de Cressia,
- Dole : jardin de Landon,
- Rainans : jardin Annabelle.

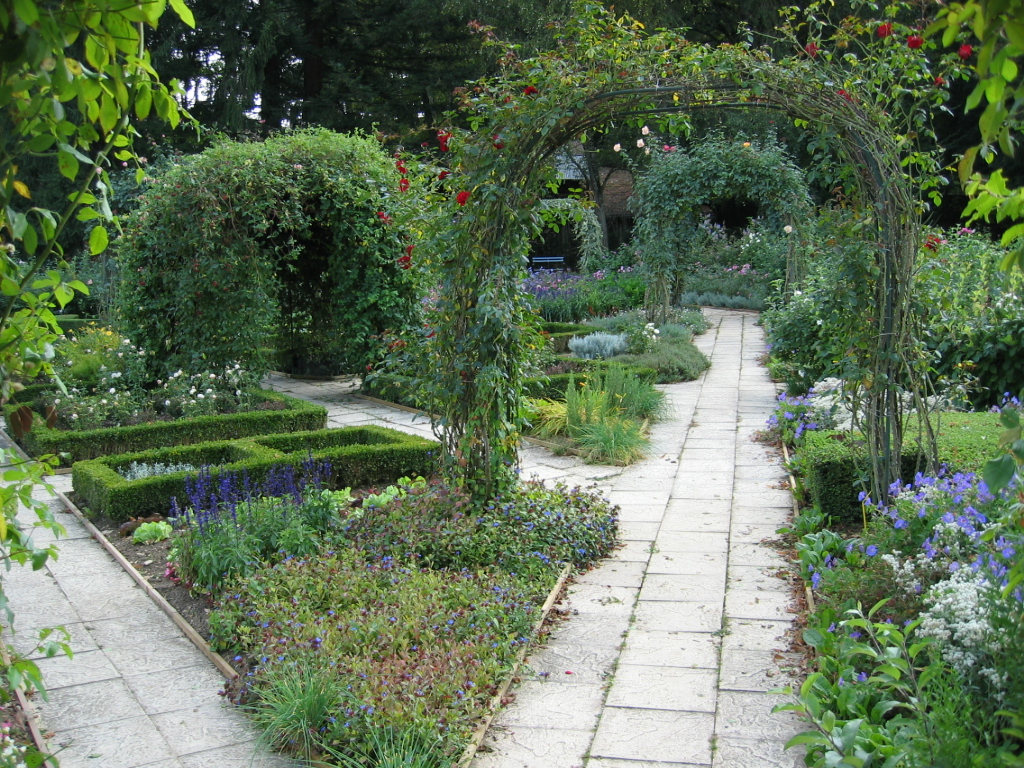
Le parc du château d'Arlay.
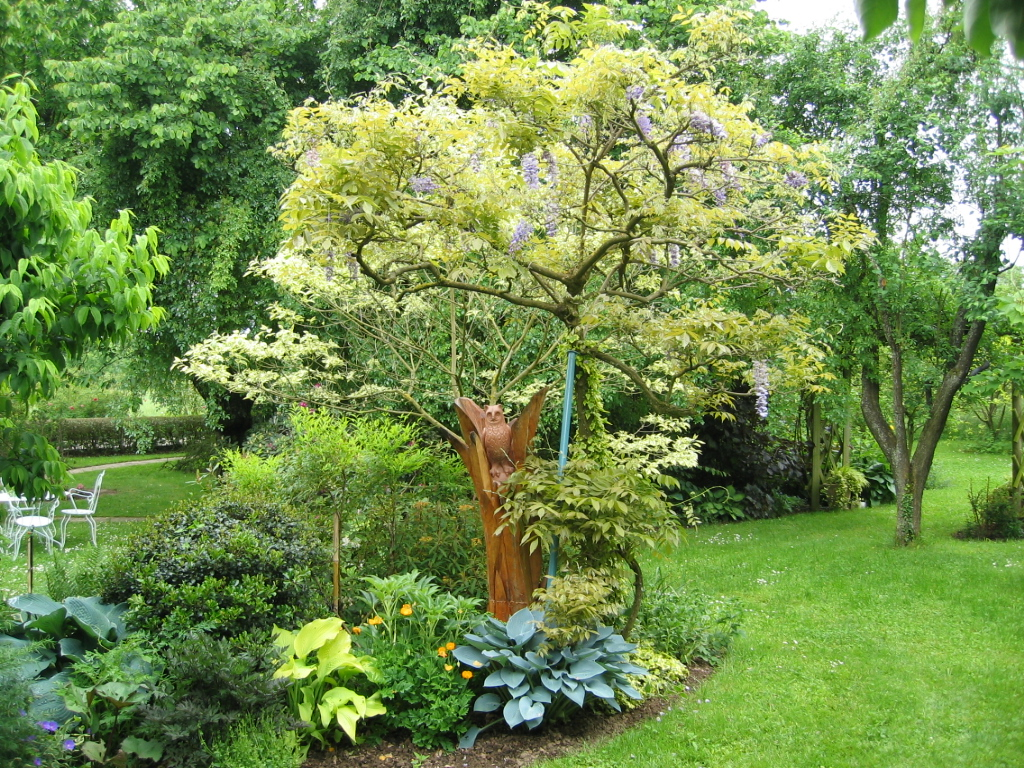
Le jardin de Landon.

#### Nièvre
- Alligny-en-Morvan : Château de La Chaux,
- La Chapelle-Saint-André : jardin du château de Corbelin,
- Châtillon-en-Bazois : parc et jardin du château de Châtillon-en-Bazois,
- Coulanges-lès-Nevers : jardin de Forgeneuve.

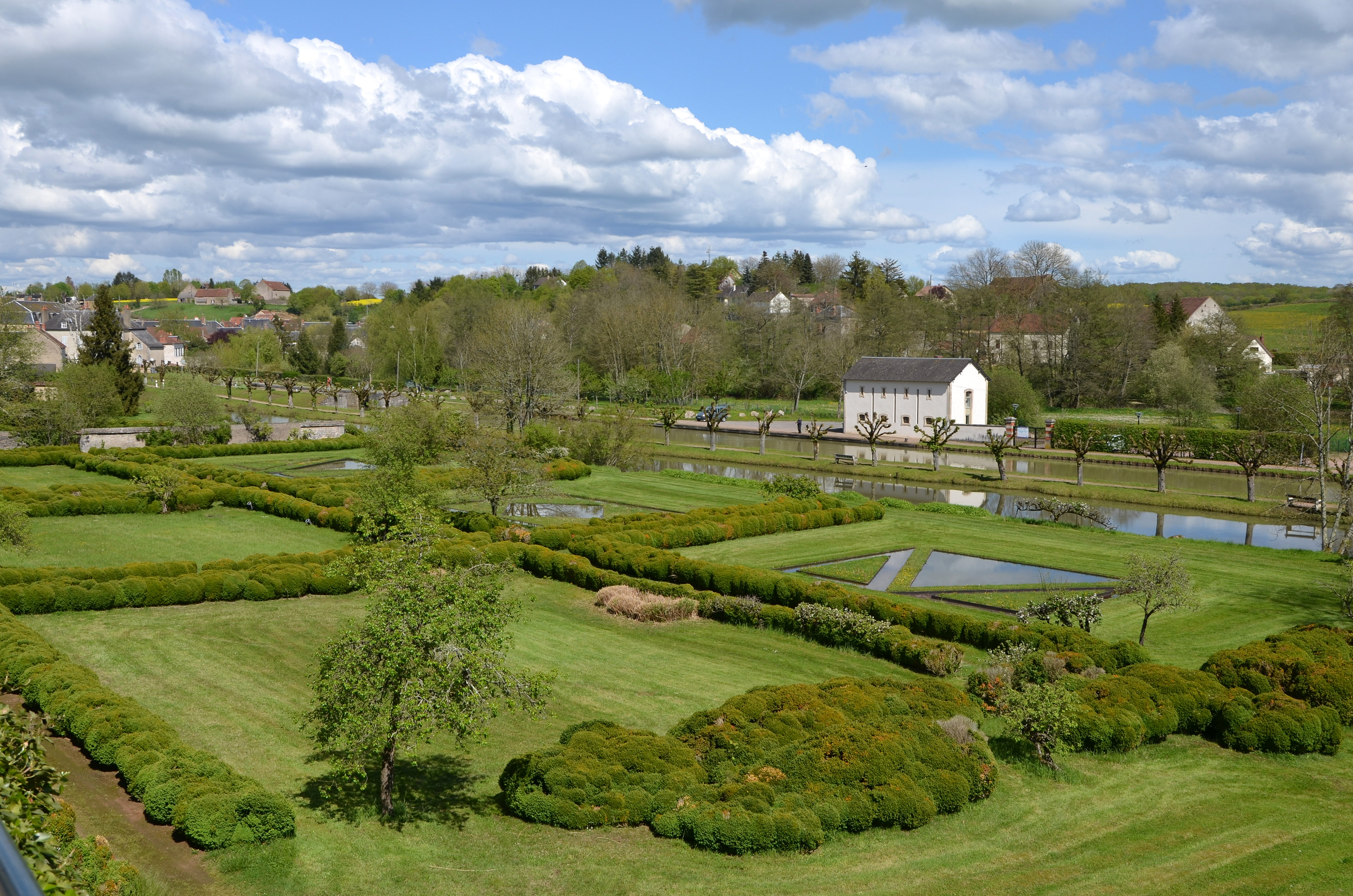
Jardins du château de Châtillon-en-Bazois.

#### Saône-et-Loire
- Céron : jardin des Soussilanges,
- Curbigny : jardins du château de Drée,
- Palinges : jardin potager du château de Digoine.

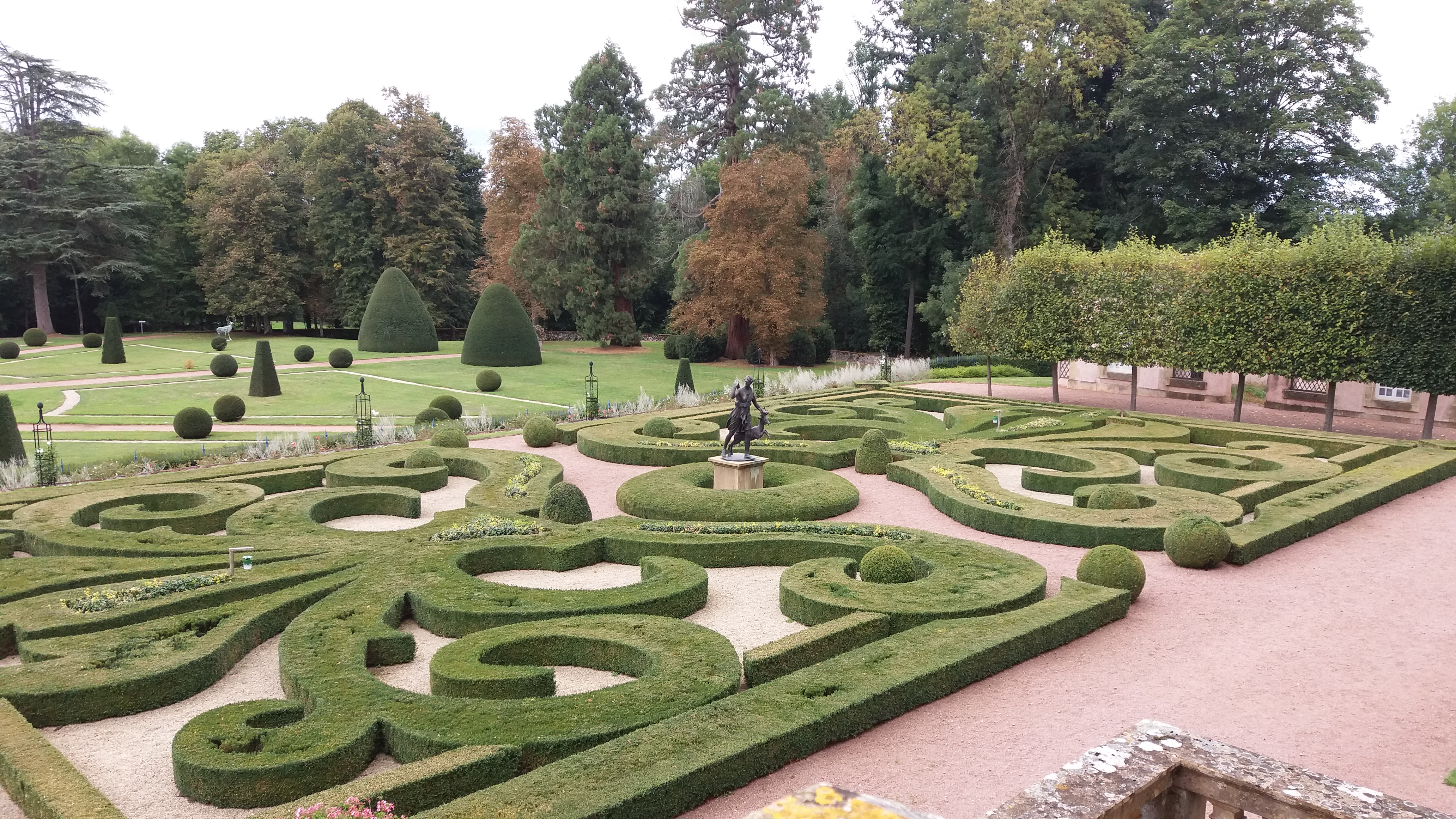
Le jardin de buis du château de Drée.
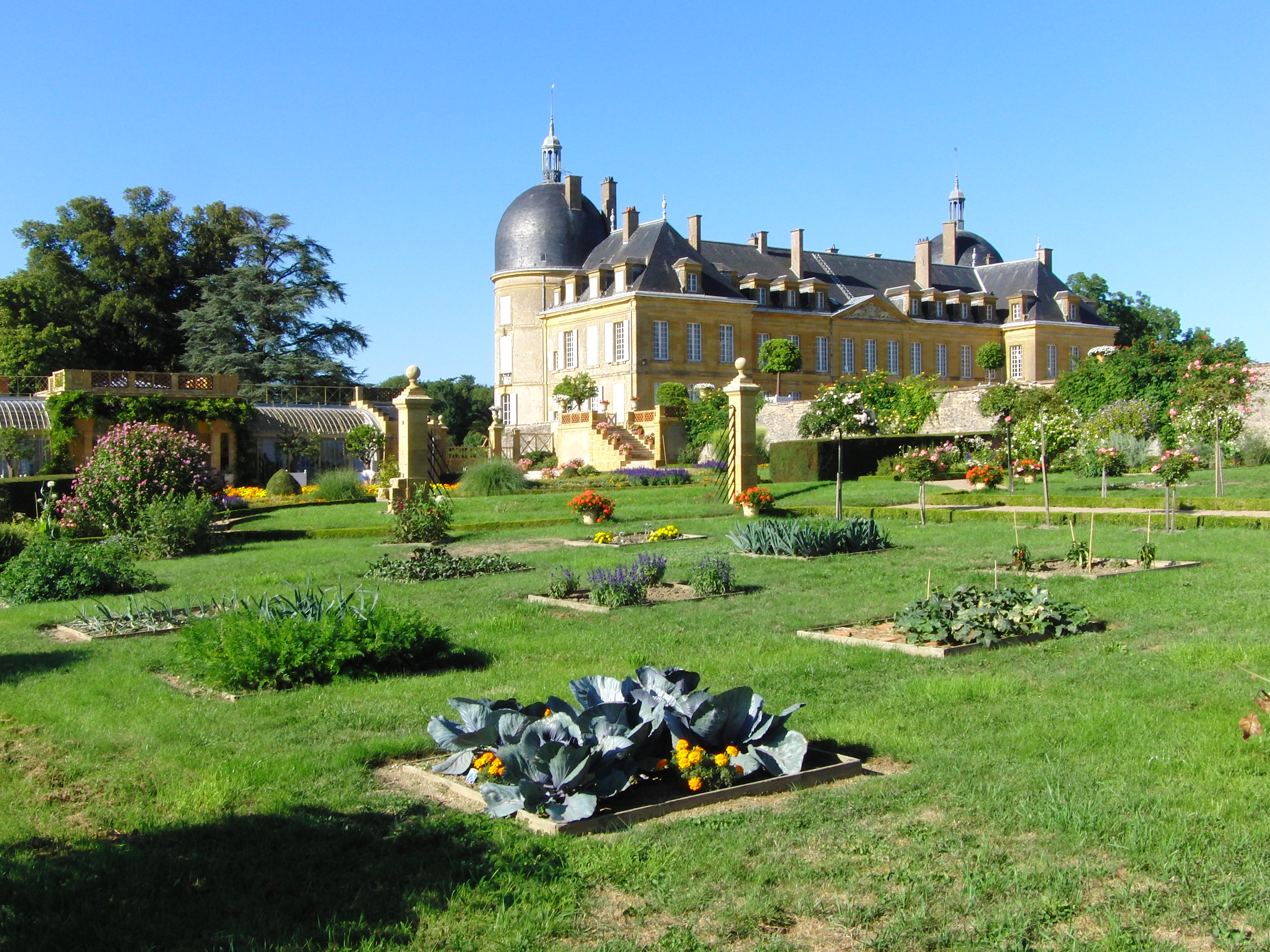
Jardin potager du château de Digoine à Palinges.

#### Yonne
- Guillon : parc et jardin de Courterolles,
- Leugny : jardin de la Borde,
- Sens : parc du moulin à tan et serres de collections tropicales,
- Thorigny-sur-Oreuse : parc du château de Thorigny.

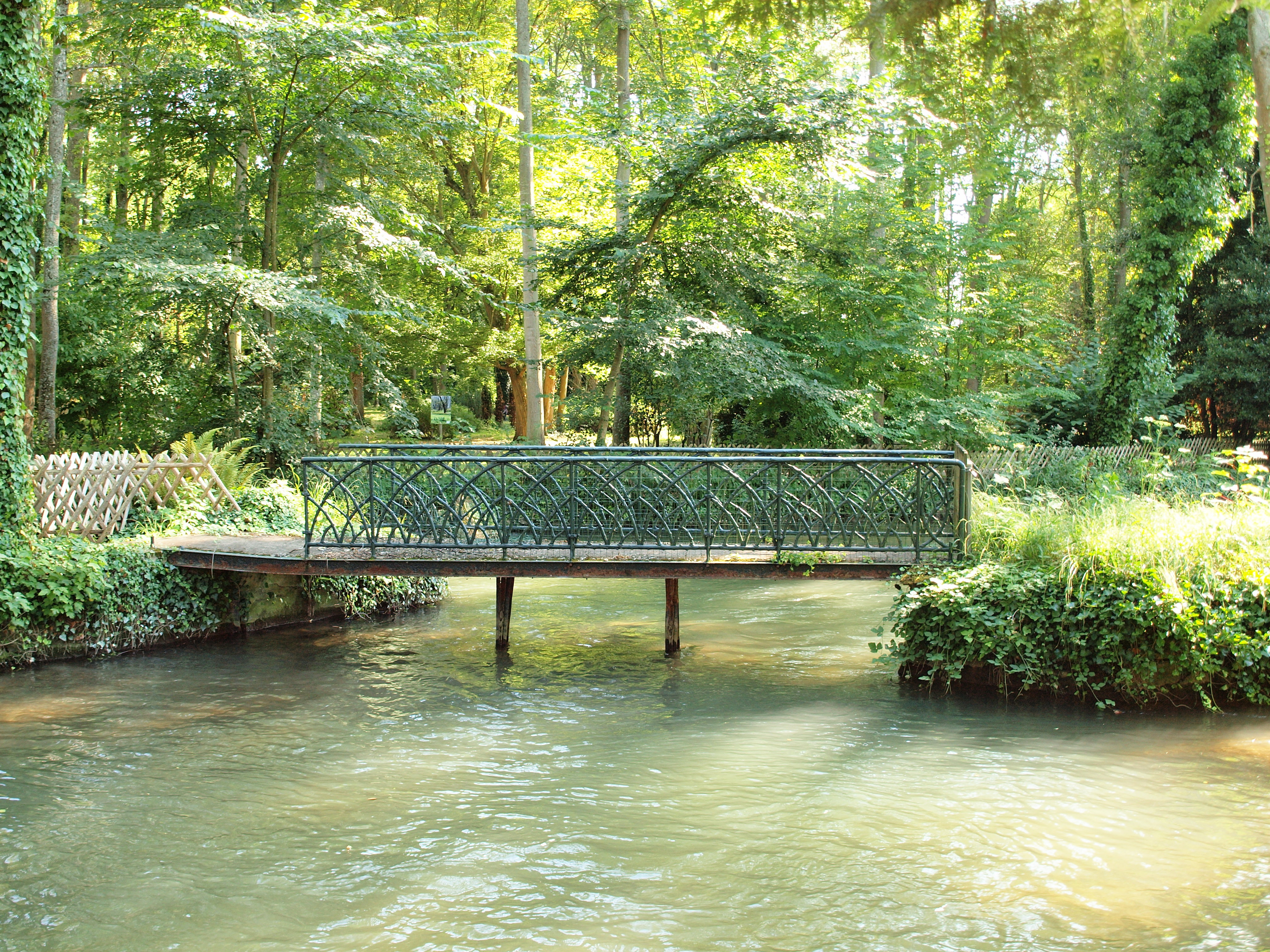
Passerelle dans le parc du moulin à tan.
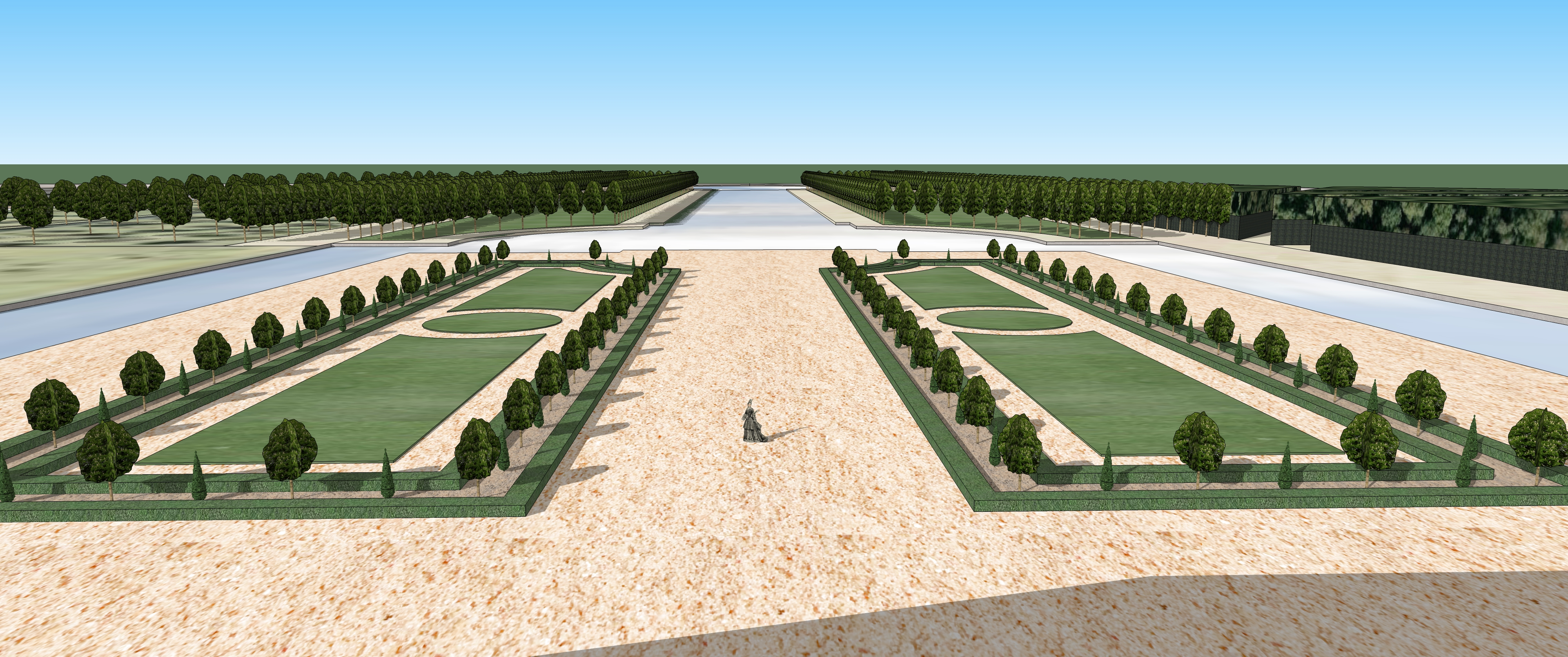
La grande perspective du château de Thorigny (dessin effectué vers 1710).

### Bretagne

#### Côtes-d'Armor
- Gouarec : jardin de la rue au Lin,
- Lanrivain : jardin du Grand Launay,
- Lanvellec : parc et jardin du château de Rosanbo,
- Mûr-de-Bretagne : jardin du Botrain,
- Penvénan : jardin du Pellinec,
- Ploëzal : parc et jardins du château de la Roche-Jagu,
- Plouasne : parc du château de Caradeuc,
- Plouëc-du-Trieux : jardin de Kerfouler,
- Plouguiel : jardin du Kestellic,
- Trédarzec : jardins de Kerdalo.

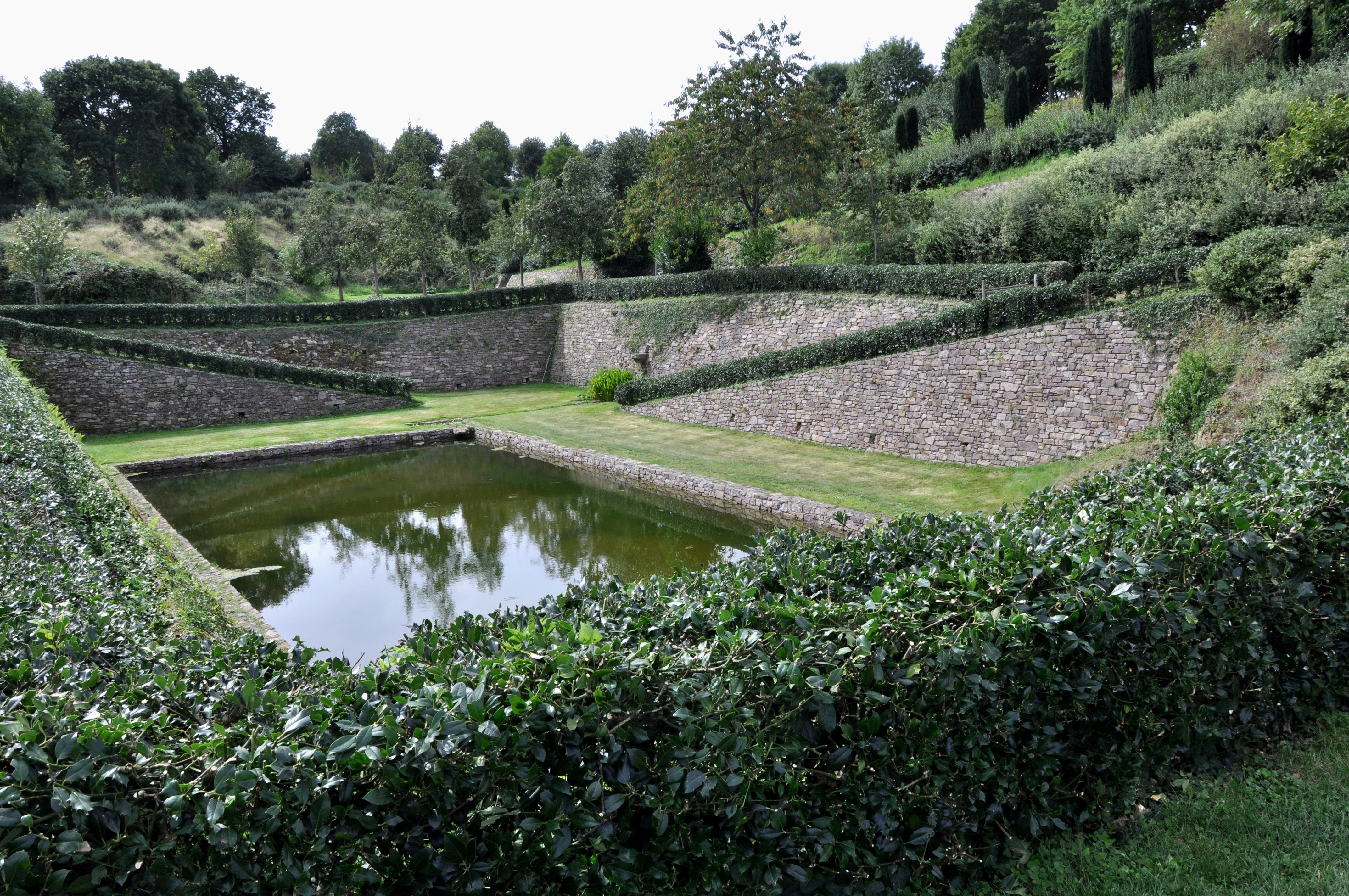
Jardins du château de la Roche-Jagu.
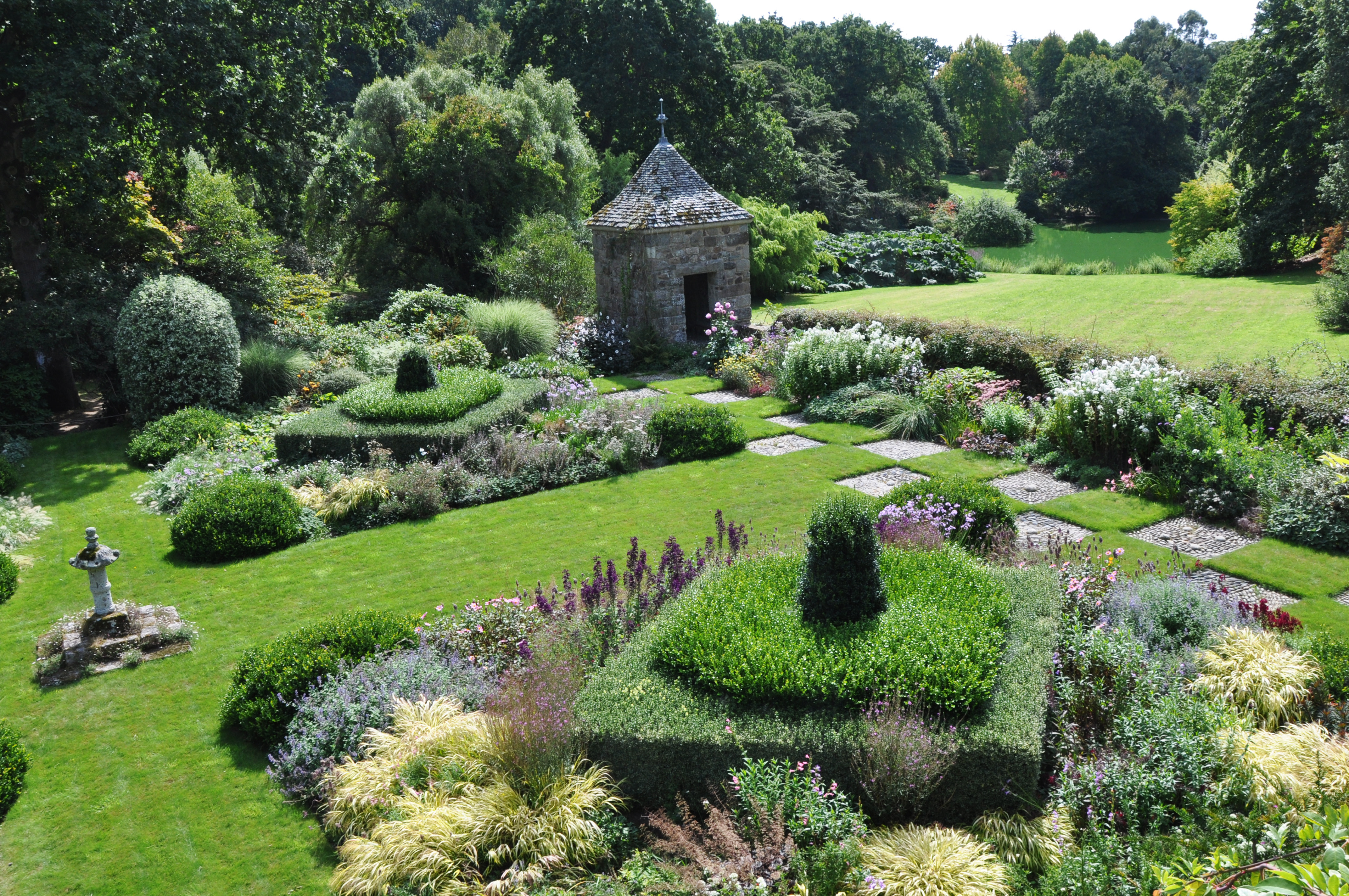
Les jardins de Kerdalo.

#### Finistère
- Brest : jardin et conservatoire botanique national de Brest,
- Combrit : parc botanique de Cornouaille,
- Daoulas : jardin des simples de l'abbaye Notre-Dame,
- Île-de-Batz : jardin Georges Delaselle,
- Quimper : jardin du prieuré de Locmaria,
- Roscoff : jardin exotique et botanique de Roscoff,
- Saint-Goazec : parc du château de Trévarez.

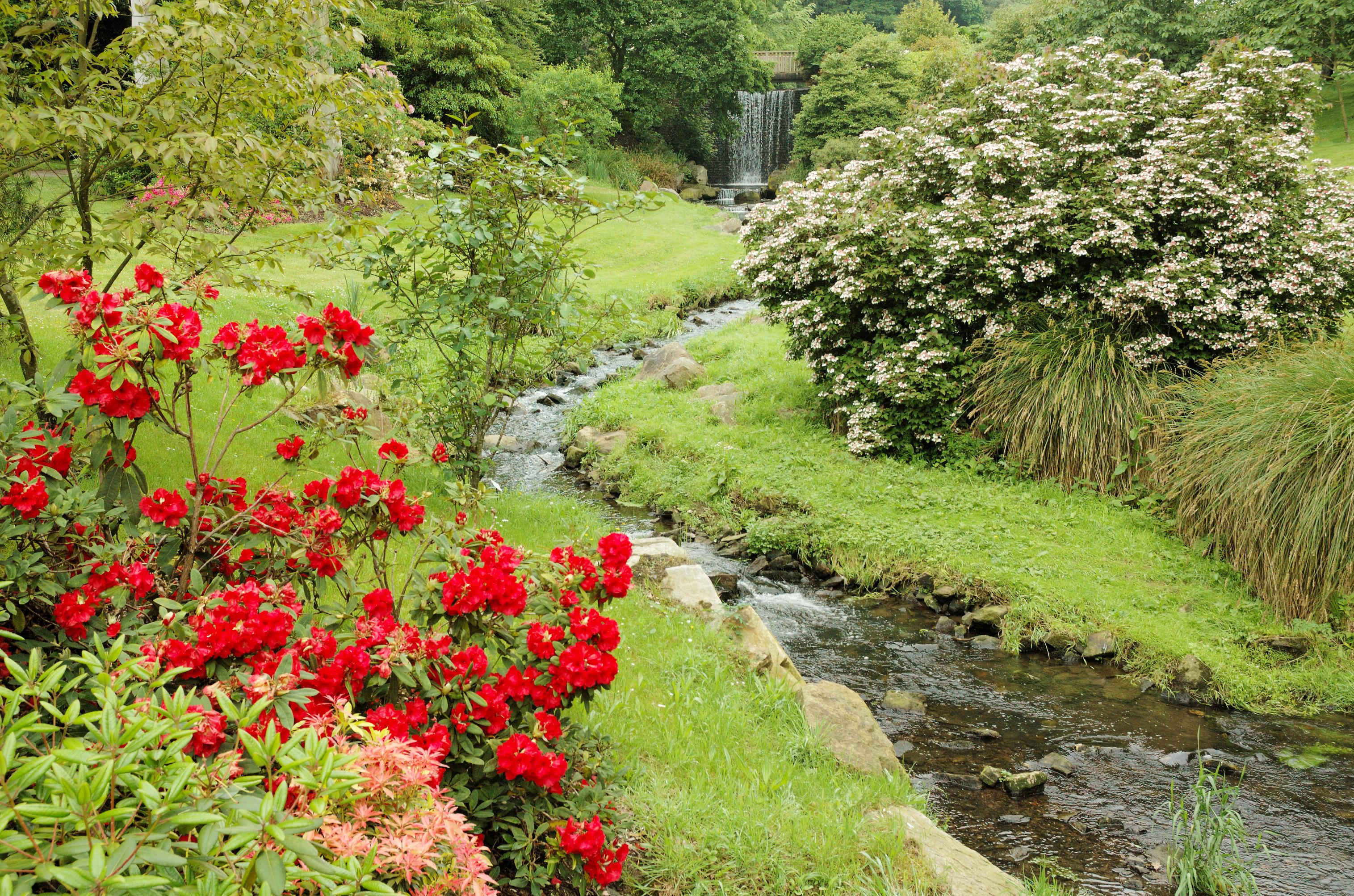
Conservatoire national botanique de Brest.
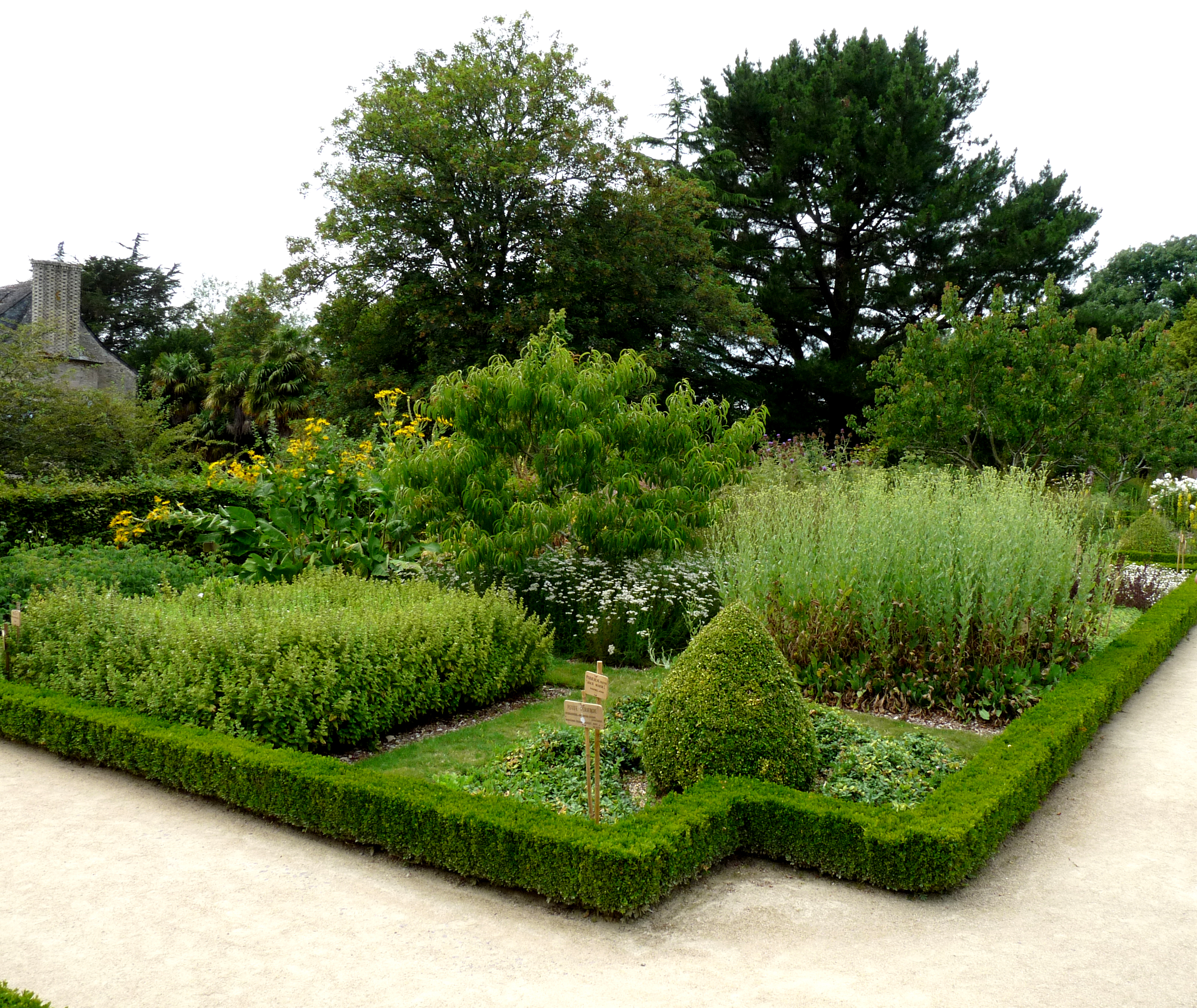
Jardin des simples de l'abbaye de Daoulas.
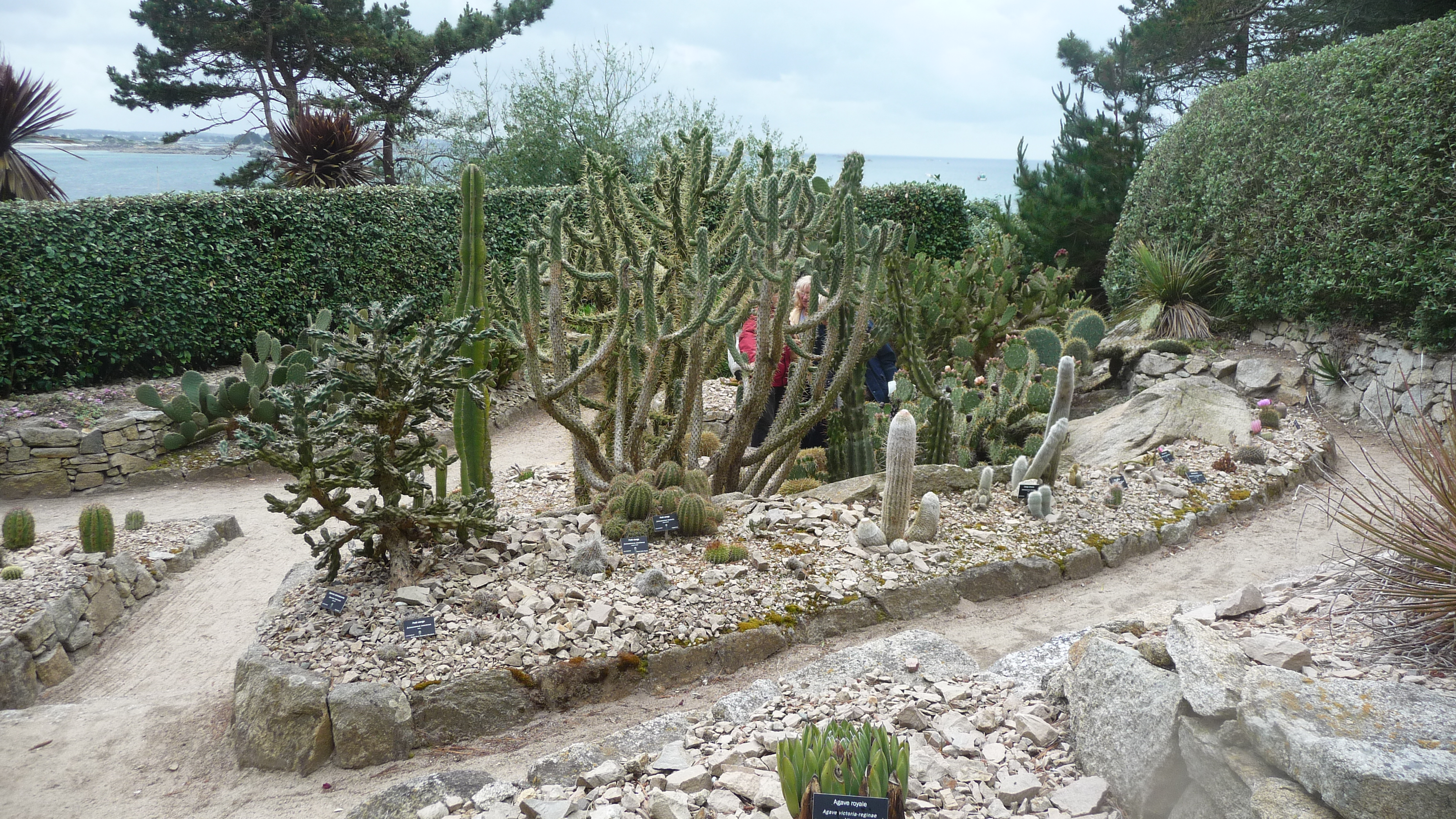
Jardin Georges Delaselle.
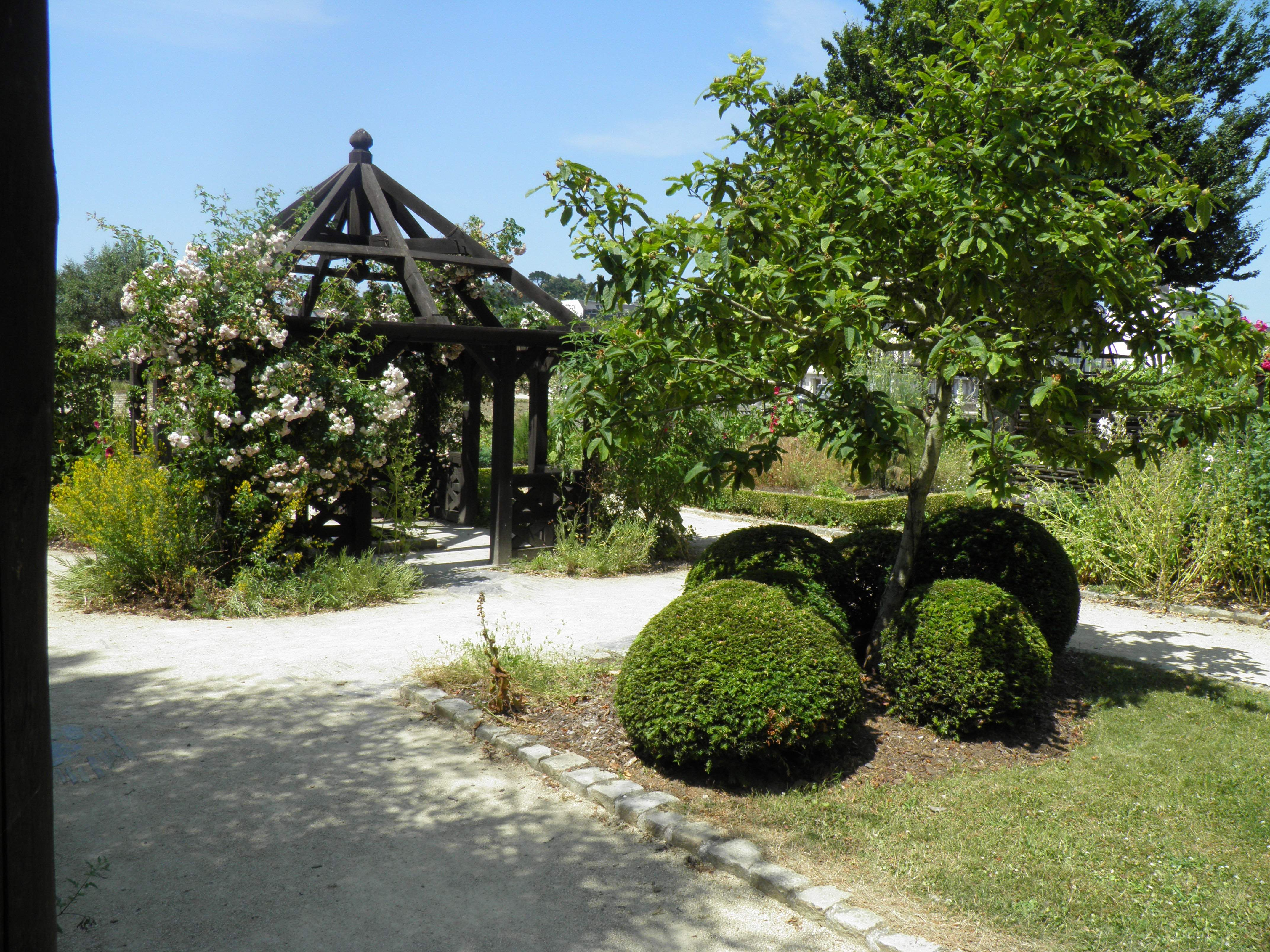
Jardin du prieuré de Locmaria.
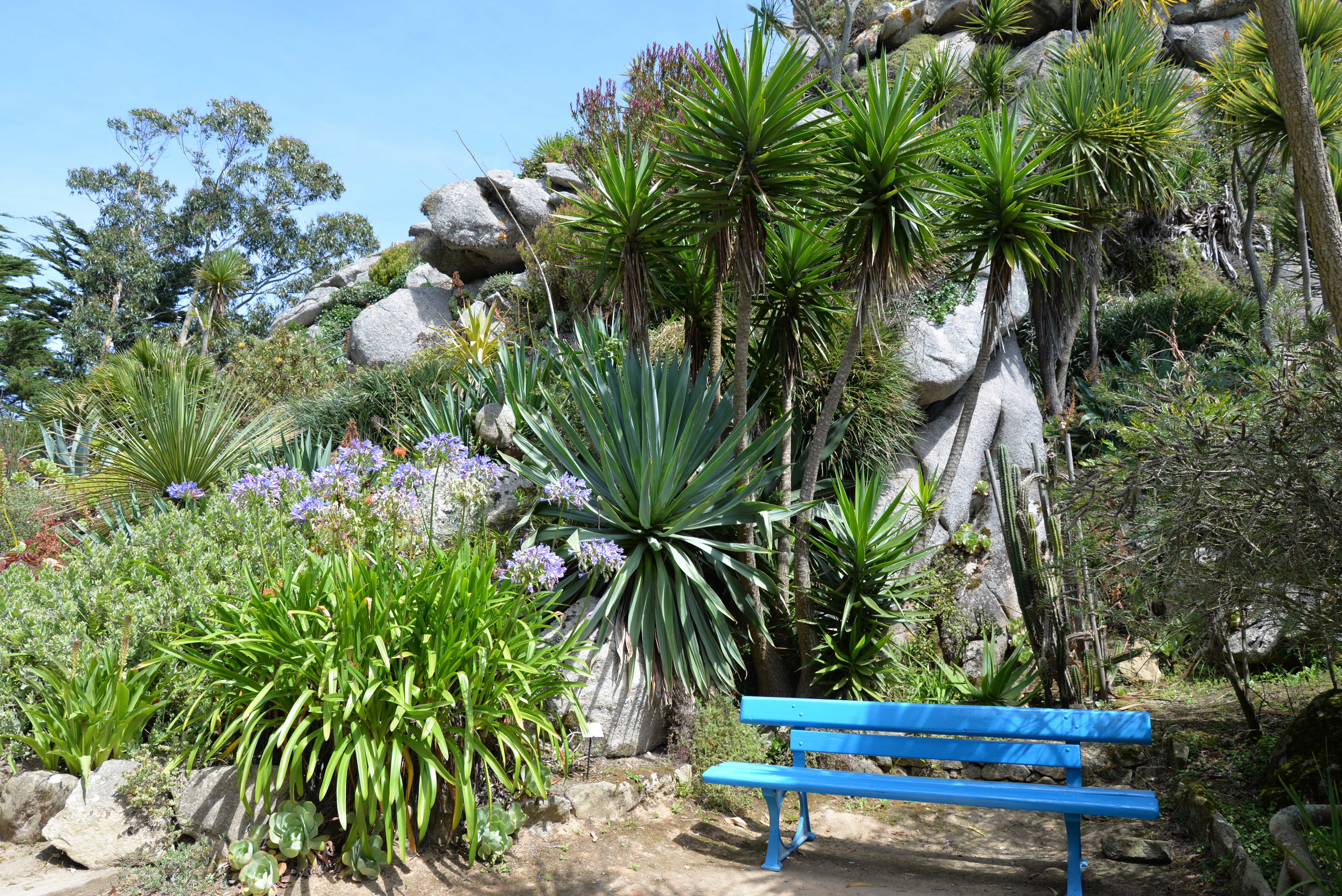
Jardin exotique et botanique de Roscoff.
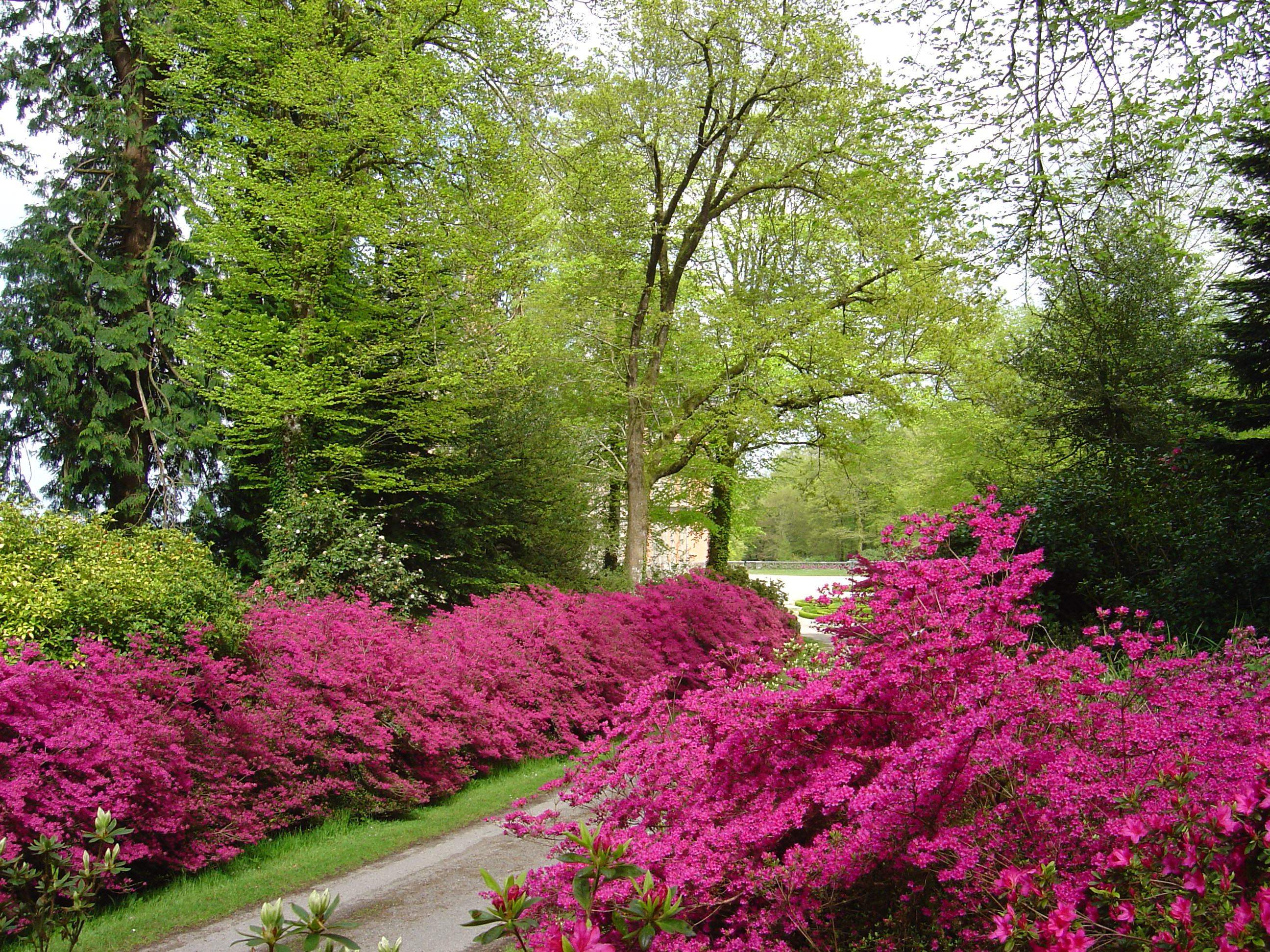
Parc du château de Trévarez.

#### Ille-et-Vilaine
- Bazouges-la-Pérouse : jardin du château de la Ballue,
- Bréal-sous-Montfort : jardins de Brocéliande,
- Corps-Nuds : jardins Rocambole,
- Le Châtellier : jardin du Soleil Levant dans le parc botanique de Haute-Bretagne,
- Noyal-sur-Vilaine : l'Athanor et le jardin médiéval de la Fontaine de vie au château de Bois-Orcan,
- Pleugueneuc : parc du château de la Bourbansais,
- Pleurtuit : parc du château de Montmarin,
- Val-d'Izé : parc du château du Bois-Cornillé.

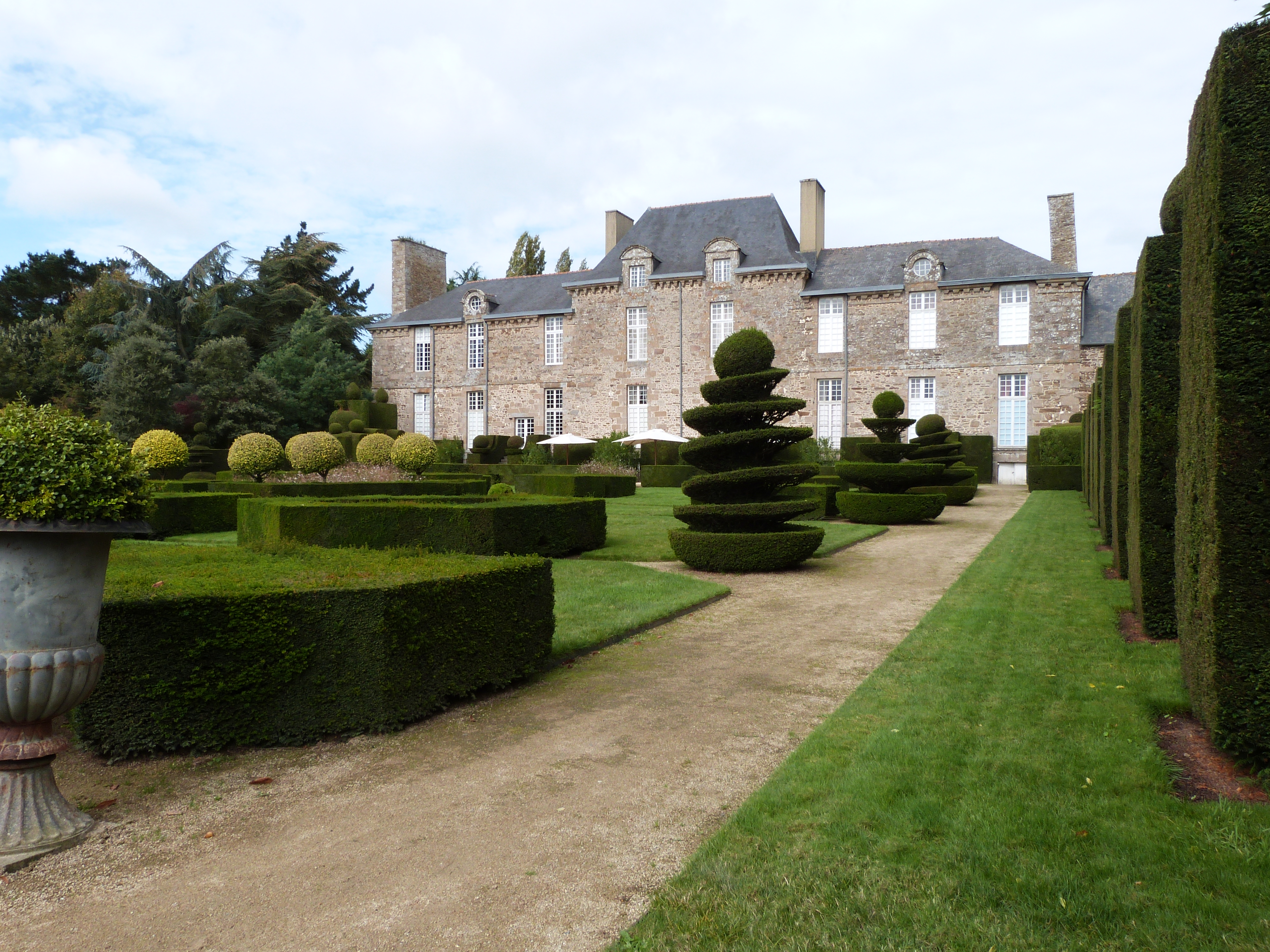
Jardin du château de la Ballue.
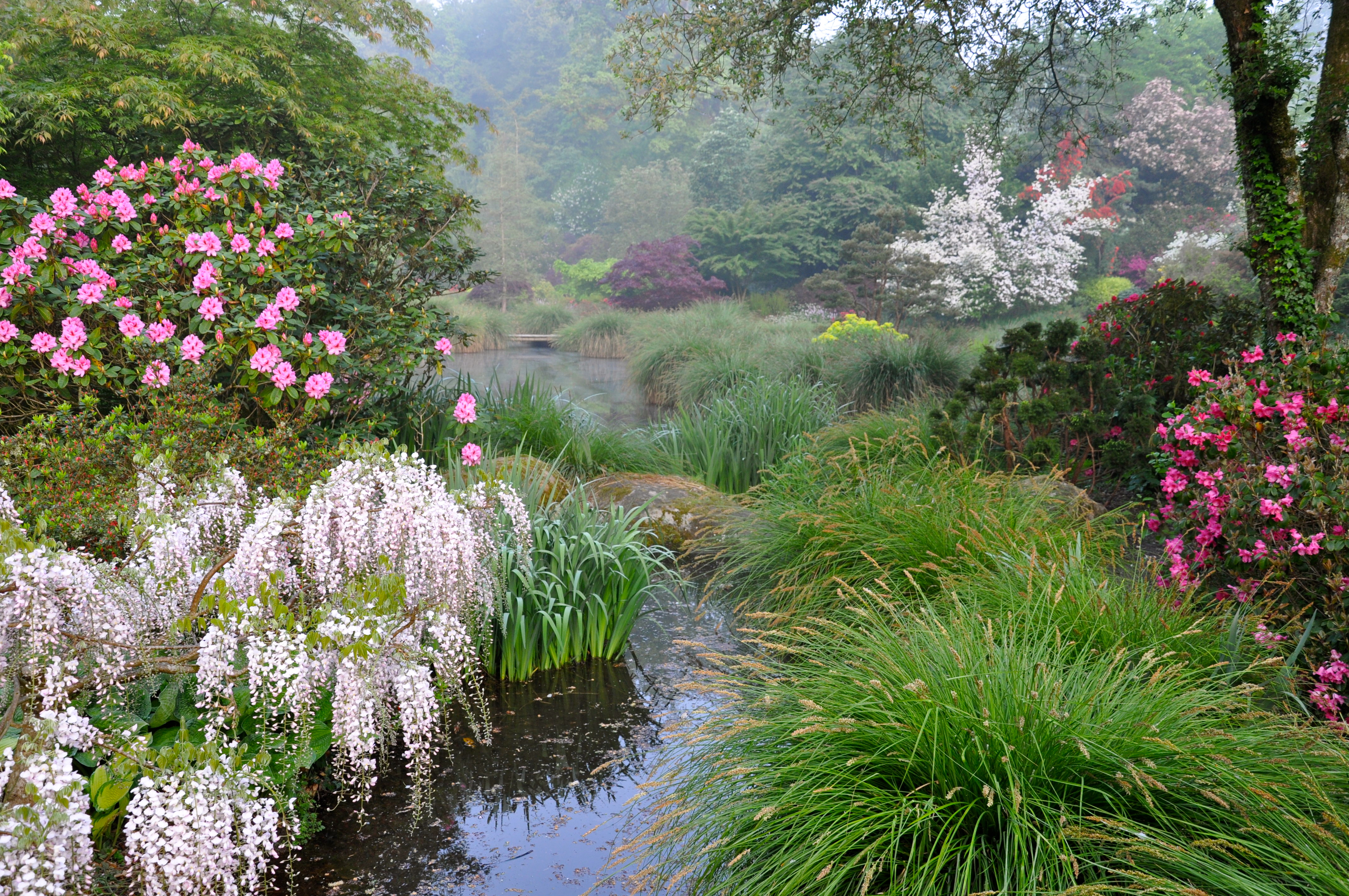
Le vallon des Poètes, Parc botanique de Haute-Bretagne.
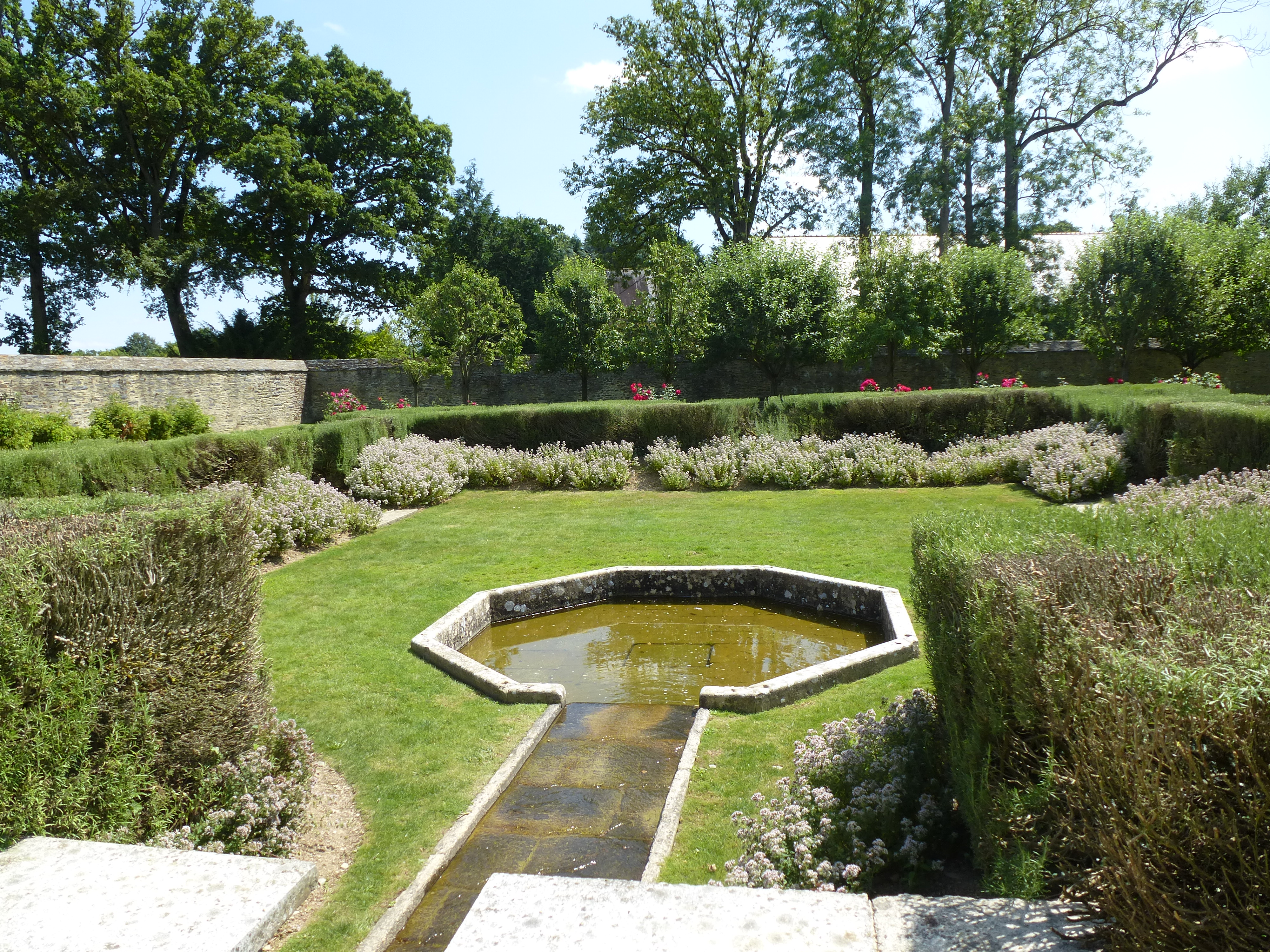
Jardin médiéval du château de Bois-Orcan.
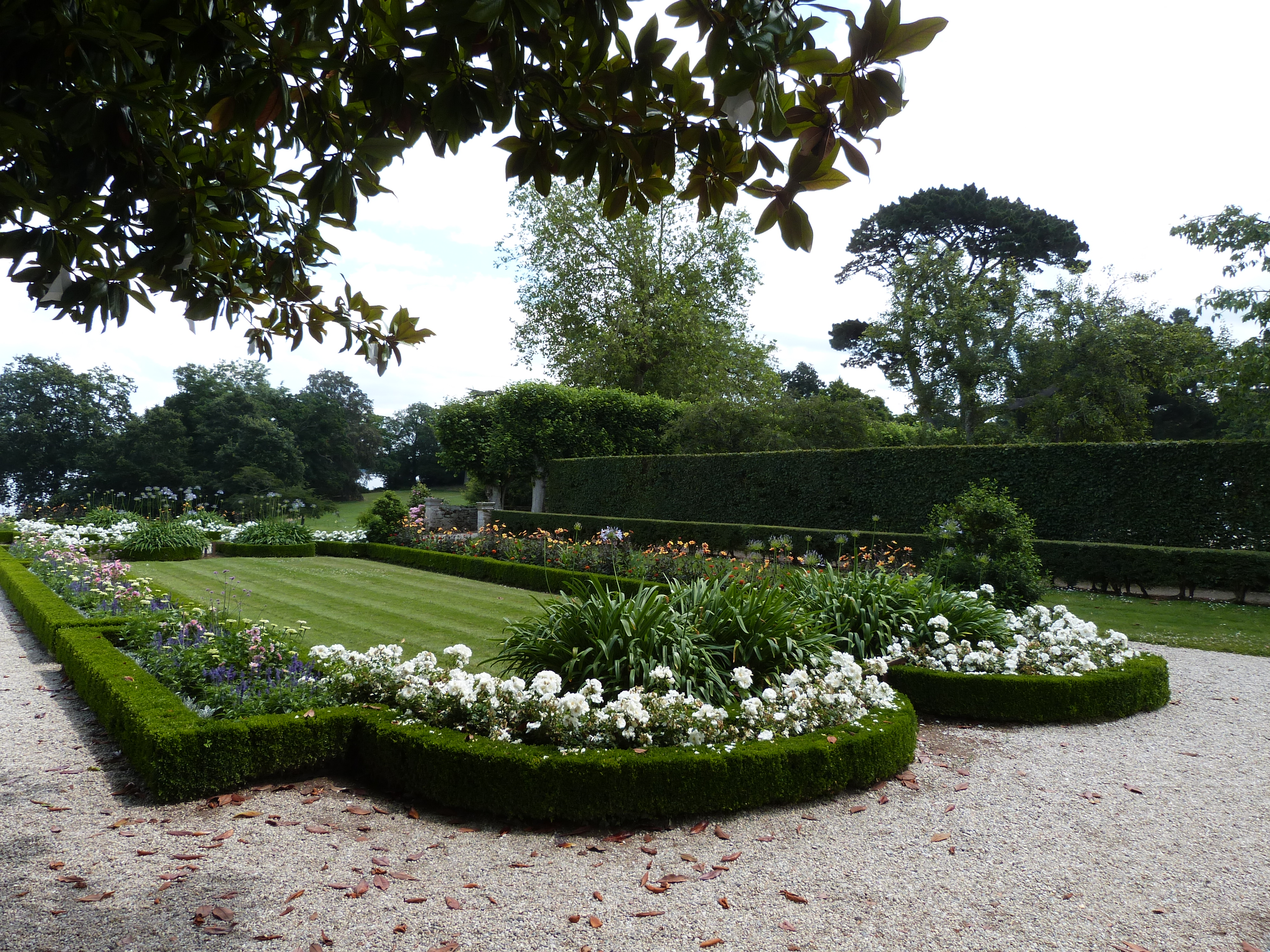
Jardin à la française du château de Montmarin.

### Centre-Val de Loire

#### Cher
- Ainay-le-Vieil : jardins du château d'Ainay-le-Vieil,
- Apremont-sur-Allier : parc floral d'Apremont,
- Bourges : jardin des Prés-Fichaux,
- Jalognes-Groises : parc du château de Pesselières,
- Jussy-Champagne : parc du château de Jussy,
- Maisonnais : jardins du prieuré Notre-Dame d'Orsan,
- Neuilly-en-Sancerre : jardin de Marie.

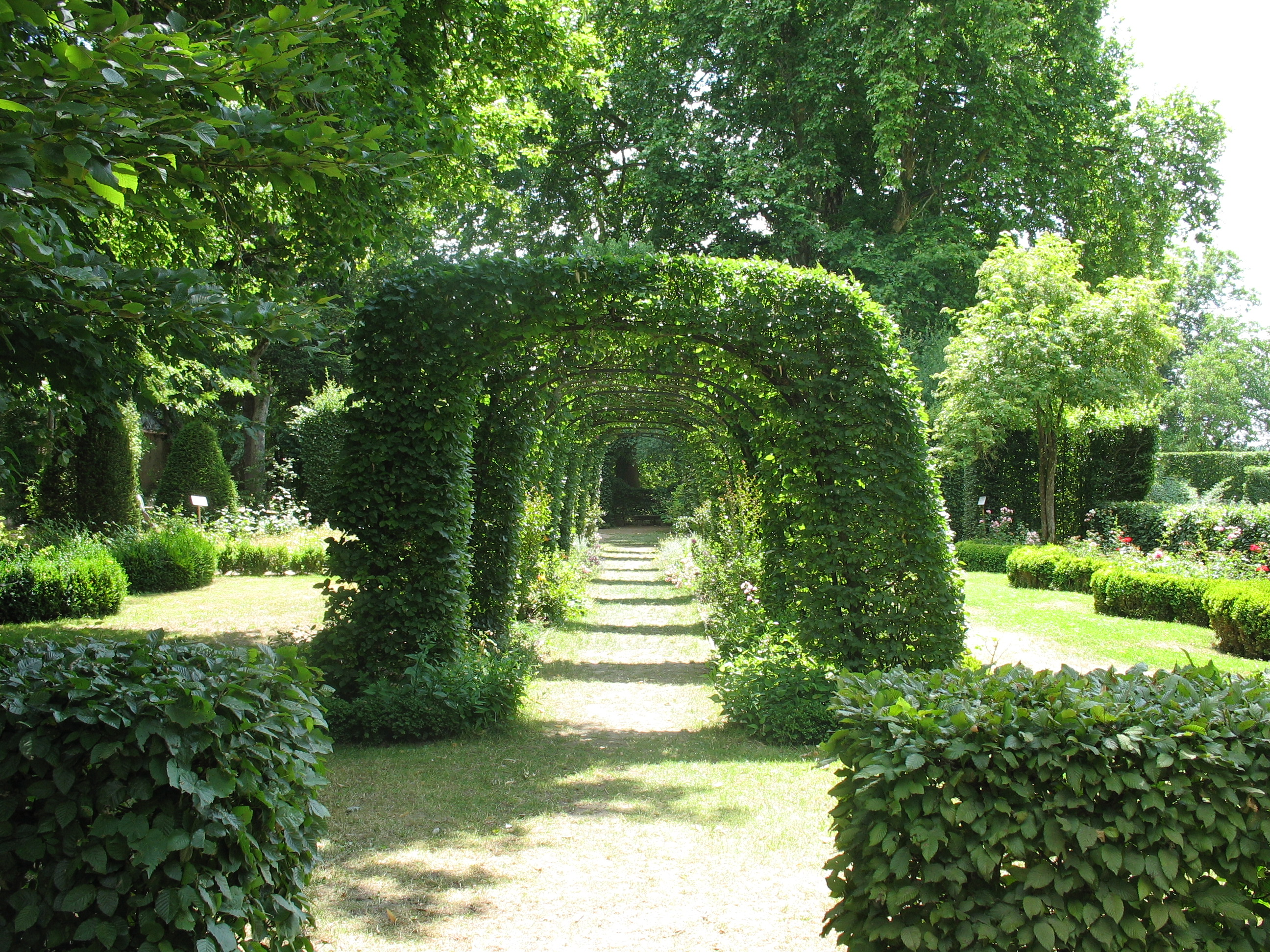
Les jardins du château d'Ainay-le-Vieil.
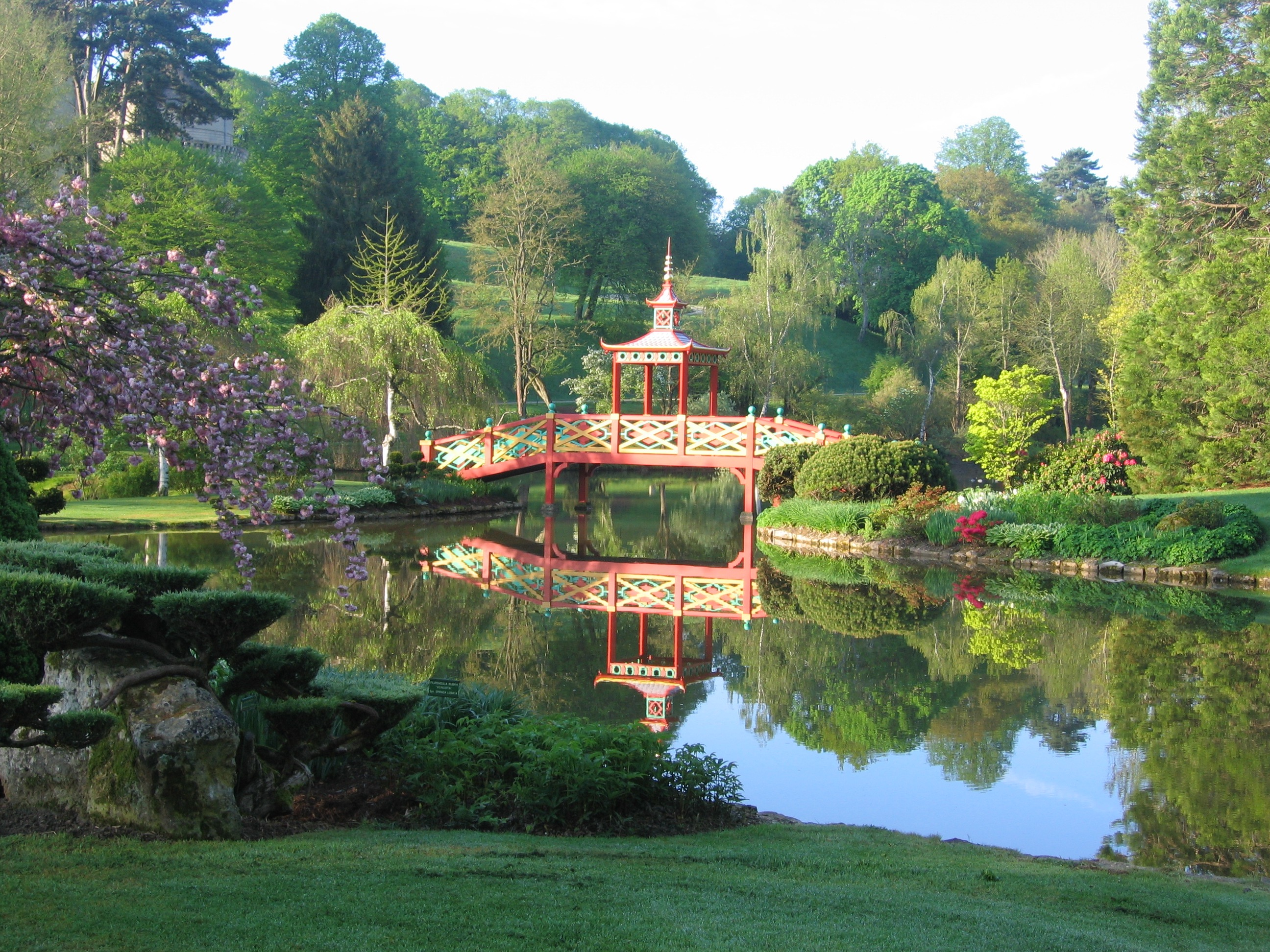
Parc floral d'Apremont.
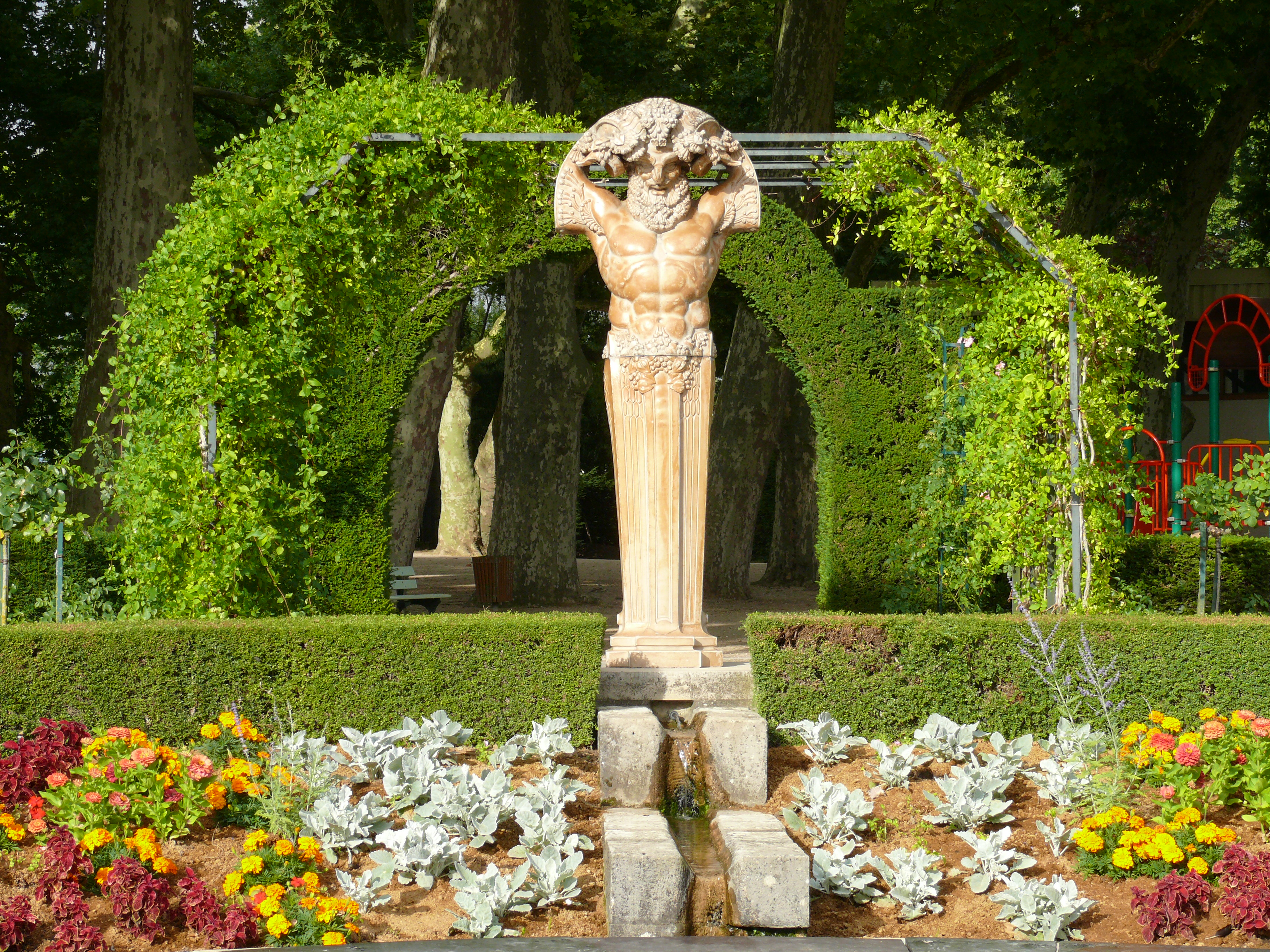
Jardin des Prés-Fichaux.

#### Eure-et-Loir
- Illiers-Combray : Pré Catelan (« parc de Tansonville » dans l’œuvre de Marcel Proust).

Jardin du Pré-Catelan à Illiers-Combray
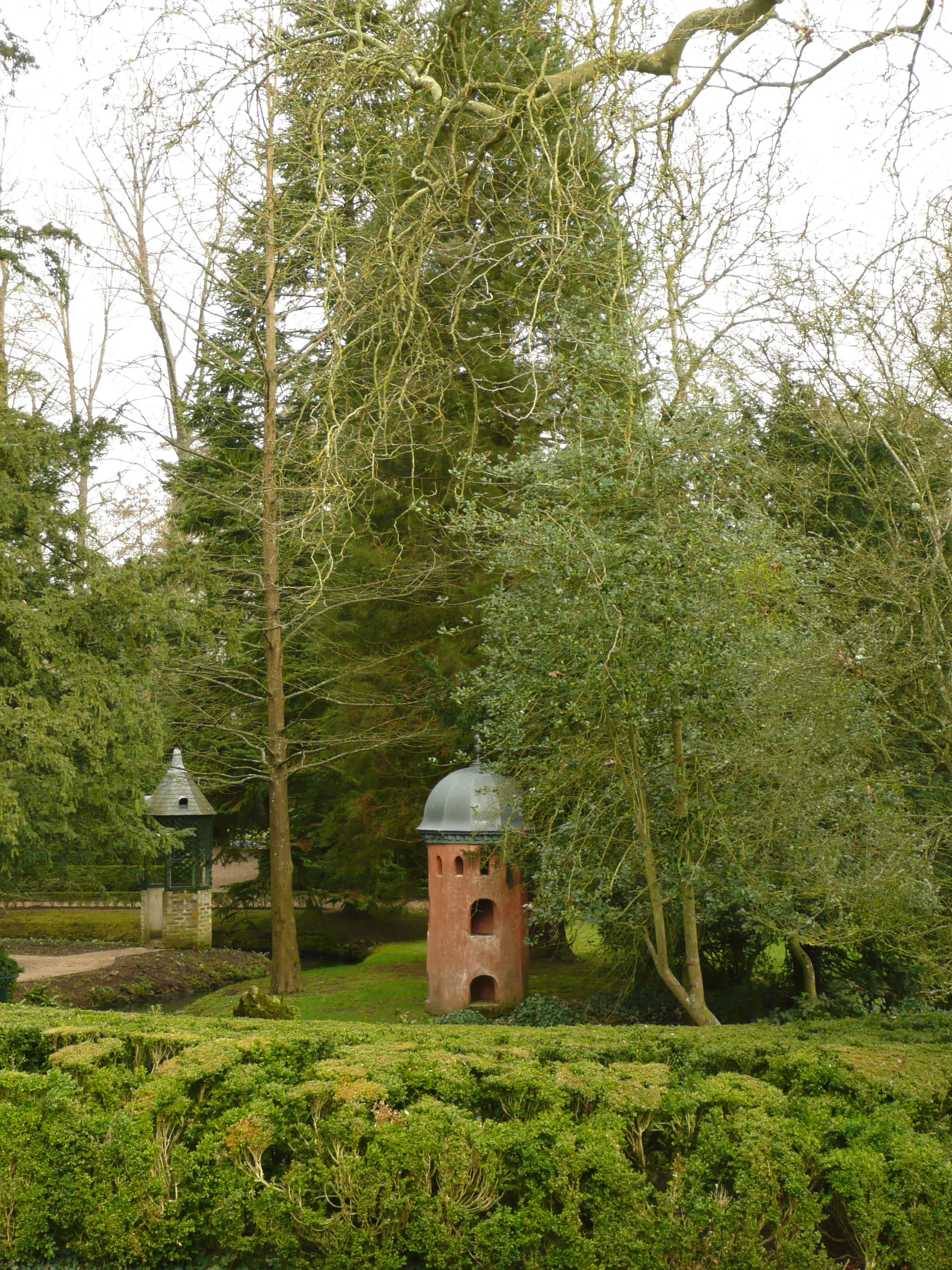
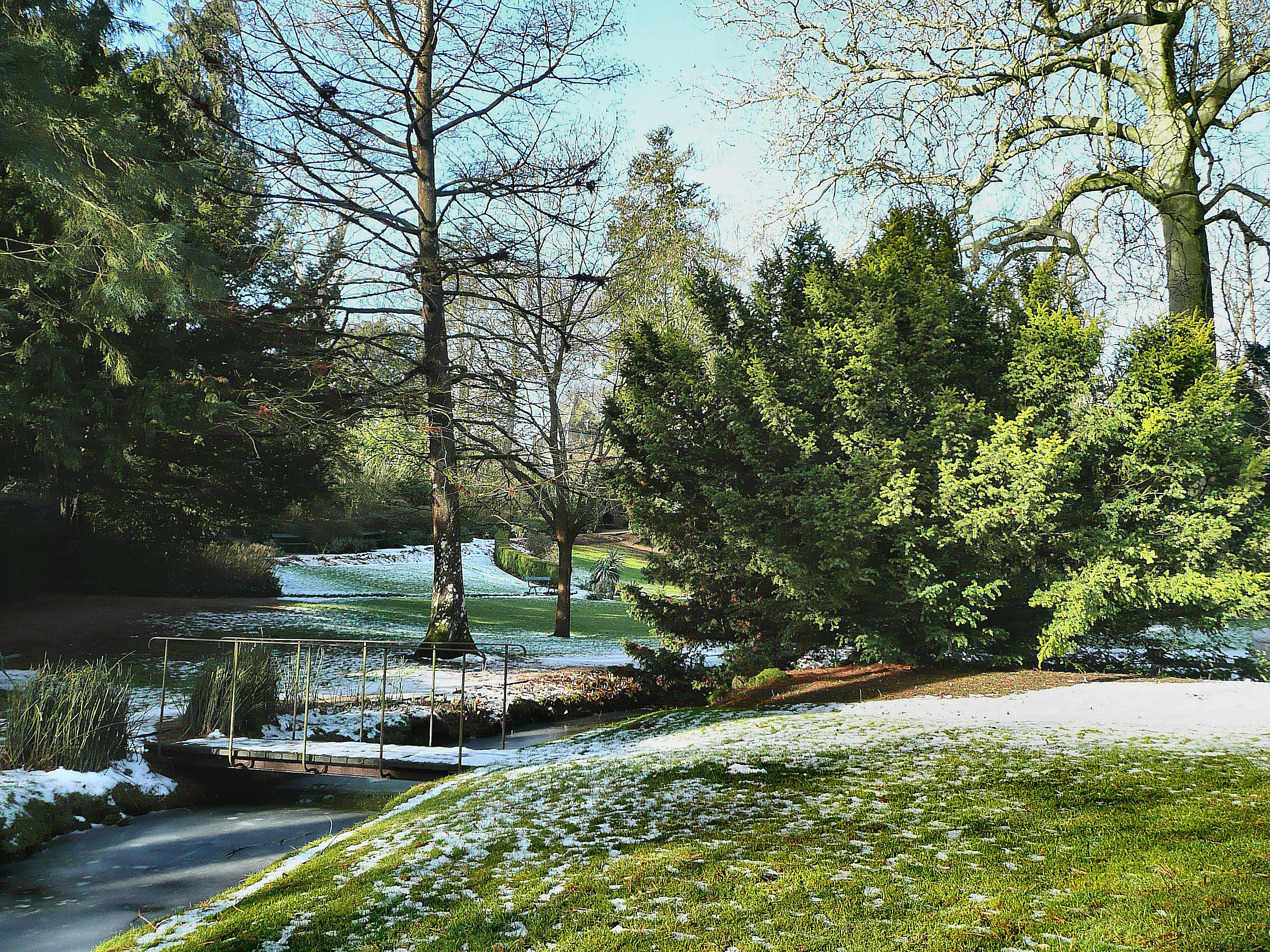
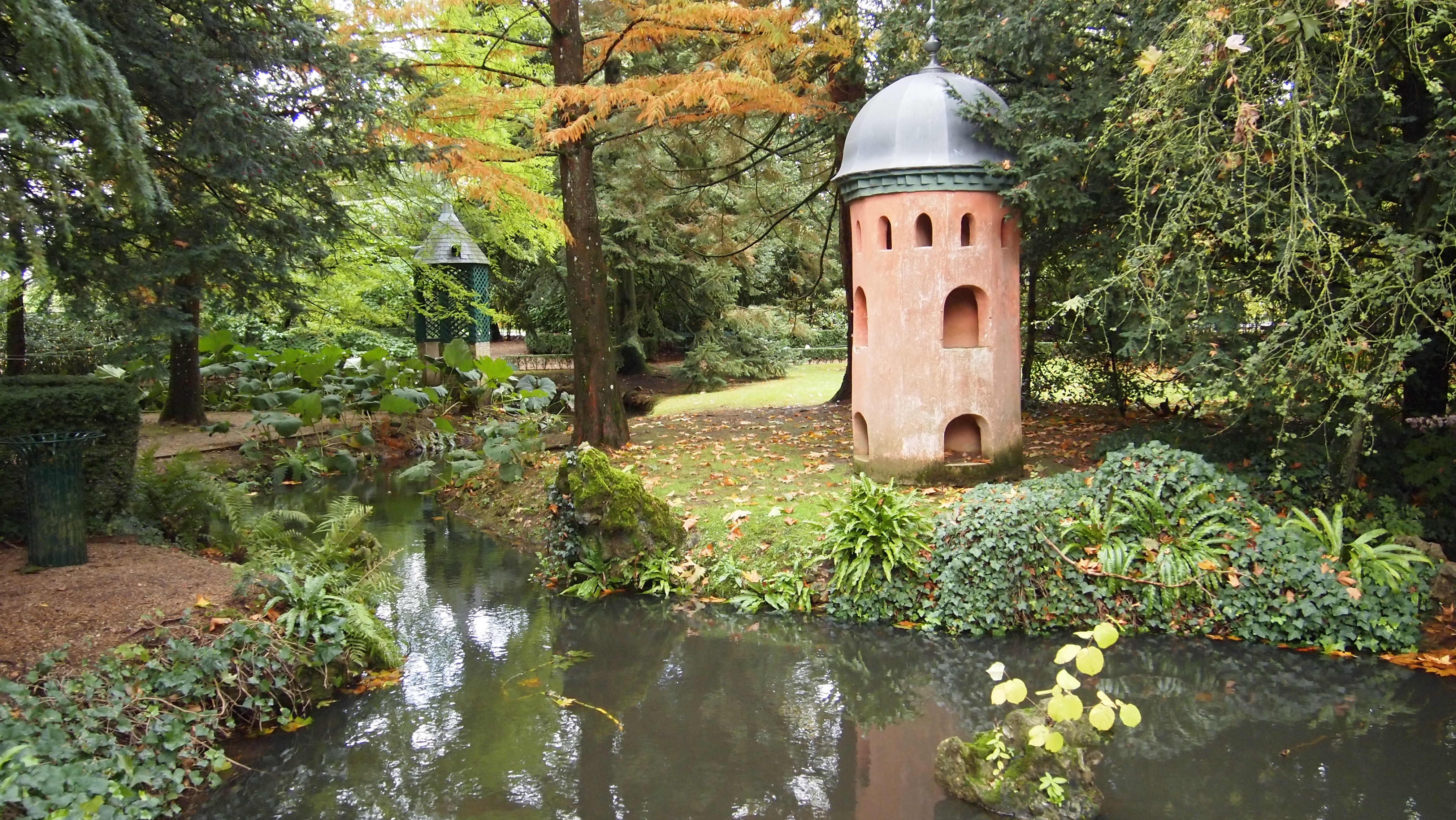
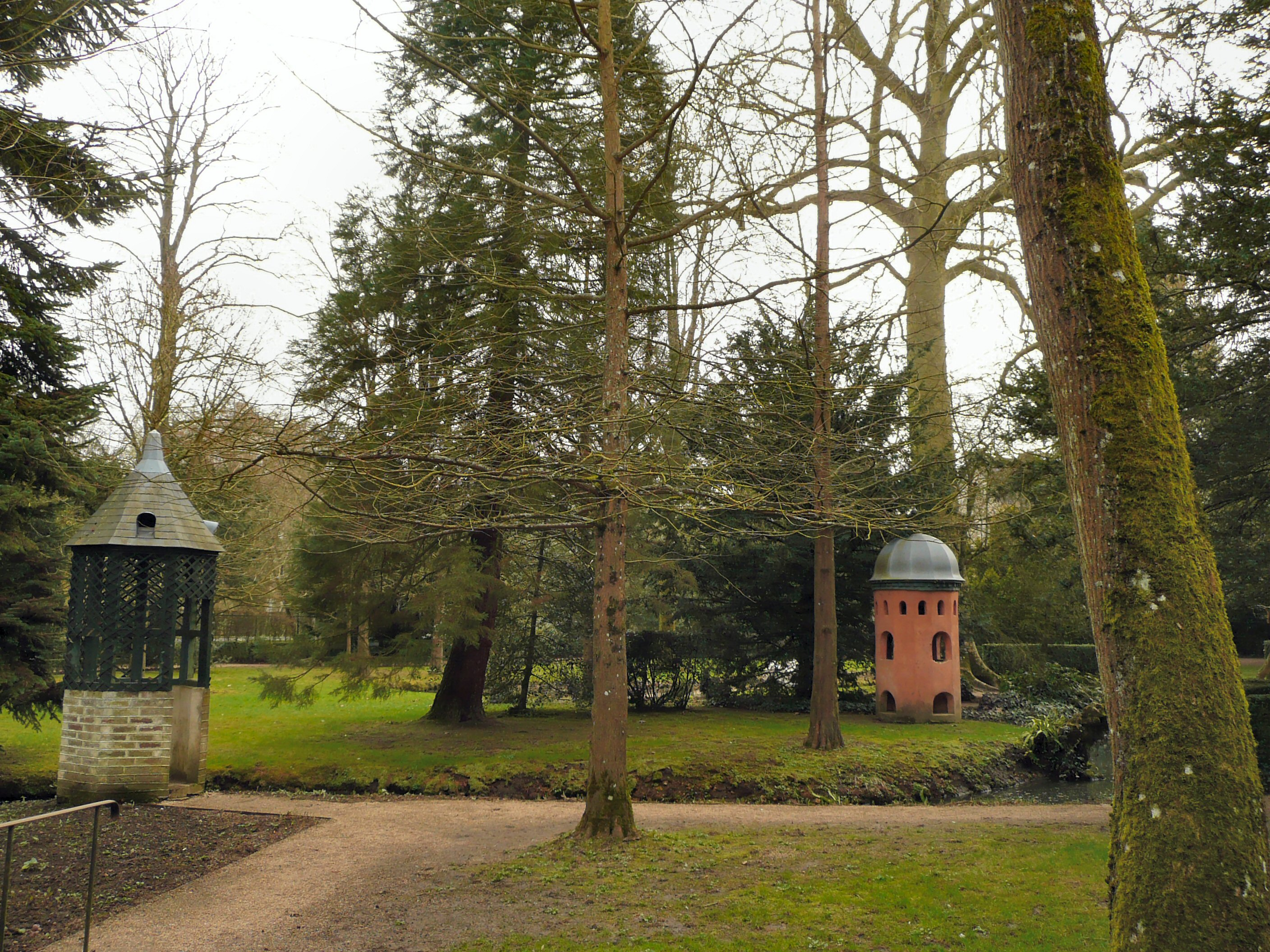

.

#### Indre
- Azay-le-Ferron : parc du château d'Azay-le-Ferron,
- Bouges-le-Château : jardin du château de Bouges,
- Poulaines : domaine de Poulaines.

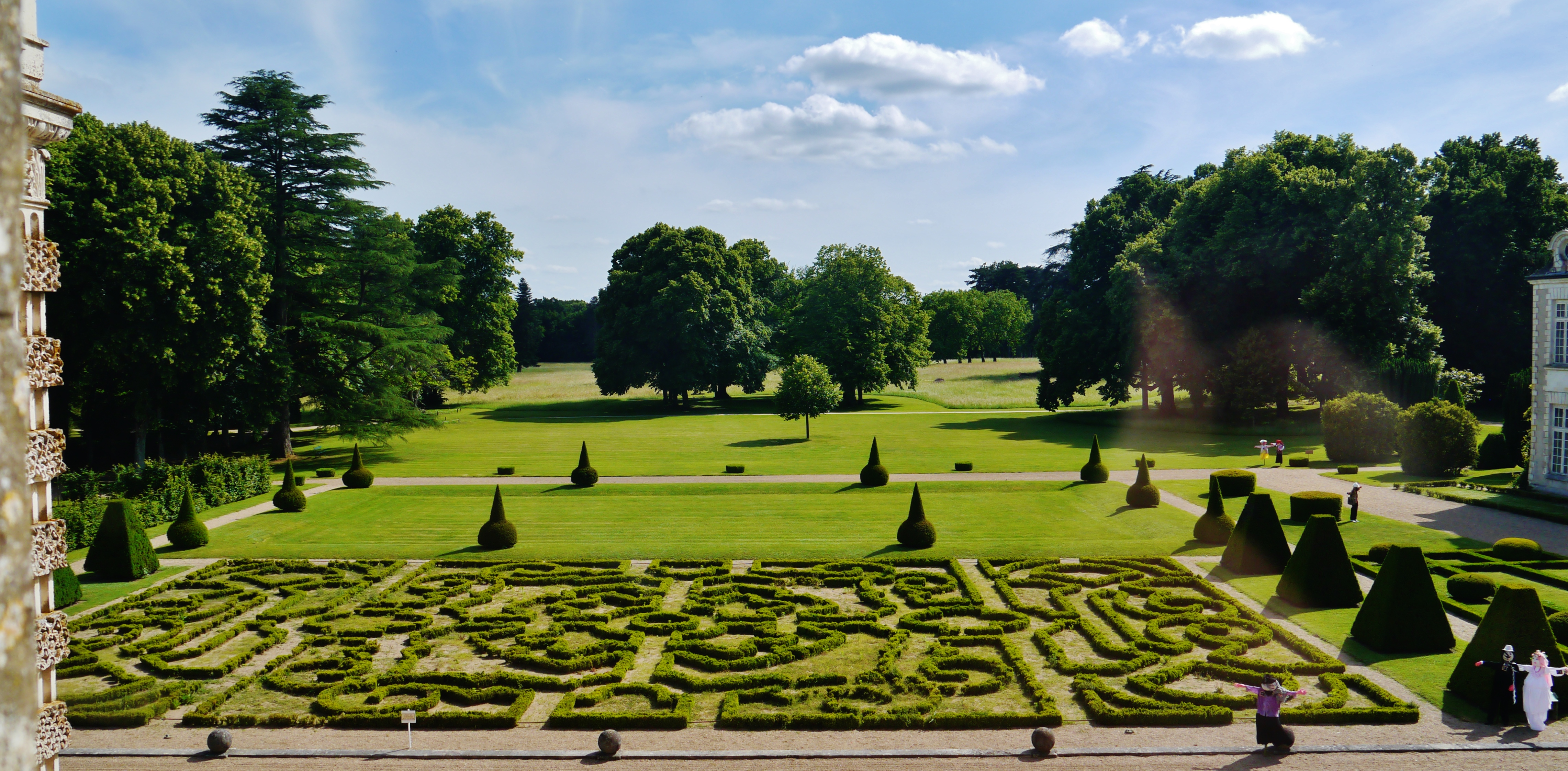
Parc du château d'Azay-le-Ferron.
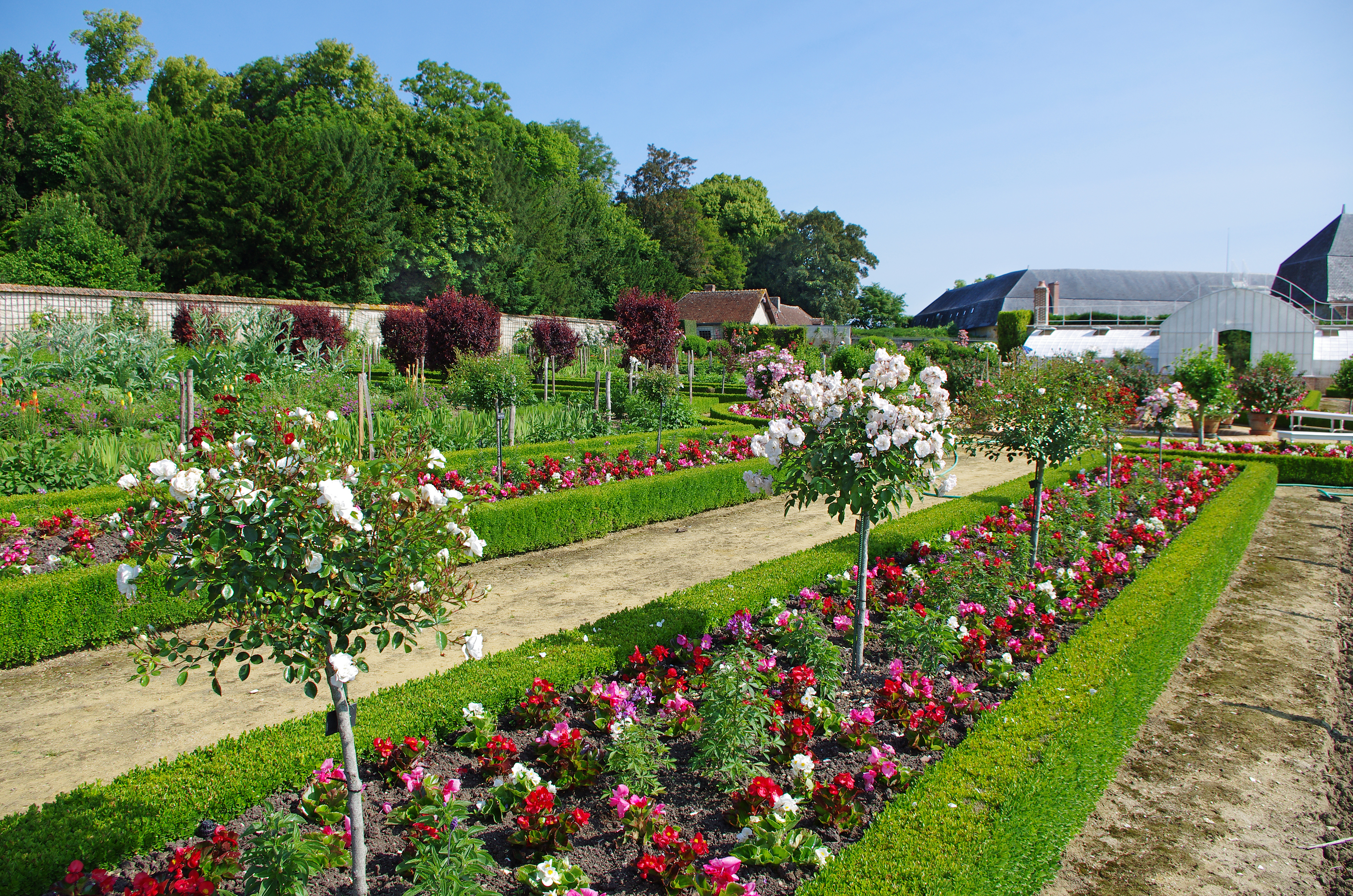
Jardin du château de Bouges.

#### Indre-et-Loire
- Amboise : jardins du château royal d'Amboise,
- Chançay : parc et jardins du château de Valmer,
- Chédigny : village-jardin de Chédigny, premier village de France à obtenir le label[2],
- Chenonceaux : parc et jardins du château de Chenonceau,
- Lémeré : jardins du château du Rivau,
- Rochecorbon : jardin du manoir des Basses-Rivières
- Tours : jardin des Prébendes d'Oé,
- Veigné : arboretum de la Martinière,
- Villandry : jardins du château de Villandry.

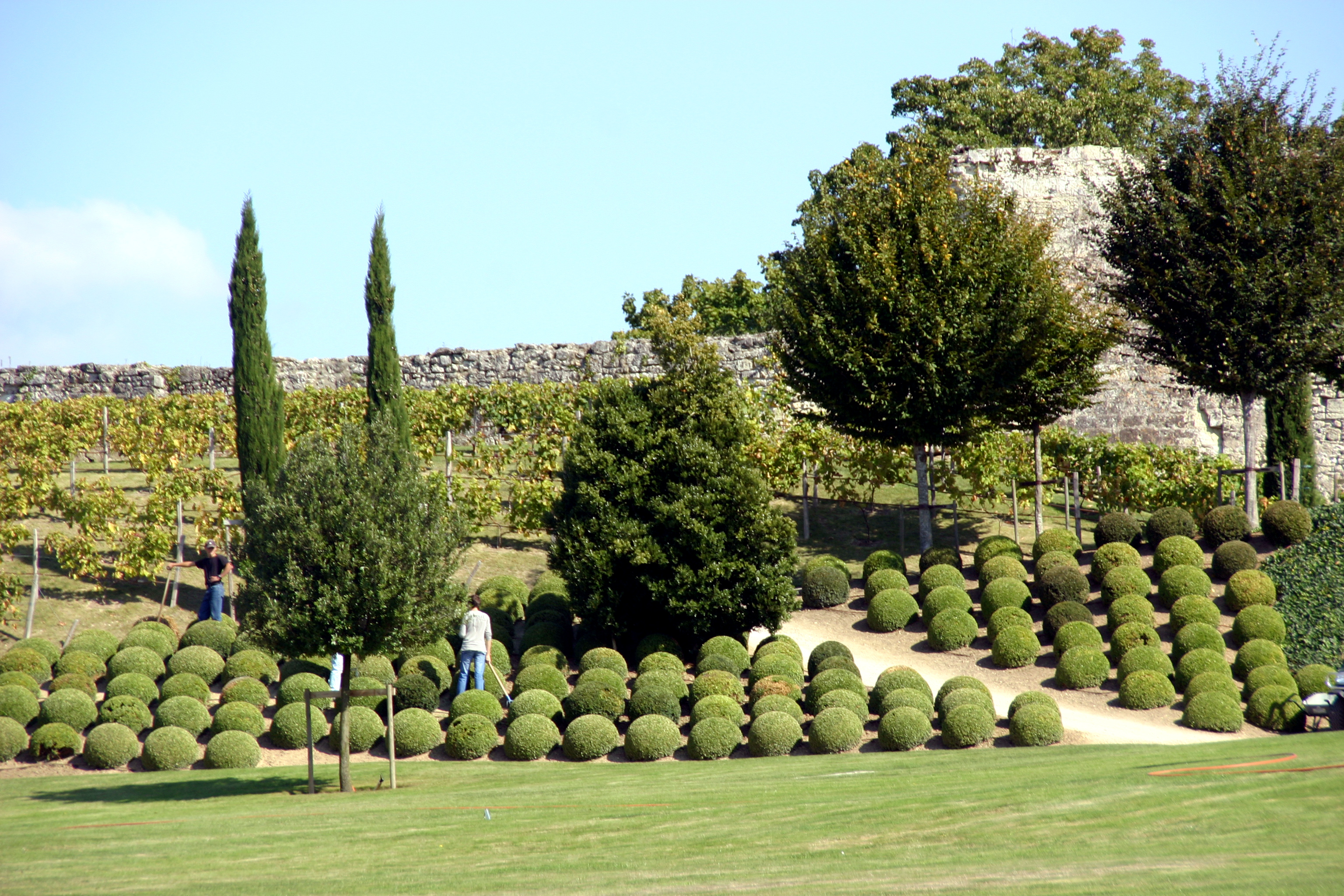
Jardins du château royal d'Amboise.
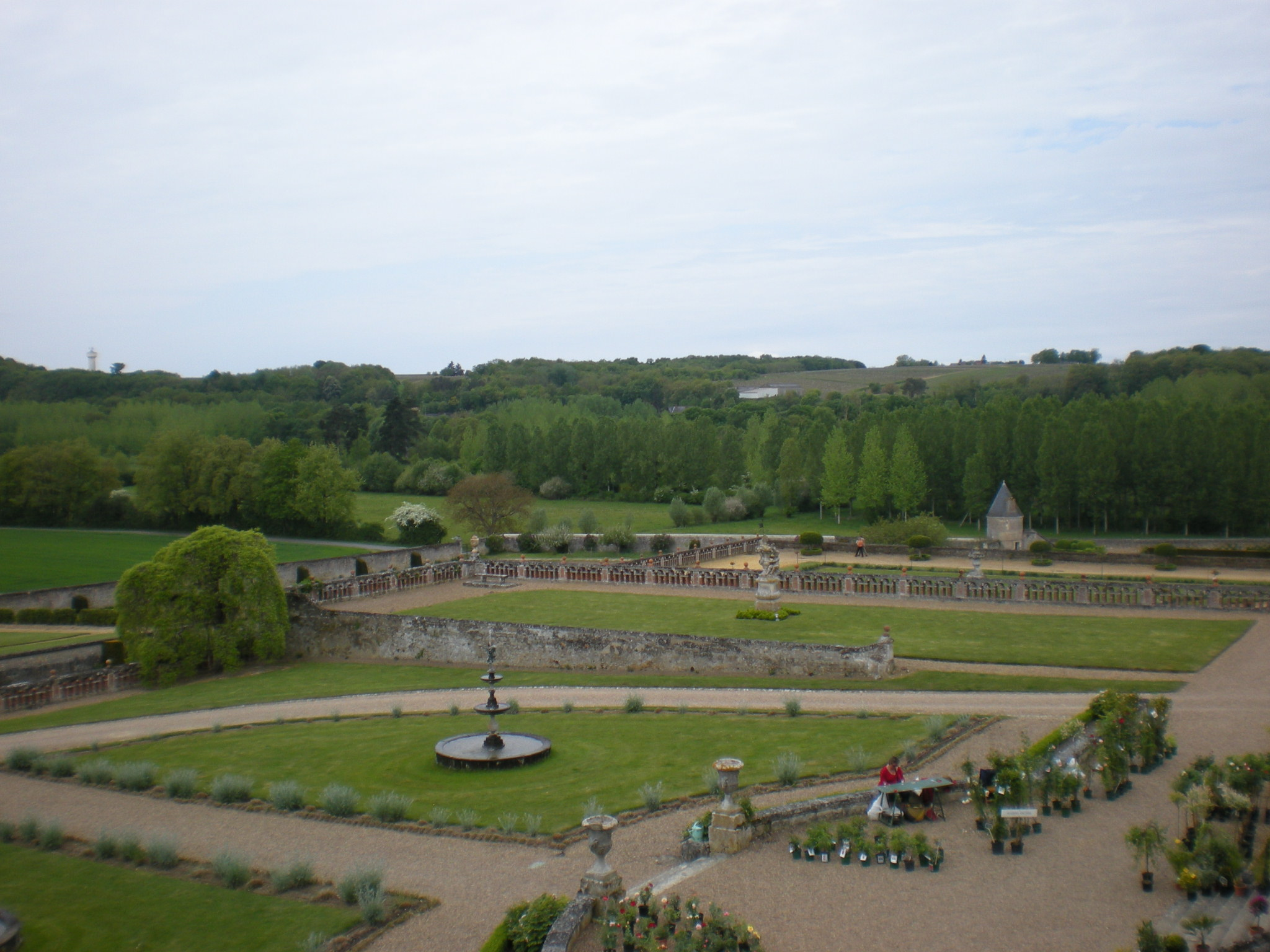
Jardins du château de Valmer.
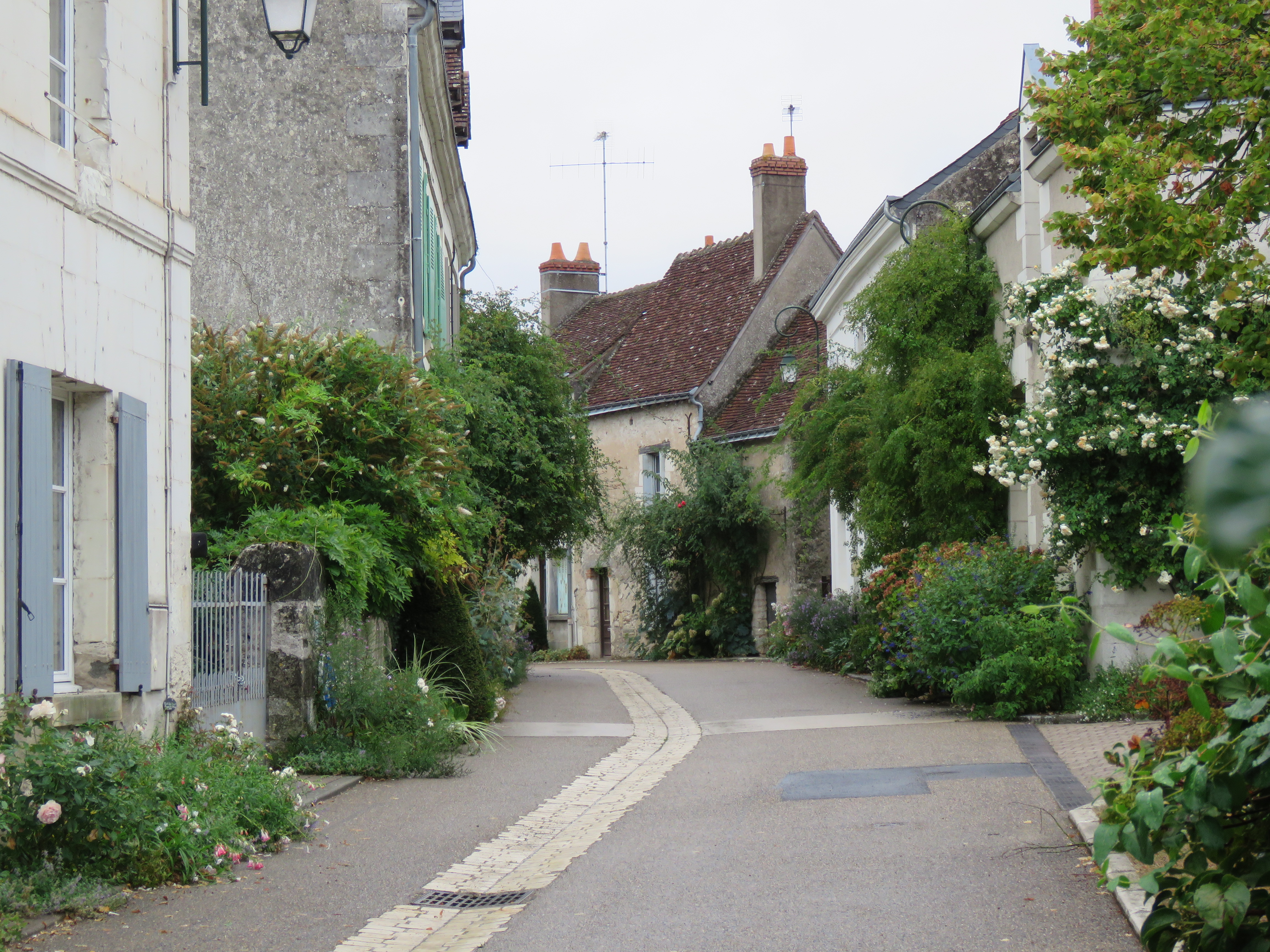
Une rue à Chédigny.
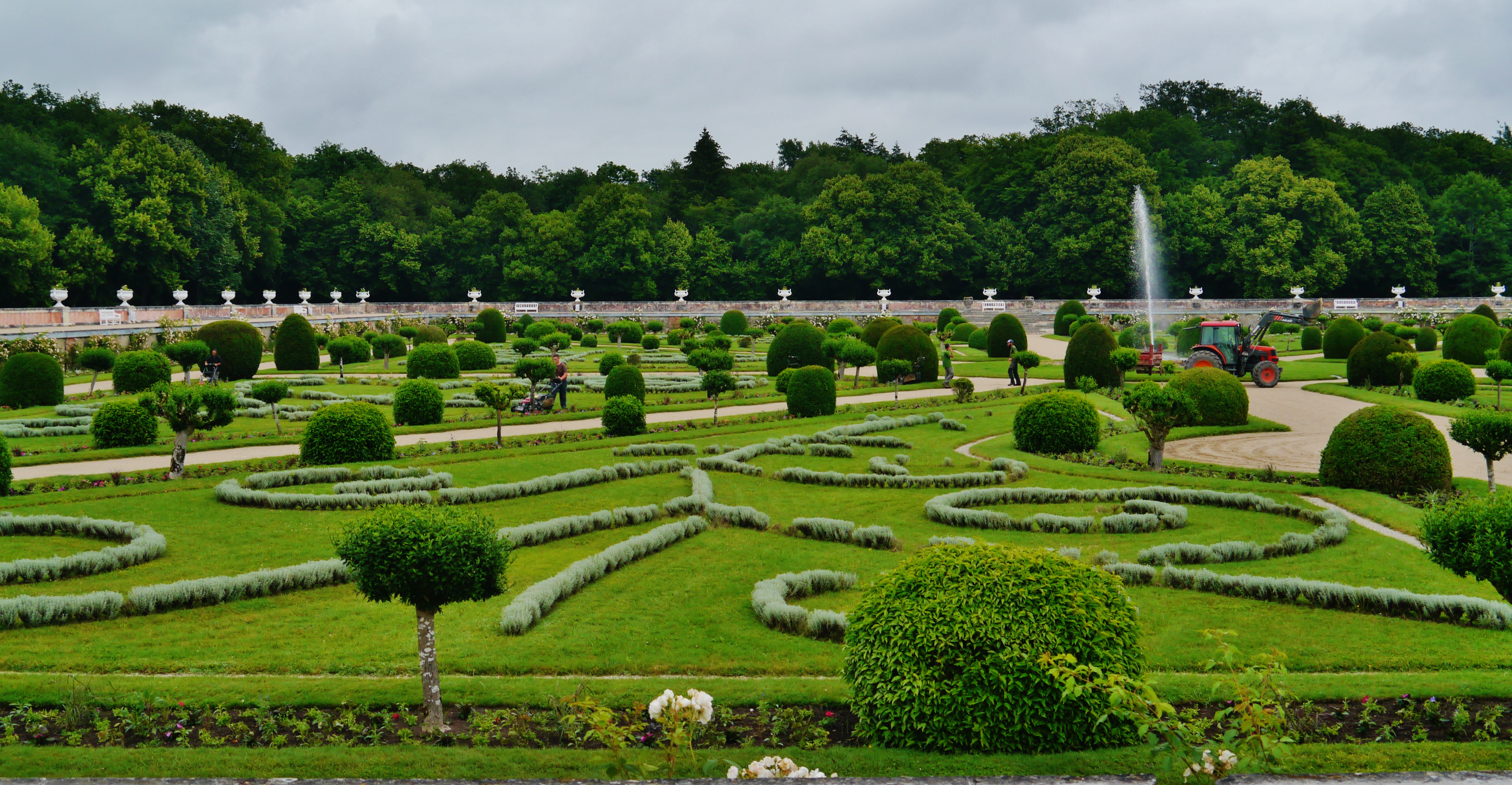
Jardin de Diane de Poitiers dans le parc du château de Chenonceau.
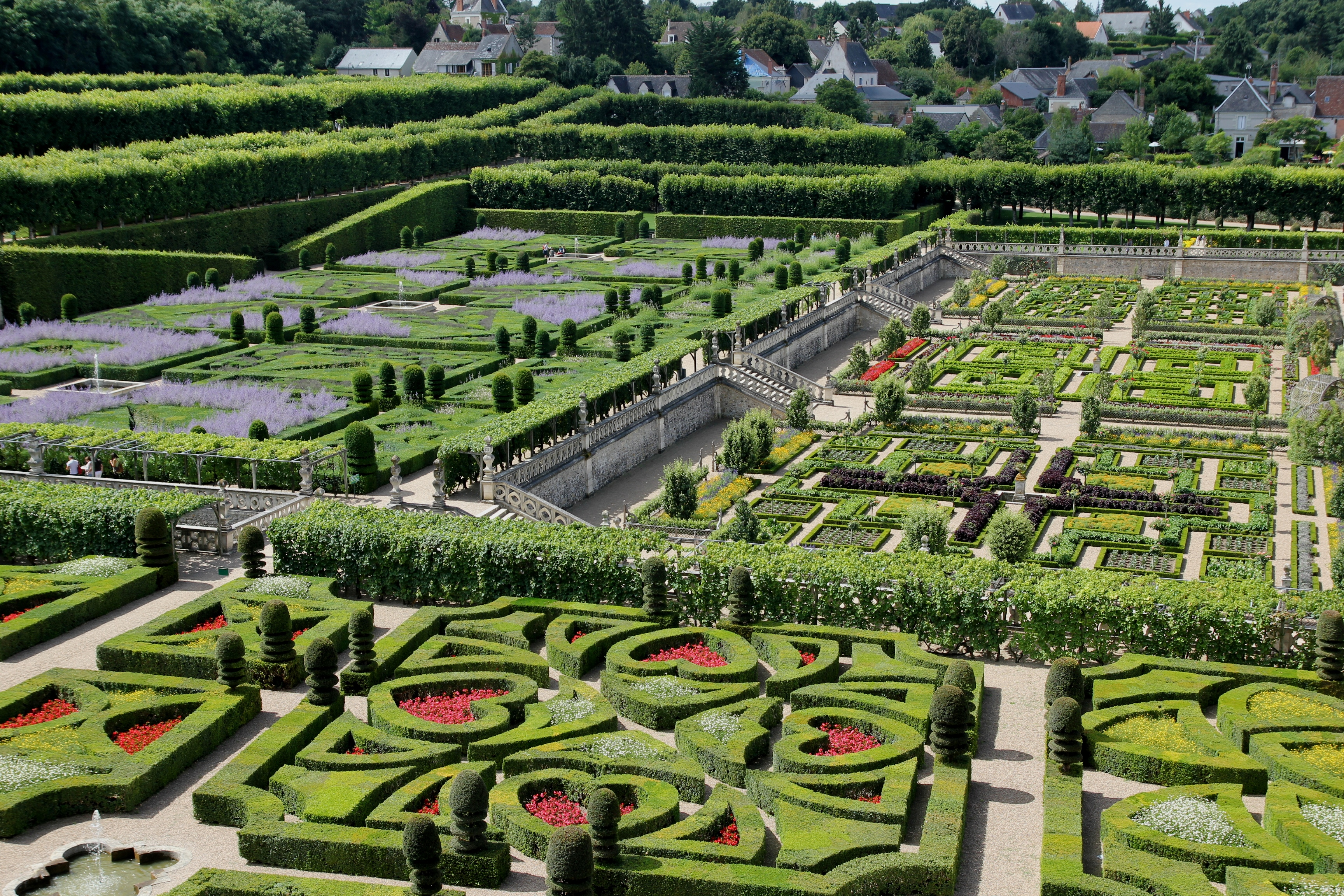
Jardins du château de Villandry.

#### Loir-et-Cher
- Blois : roseraie des terrasses de l'évêché,
- Chaumont-sur-Loire : domaine régional du château de Chaumont-sur-Loire,
- Sasnières : jardin du château de Sasnières.

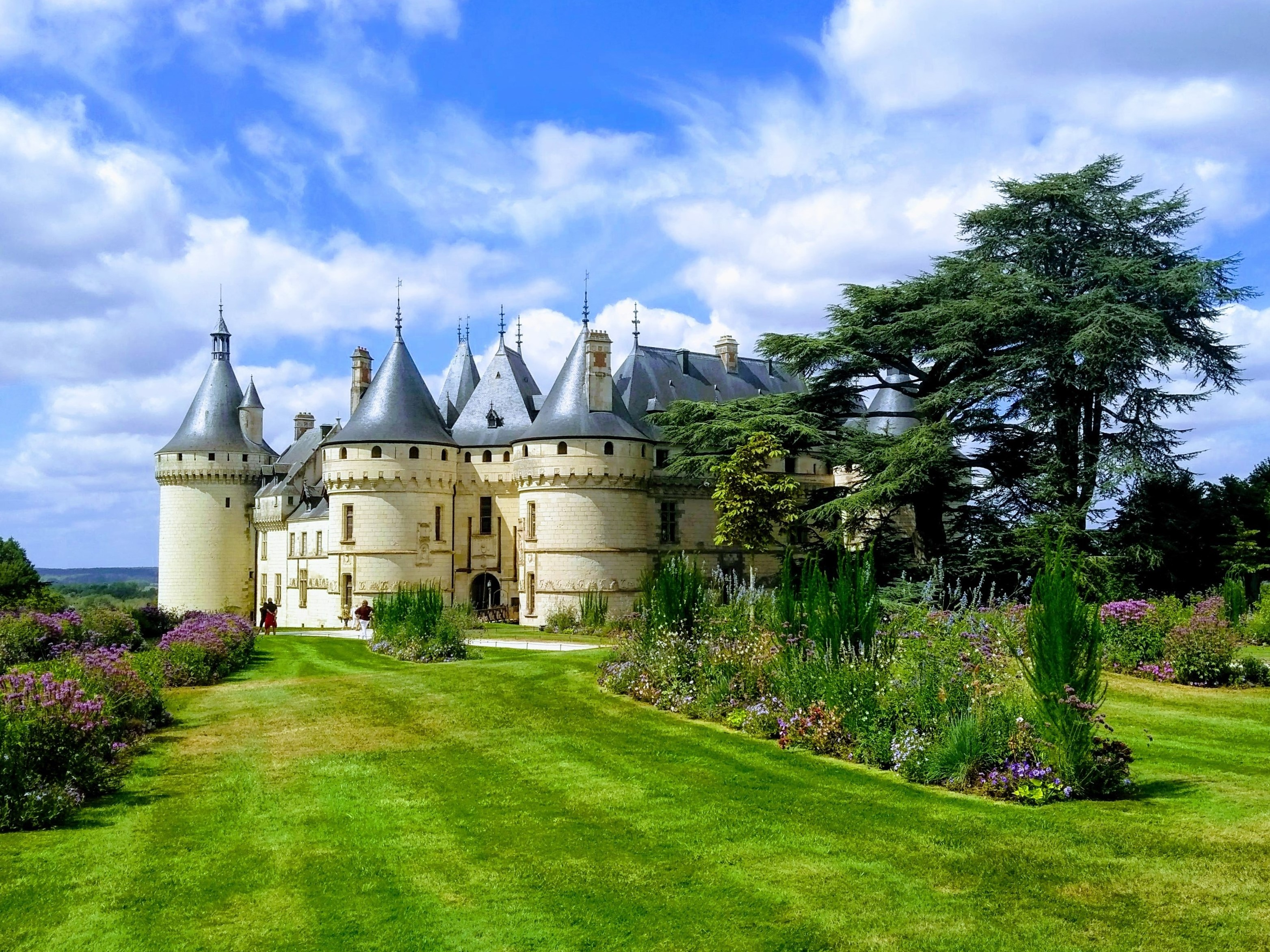
Parc du château de Chaumont-sur-Loire,

#### Loiret
- Ingrannes : arboretum des Grandes Bruyères,
- La Bussière : potager du jardin du château de La Bussière,
- Meung-sur-Loire : jardins de Roquelin (roseraie de plus de 400 variétés),
- Montbarrois : parc du manoir de la Javelière,
- Orléans : parc floral de la Source,
- Pithiviers : jardin personnel d'André Eve,
- Triguères : jardins du manoir du Grand Courtoiseau.
- Yèvre-la-Ville : village-jardin de Yèvre-le-Châtel

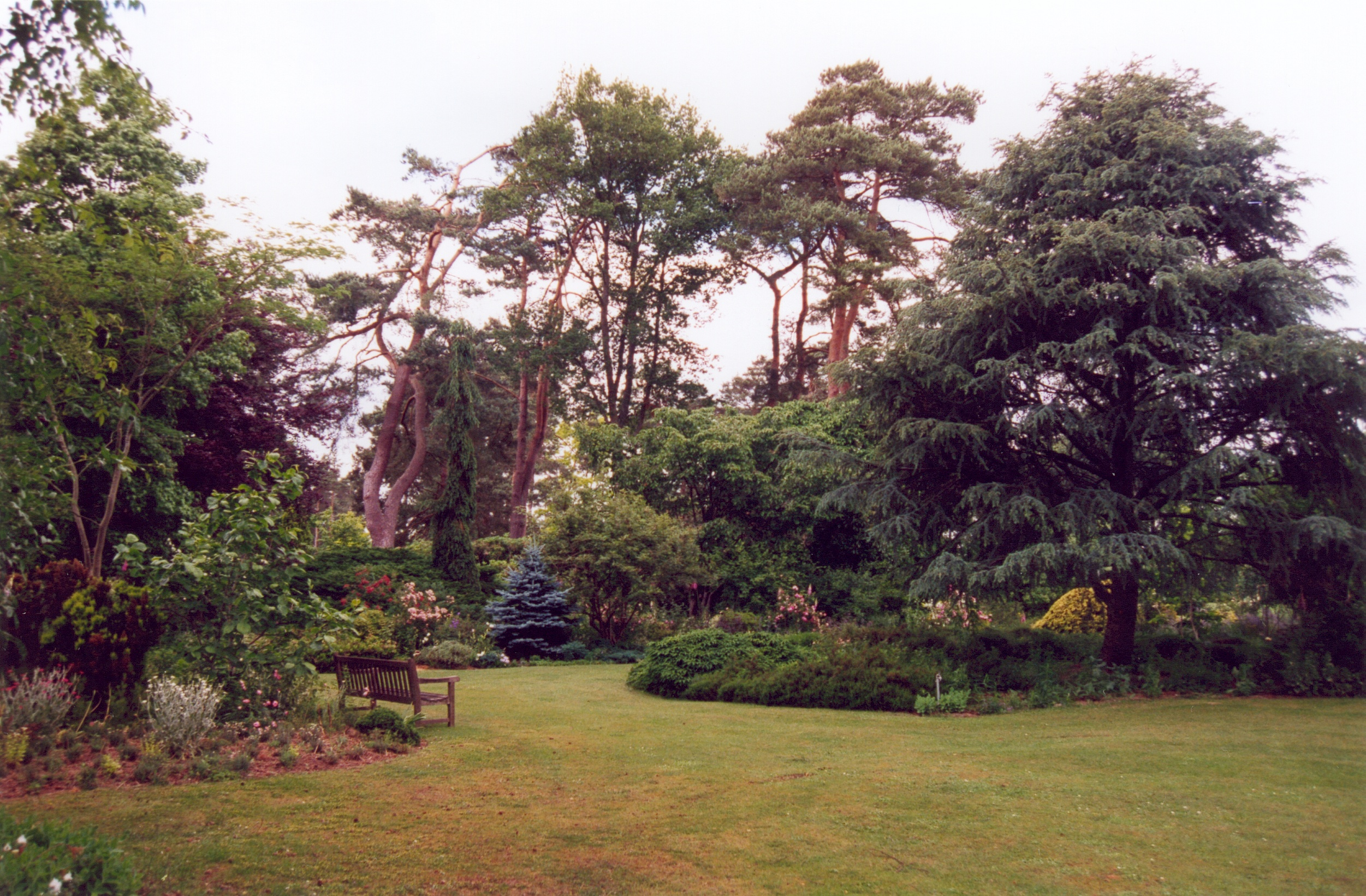
Arboretum des Grandes Bruyères.
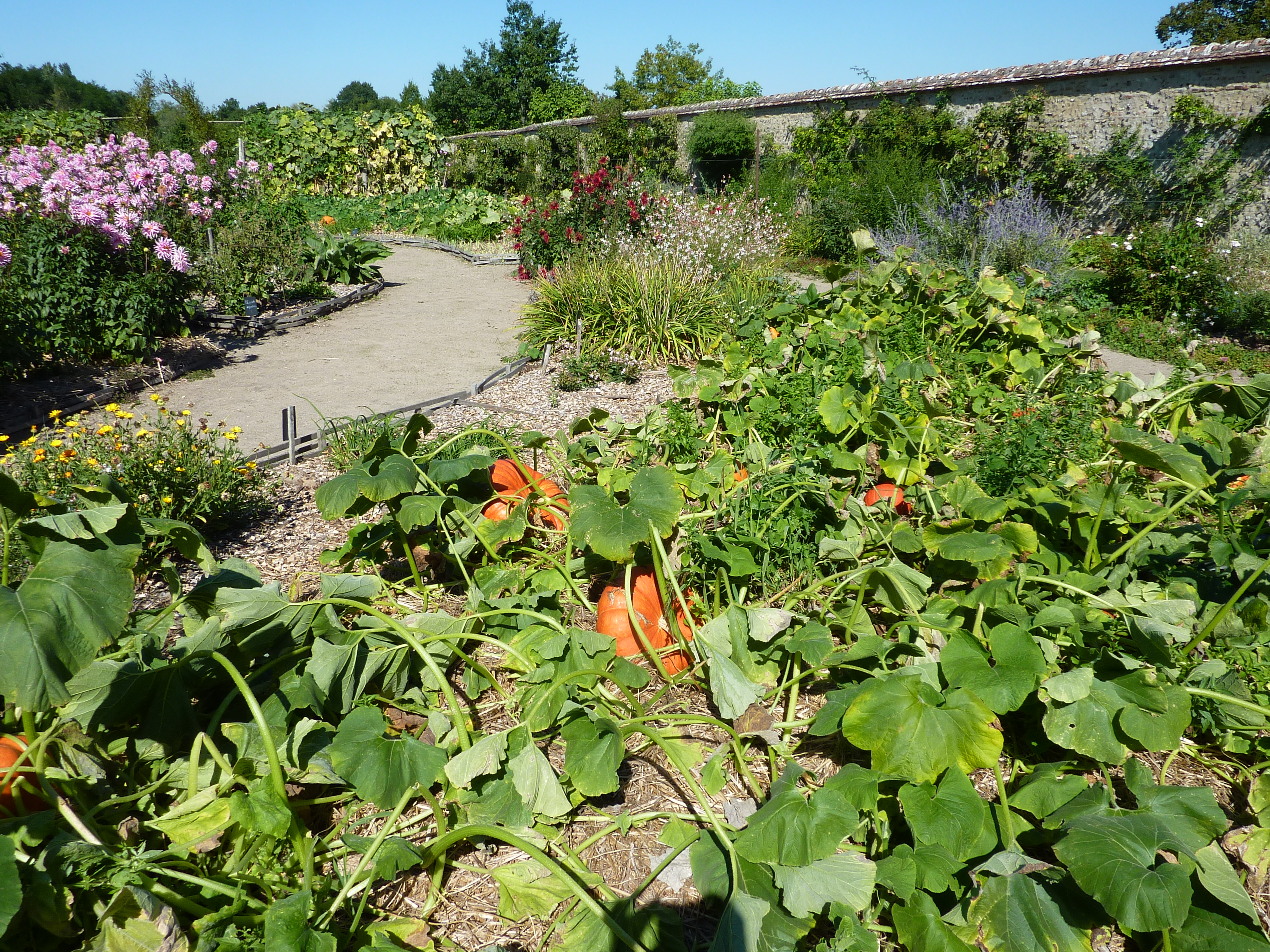
Potager du jardin du château de La Bussière.
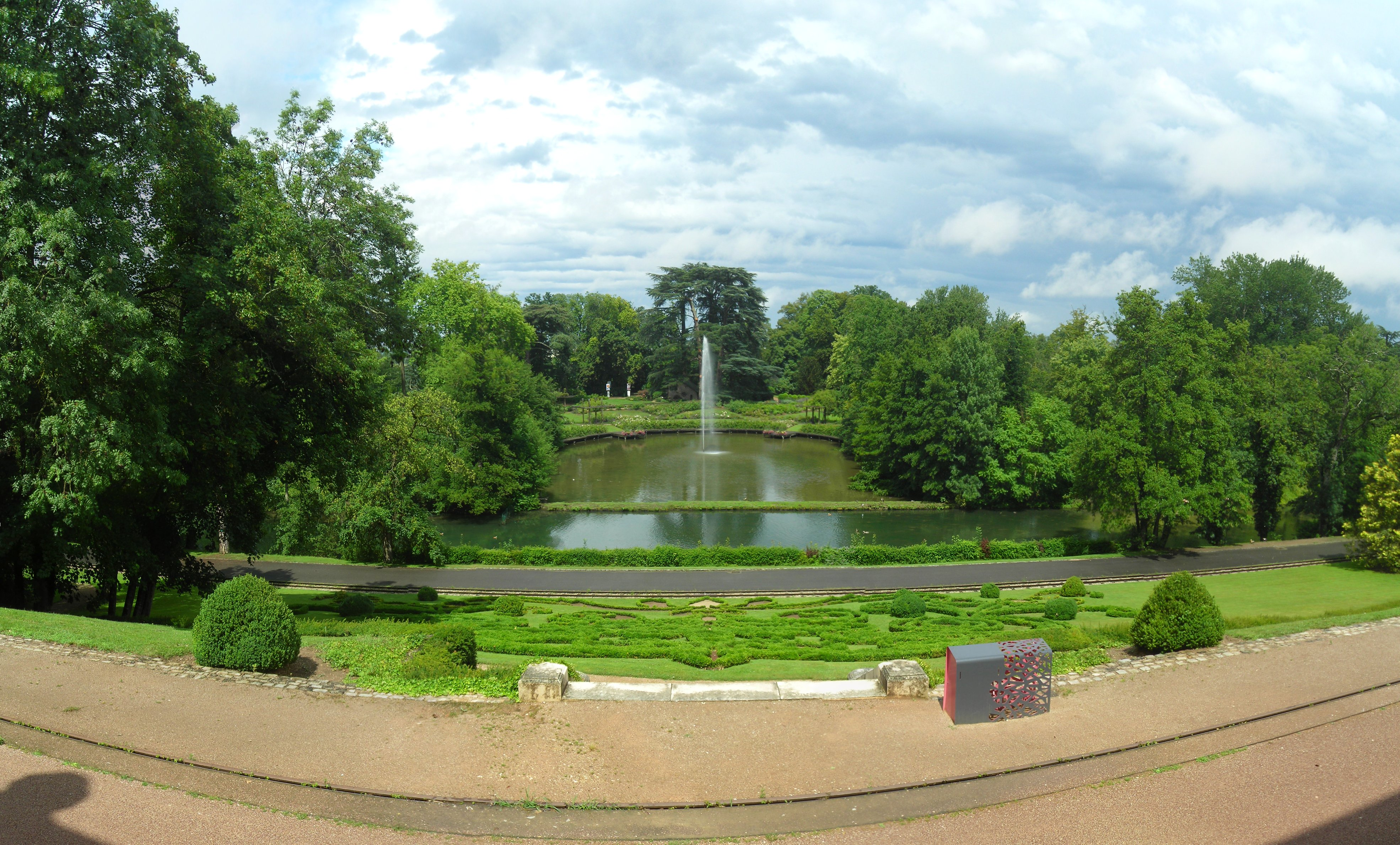
Parc floral de la Source.

### Corse

#### Corse-du-Sud
- Zonza : giardinu di l'Isuli.

#### Haute-Corse
- Monticello : parc de Saleccia.

### Grand Est

#### Aube
- Barberey-Saint-Sulpice : parc et jardin du château de Barberey-Saint-Sulpice,
- Marnay-sur-Seine : jardin botanique de Marnay-sur-Seine,
- La Motte-Tilly : parc et jardin du château de La Motte-Tilly,
- Pargues : jardin du prieuré de Pargues.

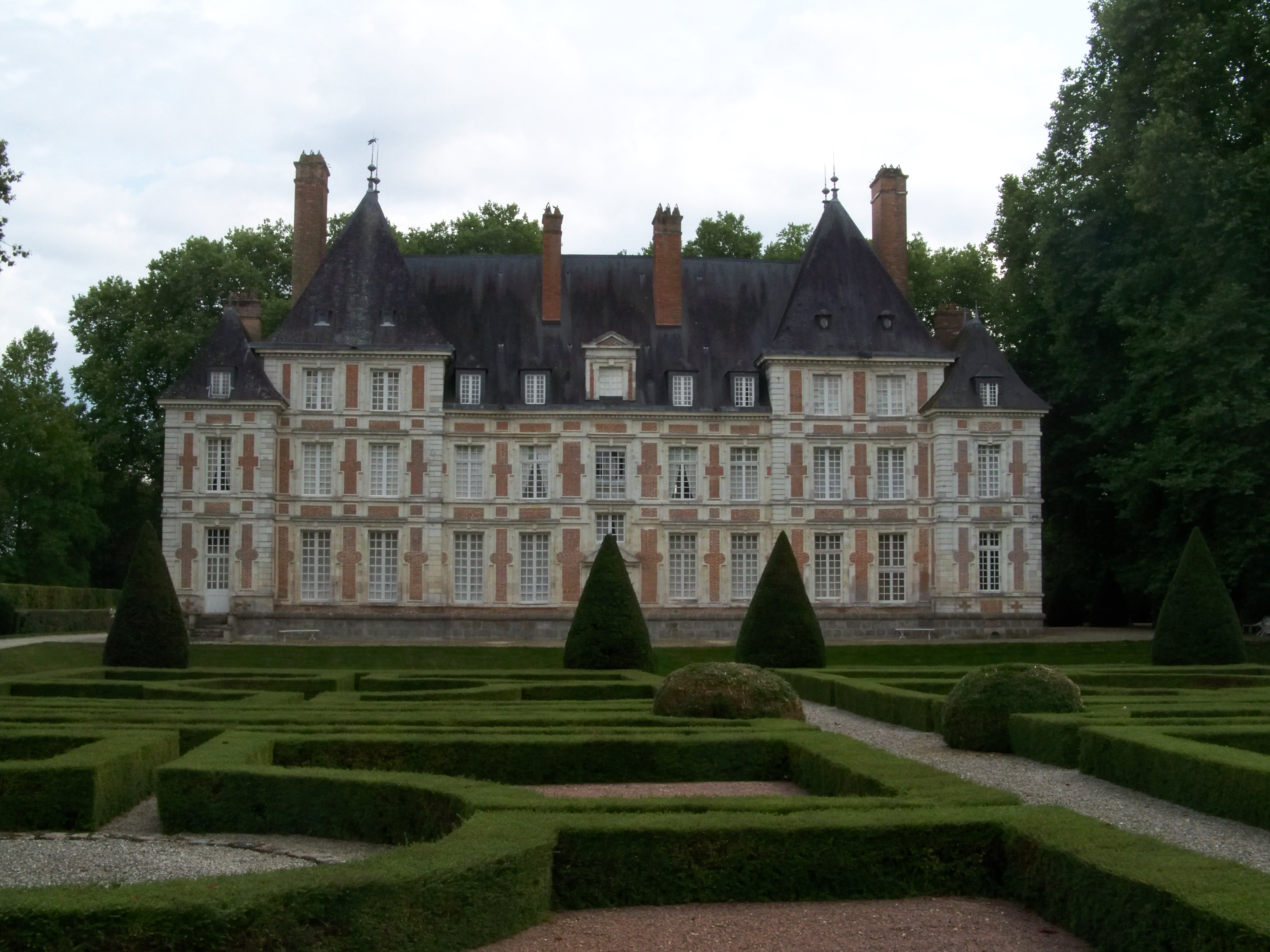
Jardin du château de Barberey-Saint-Sulpice.
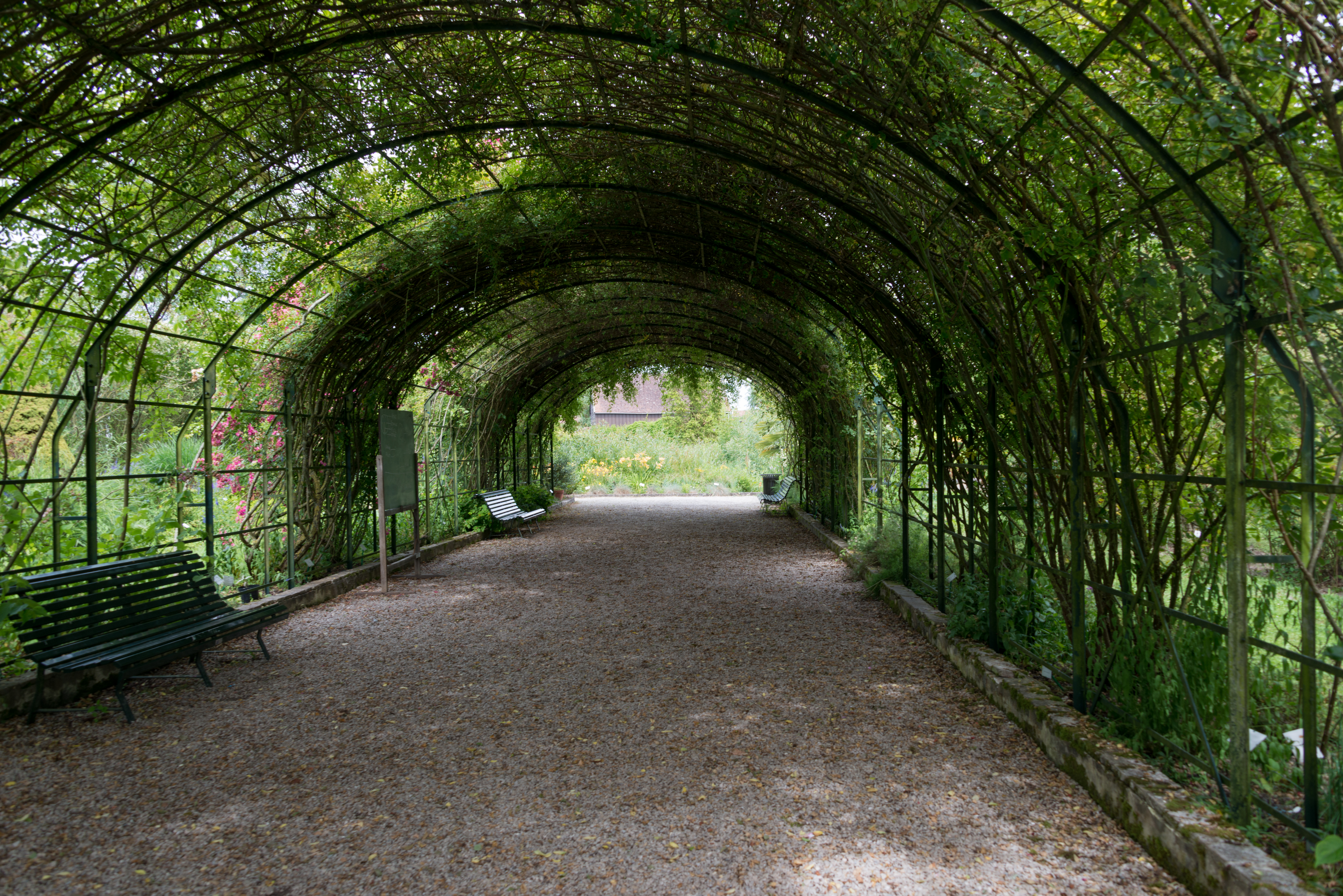
Roseraie du jardin botanique de Marnay-sur-Seine.
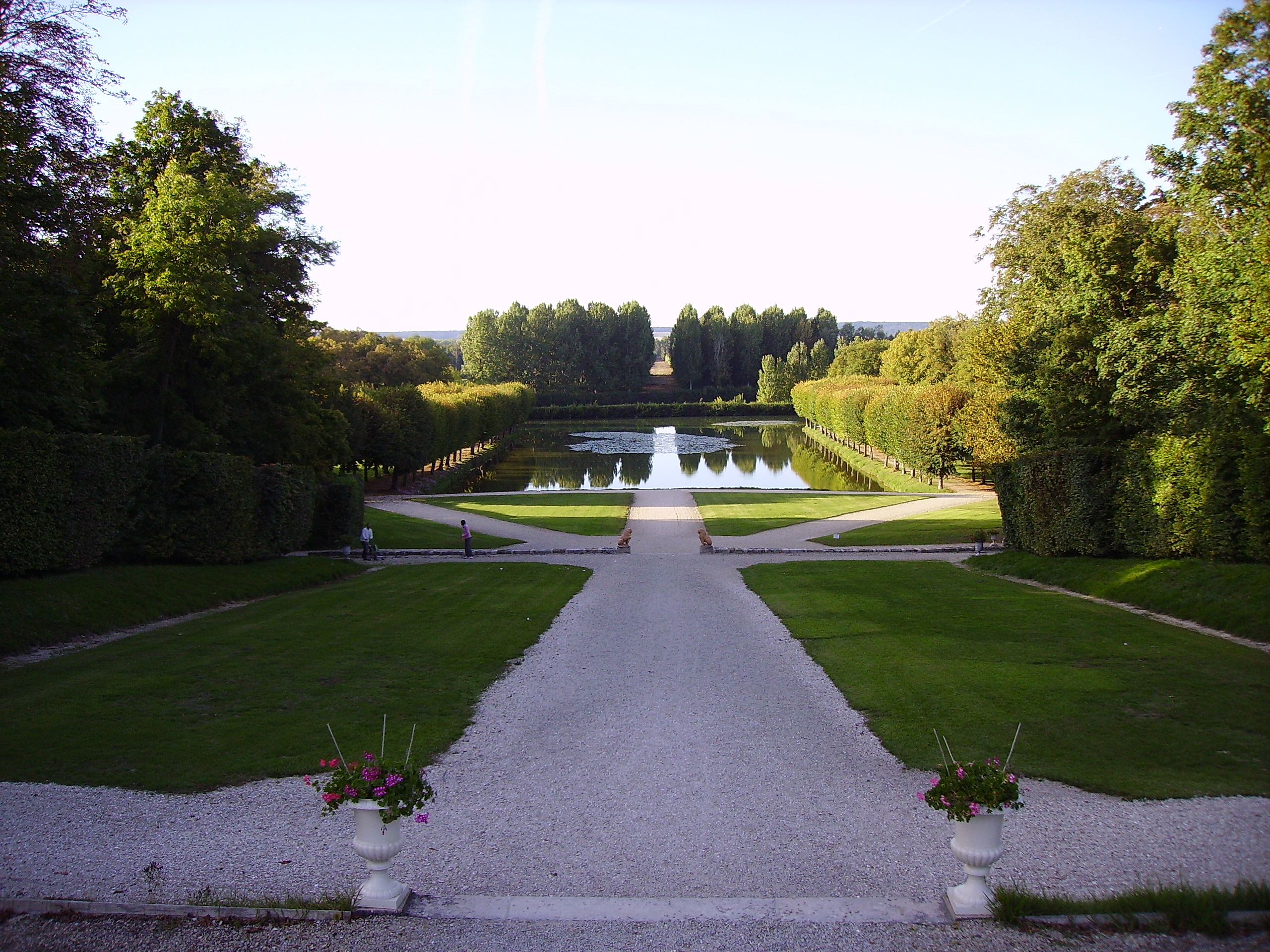
Parc et plan d'eau du château de La Motte-Tilly.

#### Bas-Rhin
- Bœrsch : jardin philosophe,
- Brumath : jardin de l'Escalier,
- Kintzheim : parc des ruines du château de Kintzheim,
- Kolbsheim : jardin du château de Kolbsheim,
- Ottrott : château du Windeck,
- Plobsheim : jardin de Marguerite,
- Saverne : jardin botanique du col de Saverne,
- Strasbourg : jardin botanique de l'université de Strasbourg,
- Uttenhoffen : jardins de la Ferme Bleue.

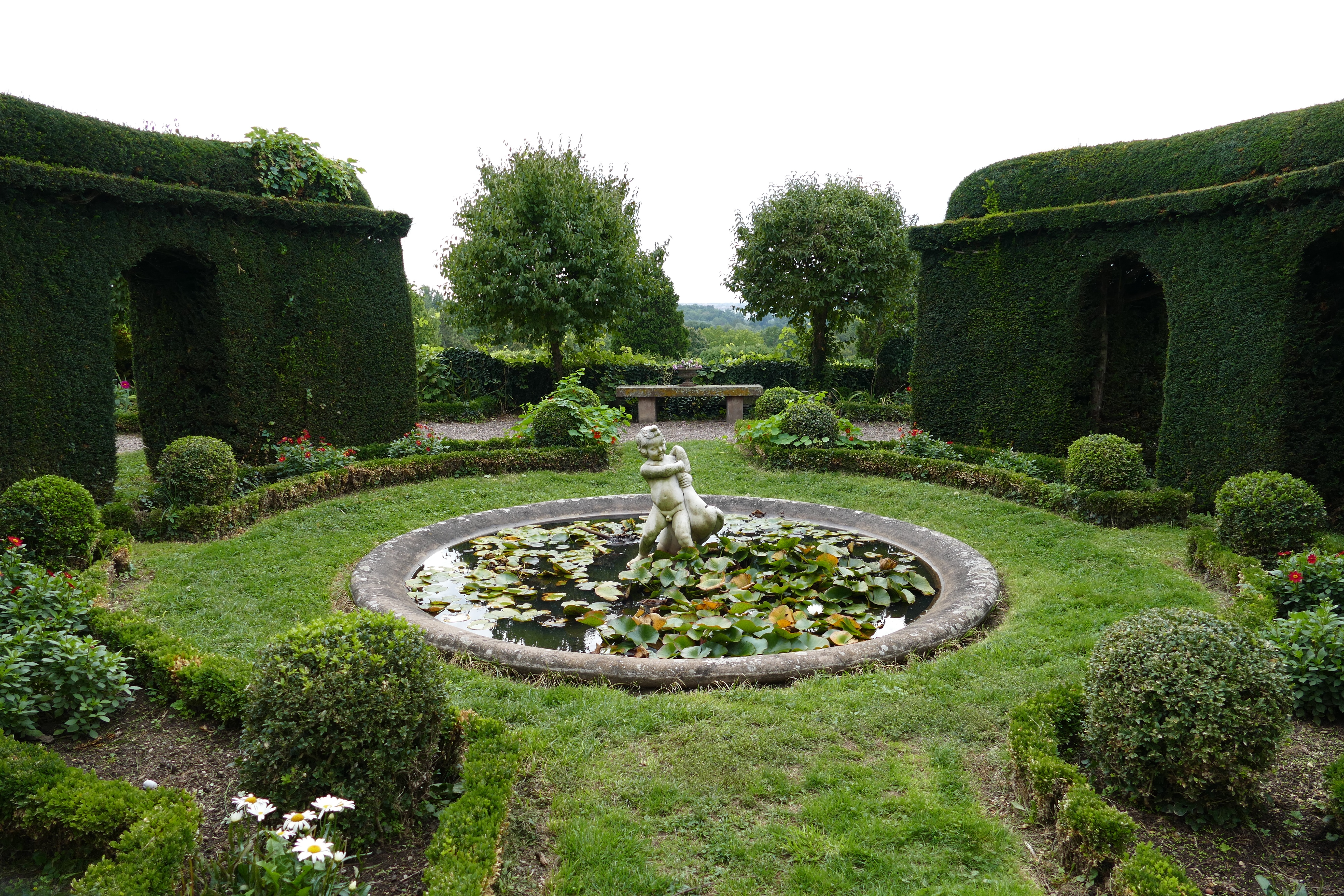
Le jardin du château de Kolbsheim.
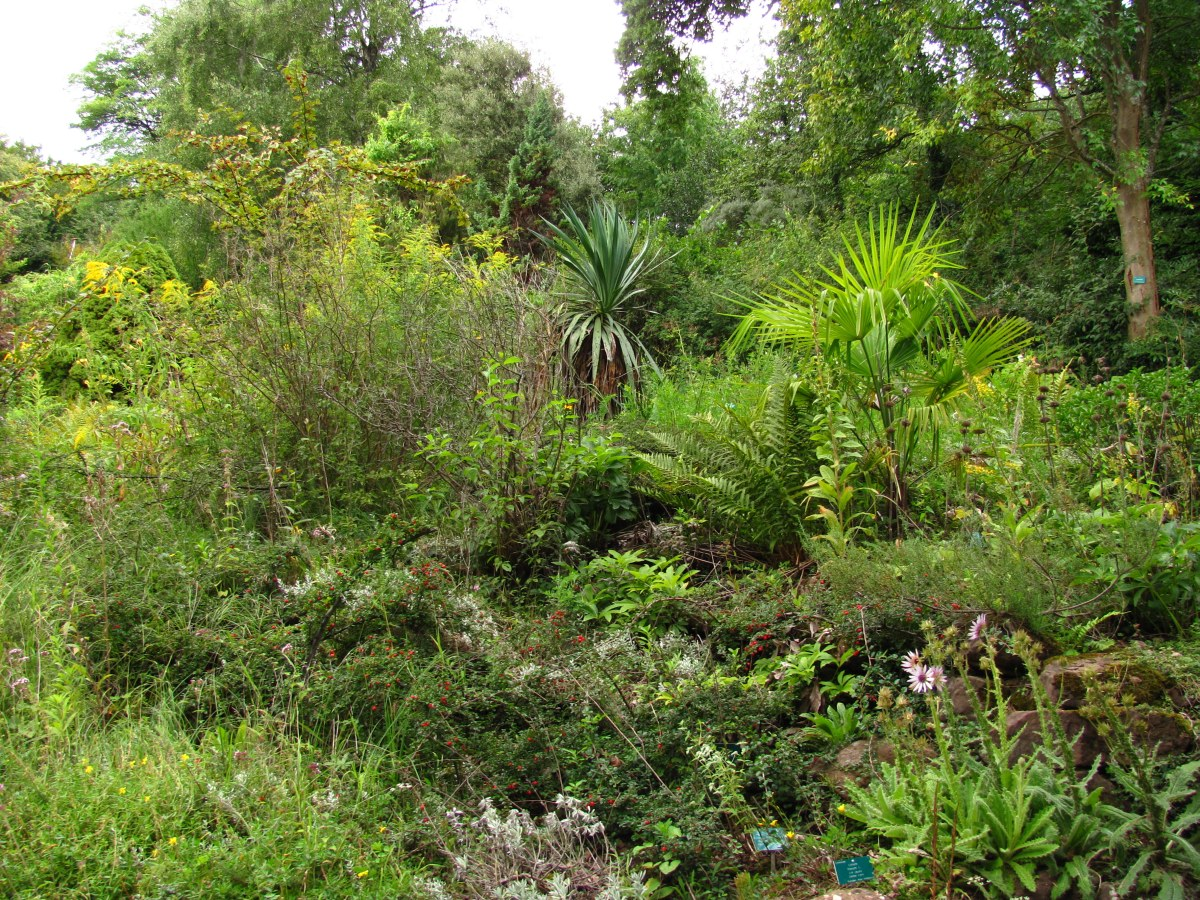
Jardin botanique du col de Saverne.
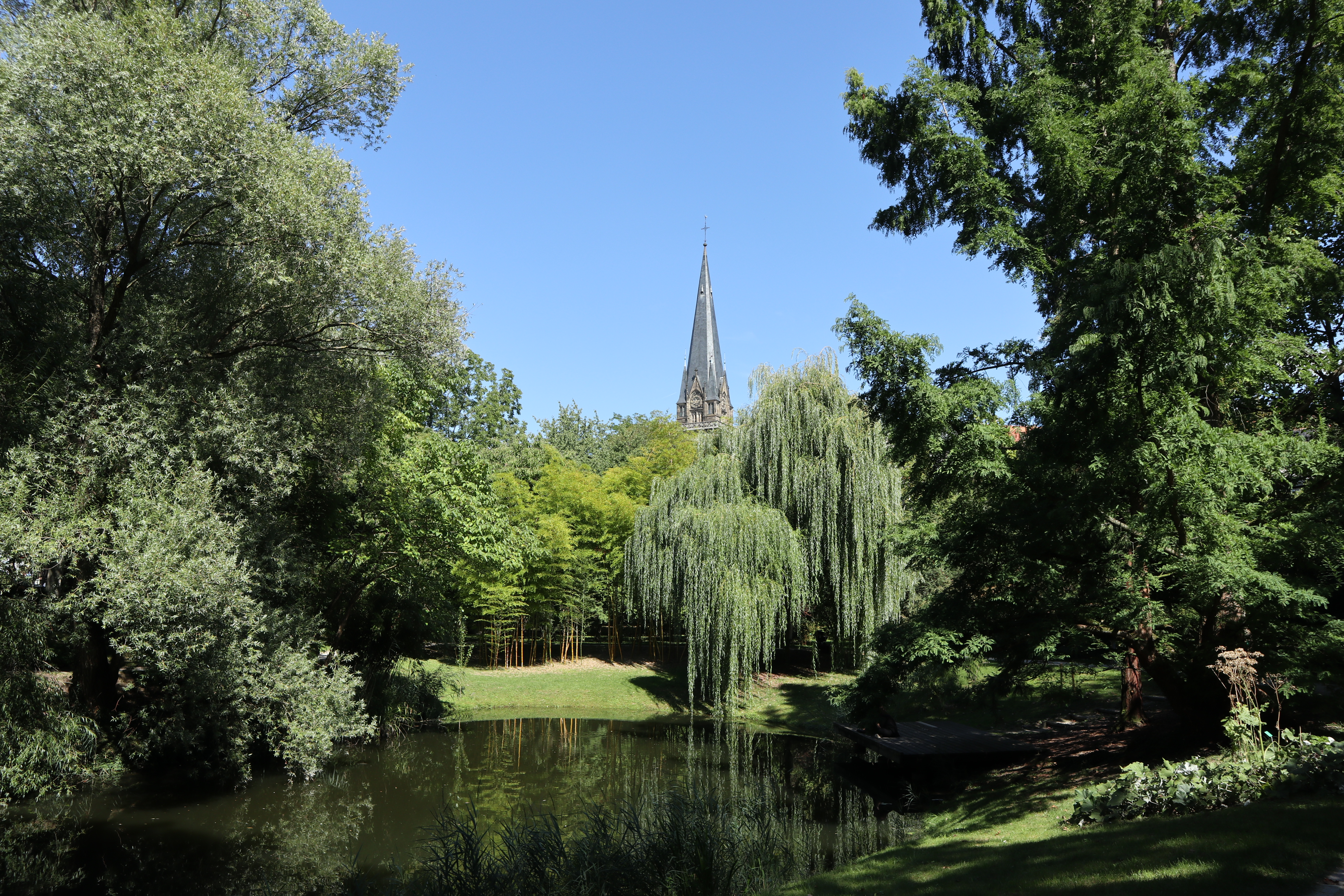
Jardin botanique de l'université de Strasbourg.

#### Haut-Rhin
- Bennwihr, Houssen et Ostheim : parc du château de Schoppenwihr,
- Guebwiller : parc de la Marseillaise,
- Husseren-Wesserling : parc de Wesserling,
- Illzach : jardin du temps,
- Mulhouse : parc zoologique et botanique de Mulhouse,
- Riedisheim : parc Alfred-Wallach.

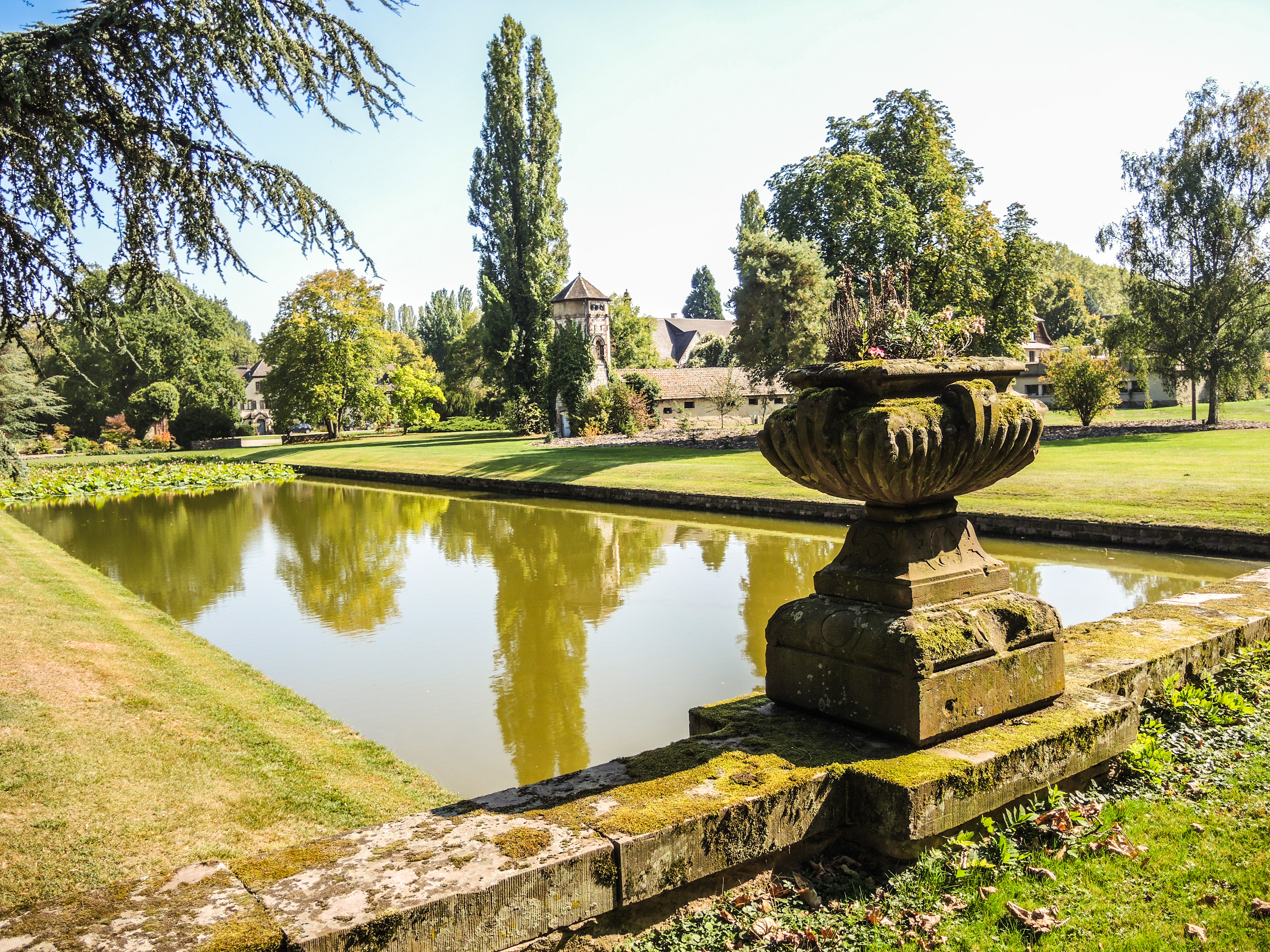
Parc du château de Schoppenwihr.
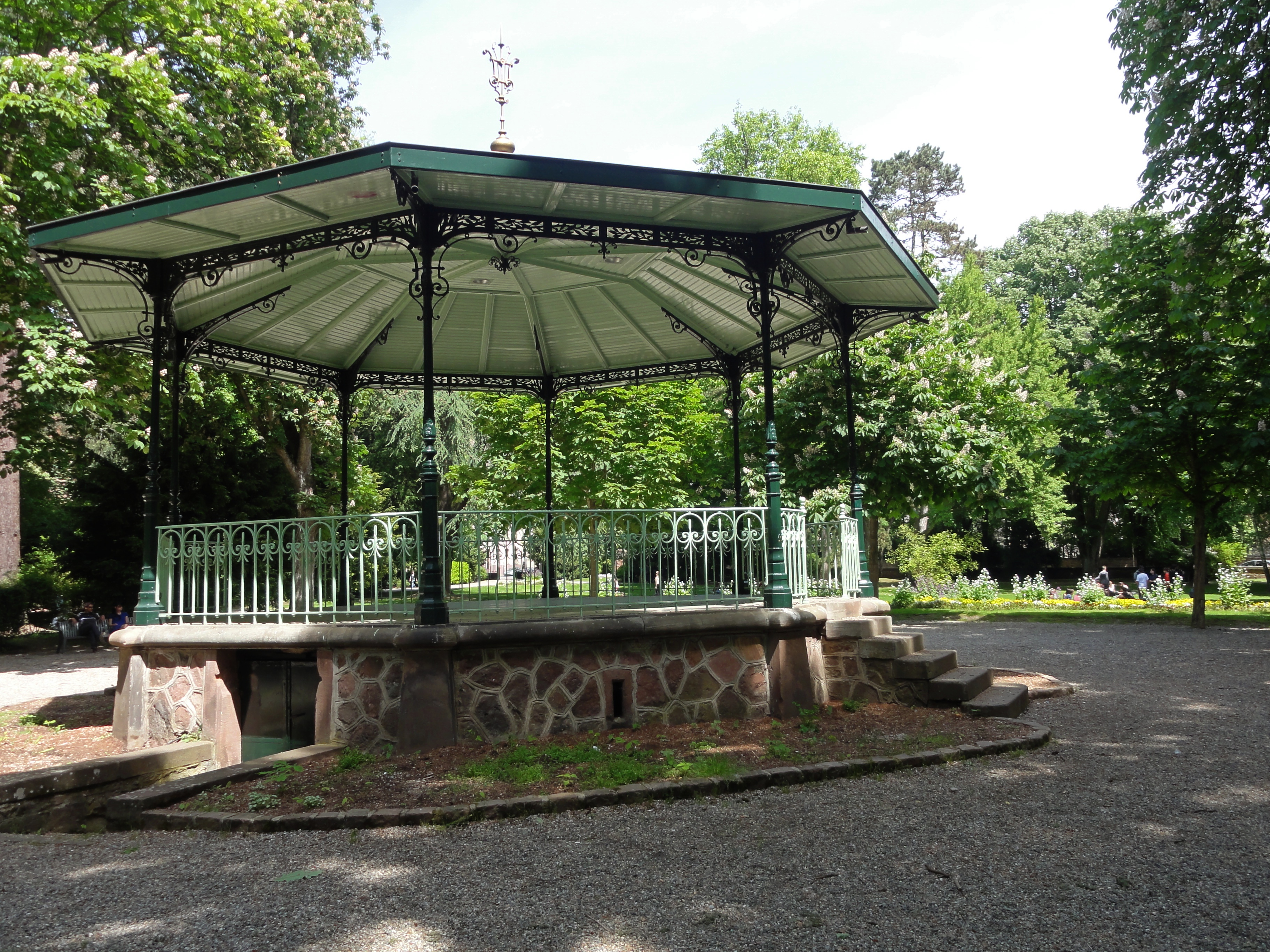
Kiosque du parc de la Marseillaise.
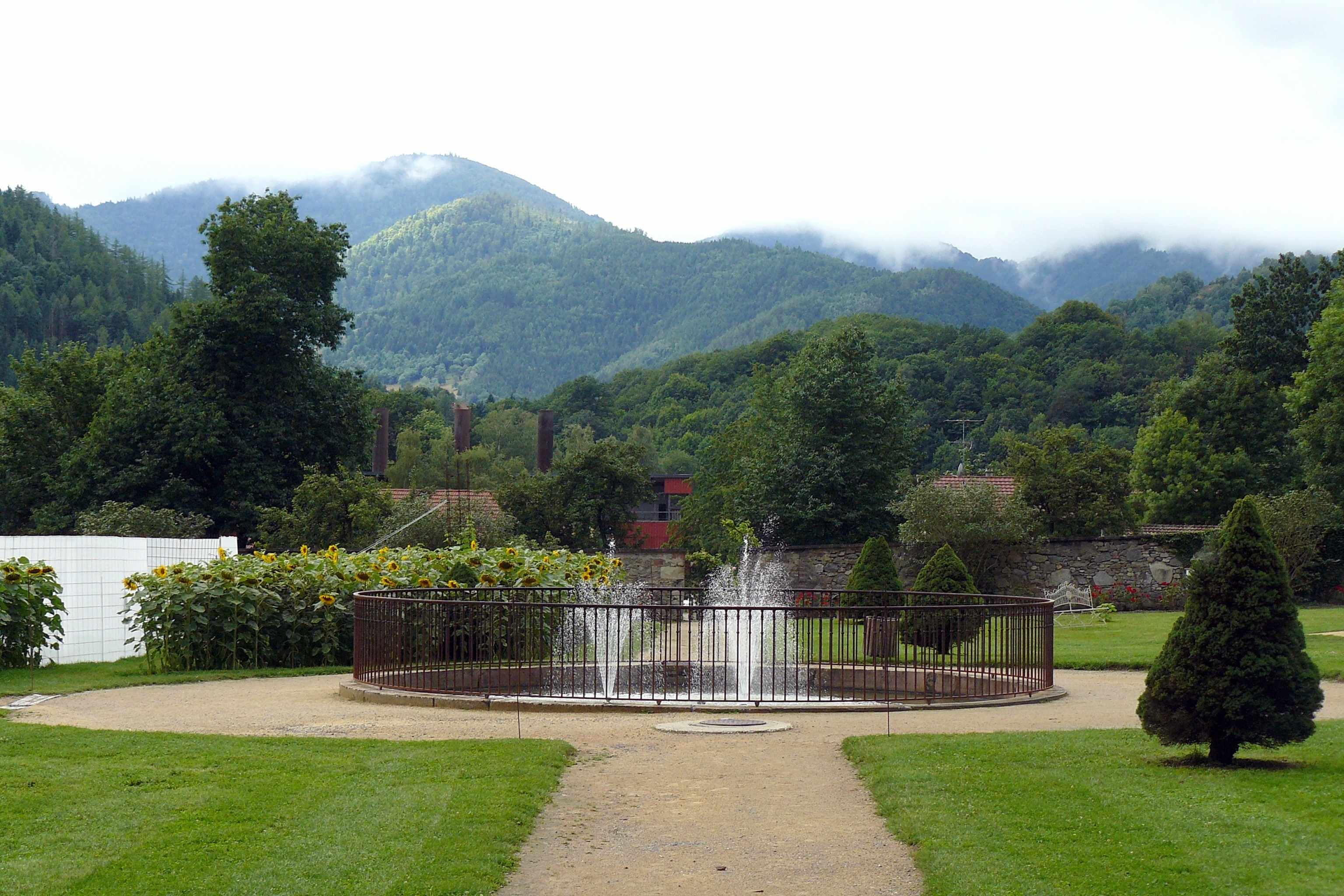
Parc de Wesserling.
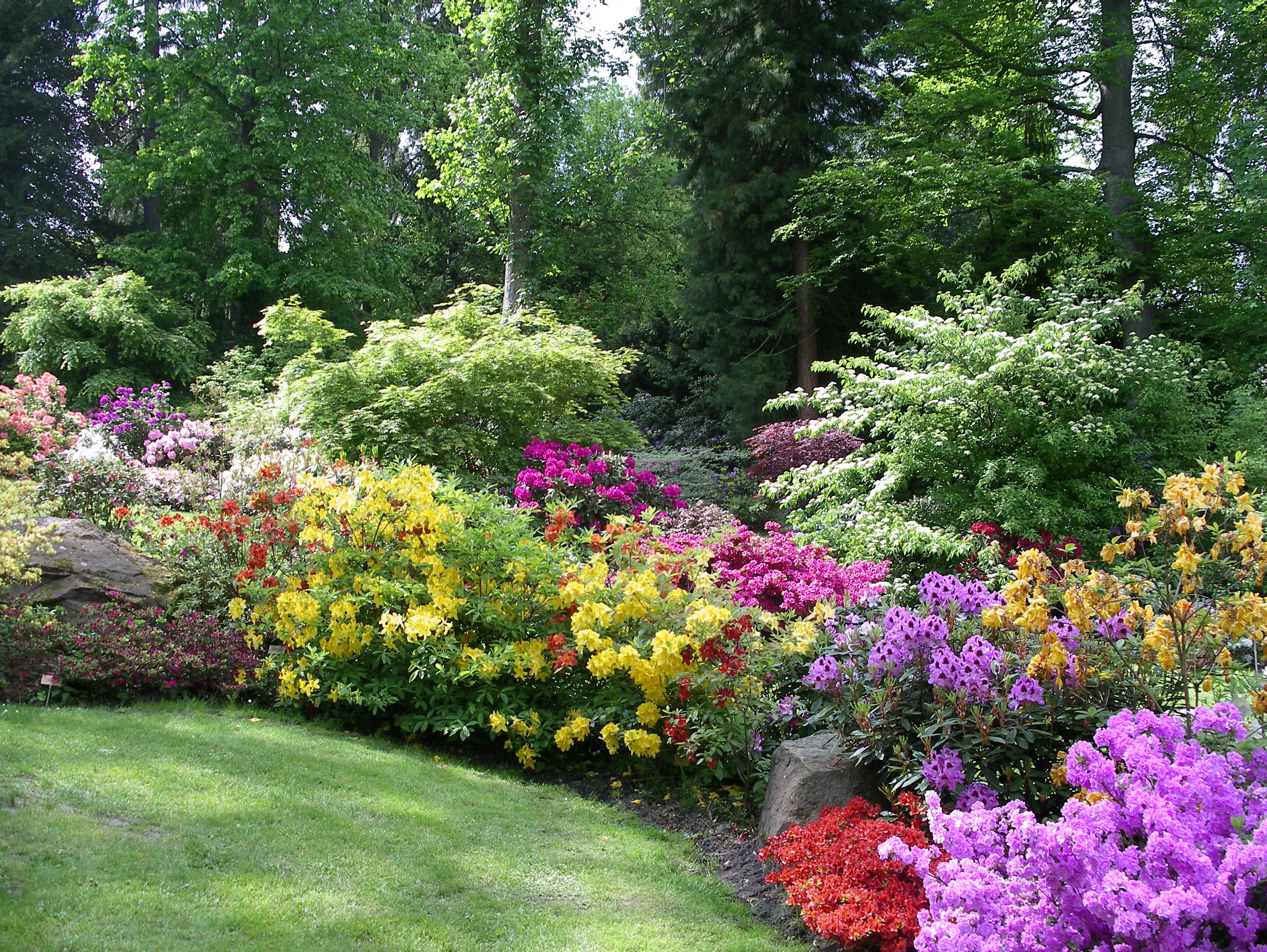
Jardin des rhododendrons dans le parc zoologique et botanique de Mulhouse.

#### Haute-Marne
- Bourmont : parc des Roches,
- Cohons :
  - jardin de Vergentière,
  - jardin de Silières,
- Joinville : parc du château du Grand Jardin,
- Thonnance-lès-Joinville : jardin de mon moulin.

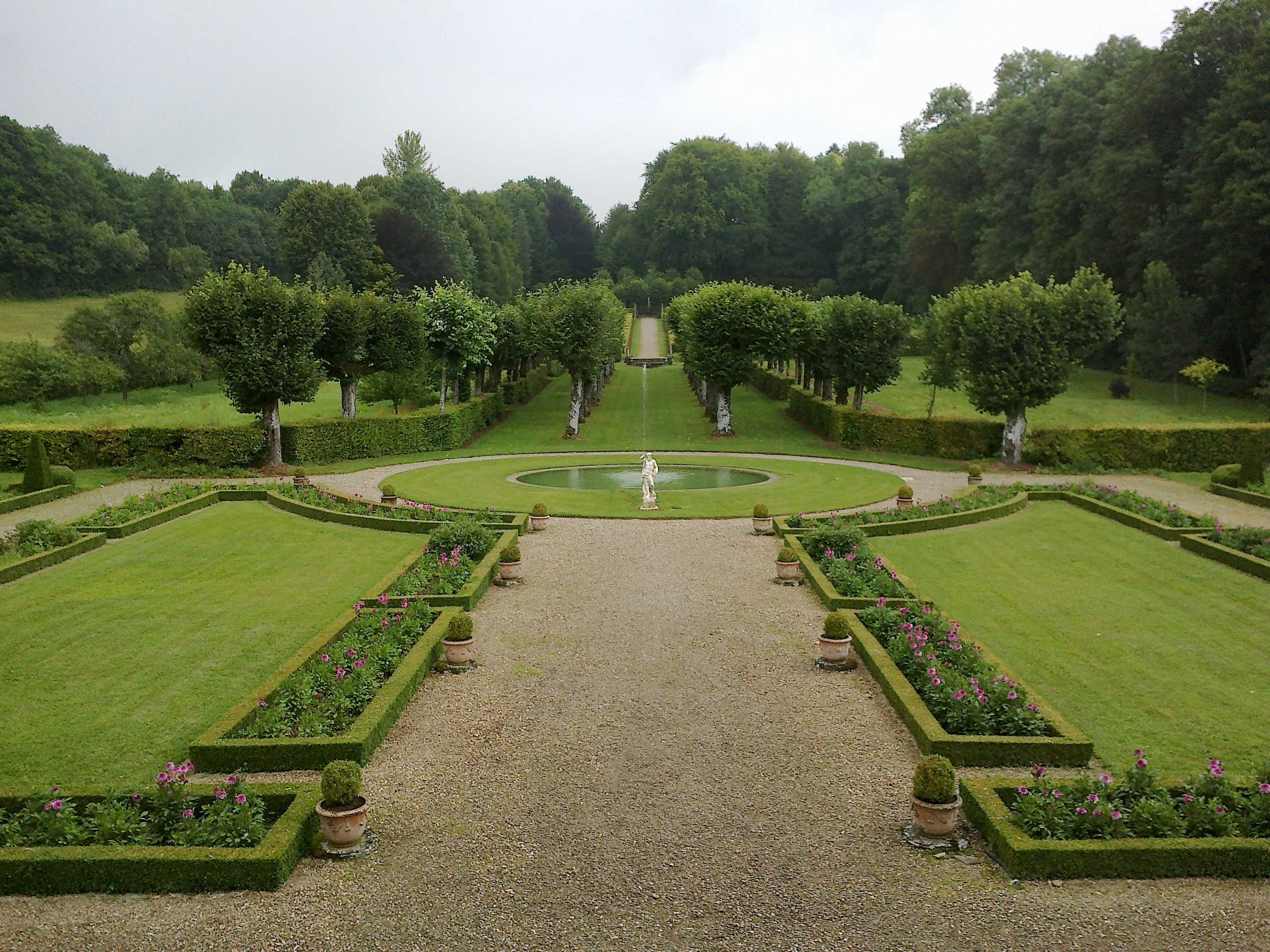
Jardin de Silières.
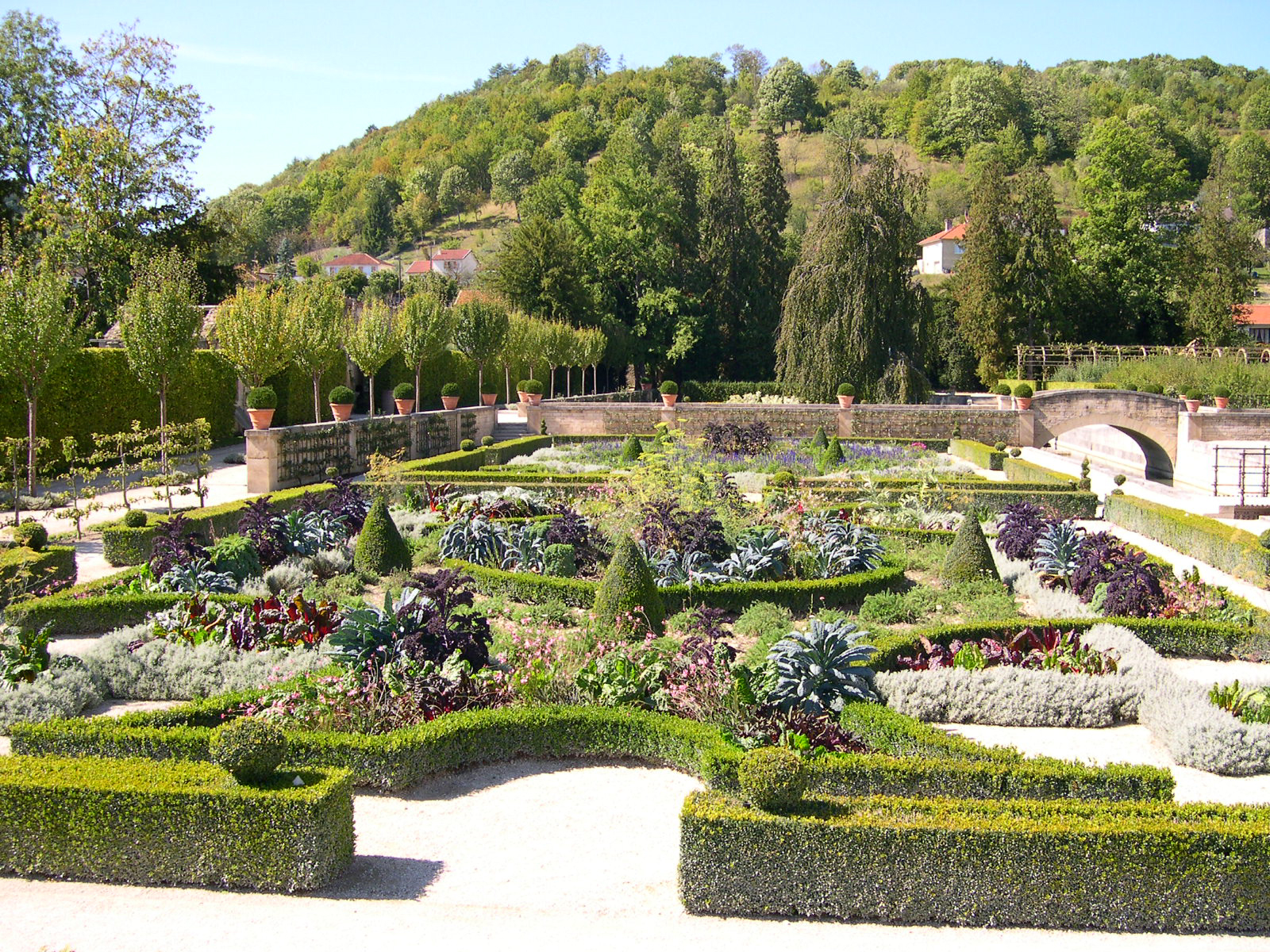
Parc du château du Grand Jardin.
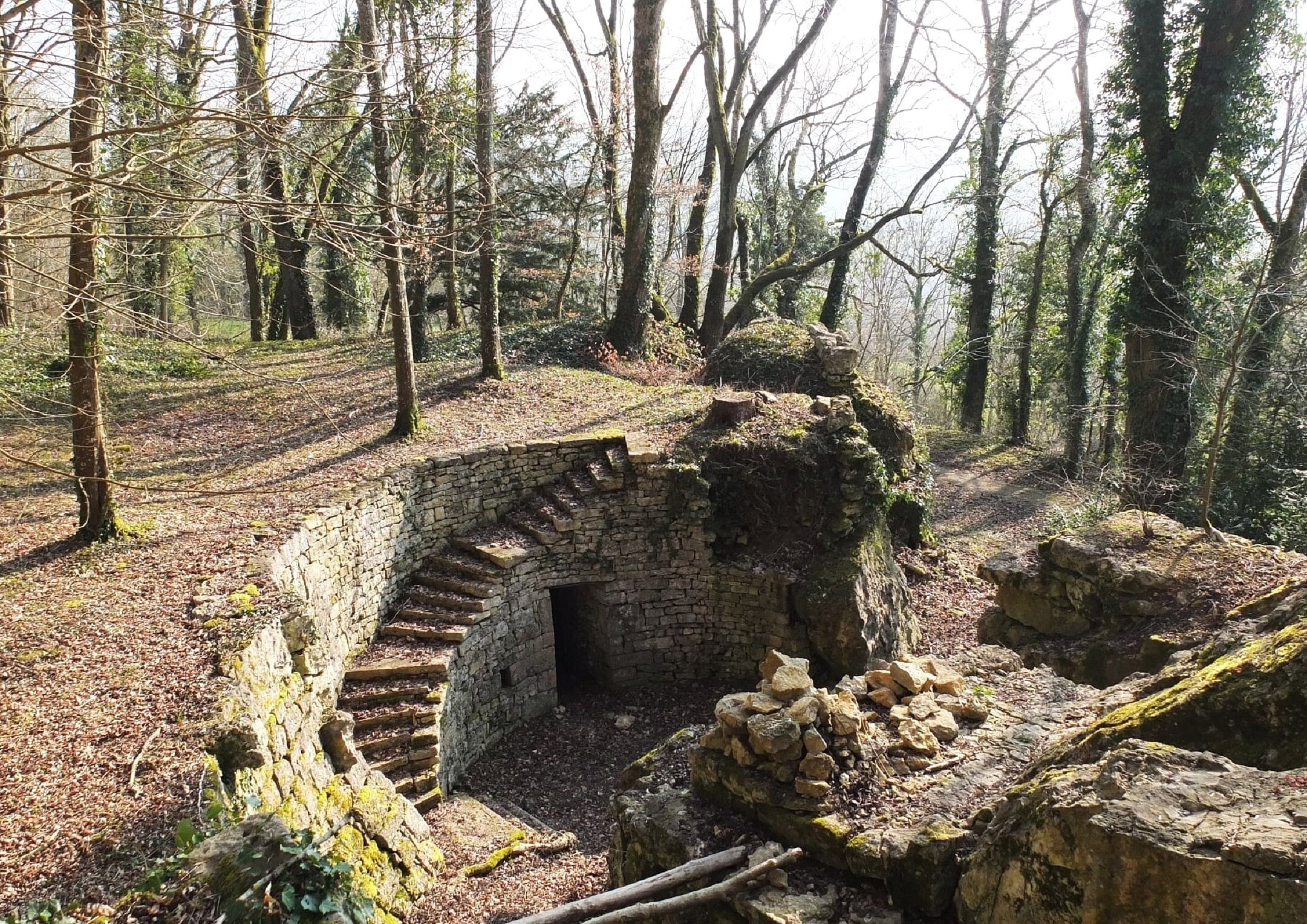
Parc des Roches de Bourmont.

#### Marne
- Châlons-en-Champagne : petit Jard,
- Épernay :
  - jardin de l'hôtel de ville,
  - jardin de l'horticulture,
- Nanteuil-la-Forêt : jardin botanique de la Presle,
- Reims :
  - parc de Champagne,
  - jardins de l'horticulture et de la Patte d'oie,
- Saint-Saturnin : clos de Saint-Saturnin.

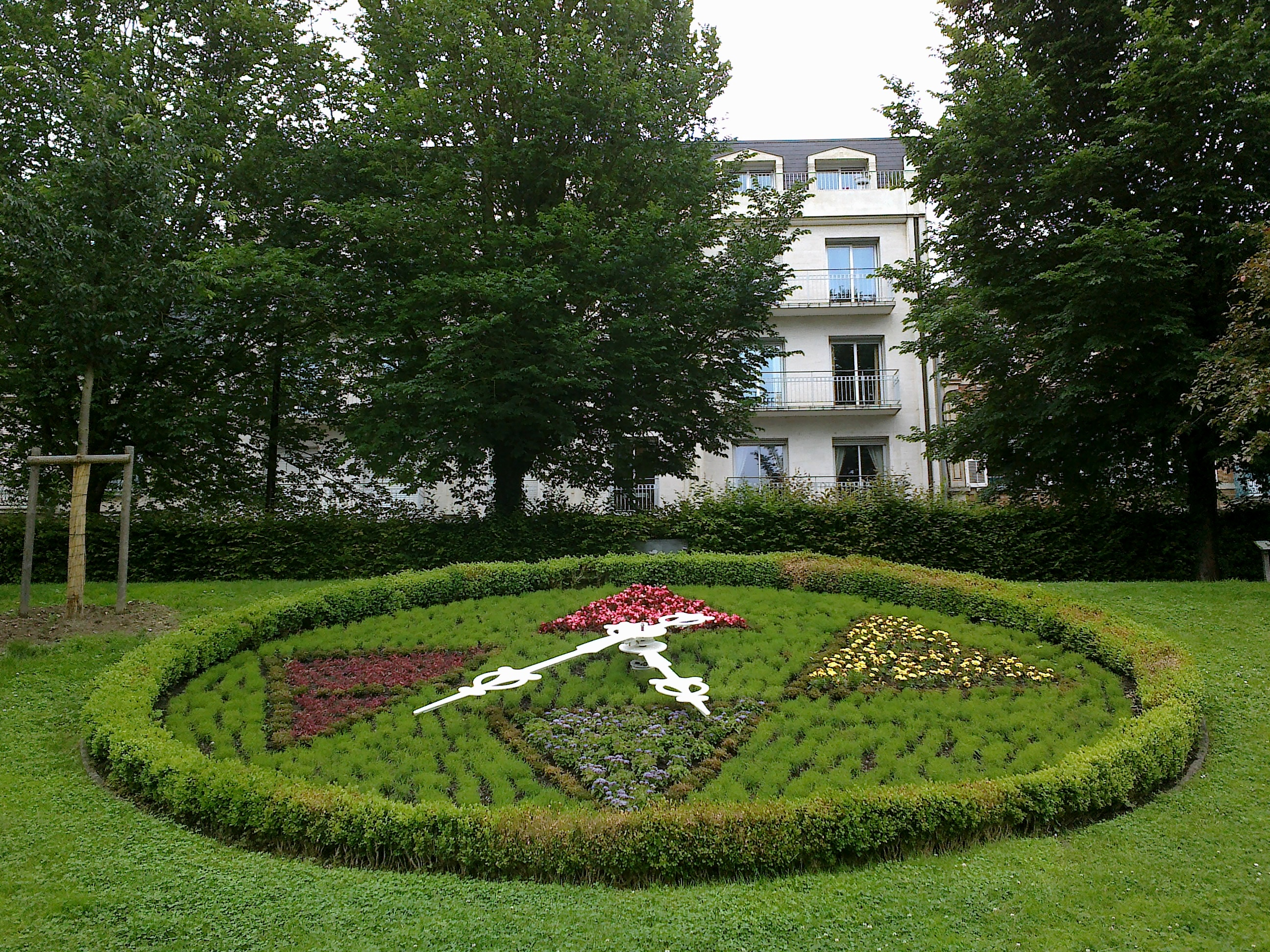
Horloge florale au Petit Jard.
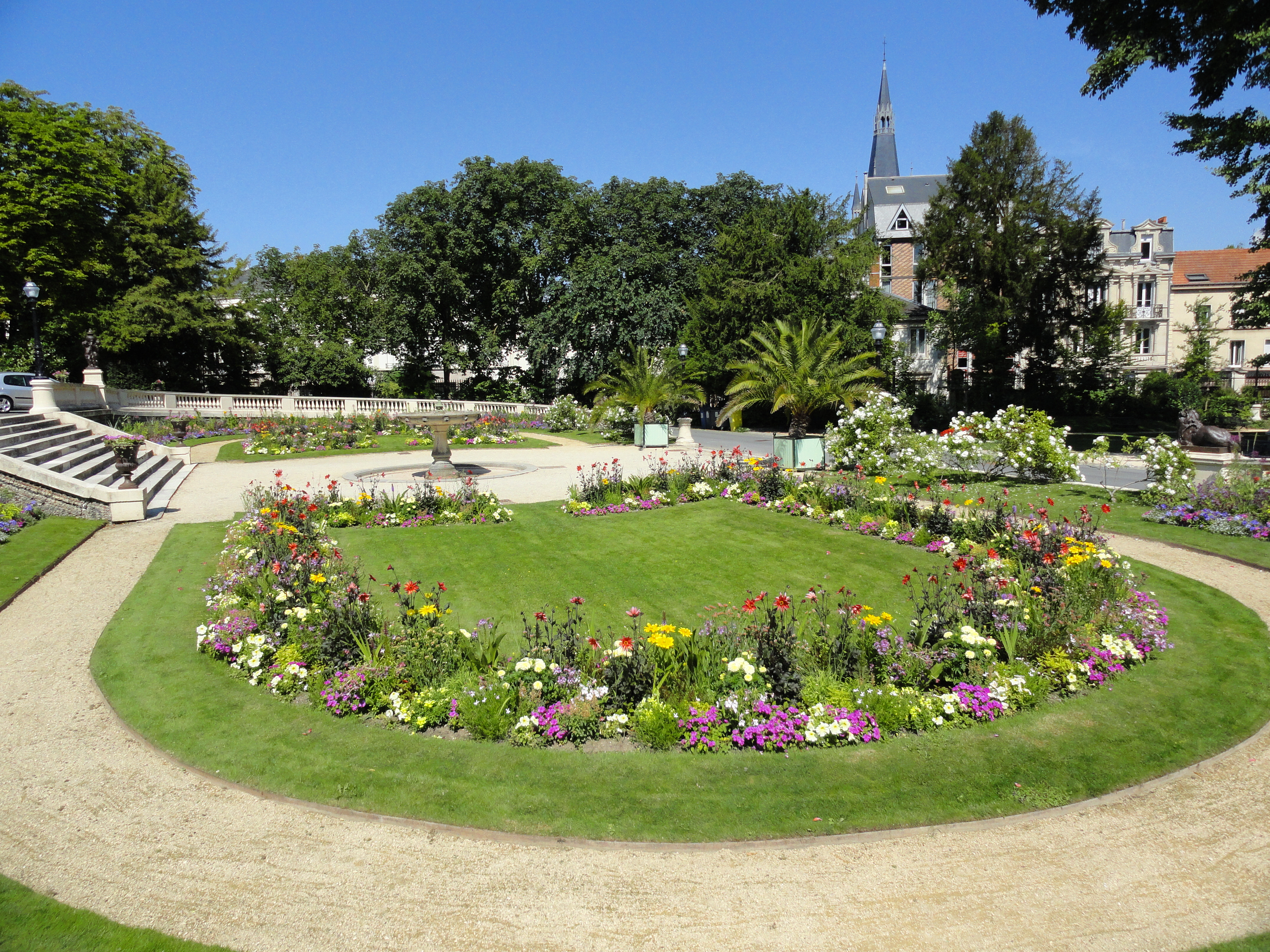
Jardin de l'hôtel de ville d'Épernay.
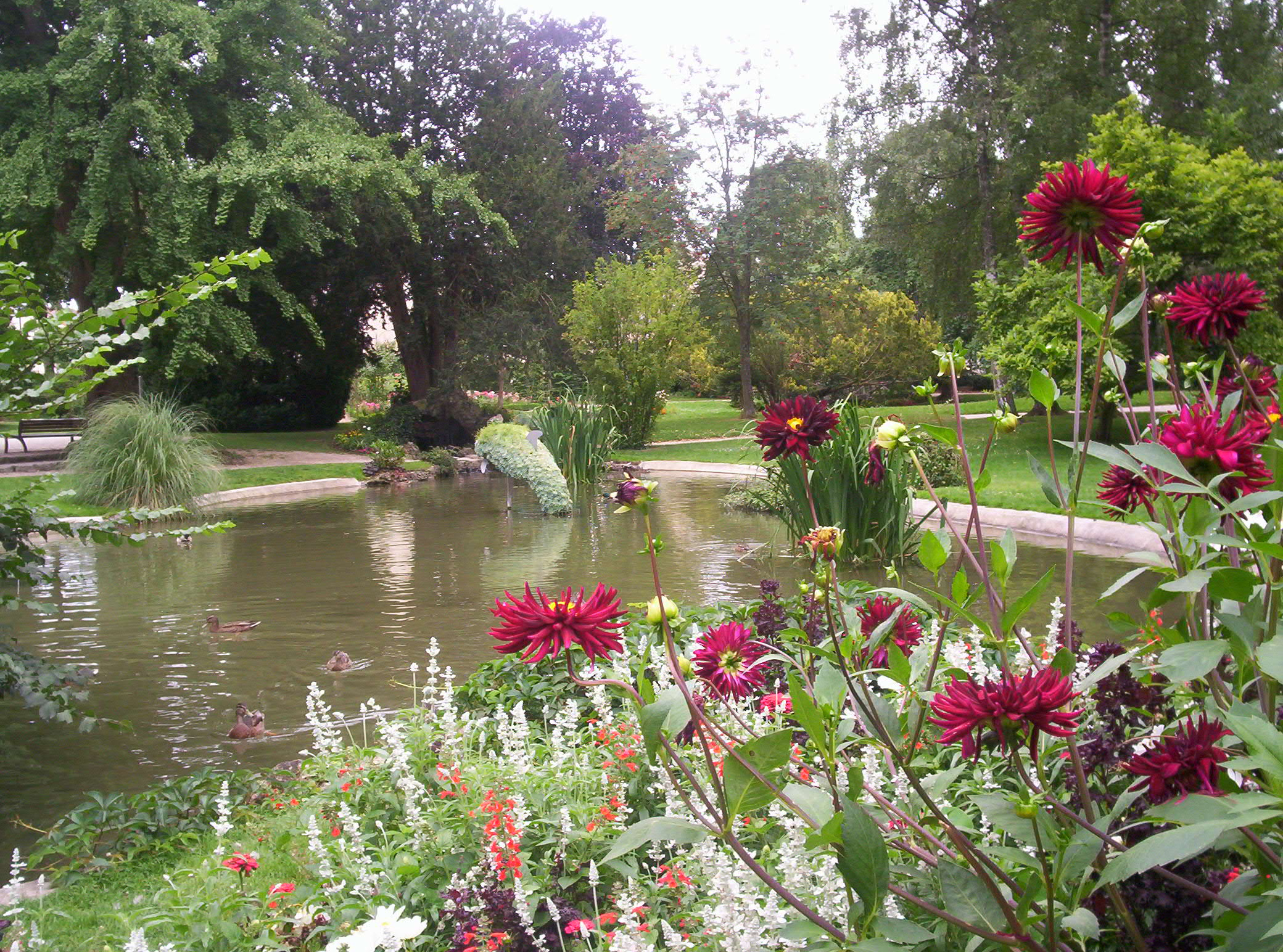
Jardin de l'horticulture d'Épernay.
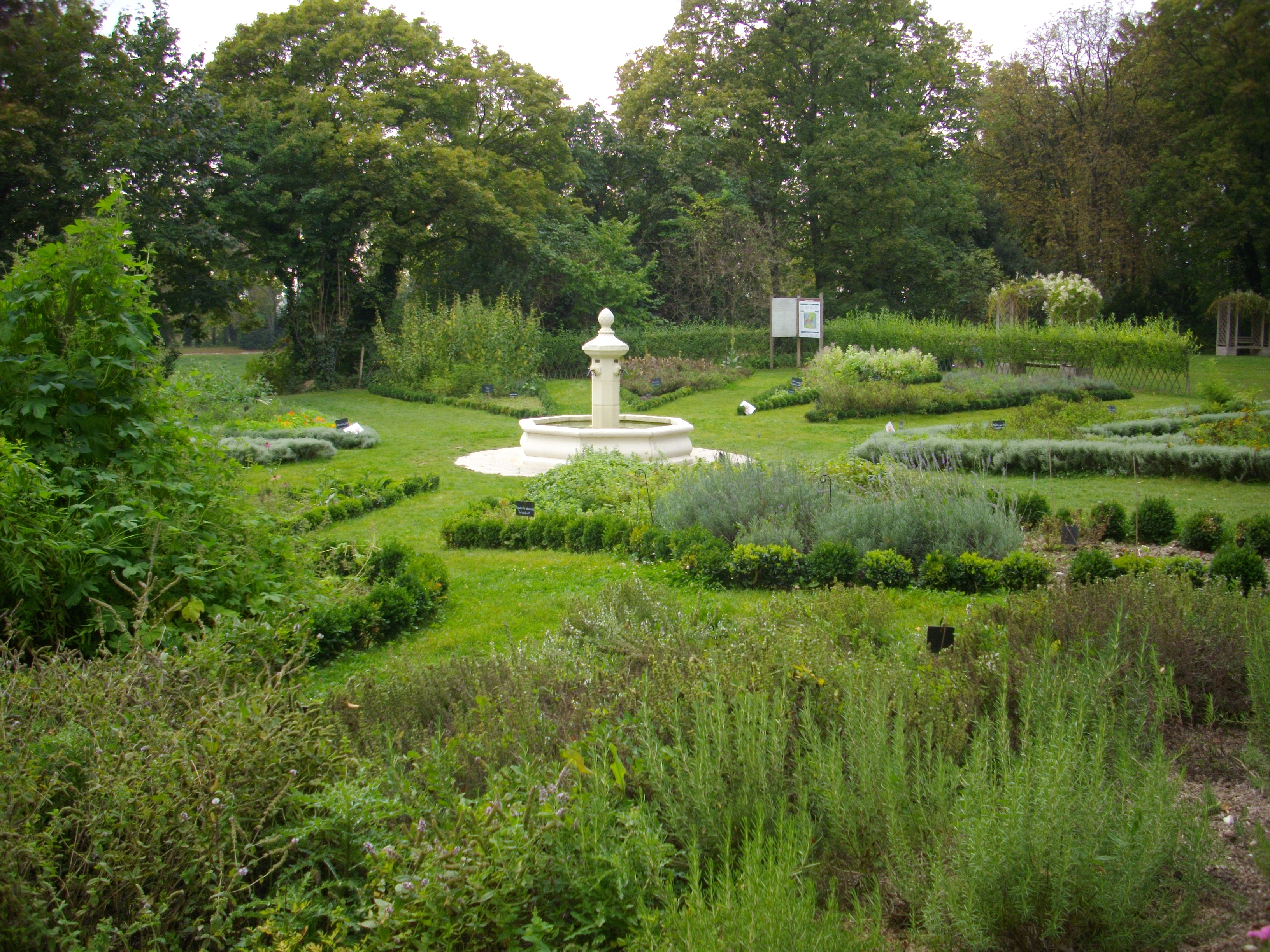
Parc de Champagne.
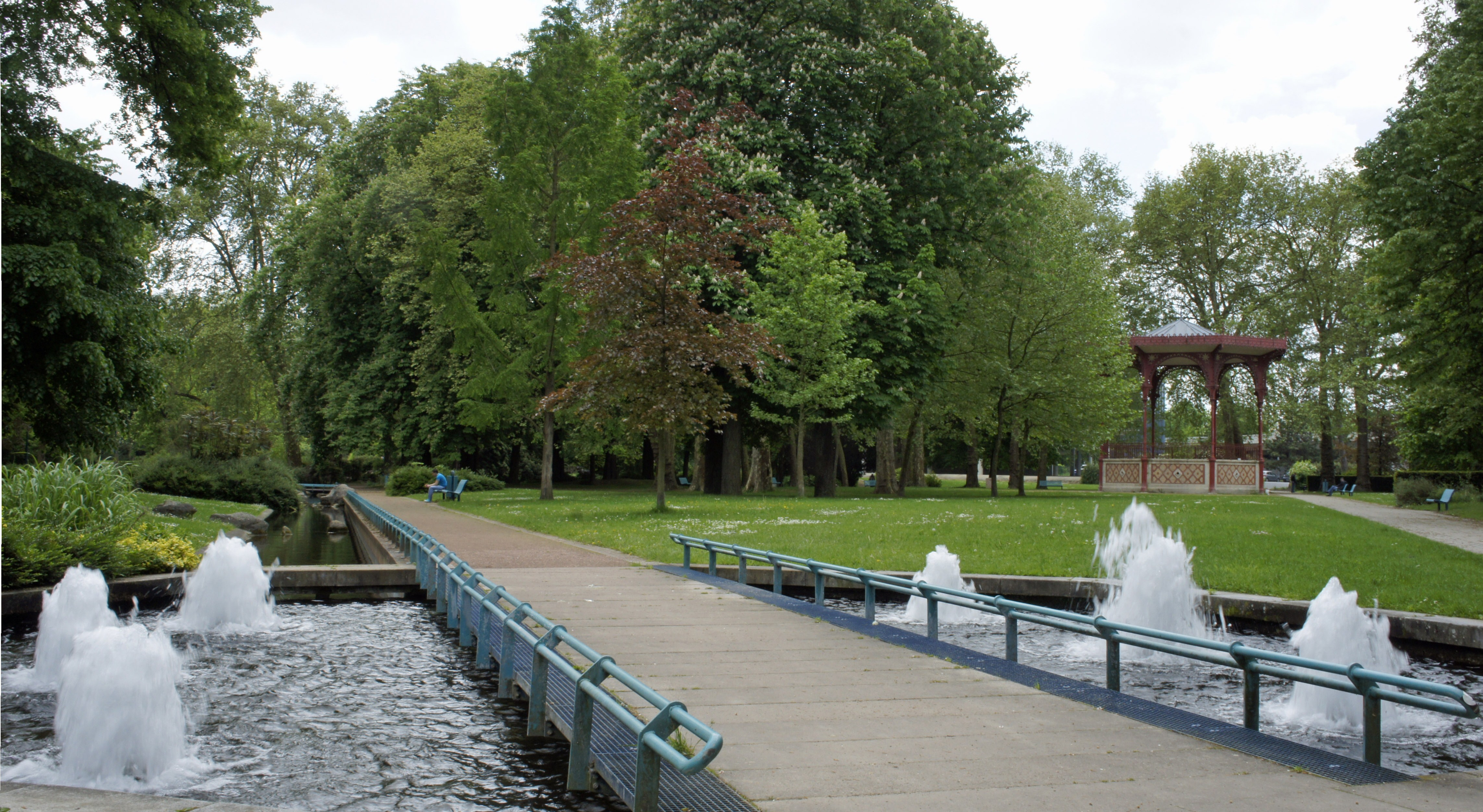
Patte d'oie.

#### Meurthe-et-Moselle
- Fléville-devant-Nancy : parc du château de Fléville,
- Gerbéviller : parc du château de Gerbéviller,
- Gélaucourt : jardin d'eau de l'Aubepré,
- Nancy :
  - jardin Alexandre-Godron (ancien jardin botanique),
  - parc Sainte-Marie,
- Villers-lès-Nancy : jardin botanique Jean-Marie-Pelt (ancien jardin botanique du Montet).

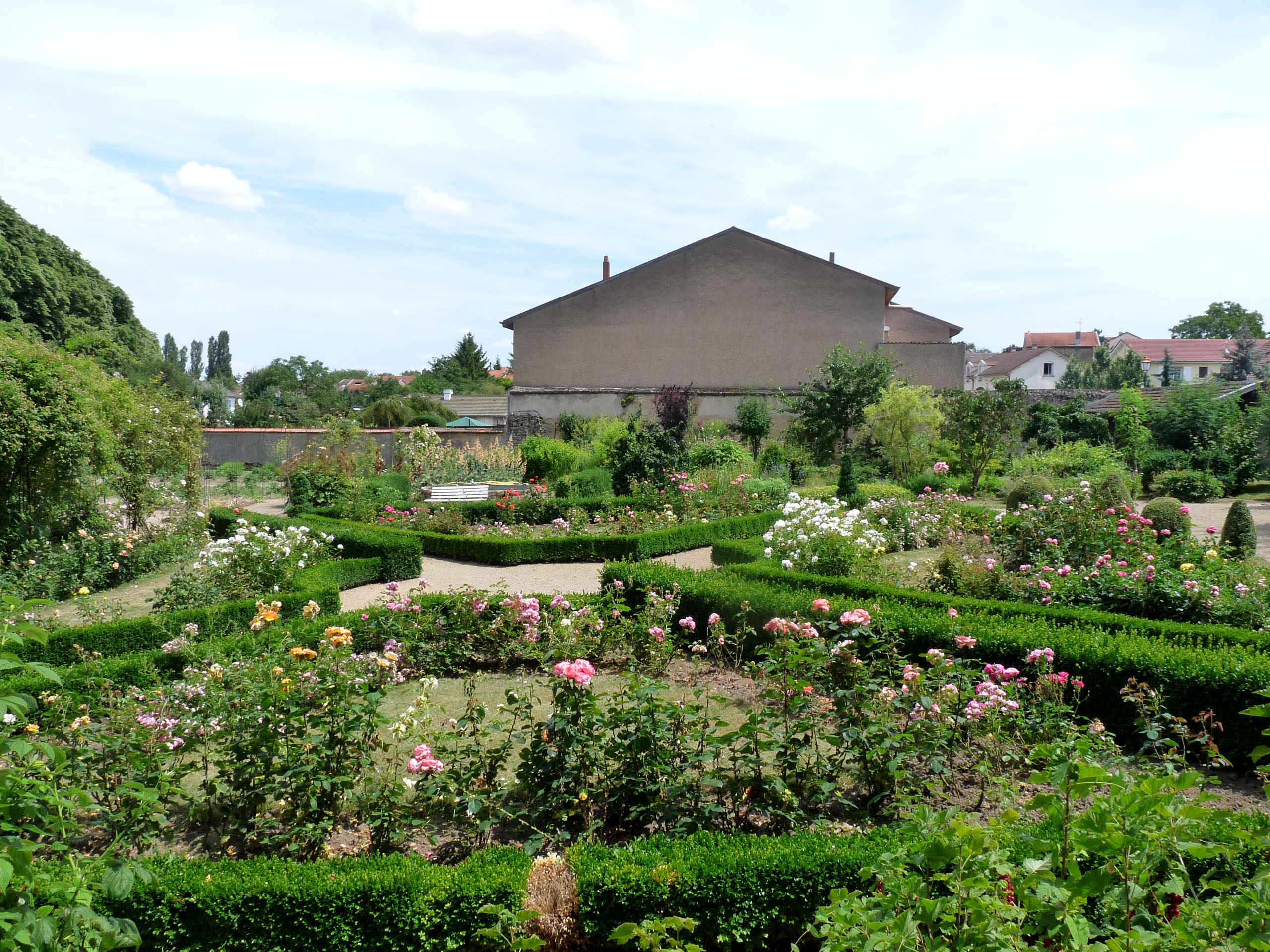
Roseraie du château de Fléville.
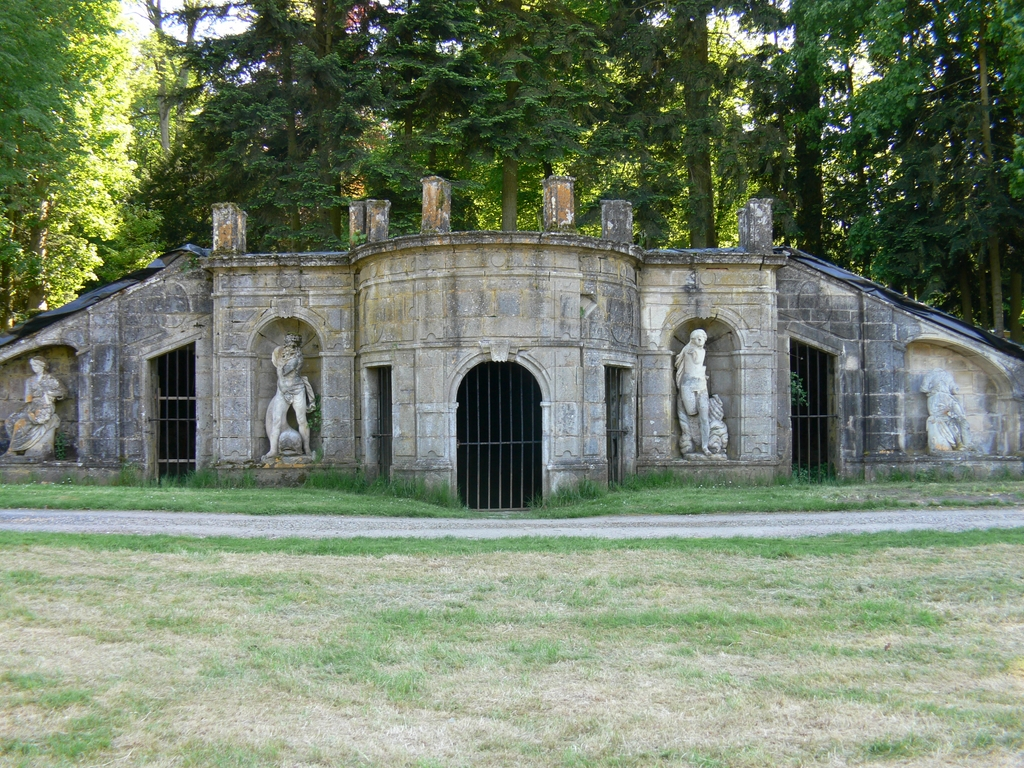
Parc du château de Gerbéviller.
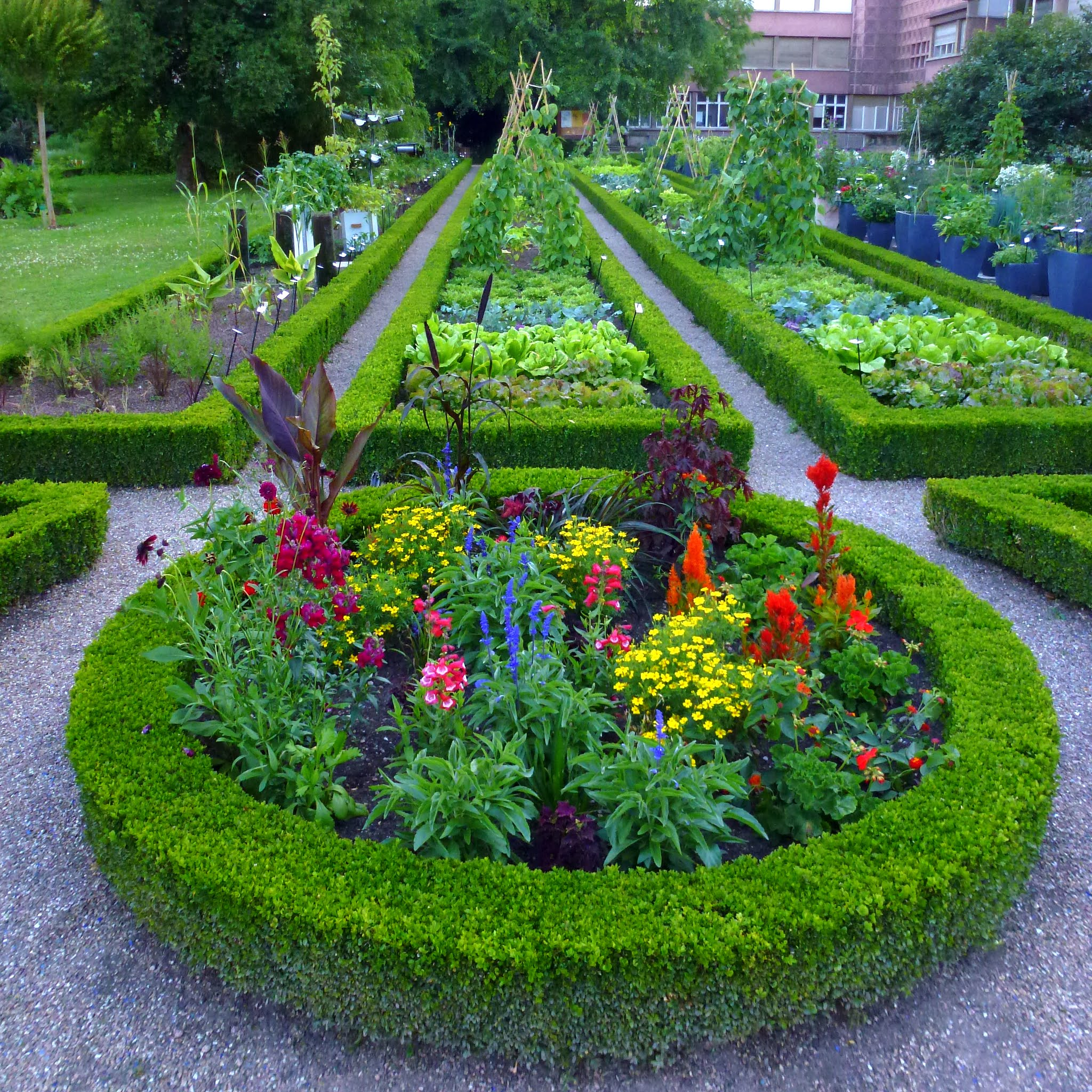
Jardin Alexandre-Godron.
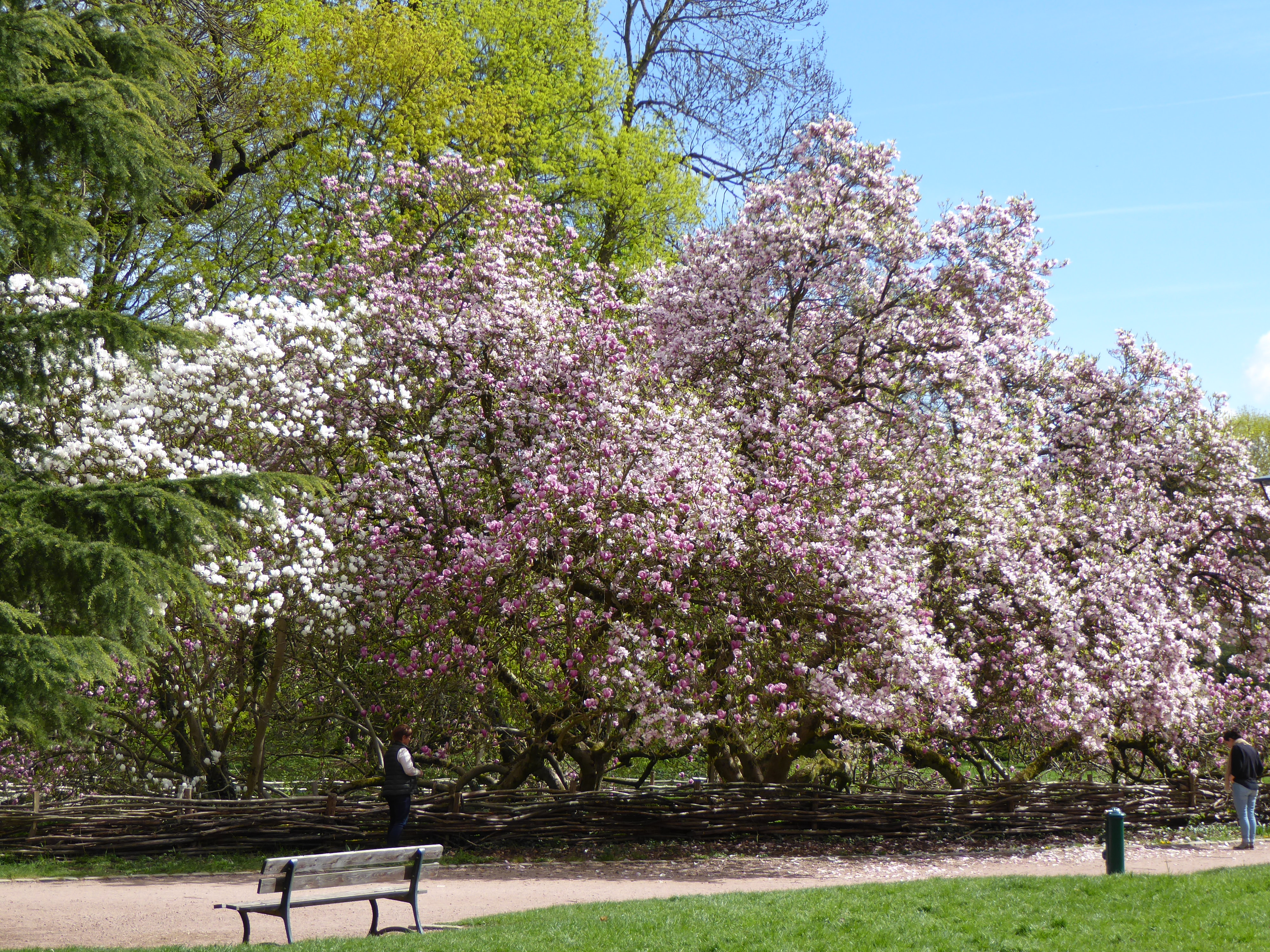
Magnolias dans le parc Sainte-Marie.
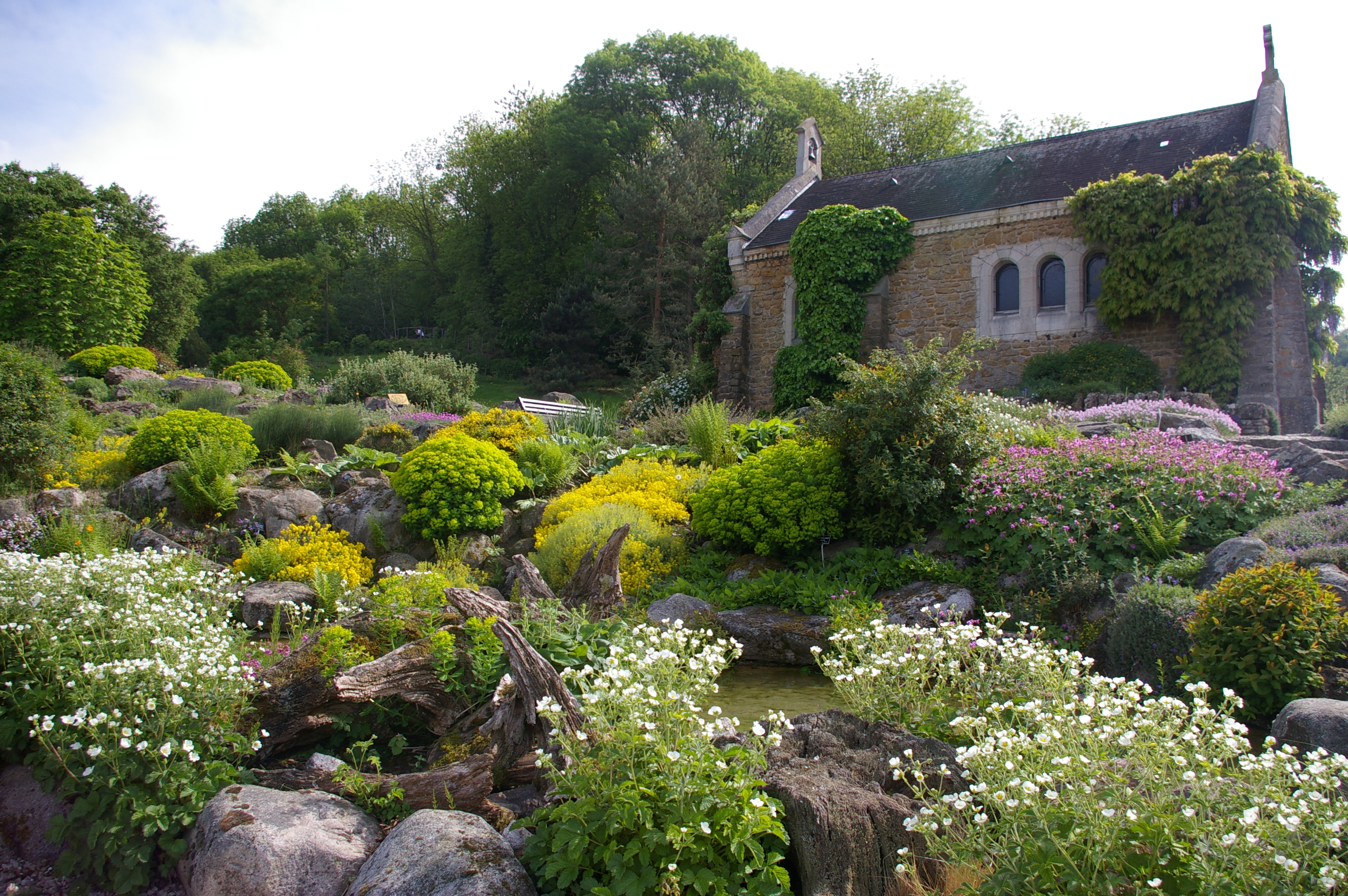
Jardin botanique Jean-Marie-Pelt.

#### Meuse
- Haironville : parc de la Varenne,
- Nettancourt : parc de la Grange-aux-Champs.

#### Moselle
- Laquenexy : jardins fruitiers de Laquenexy,
- Manom : jardin des Prairiales,
- Pange : parc du château de Pange,
- Sarreguemines : jardin des Faïenciers.

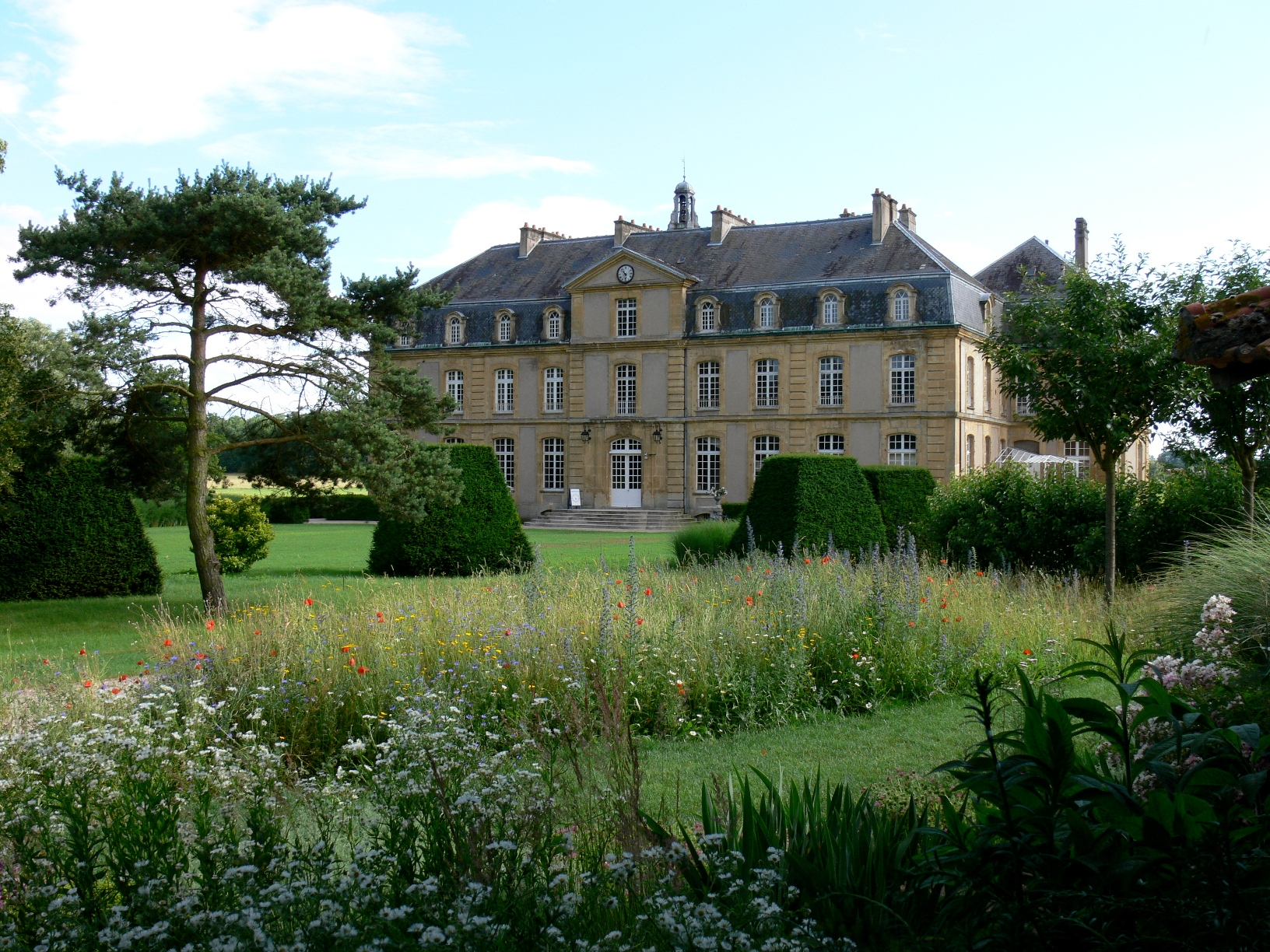
Parc du château de Pange.
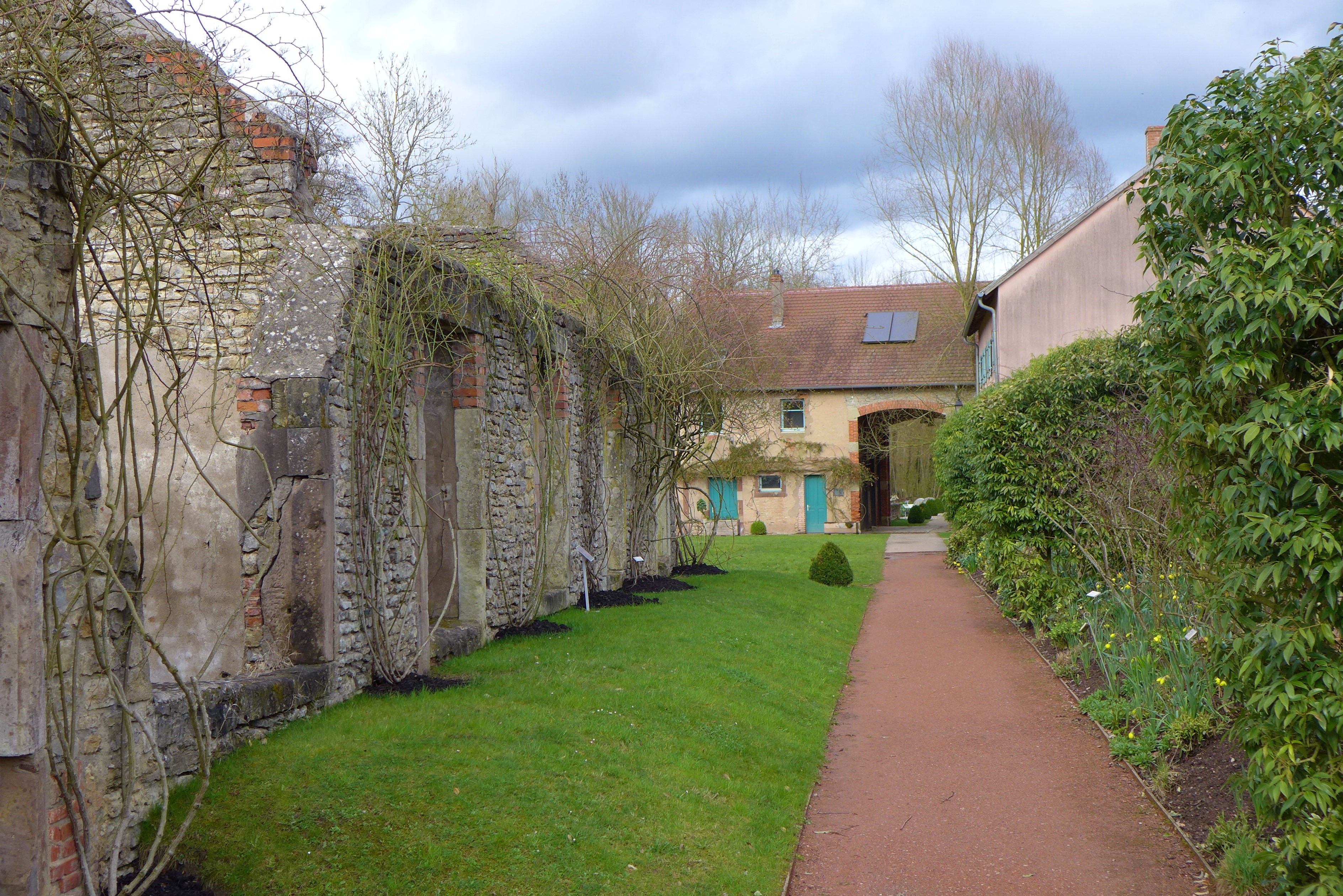
Jardin des Faïenciers.

#### Vosges
- Autrey : jardins de l'abbaye Notre-Dame,
- Ban-de-Sapt : jardins de Callunes,
- Saint-Ouen-lès-Parey : jardin d'Ode,
- Xonrupt-Longemer : jardin d'altitude du Haut Chitelet.

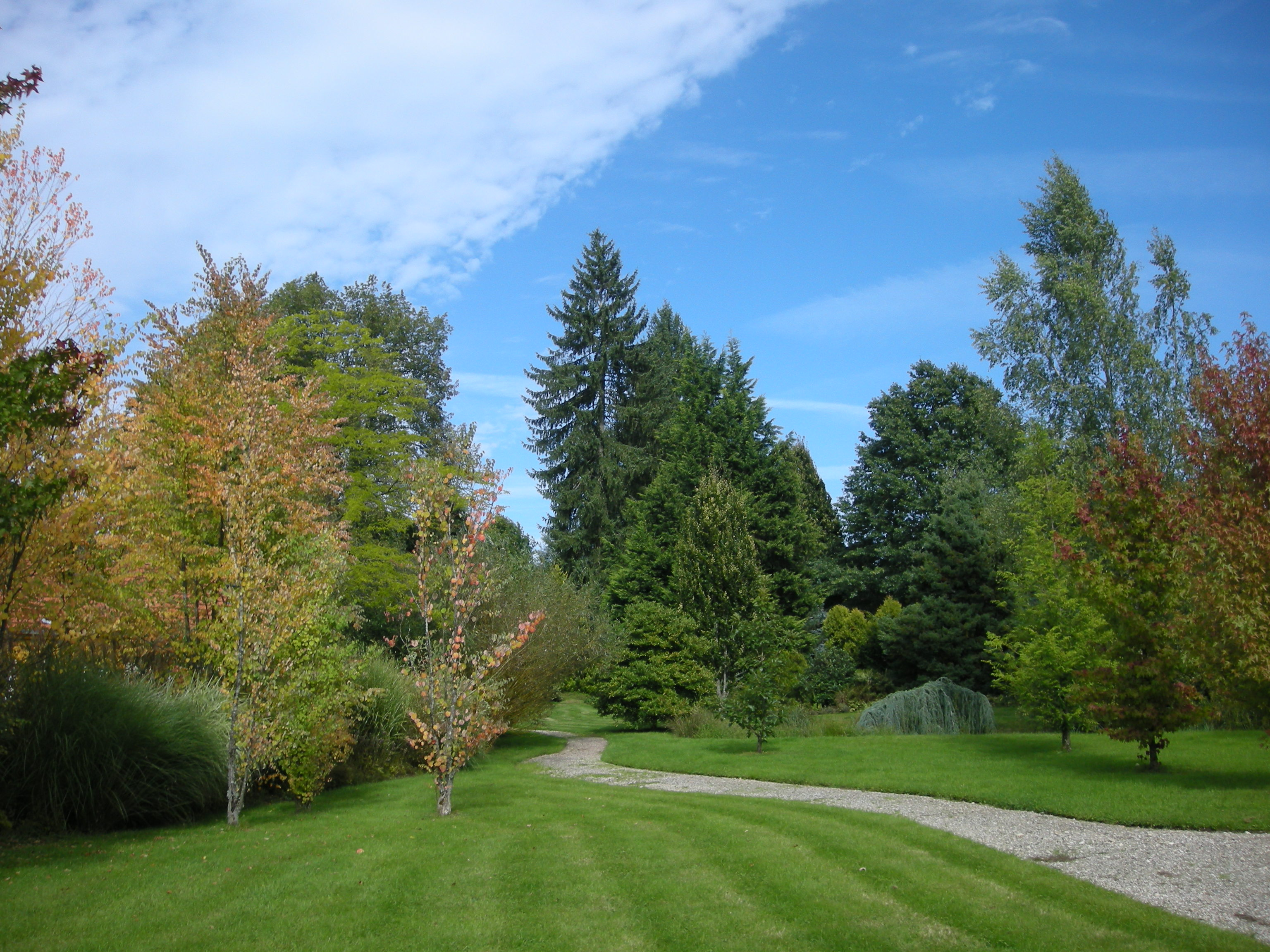
Parc de l'abbaye Notre-Dame d'Autrey.
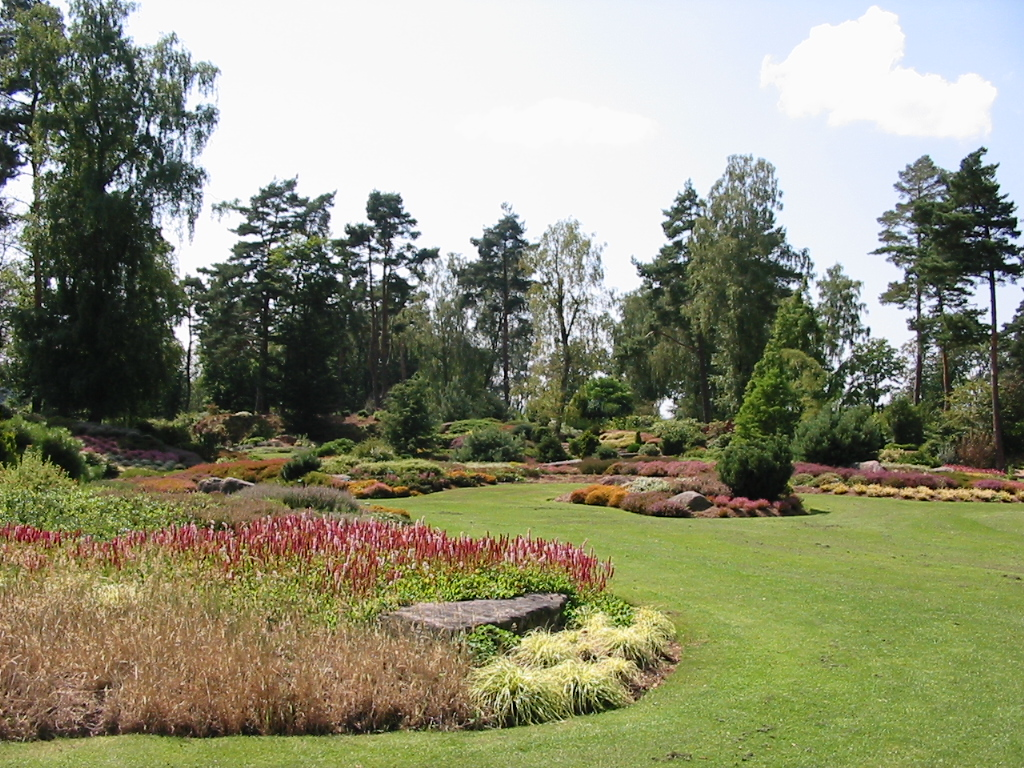
Les jardins de Callunes.
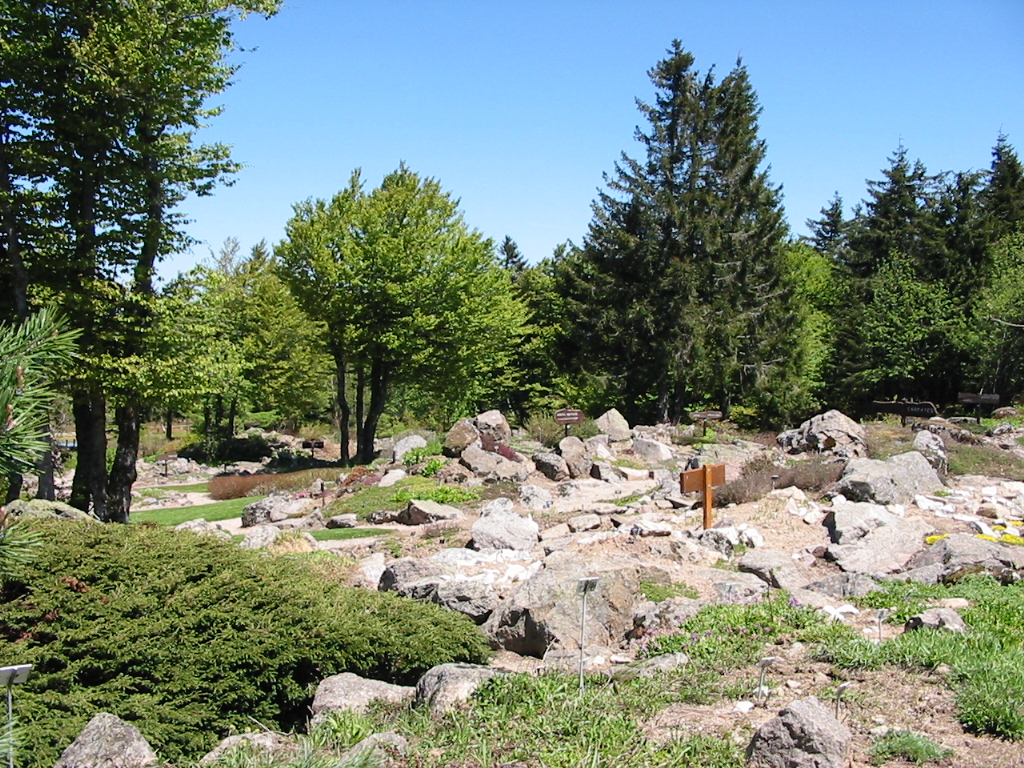
Jardin d'altitude du Haut Chitelet.

### Hauts-de-France

#### Aisne
- Bosmont-sur-Serre : parc et jardin de Bosmont-sur-Serre,
- Largny-sur-Automne : jardin du château de la Muette,
- Puisieux-et-Clanlieu : jardins du château de Puisieux-et-Clanlieu,
- Viels-Maisons : jardins du château de Viels-Maisons.

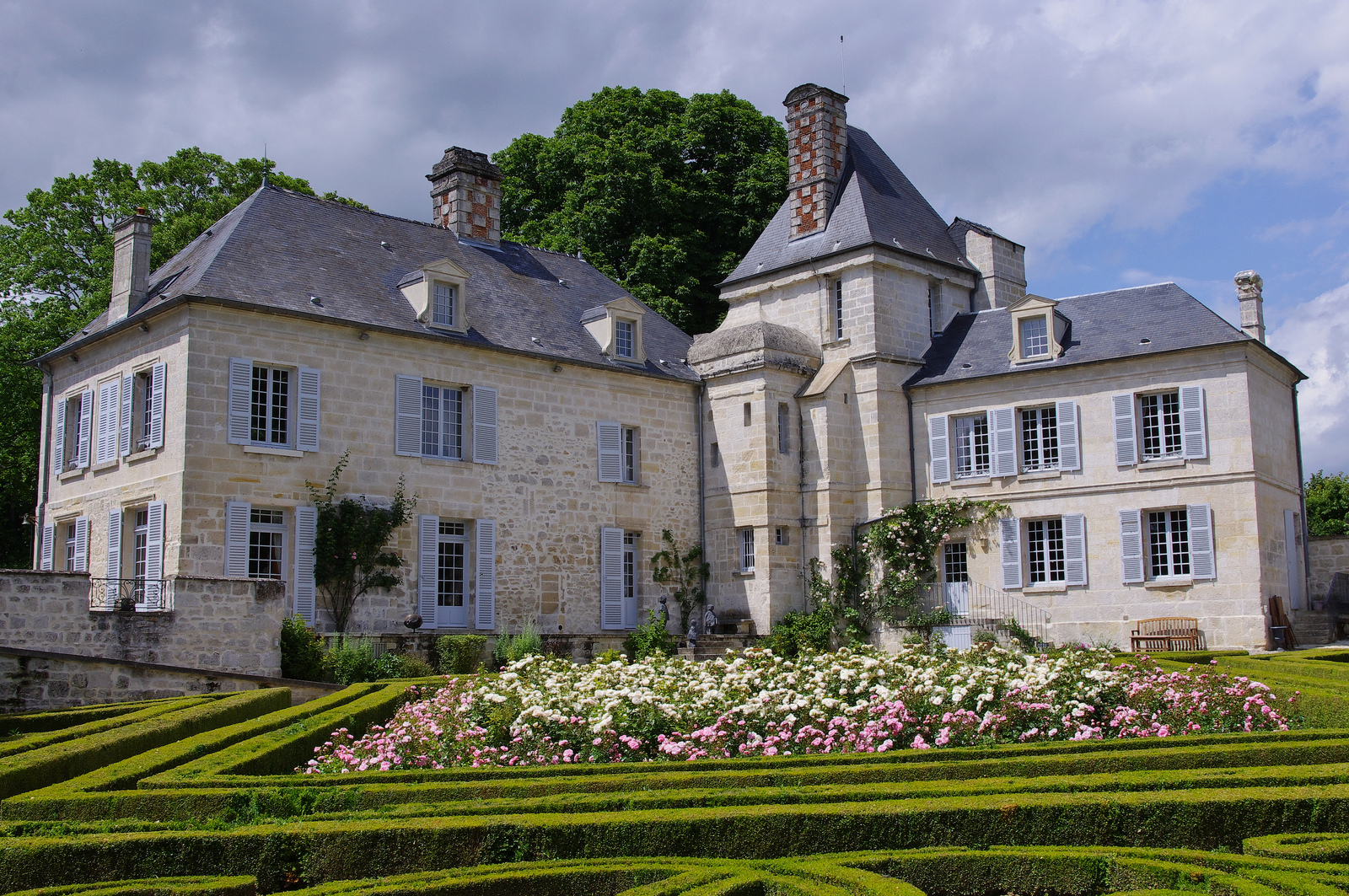
Parc du château de la Muette.

#### Nord
- Cassel : ferme du mont des Récollets,
- Halluin : parc arboretum du Manoir-aux-Loups,
- Houplin-Ancoisne : Mosaïc, le jardin des Cultures,
- Lille : jardin des Géants,
- Roubaix : parc Barbieux.

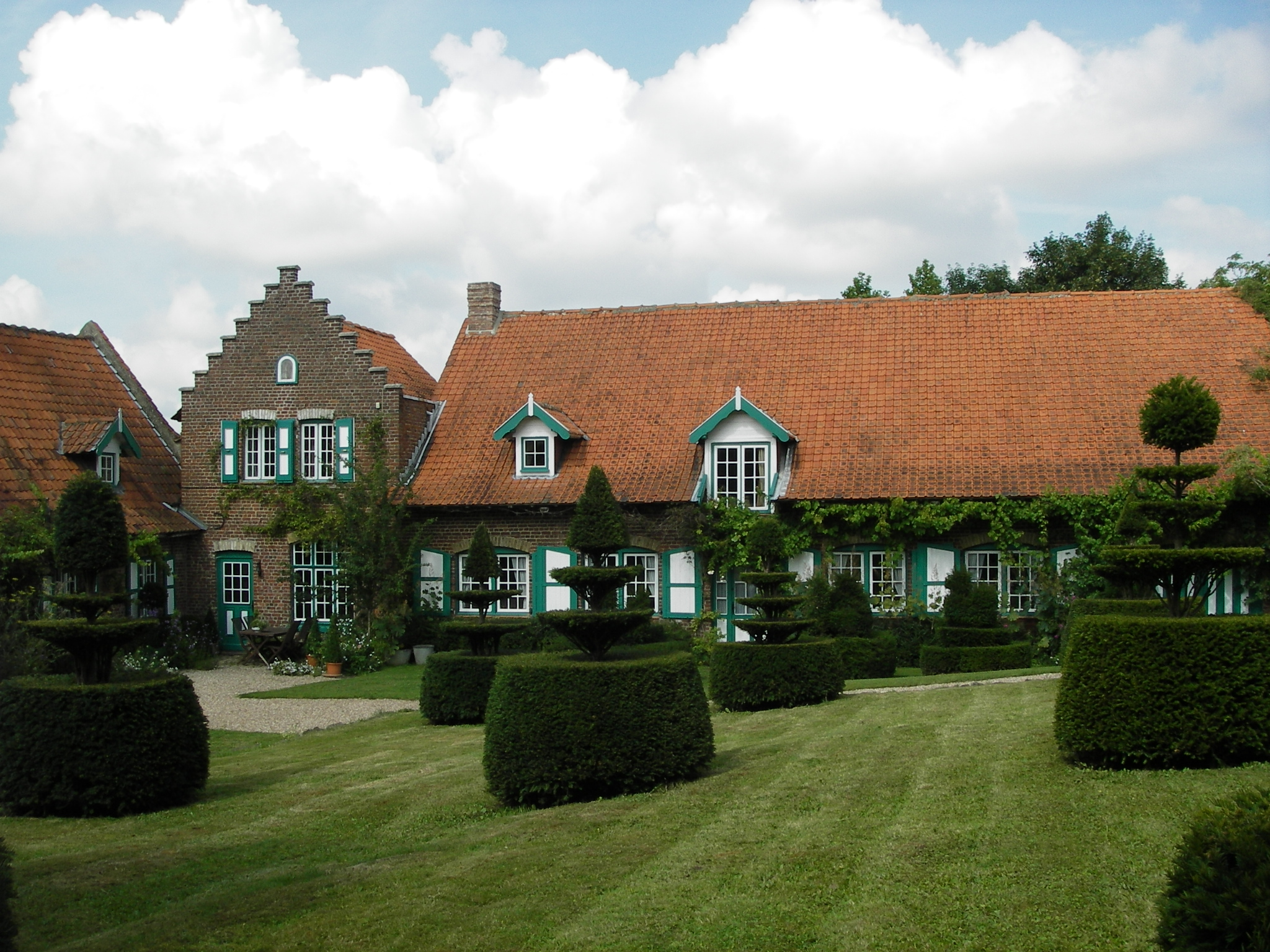
Ferme du mont des Récollets.
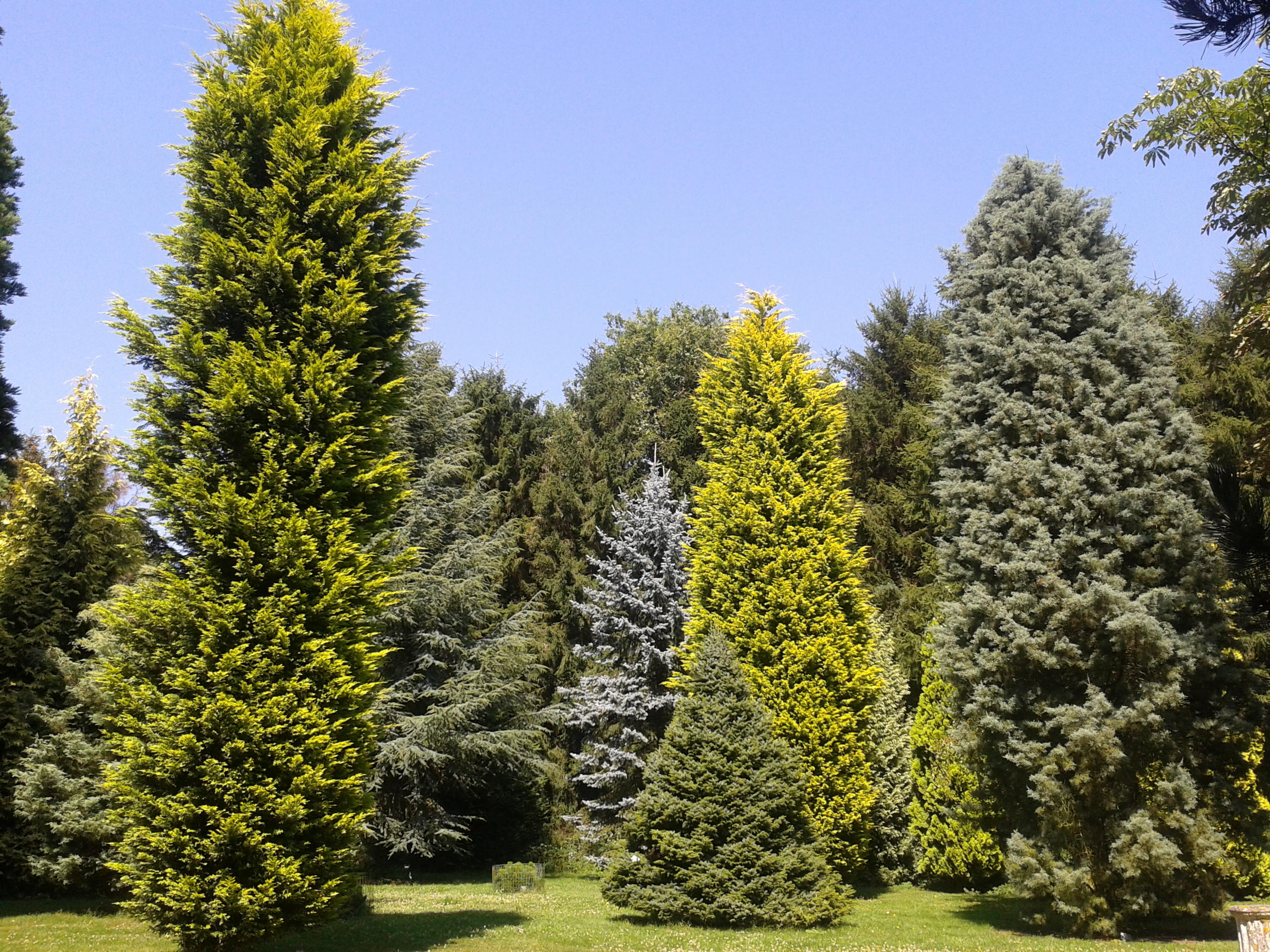
Parc arboretum du Manoir-aux-Loups.
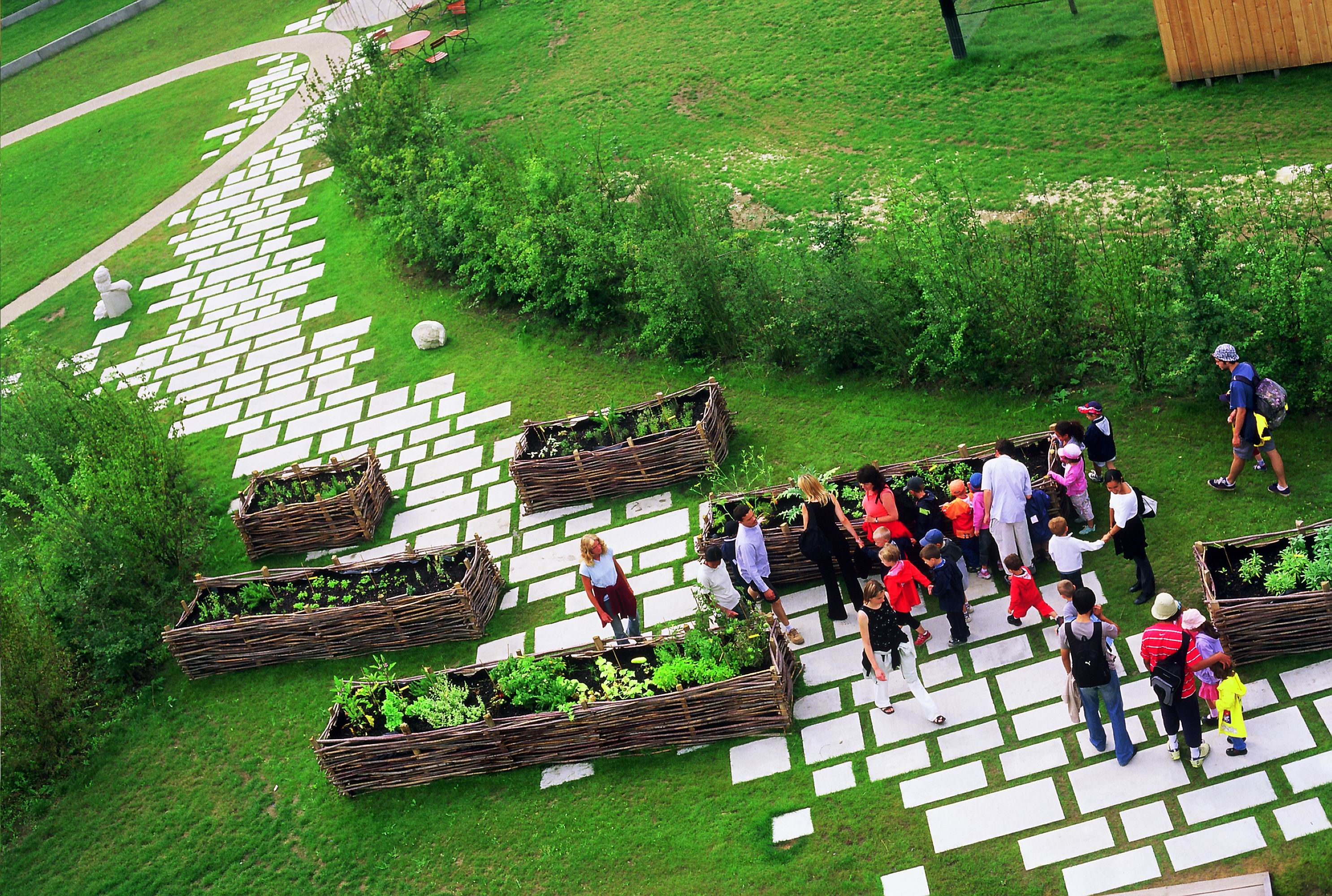
Terrasses de la Méditerranée, Mosaïc, le jardin des Cultures.
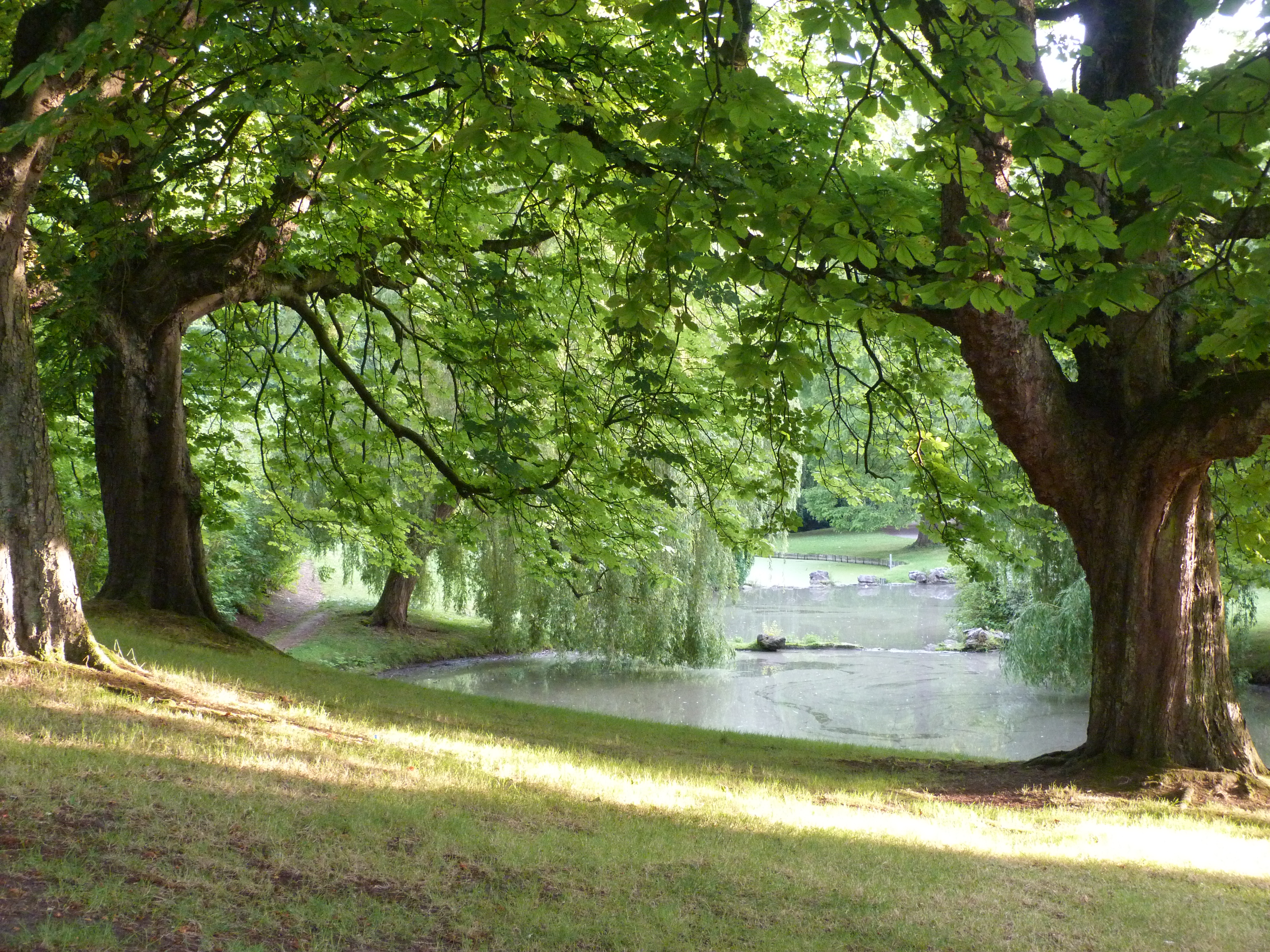
Parc Barbieux.

#### Oise
- Chantilly :
  - jardin et parc du château de Chantilly,
  - potager des Princes,
- Compiègne : jardin et parc du Palais de Compiègne,
- Fontaine-Chaalis : roseraie de l'abbaye de Chaalis,
- Gerberoy : 
  - jardin Henri Le Sidaner,
  - jardin des ifs,
- Herchies : jardin du Brûle,
- Morienval, roseraie David Austin,
- Paillart : jardin du Moulin Ventin,
- Saint-Paul : jardin André van Beek,
- Senlis : parc du domaine de Valgenceuse,
- Vez : jardin du donjon de Vez.

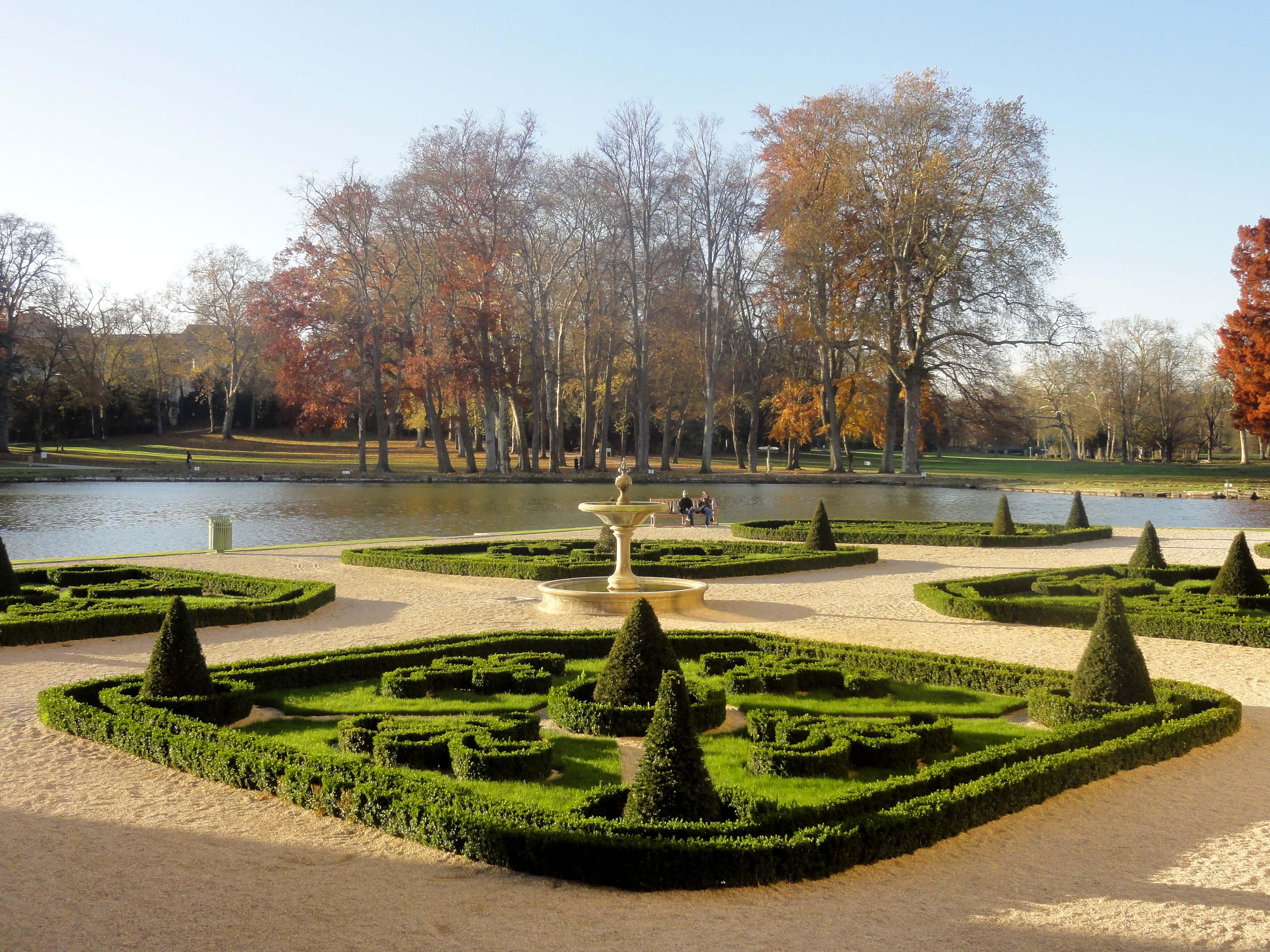
Jardin de la Volière, parc du château de Chantilly.
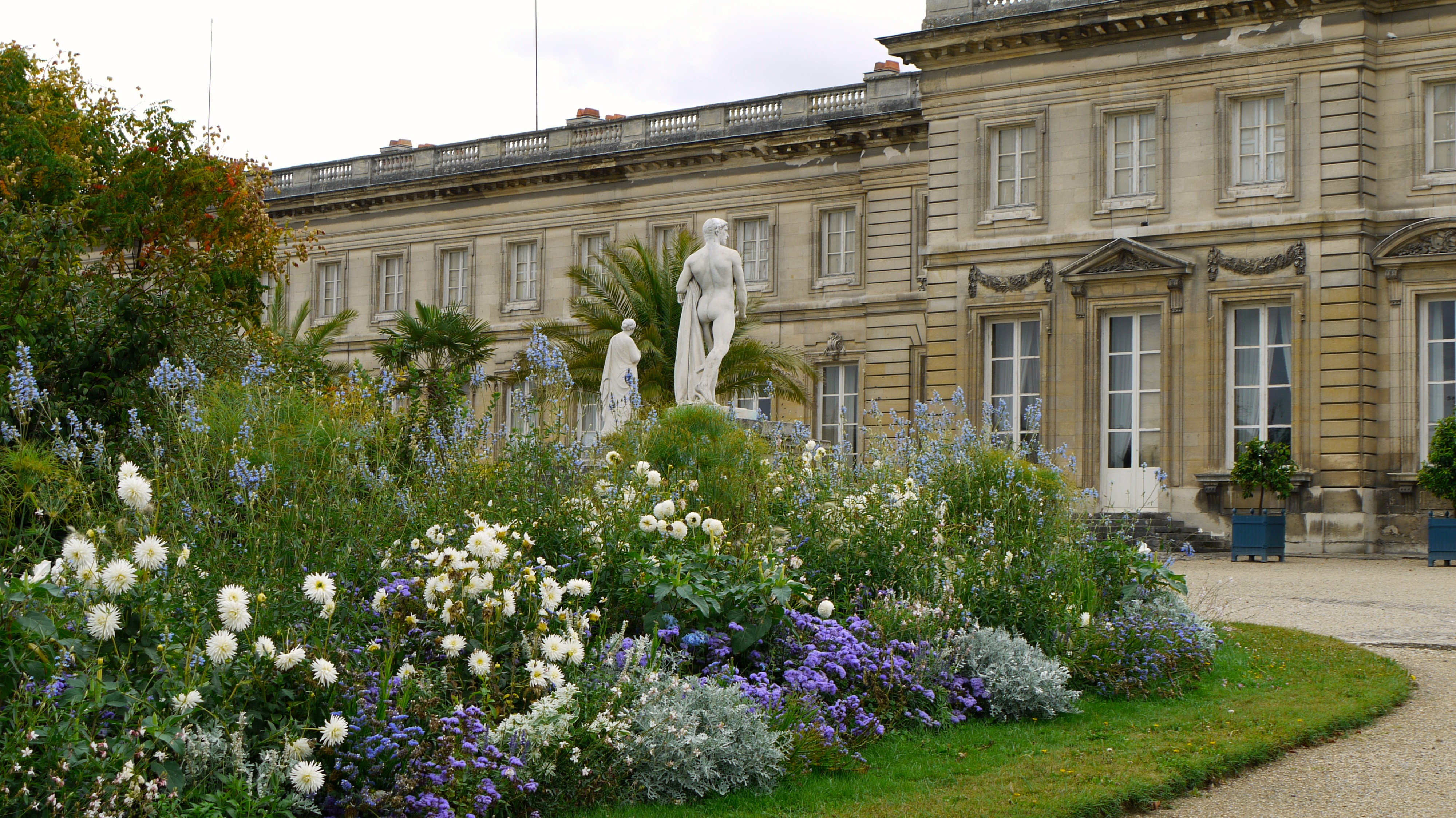
Parc du Palais de Compiègne.
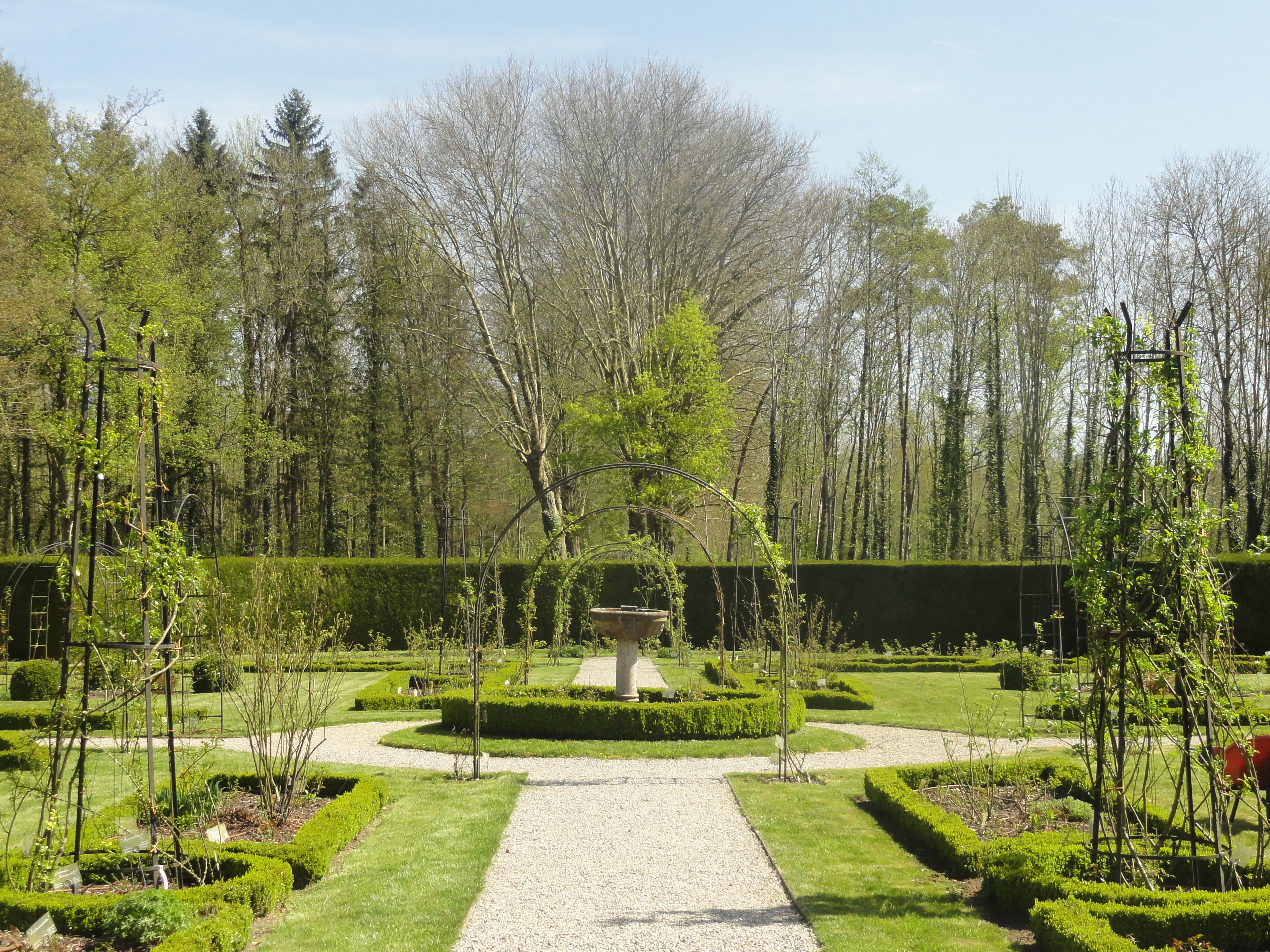
Roseraie de l'abbaye de Chaalis.
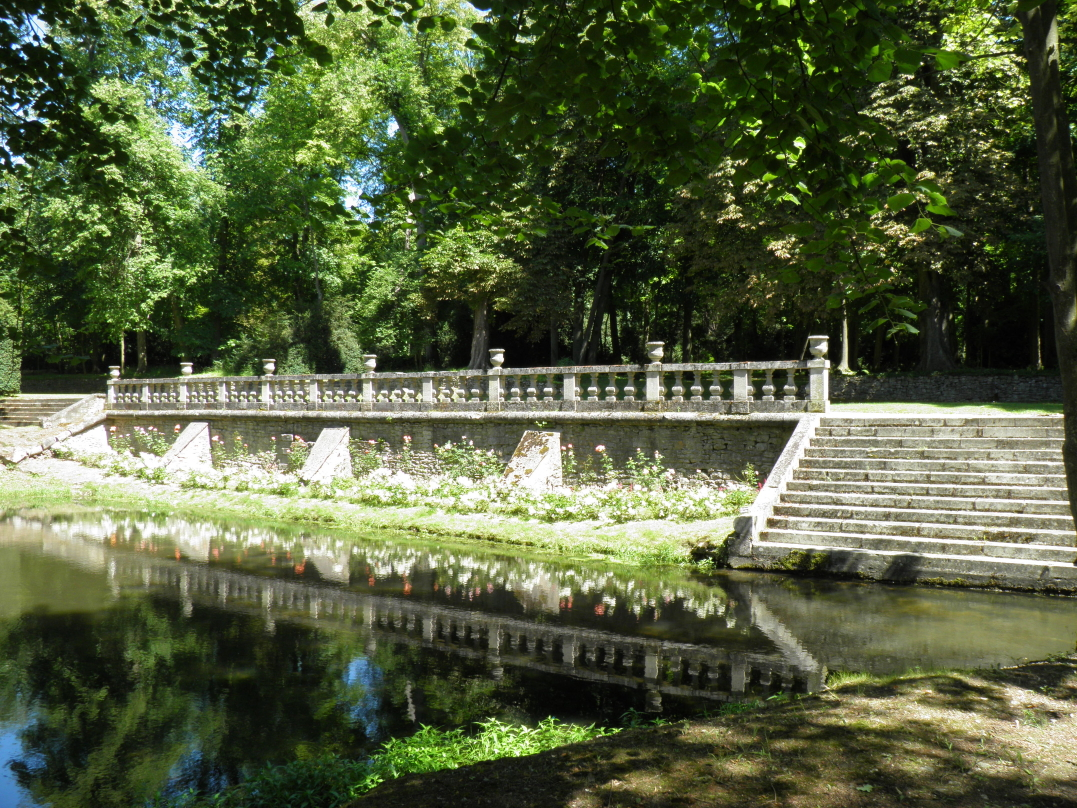
Senlis (Oise) Parc du domaine de Valgenceuse.
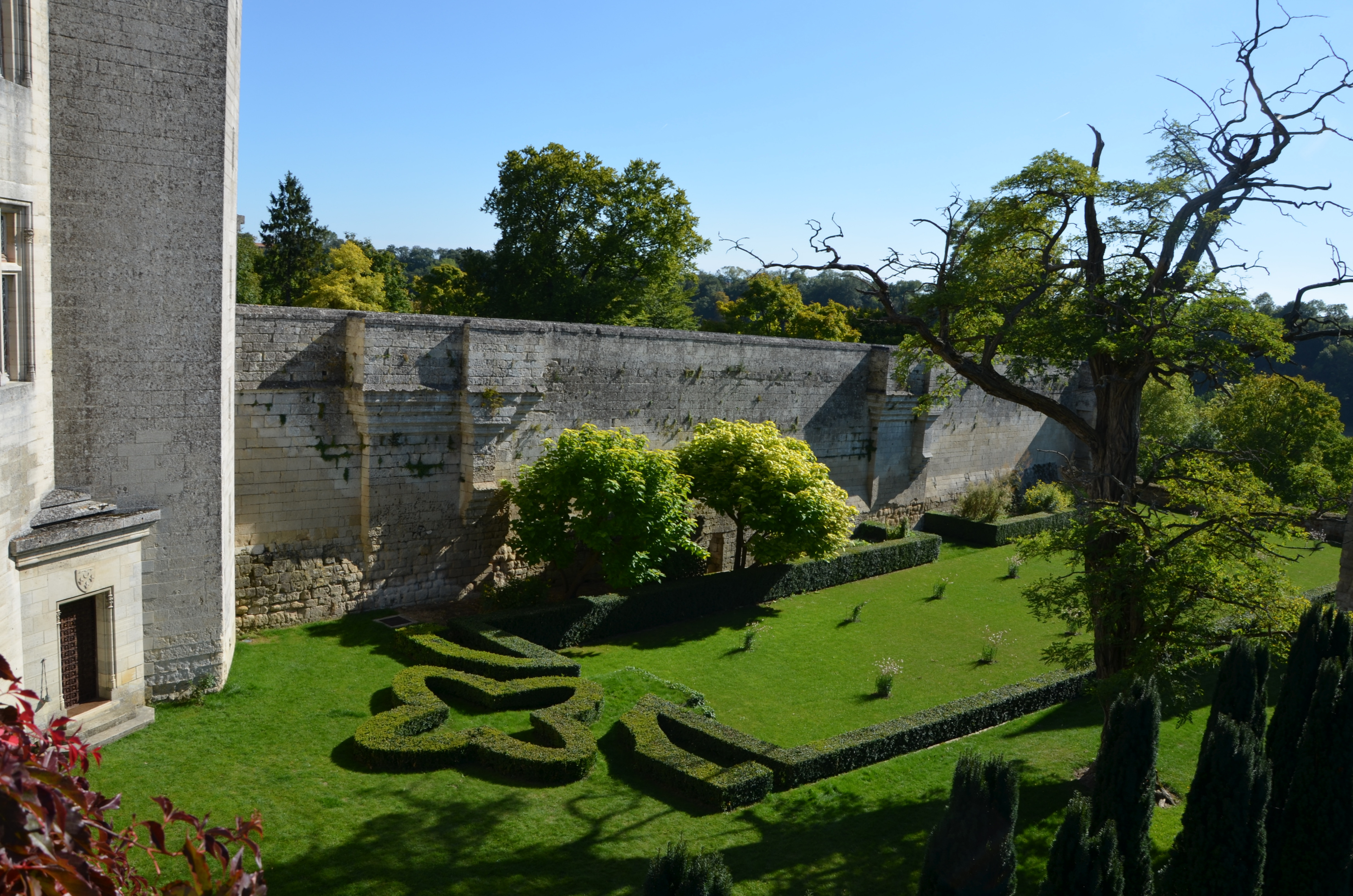
Jardin du donjon de Vez.

#### Pas-de-Calais
- Bréxent-Énocq : jardins du manoir d'Hénocq,
- Chériennes : jardin des Lianes,
- La Capelle-lès-Boulogne : parc et jardins du château de Conteval,
- Lens : parc du Louvre-Lens,
- Marck : jardin botanique du Beau Pays,
- Séricourt : jardins de Séricourt,
- Le Touquet-Paris-Plage : les jardins de la Manche[3].

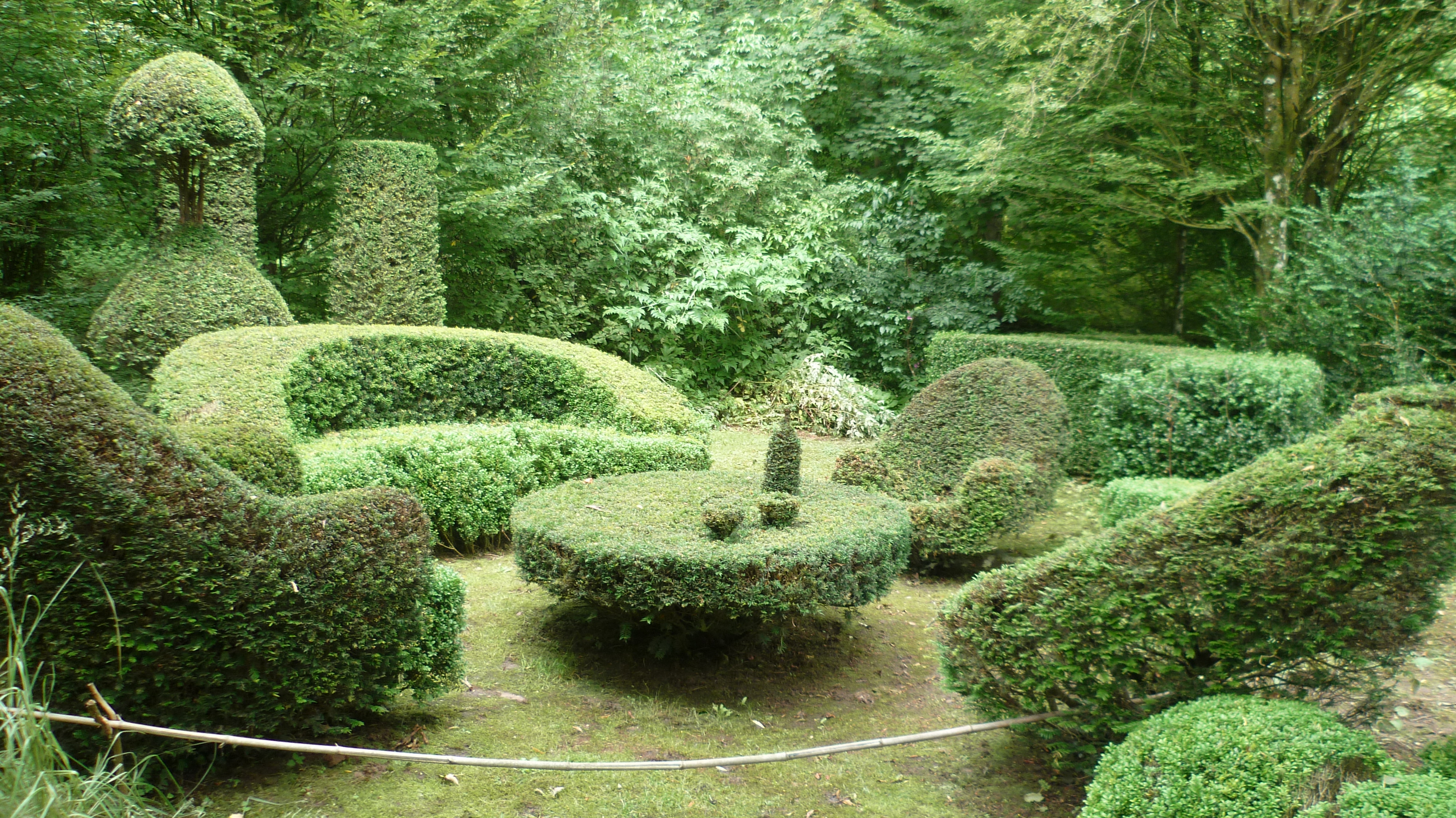
Jardins de Séricourt.

#### Somme
- Abbeville : Parc d'Emonville,
- Amiens : jardin des Plantes,
- Argoules : jardins de l'abbaye de Valloires,
- Maizicourt : jardins du château de Maizicourt,
- Morvillers-Saint-Saturnin : jardin floral du château de Digeon,
- Rambures : parc et roseraie du château de Rambures,
- Saint-Valery-sur-Somme : herbarium des Remparts.

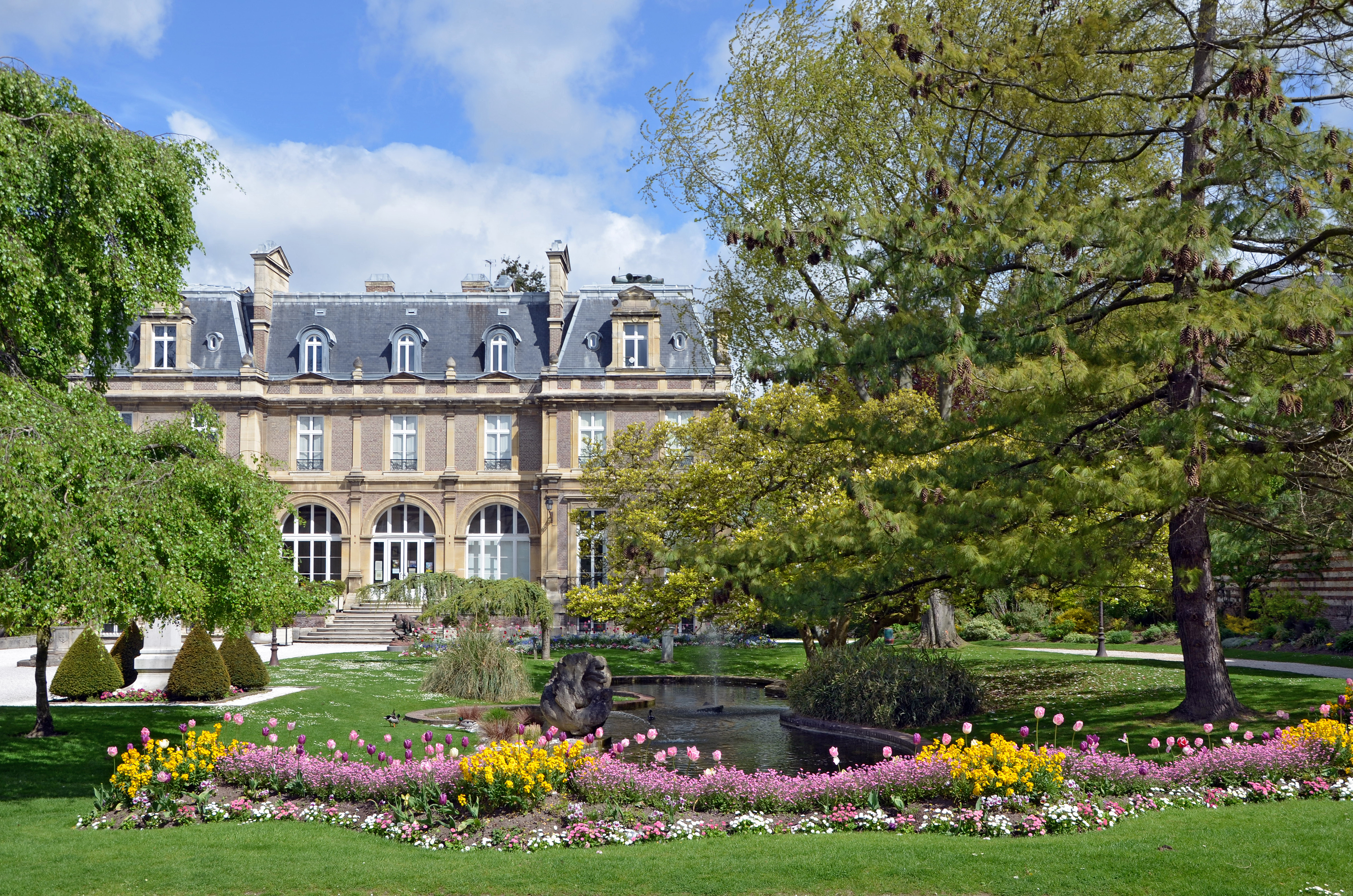
Parc d'Emonville.
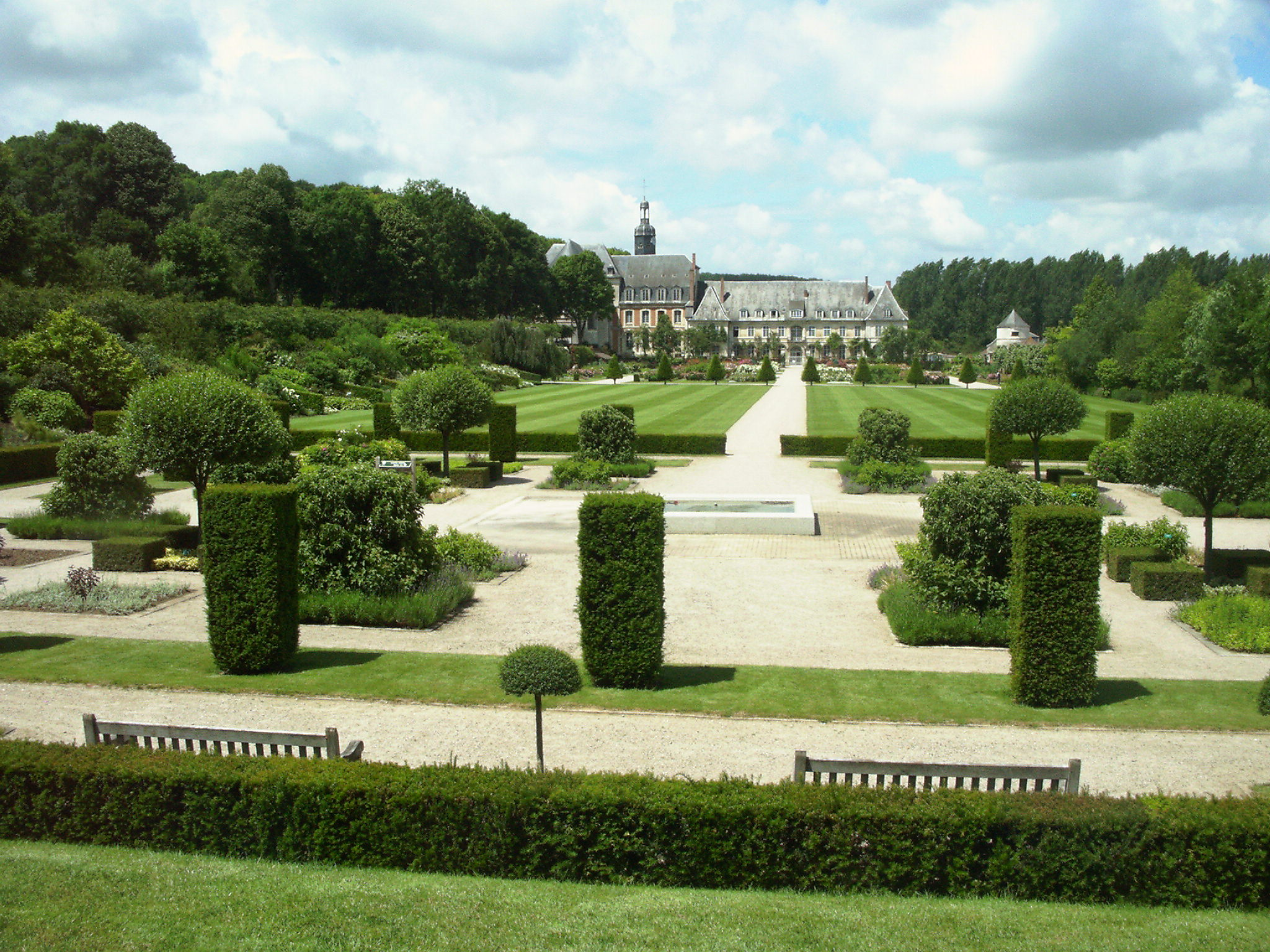
Jardins de l'abbaye de Valloires.
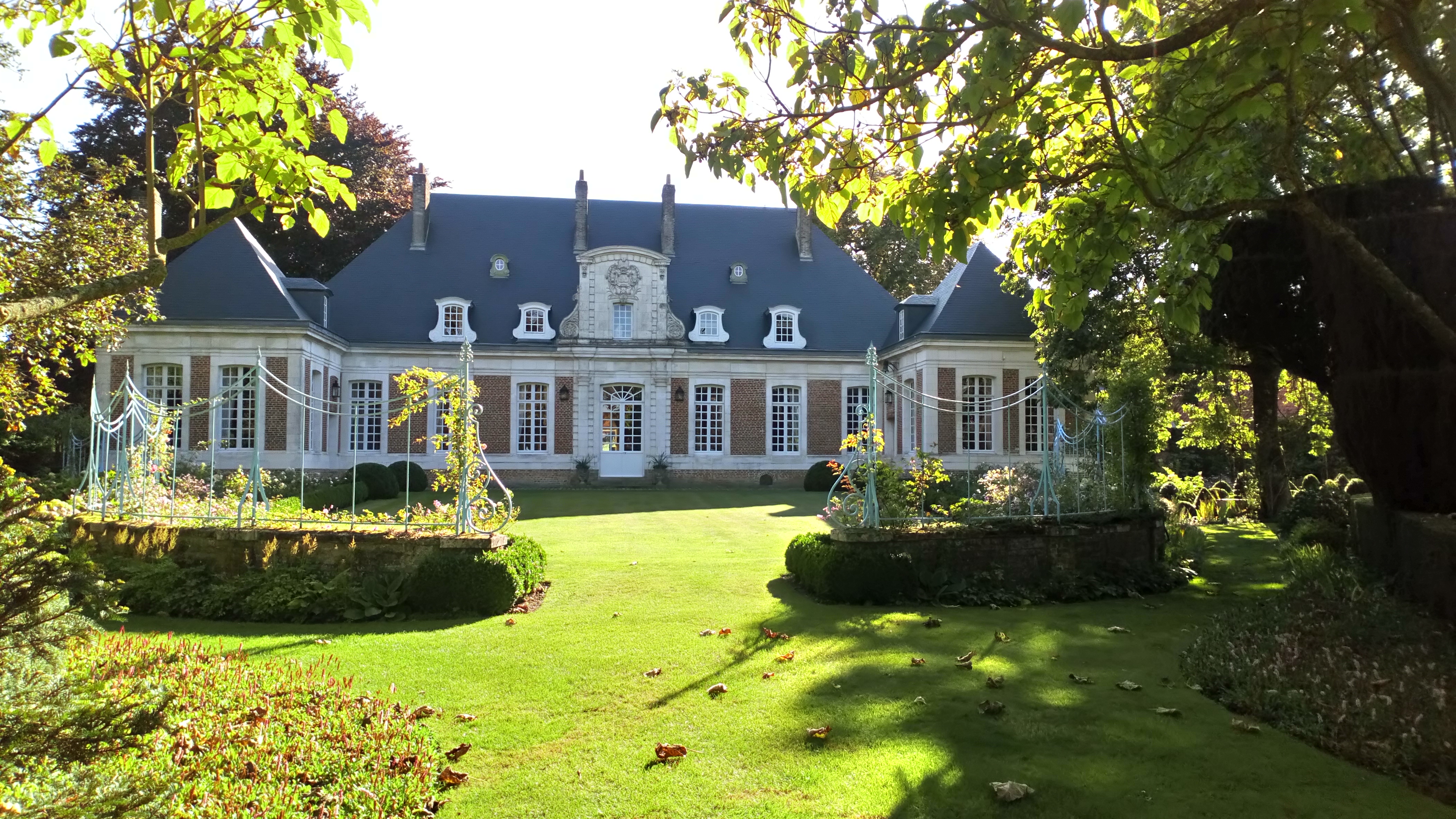
Jardins du château de Maizicourt.
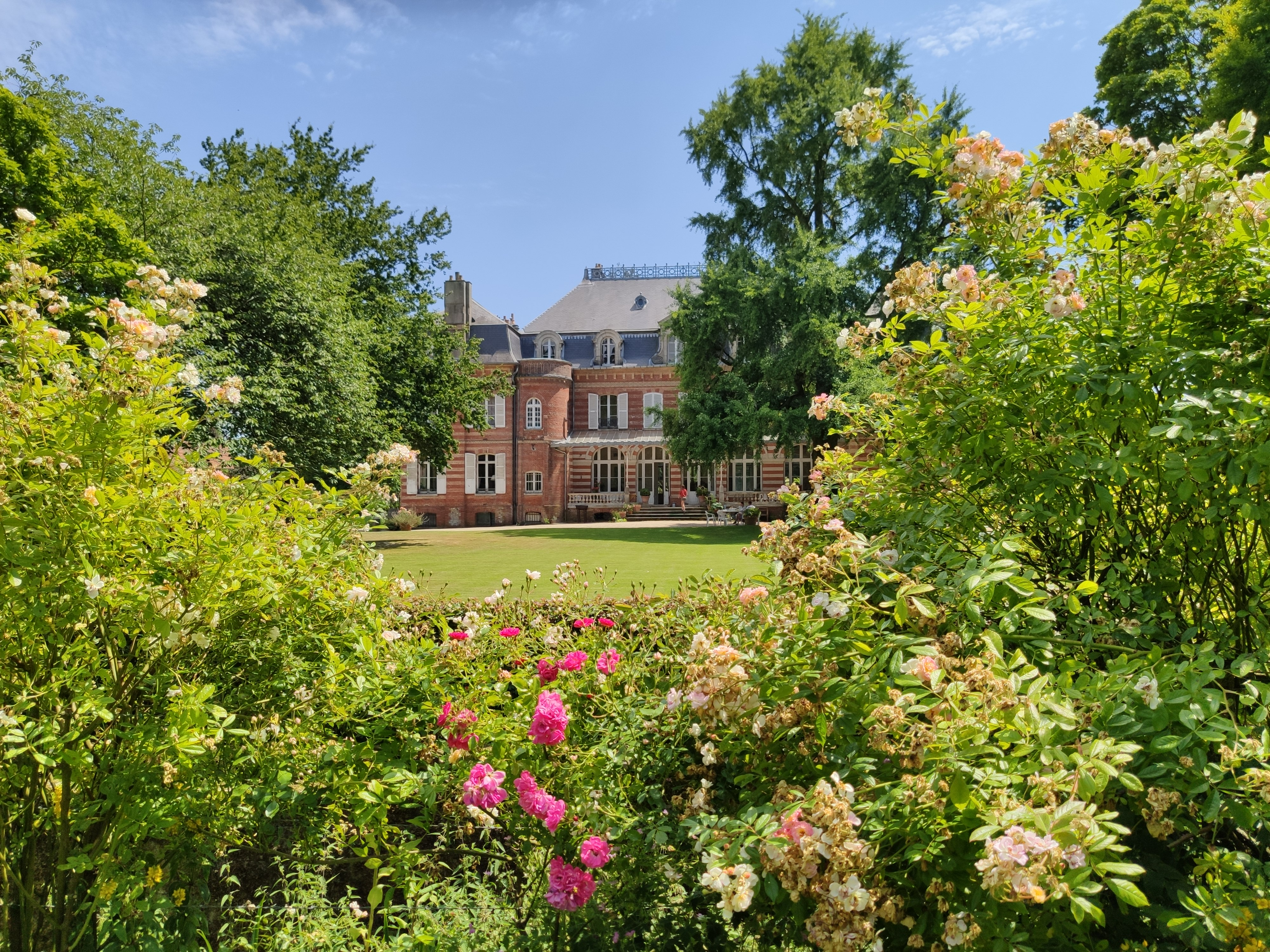
Jardin floral du château de Digeon.
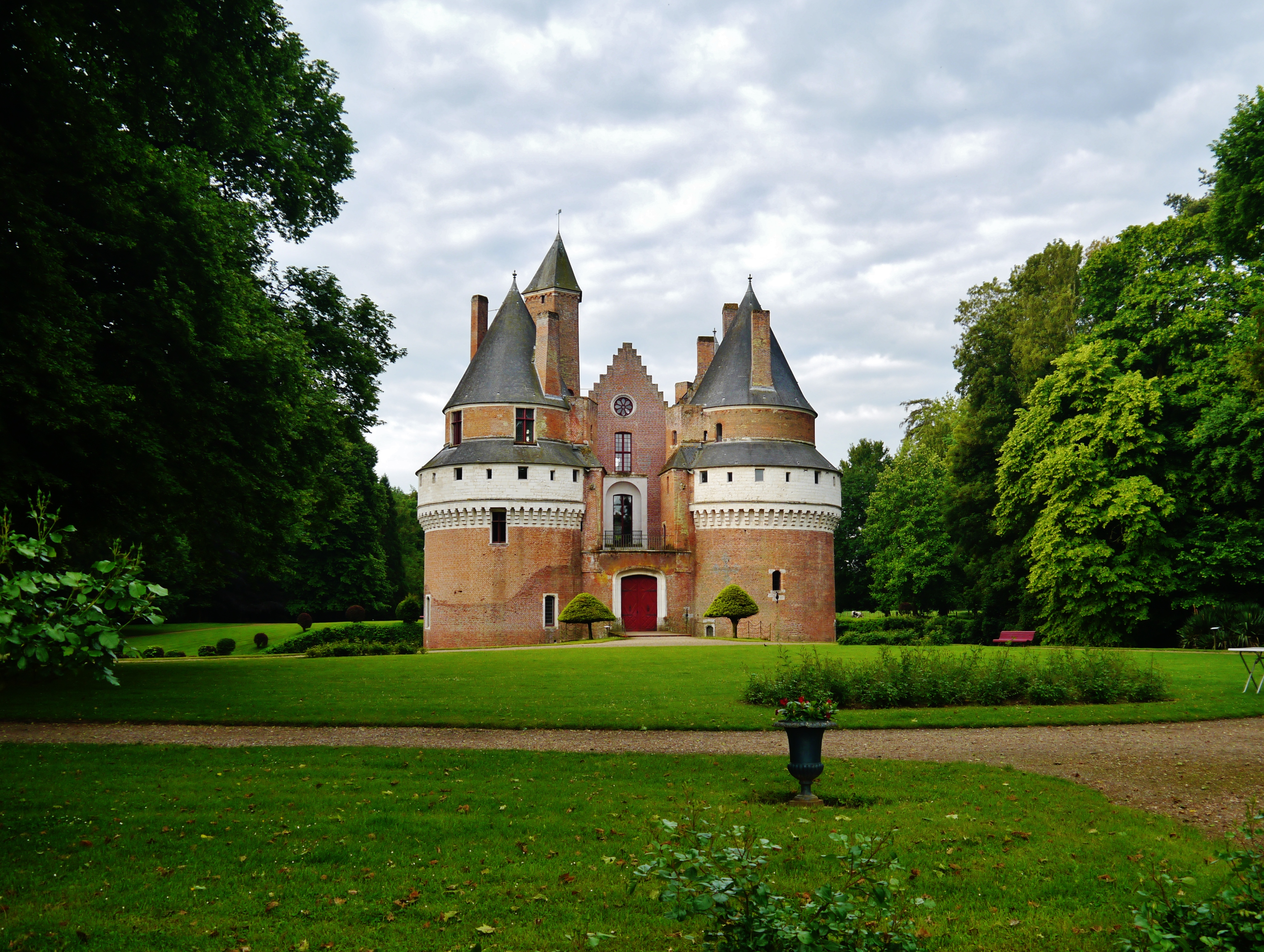
Parc du château de Rambures.
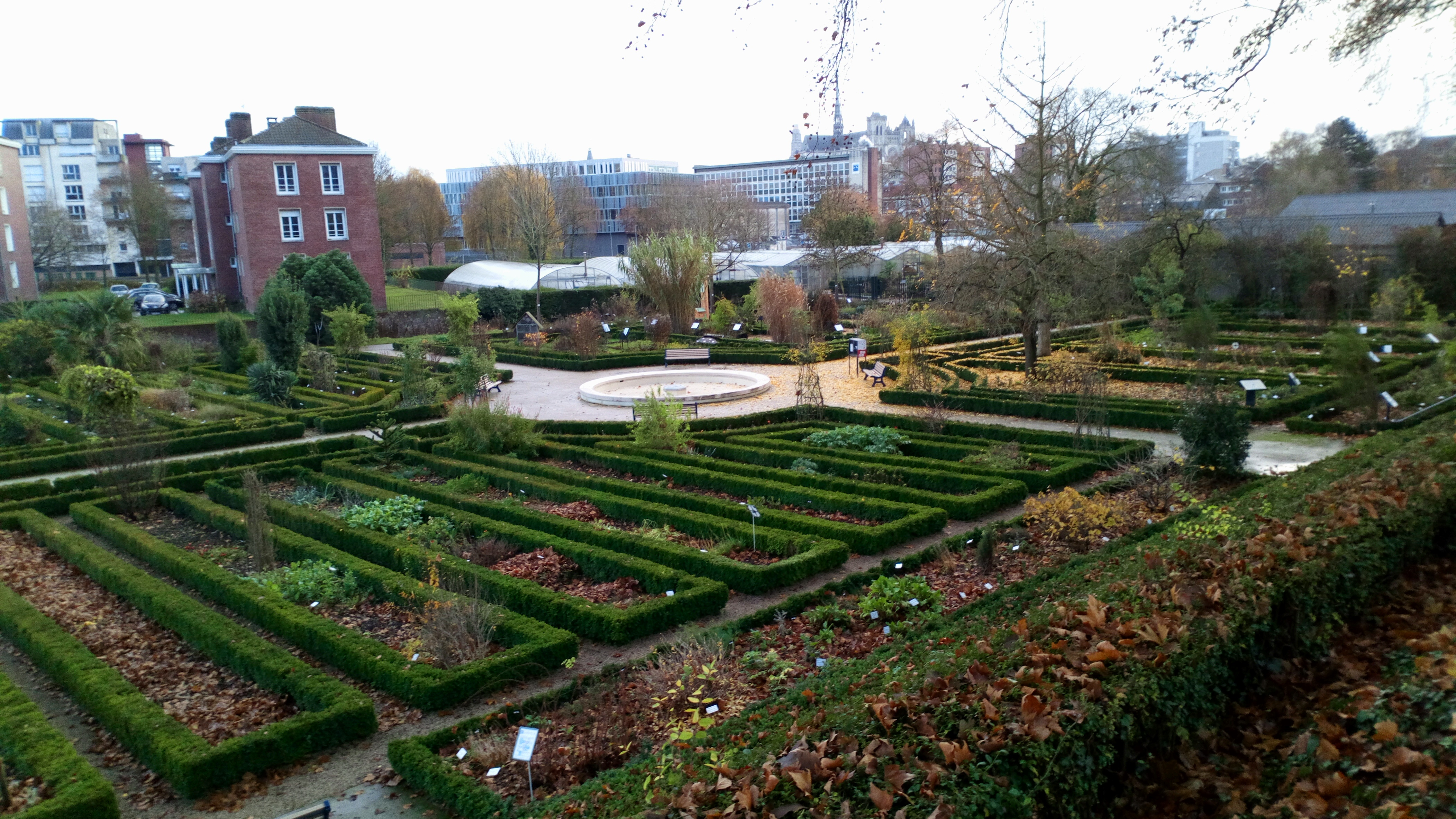
Jardin des plantes d'Amiens.

### Île-de-France

#### Essonne
- Chamarande : parc de Chamarande,
- Courances : parc du château de Courances,
- Courson-Monteloup : parc de Courson,
- Méréville : domaine départemental,
- Saint-Jean-de-Beauregard : parc du château de Beauregard,

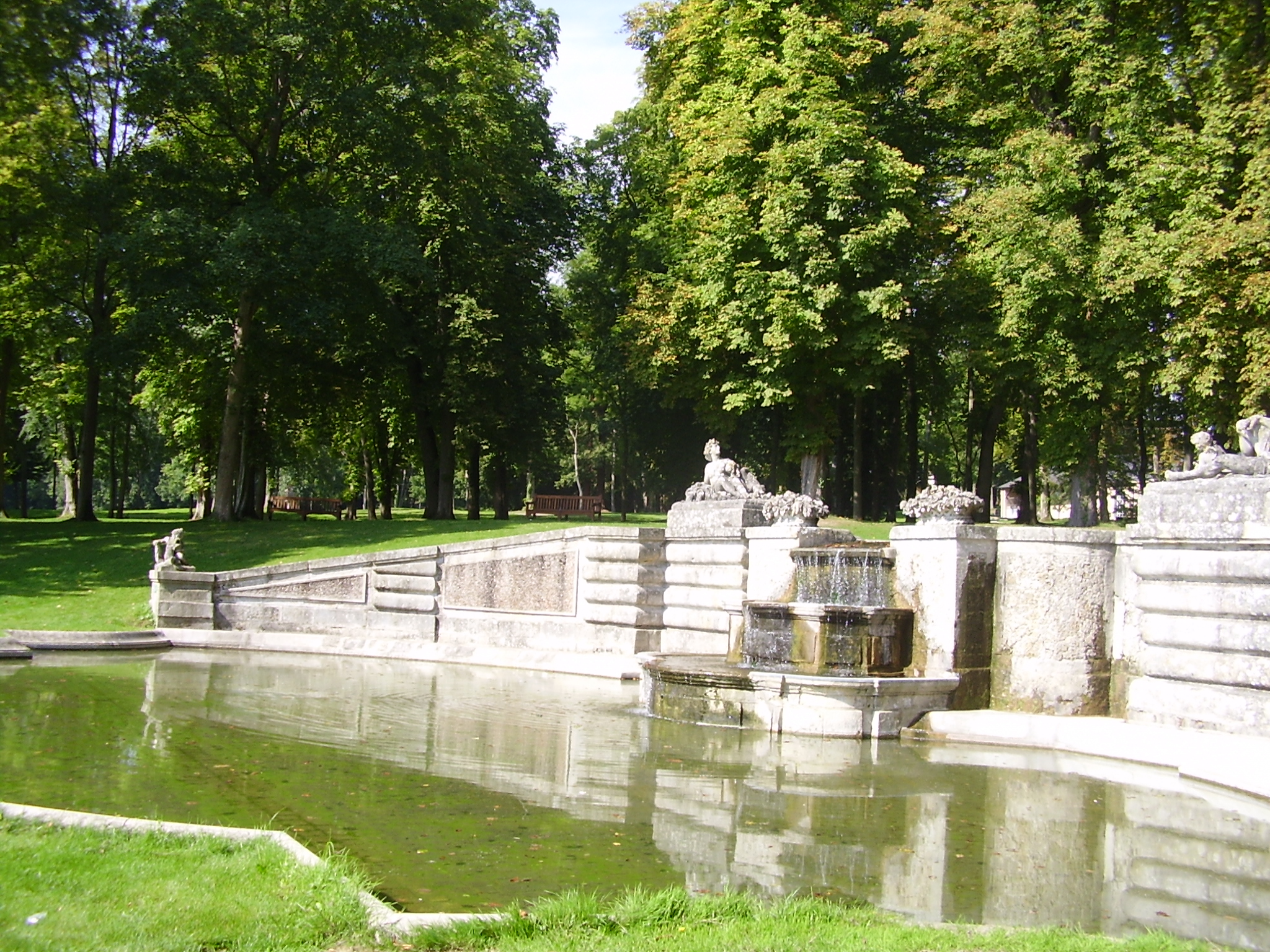
Fontaine du parc de Chamarande.
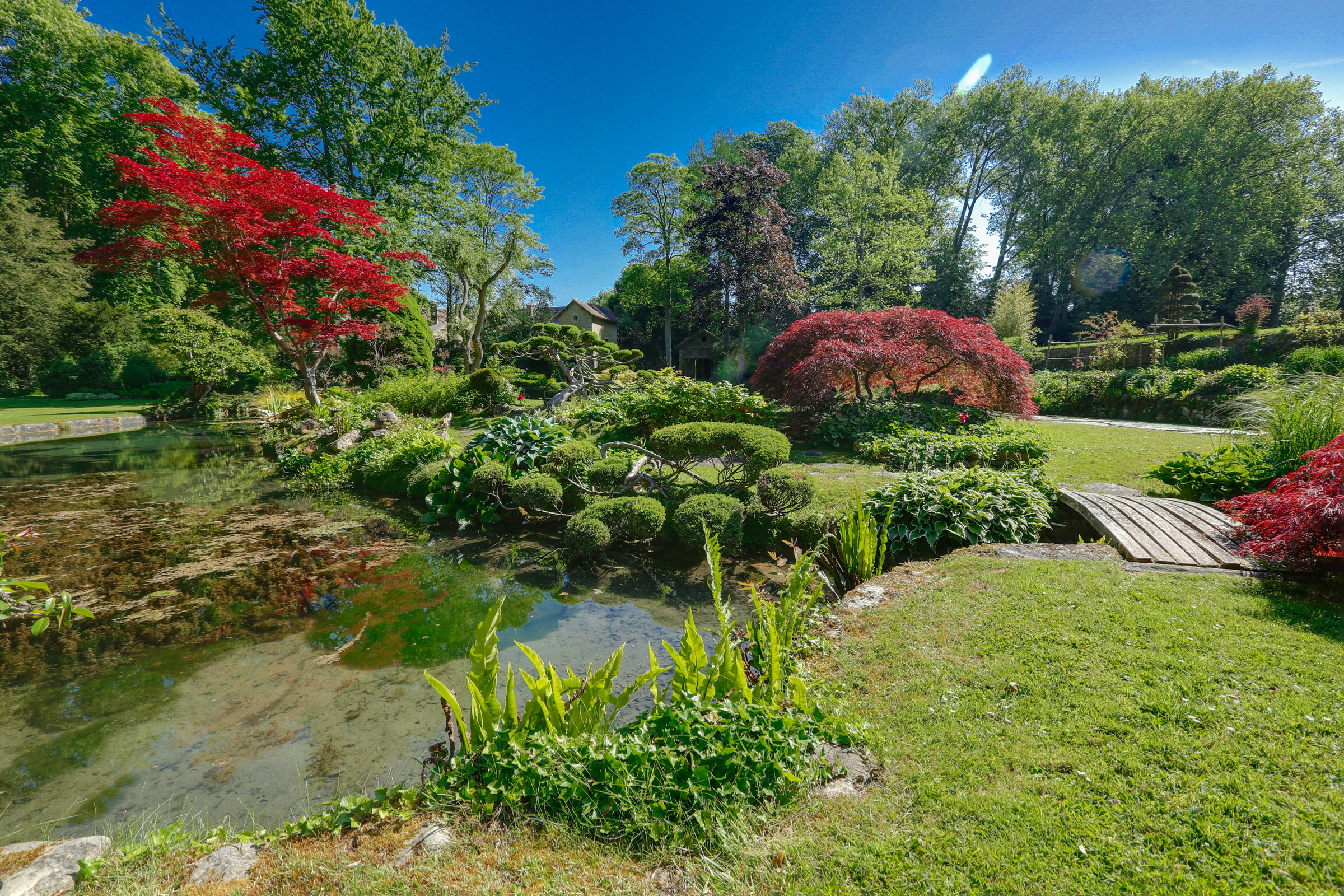
Jardin japonais du château de Courances.
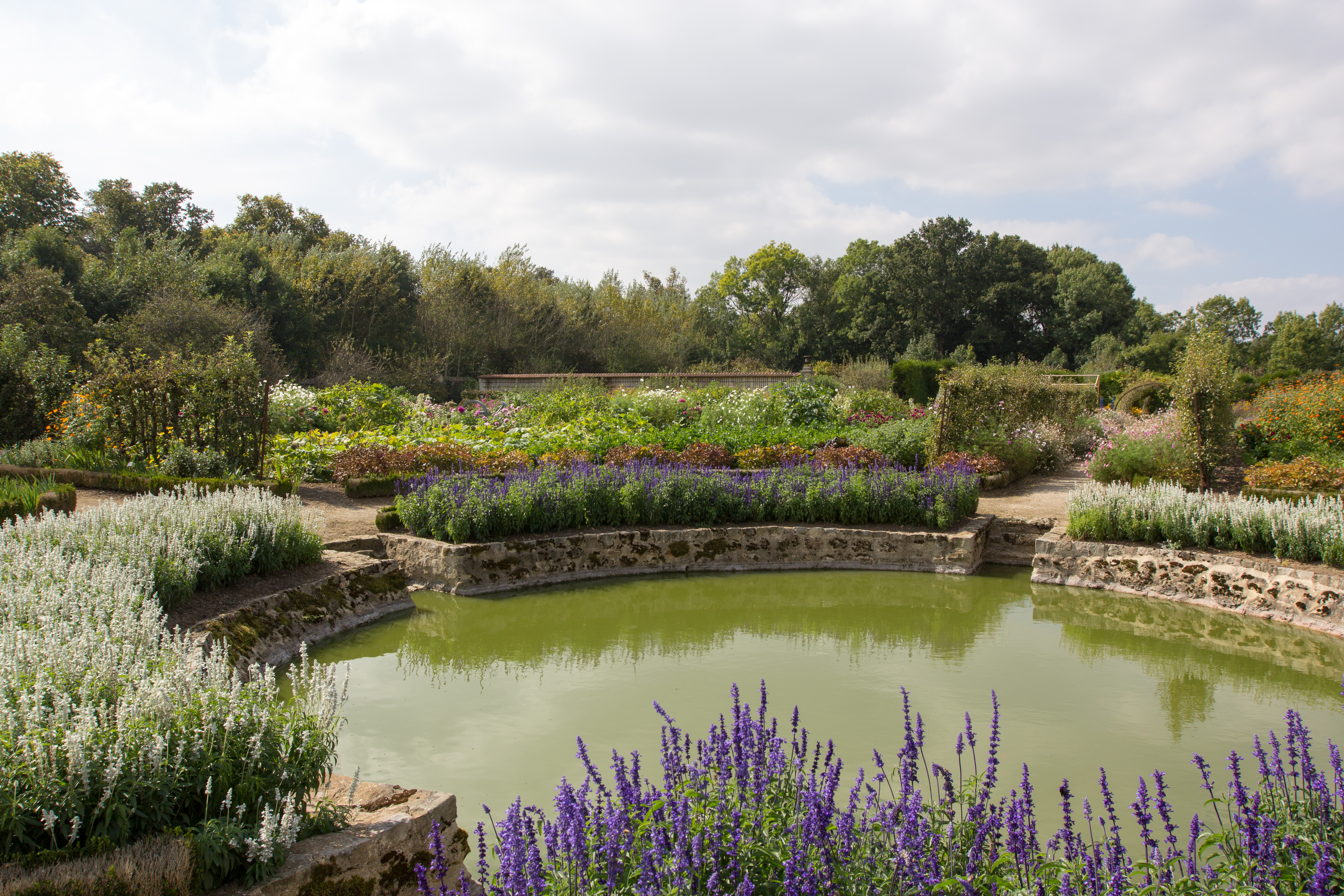
Parc du château de Beauregard.

#### Hauts-de-Seine
- Châtenay-Malabry :
  - Vallée-aux-Loups, parc de la maison de Châteaubriand,
  - Arboretum de la Vallée-aux-Loups,
  - L'Île Verte,
- Rueil-Malmaison : domaine de Malmaison,
- Saint-Cloud : domaine national de Saint-Cloud,
- Sceaux : parc du domaine de Sceaux.

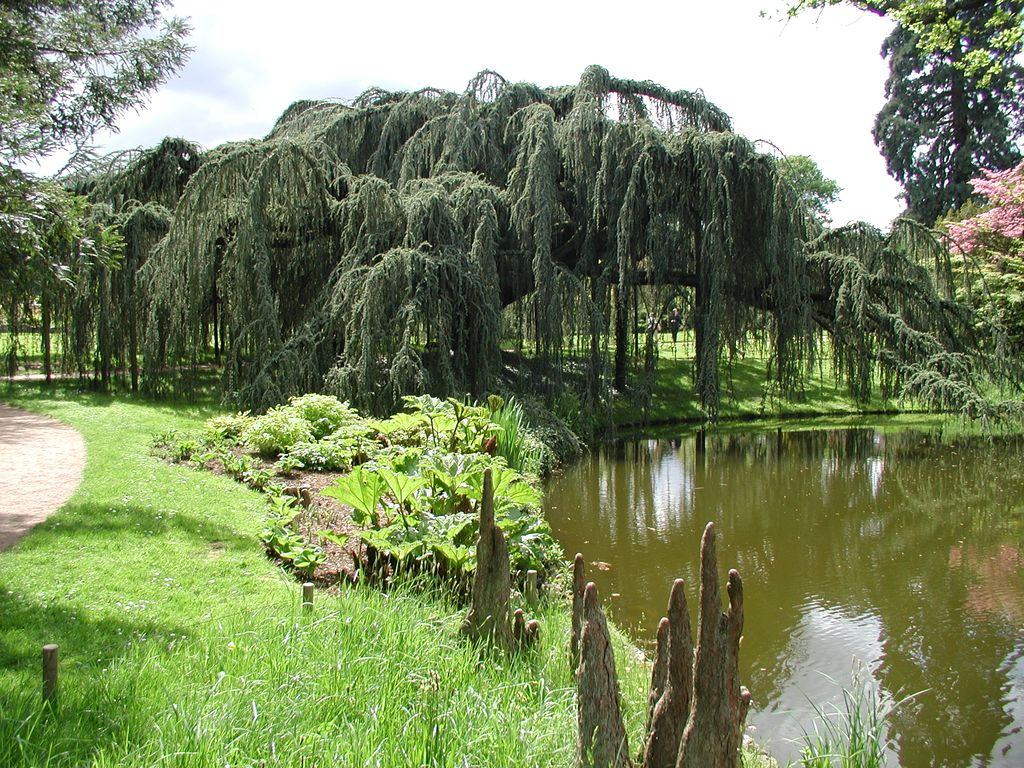
Arboretum de la Vallée-aux-Loups.
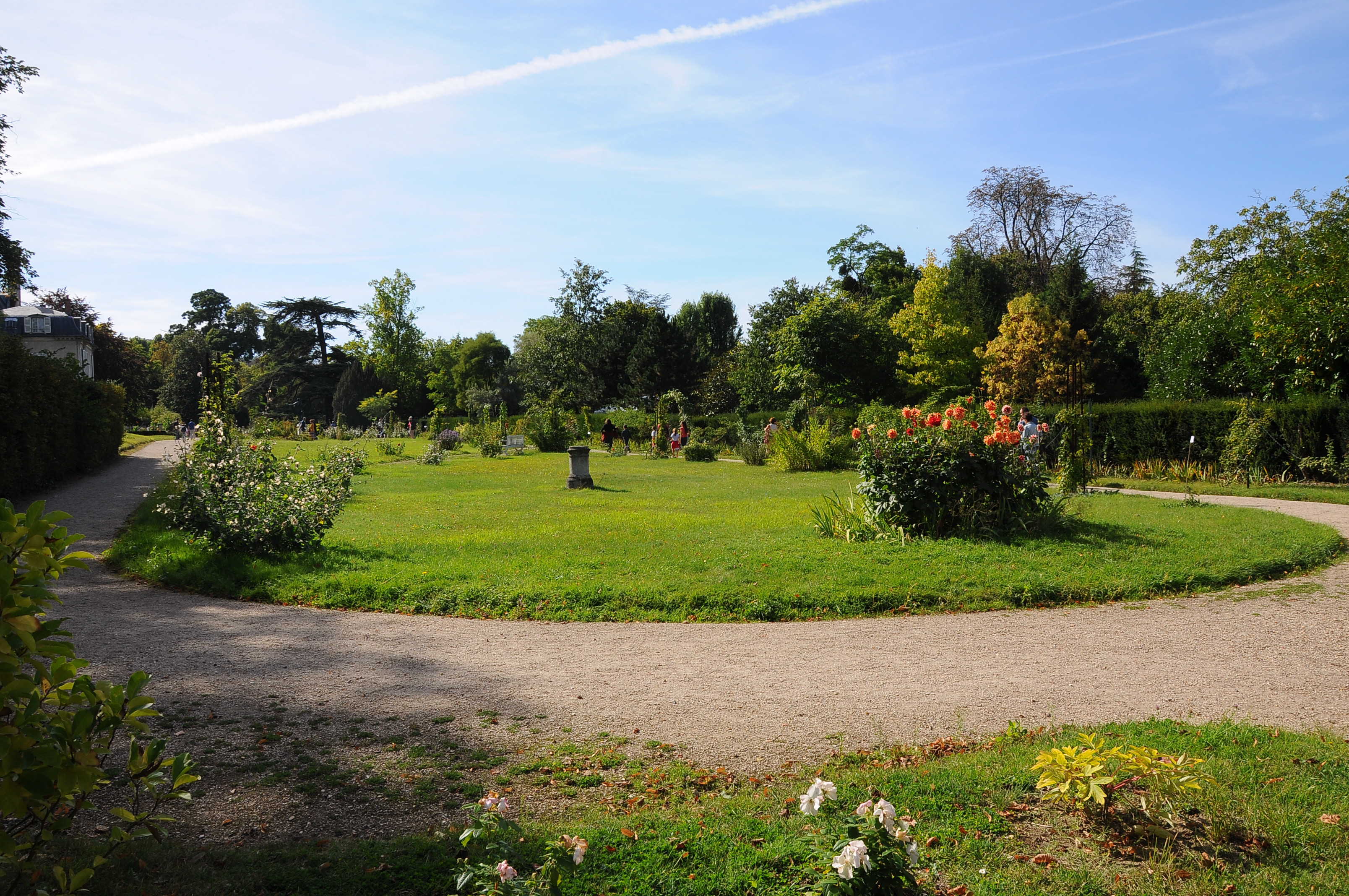
Parc du domaine de Malmaison.
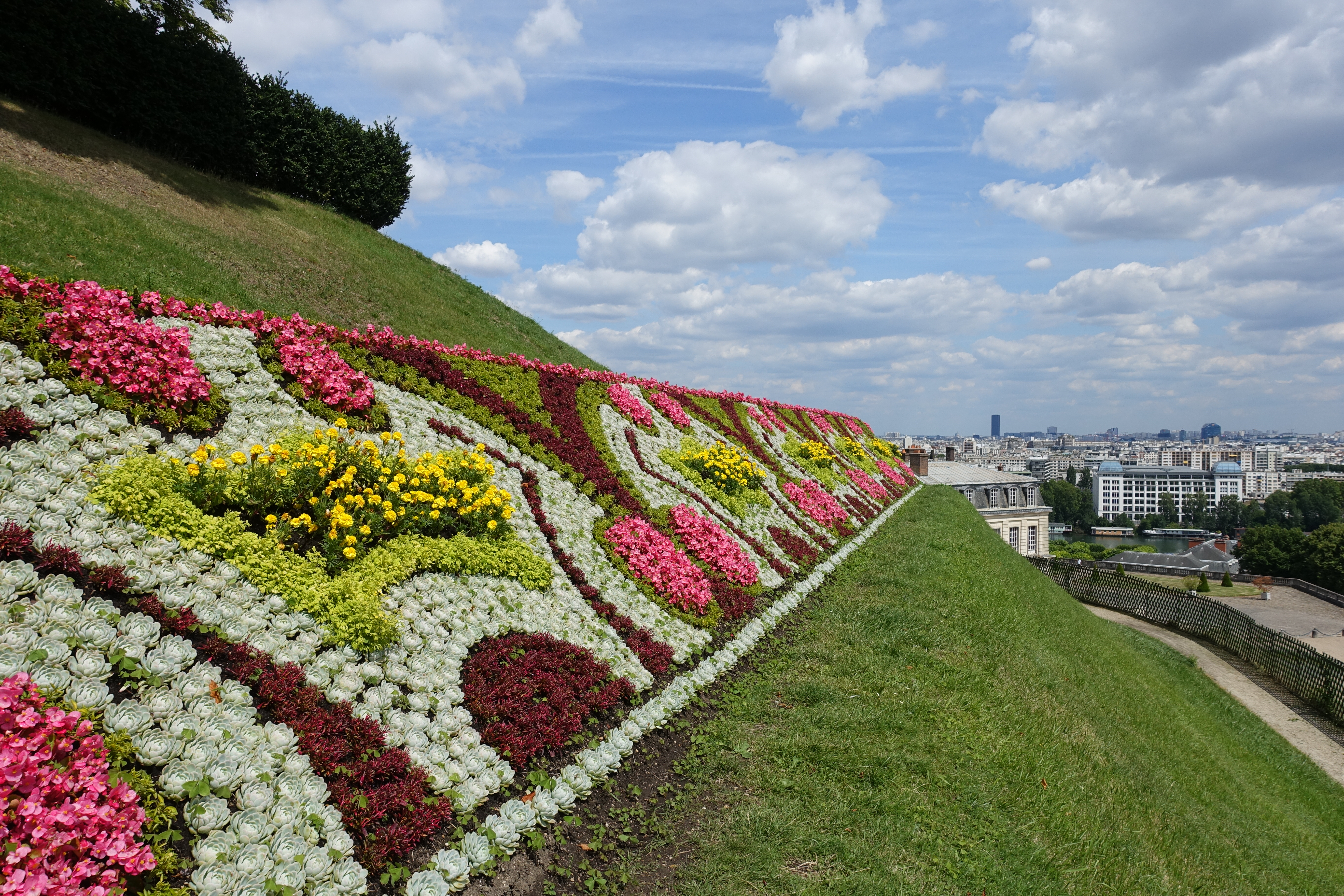
Domaine national de Saint-Cloud.
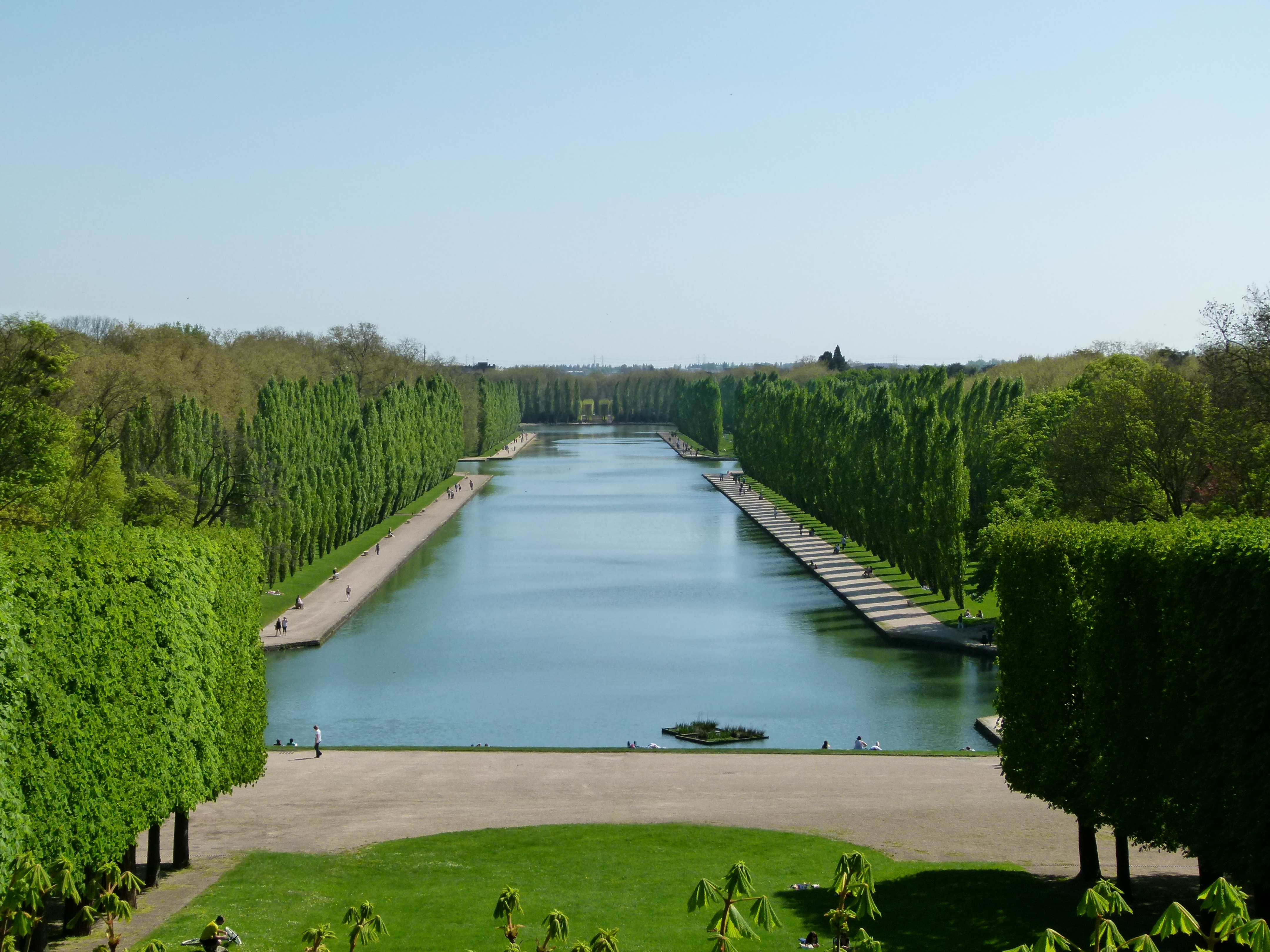
Le grand canal du parc de Sceaux.

#### Paris
- jardin du Palais-Royal,
- jardin des Tuileries,
- jardins de l'École Du Breuil et arboretum de Paris,
- parc floral de Paris,
- jardin des serres d'Auteuil,
- parc de Bagatelle.

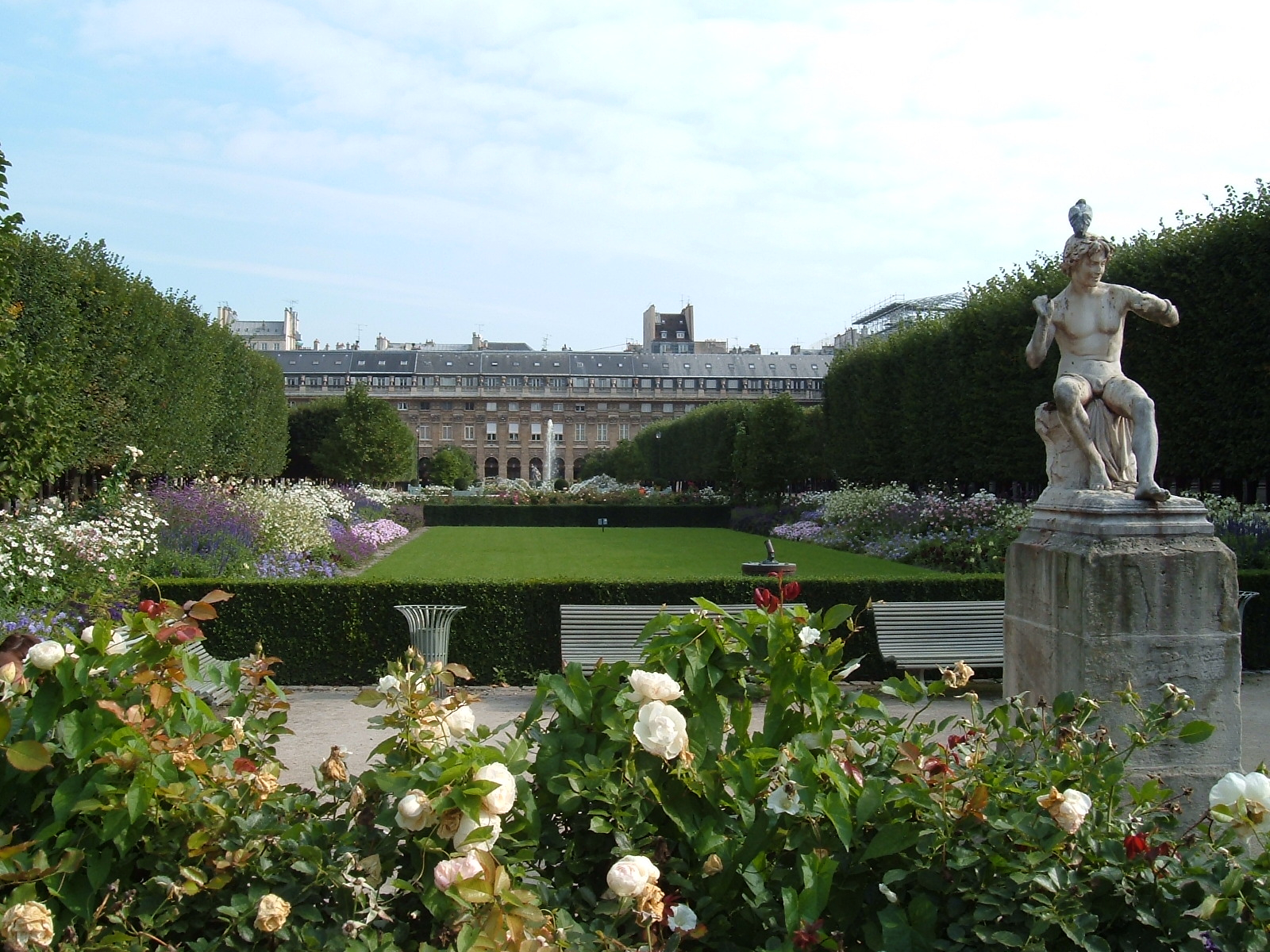
Jardin du Palais-Royal.
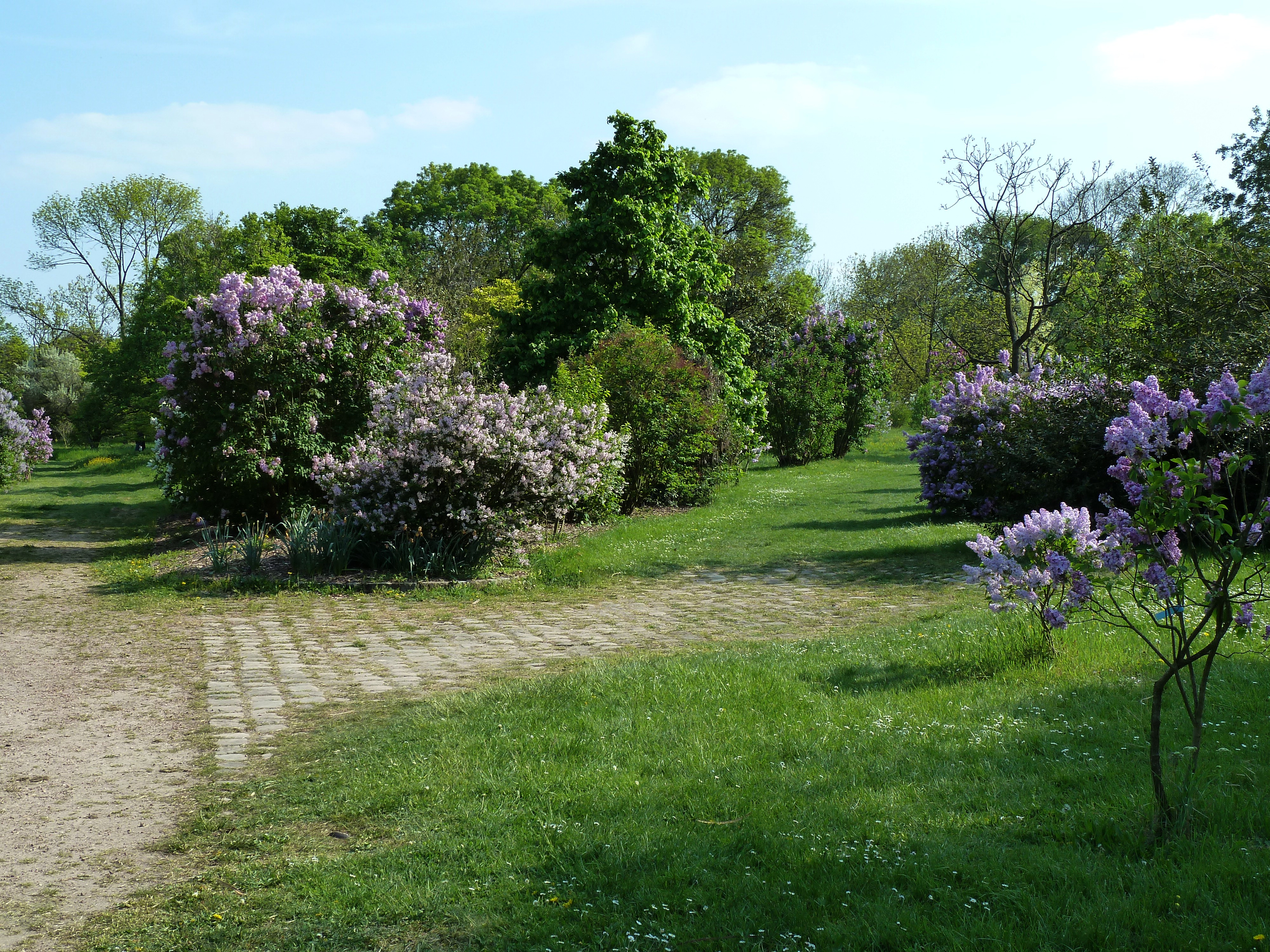
Arboretum de l'École Du Breuil.
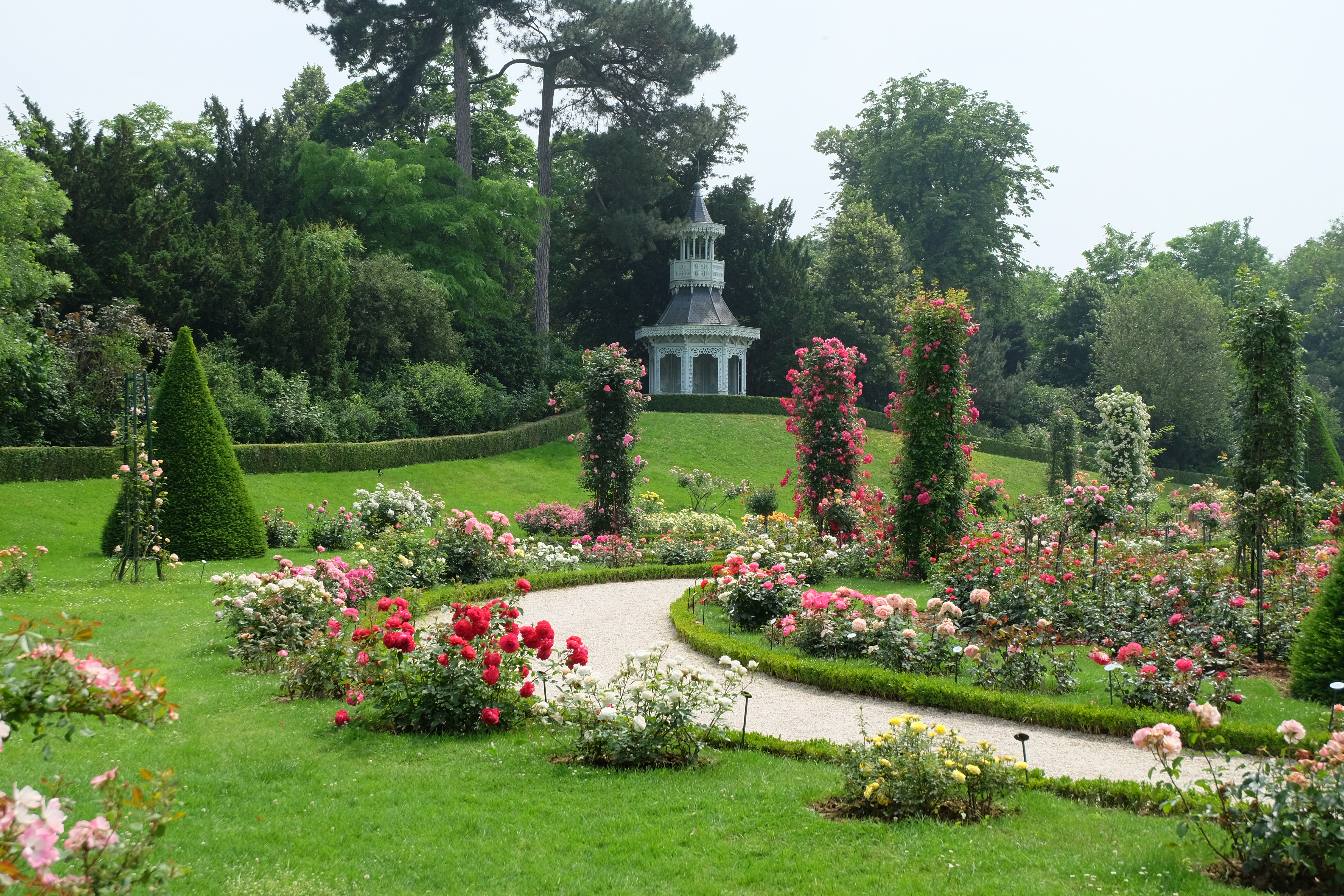
Parc de Bagatelle.
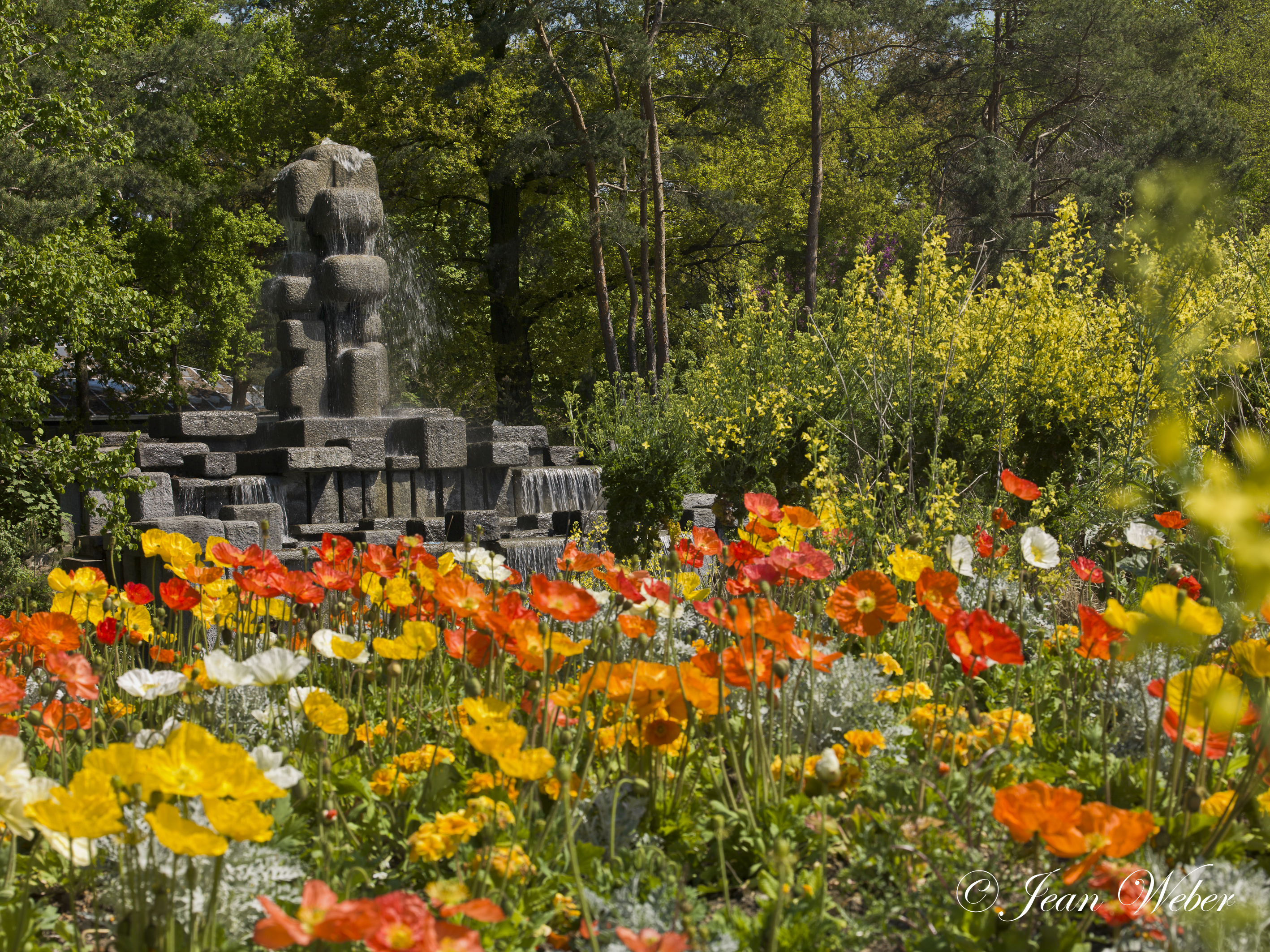
Parc floral de Paris.
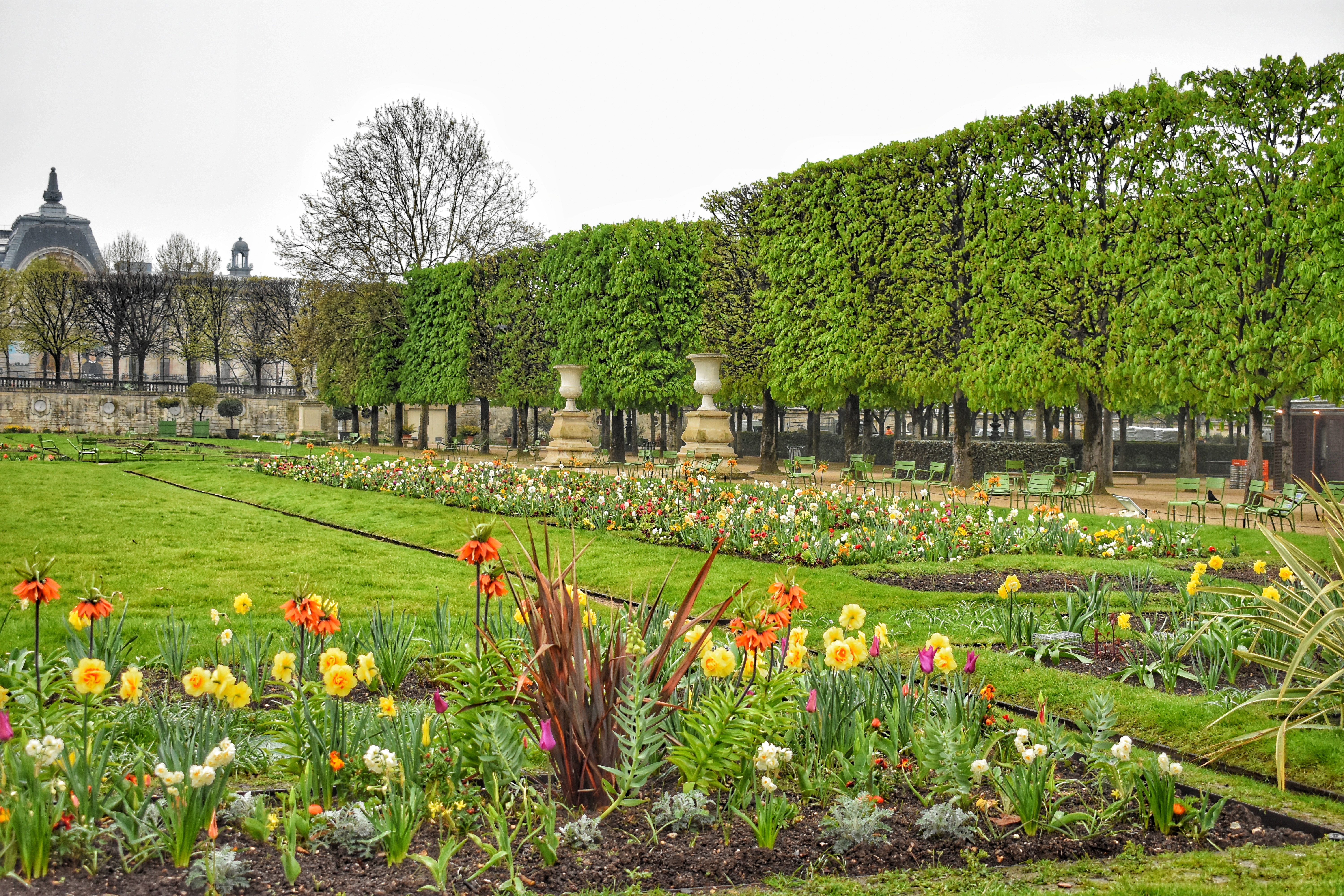
Jardin des Tuileries.

#### Seine-et-Marne
- Champs-sur-Marne : domaine national de Champs-sur-Marne,
- Crécy-la-Chapelle : jardin du Moulin Jaune,
- Égreville : jardin-musée départemental Bourdelle,
- Fontainebleau : parc du château de Fontainebleau,
- Maincy : parc du château de Vaux-le-Vicomte,
- Provins : roseraie de Provins,
- Verdelot : jardin du Point du jour.

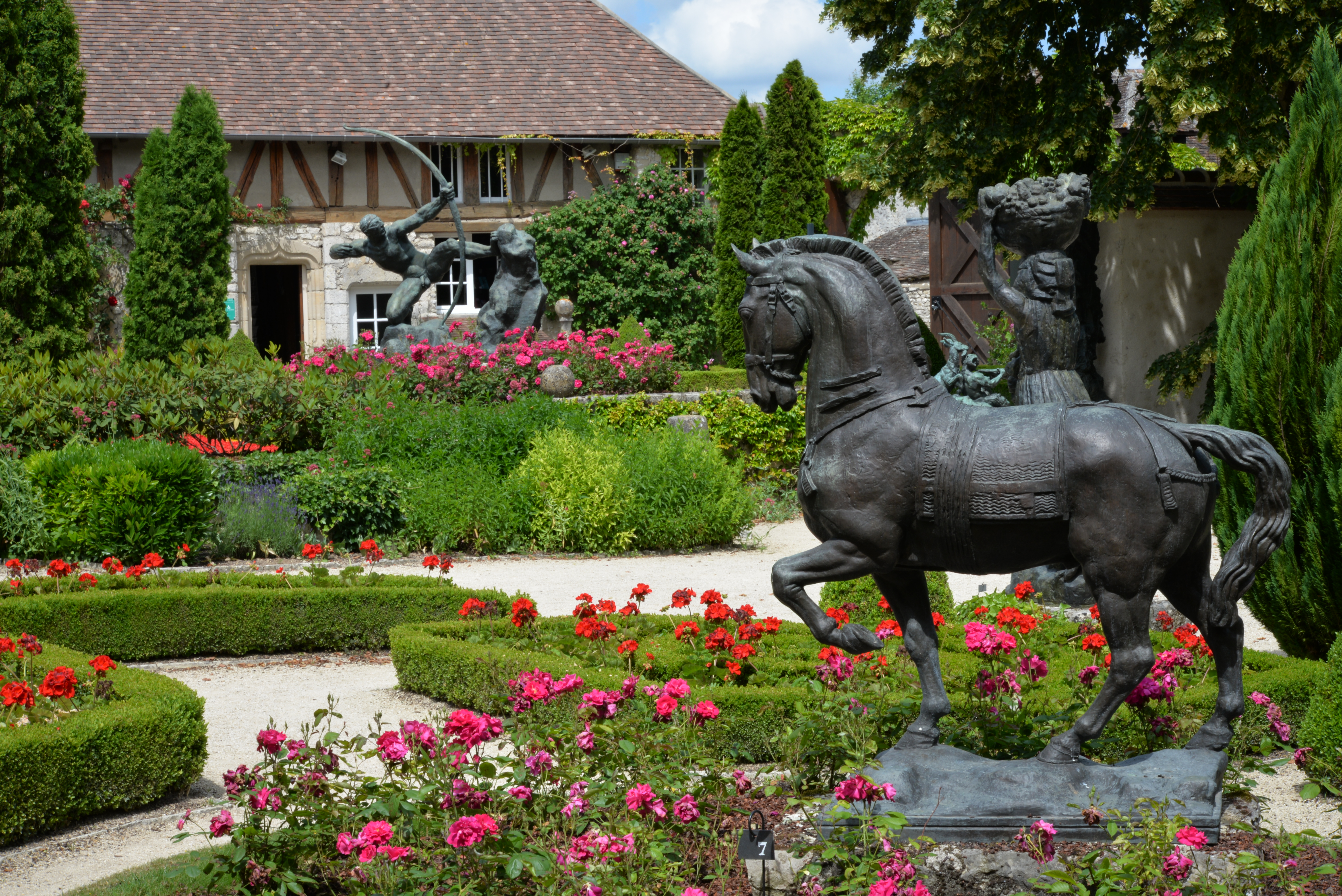
Jardin-musée départemental Bourdelle d'Égreville.
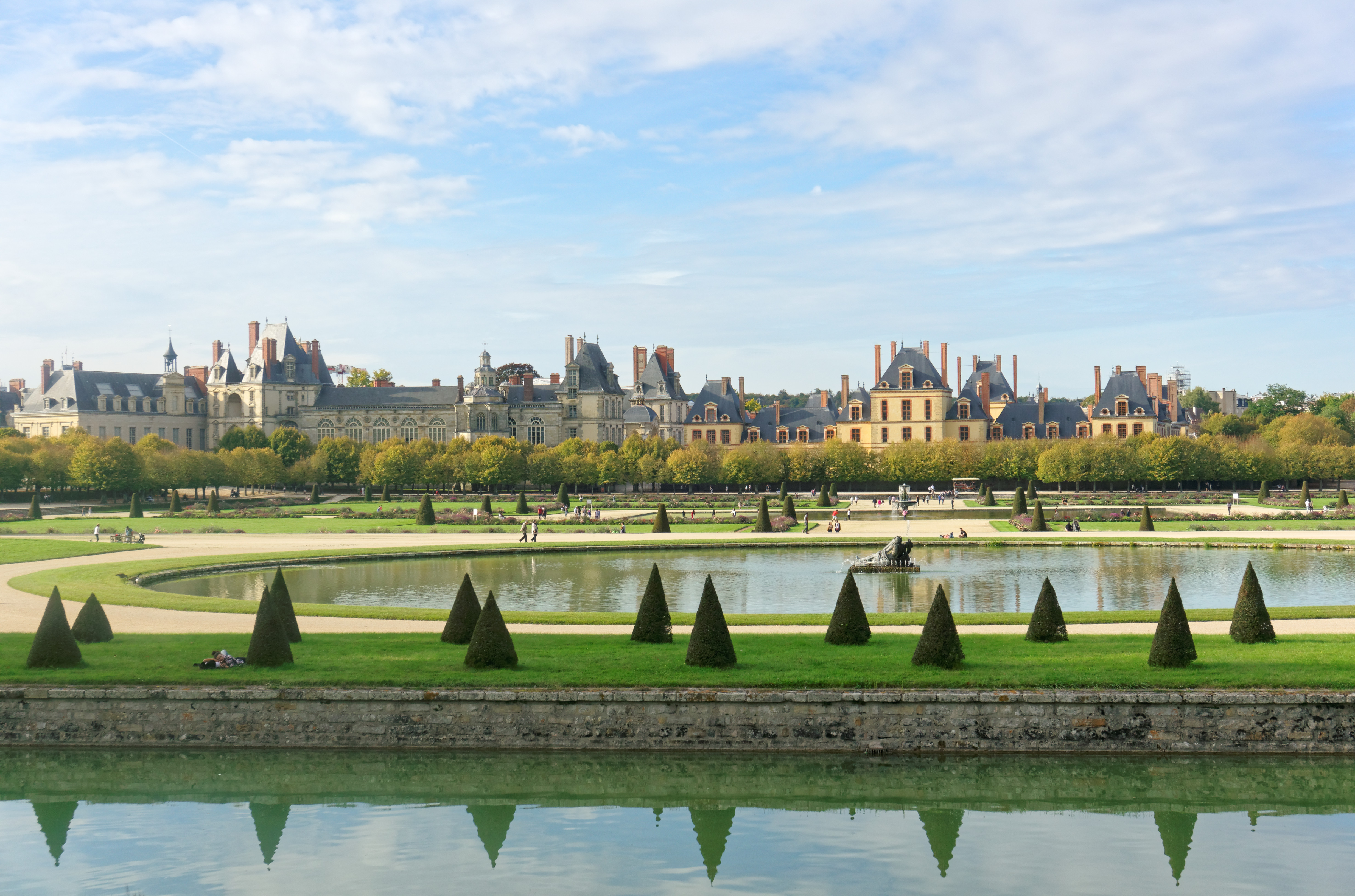
Grand parterre du château de Fontainebleau.
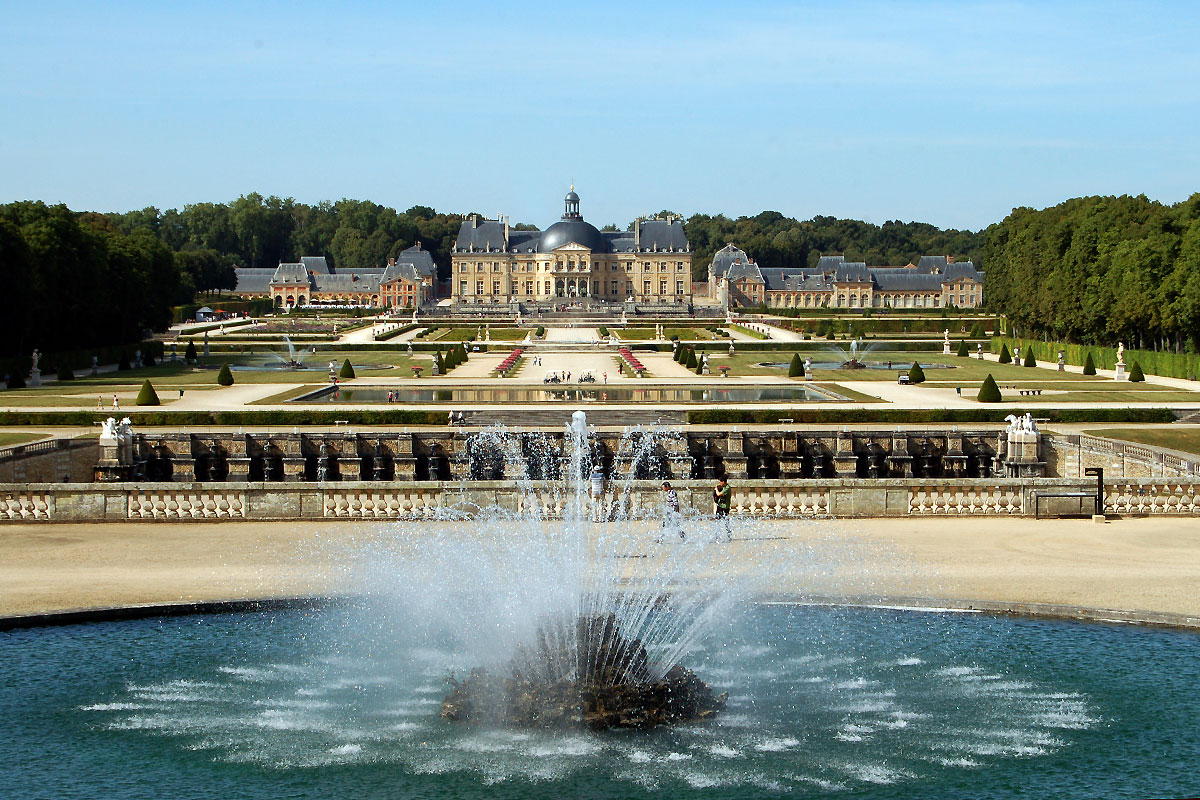
Parc du château de Vaux-le-Vicomte.

#### Seine-Saint-Denis
- Montreuil : jardins des Murs à pêches

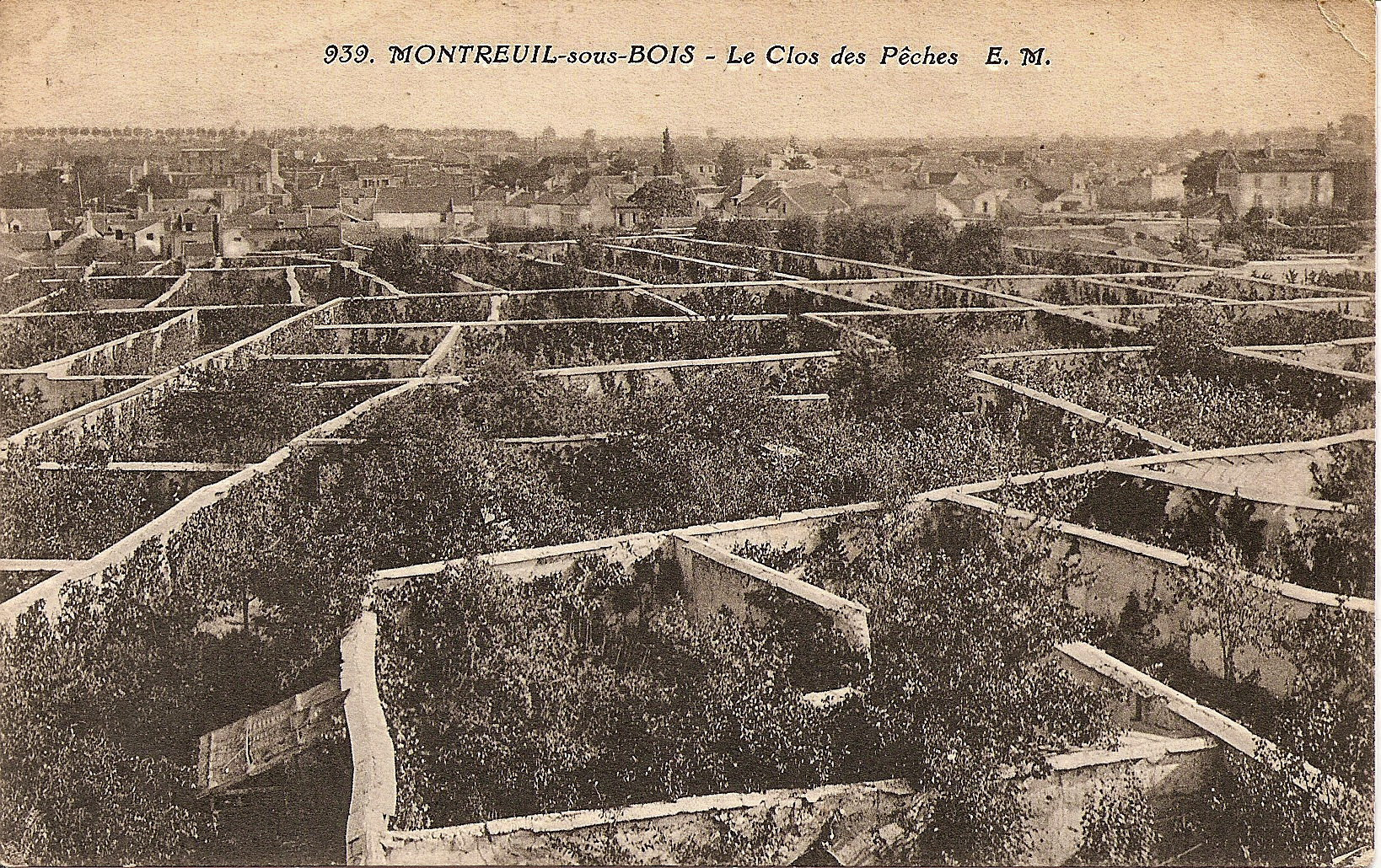
Le clos des pêches au début du XXe siècle.

#### Val-de-Marne
- L'Haÿ-les-Roses : roseraie du Val-de-Marne.

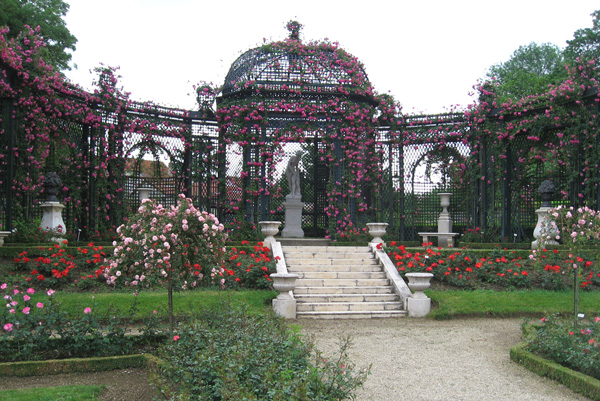
L'Haÿ-les-Roses, roseraie du Val-de-Marne.

#### Val-d'Oise
- Ambleville : domaine d'Ambleville,
- Asnières-sur-Oise : parc de l'abbaye de Royaumont,
- Chaussy : domaine de Villarceaux,
- Grisy-les-Plâtres : jardin de campagne,
- La Roche-Guyon : potager fruitier du château de La Roche-Guyon,
- Wy-dit-Joli-Village : jardin du musée de l'Outil.

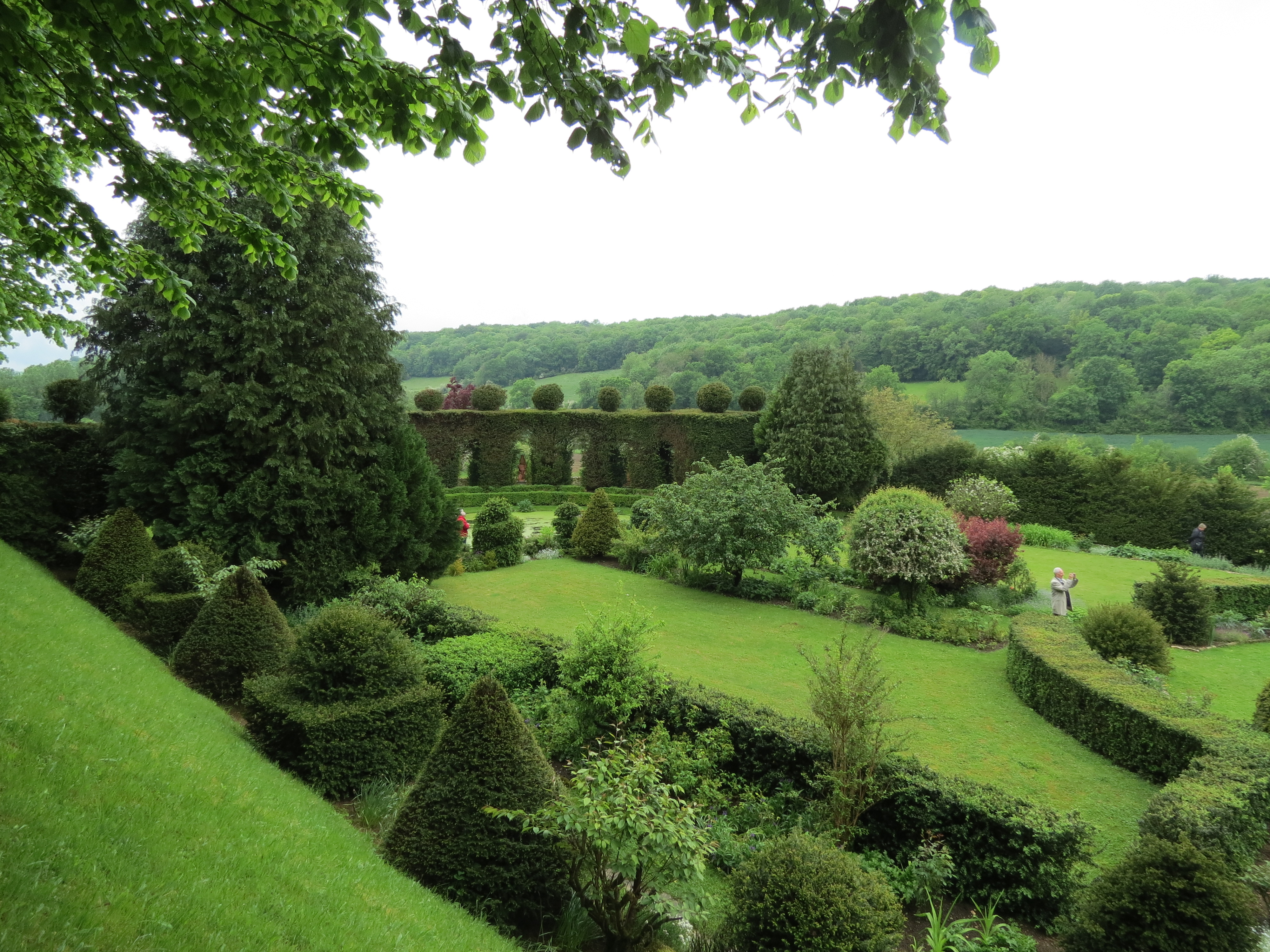
Parc du château d'Ambleville.
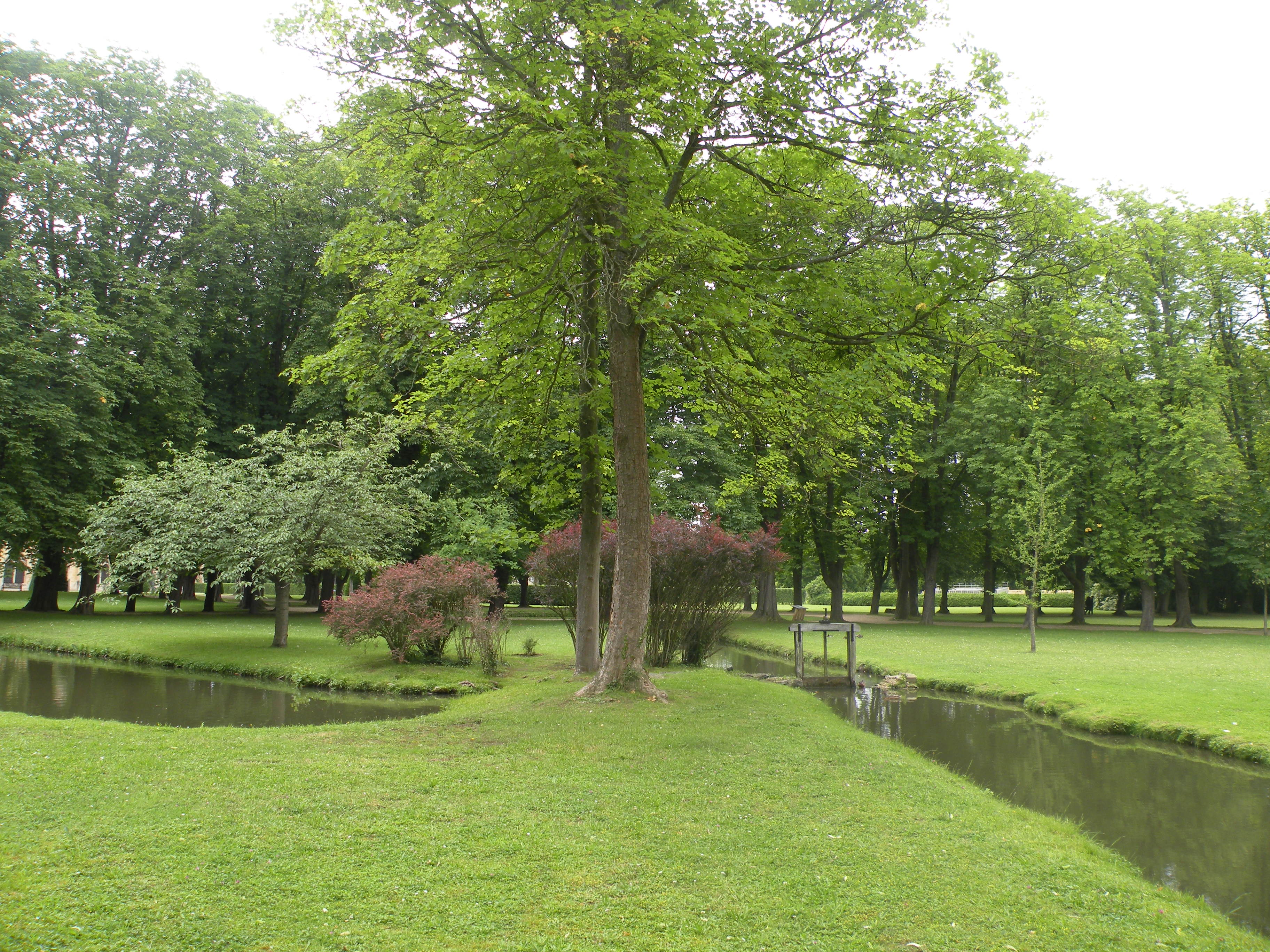
Parc de l'abbaye de Royaumont.
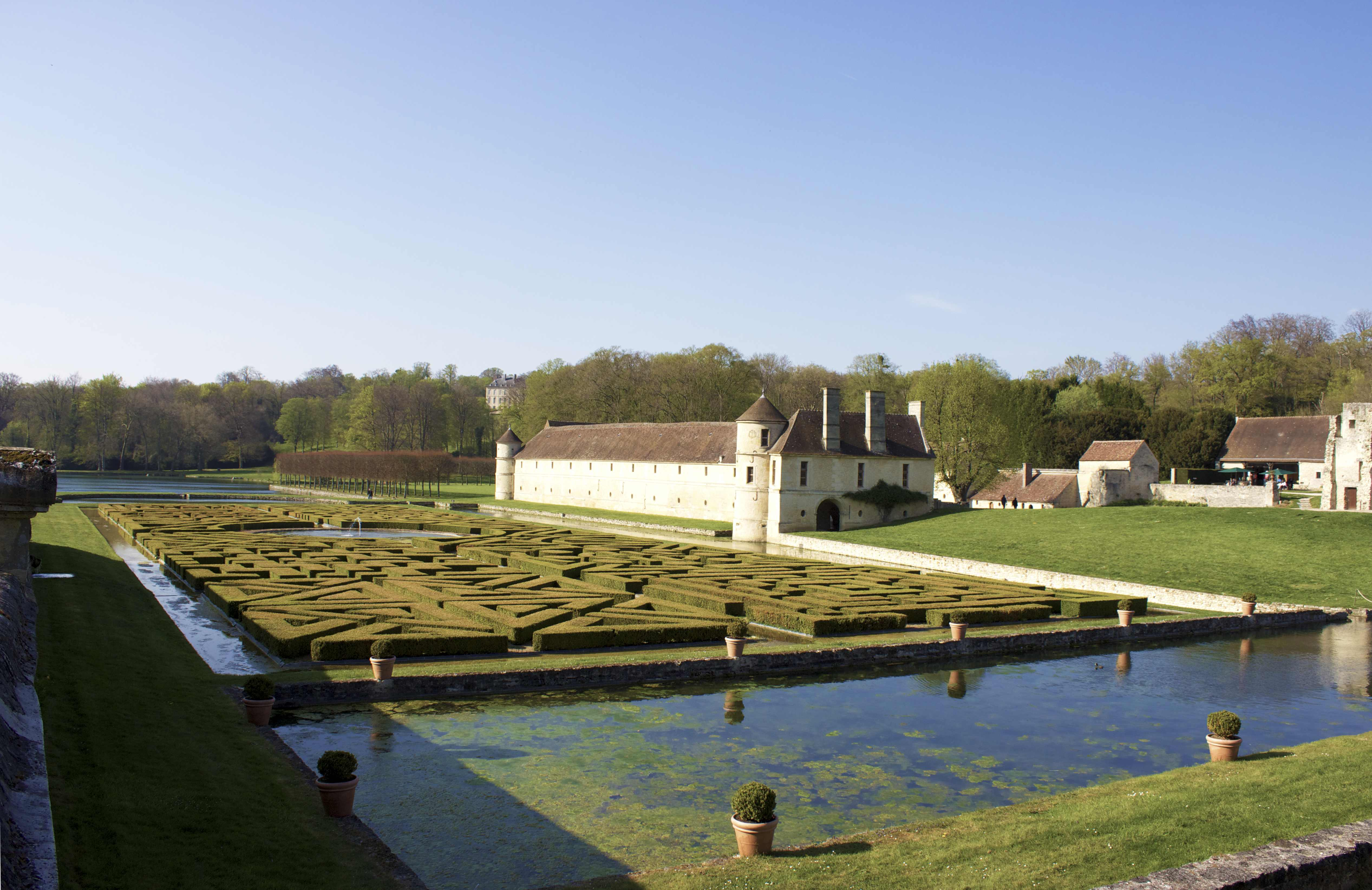
Domaine de Villarceaux.
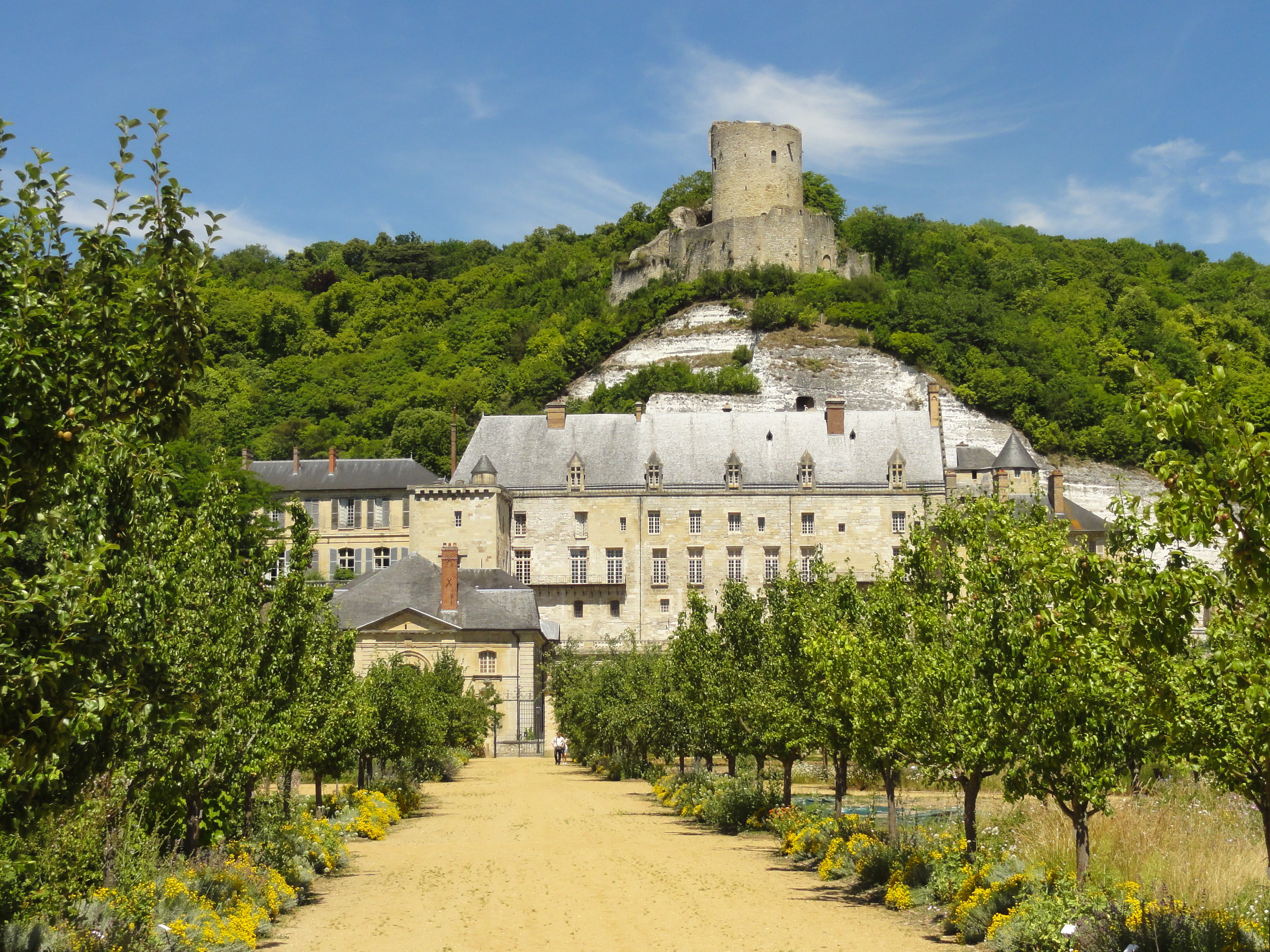
Potager fruitier du château de La Roche-Guyon.
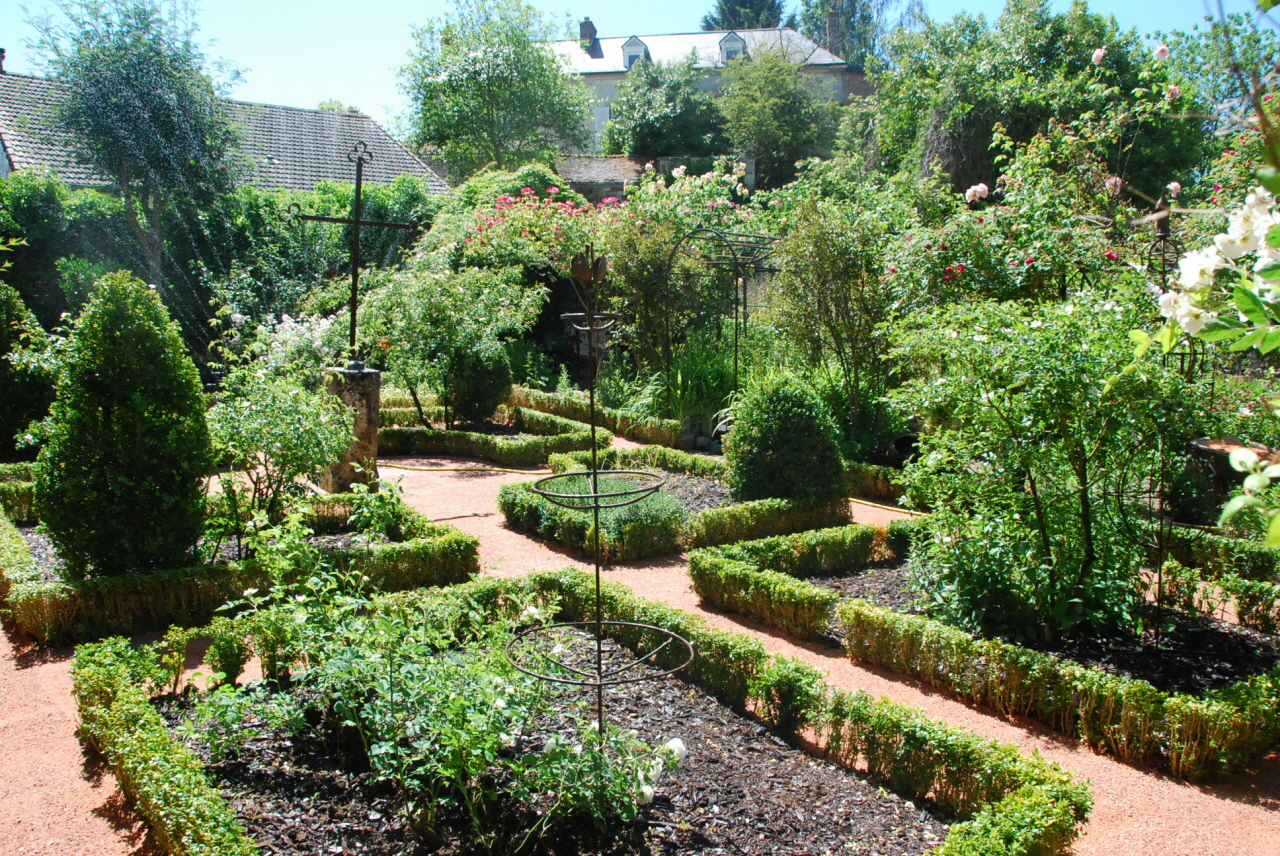
Jardin du musée de l'Outil.

#### Yvelines
- Choisel : parc du château de Breteuil,
- Marly-le-Roi : domaine national de Marly-le-Roi,
- Rambouillet : domaine national de Rambouillet,
- Rocquencourt : arboretum de Versailles-Chèvreloup,
- Saint-Germain-en-Laye : domaine national de Saint-Germain-en-Laye,
- Thoiry : parc du château de Thoiry,
- Versailles :
  - domaine national de Versailles,
  - Potager du Roi,
  - jardins familiaux des Petits Bois (quartier de Montreuil).

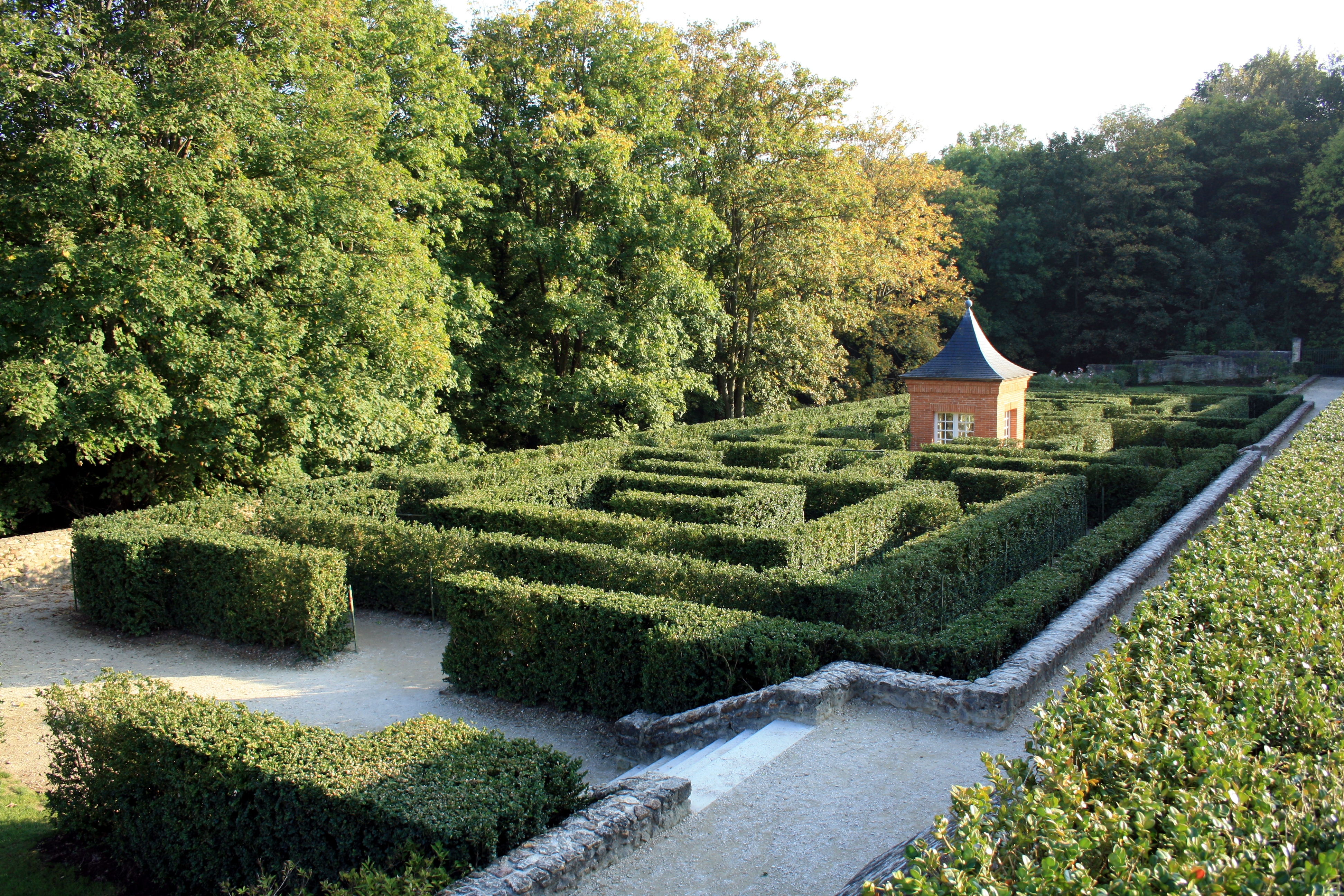
Parc du château de Breteuil.
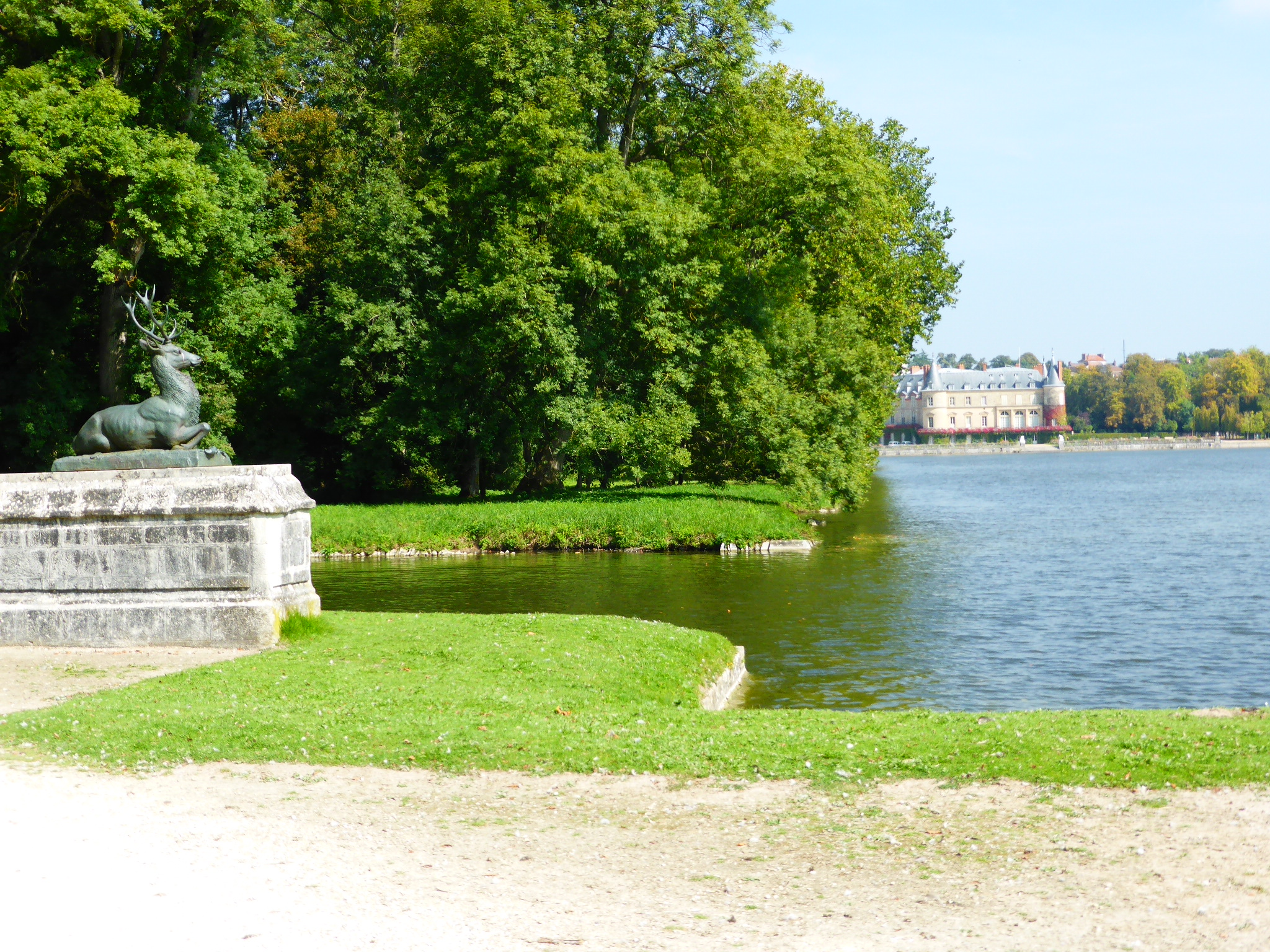
Domaine national de Rambouillet.
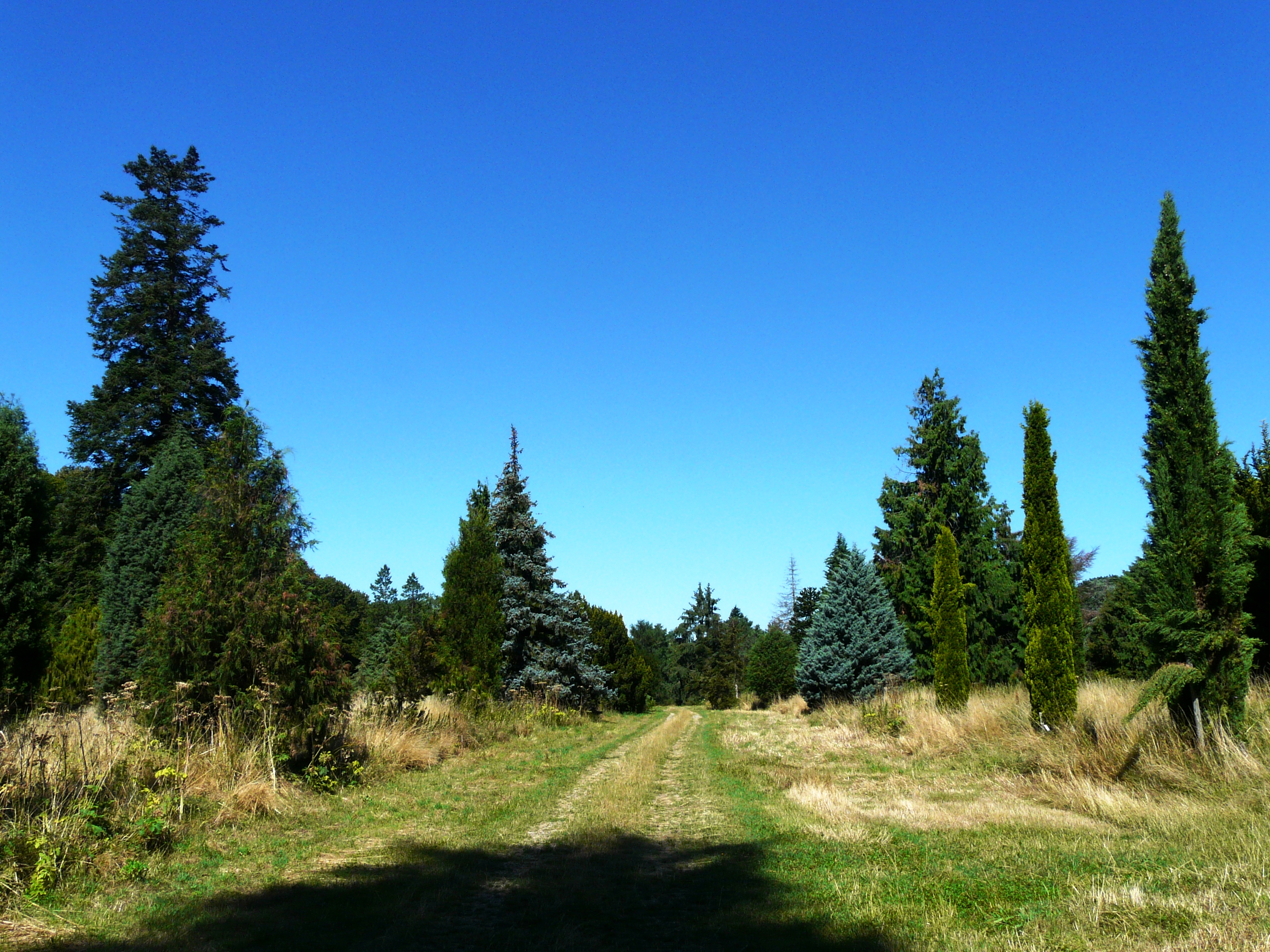
Arboretum de Versailles-Chèvreloup.
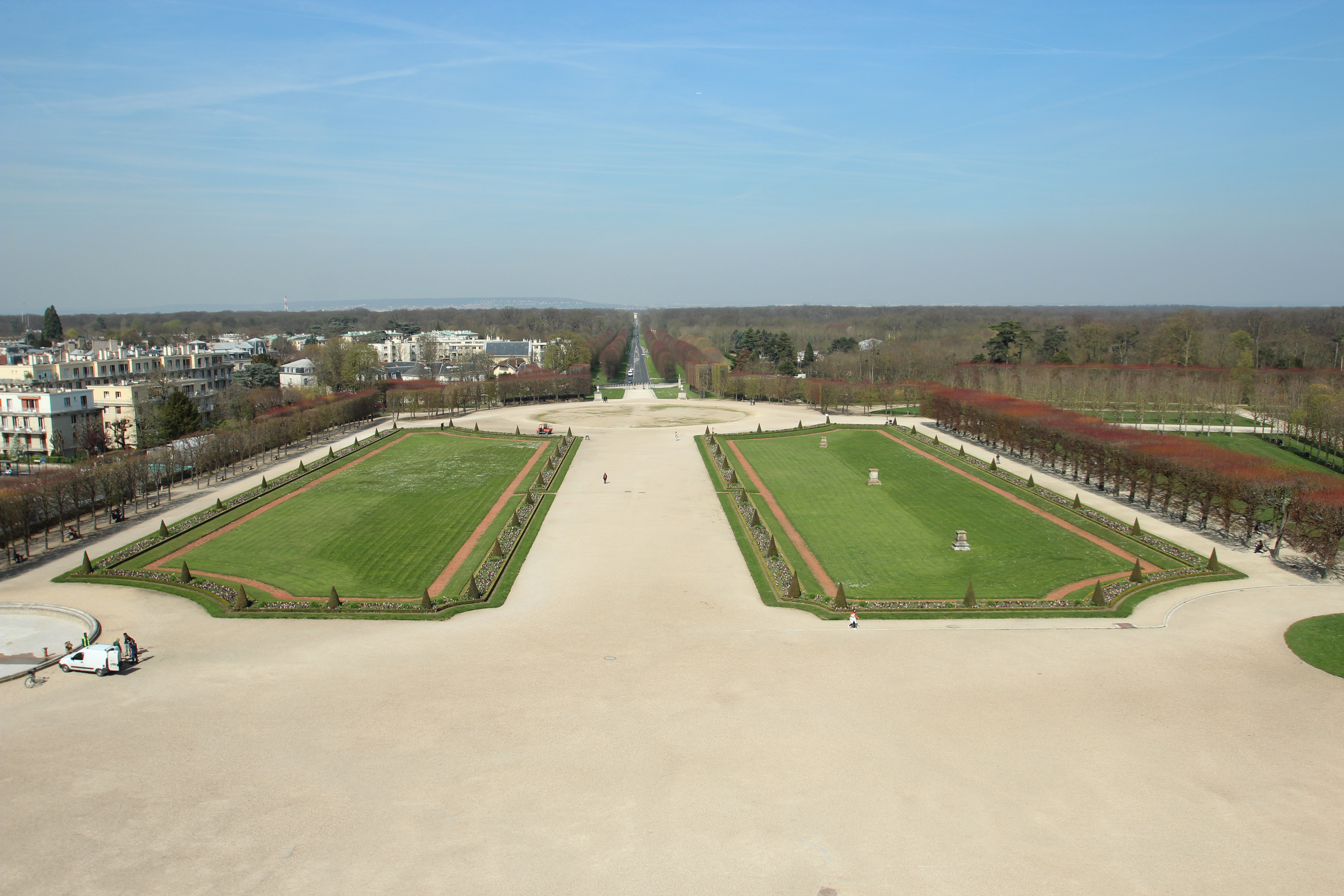
Domaine national de Saint-Germain-en-Laye.
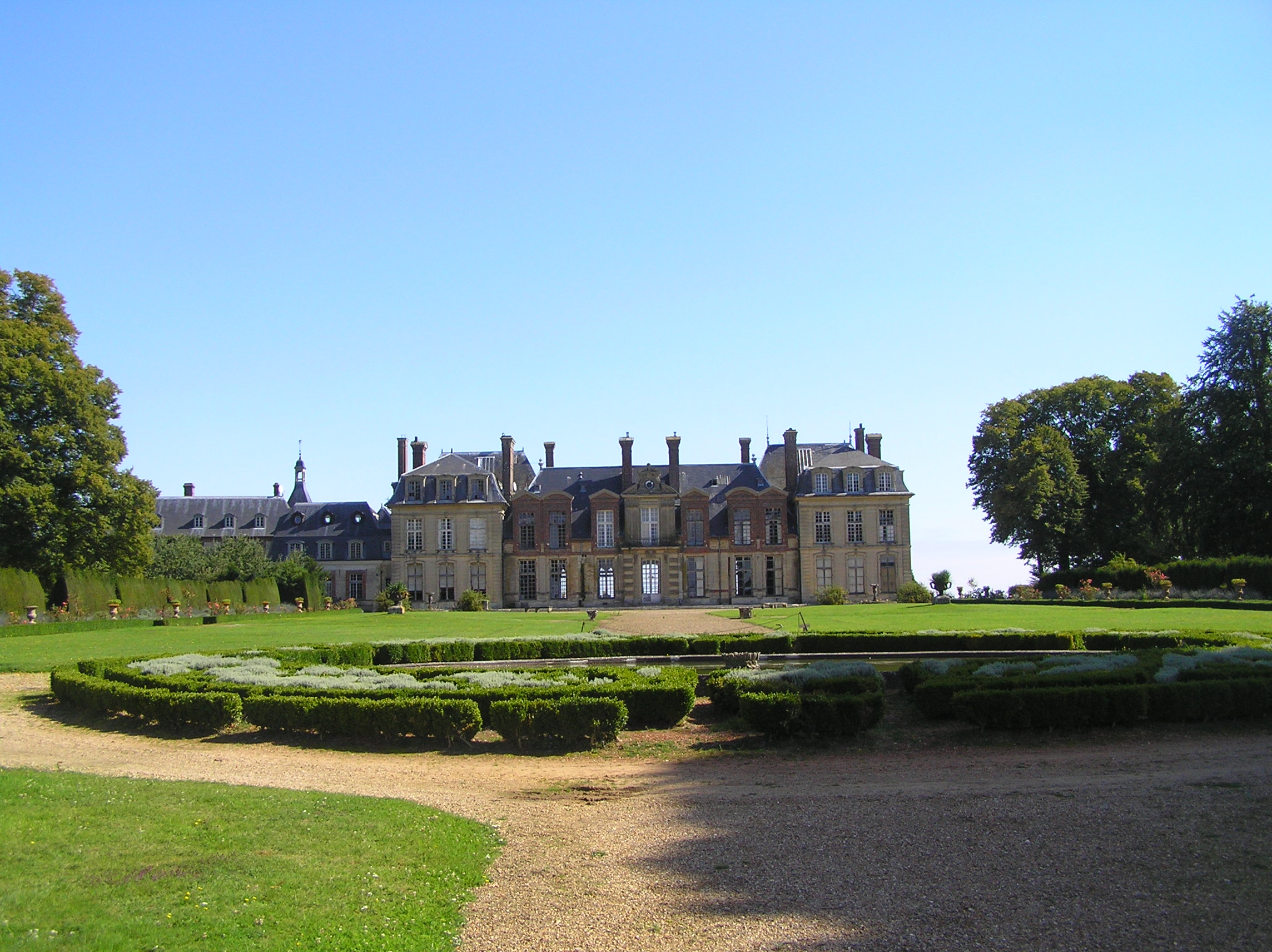
Parc du château de Thoiry.
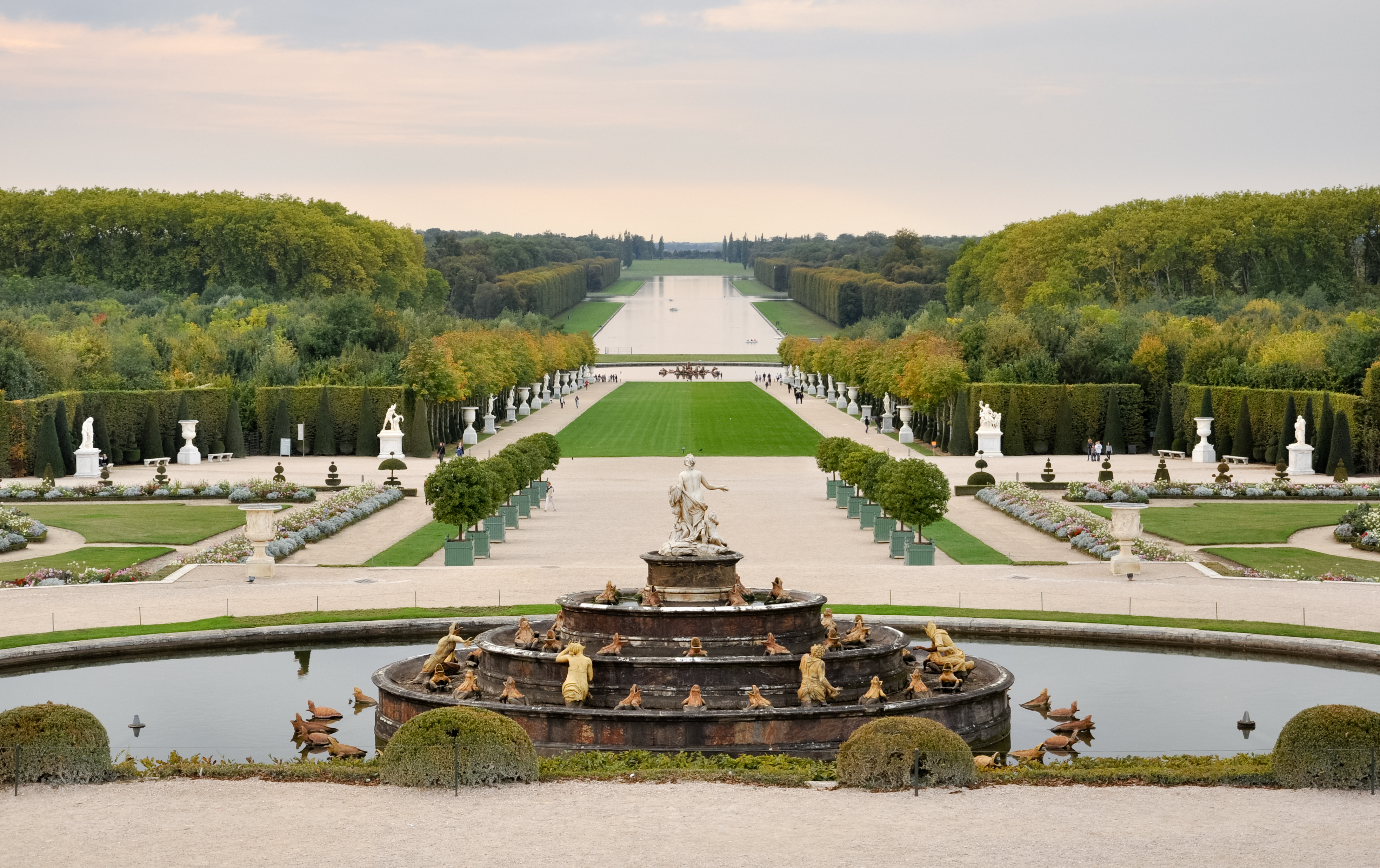
Domaine national de Versailles.
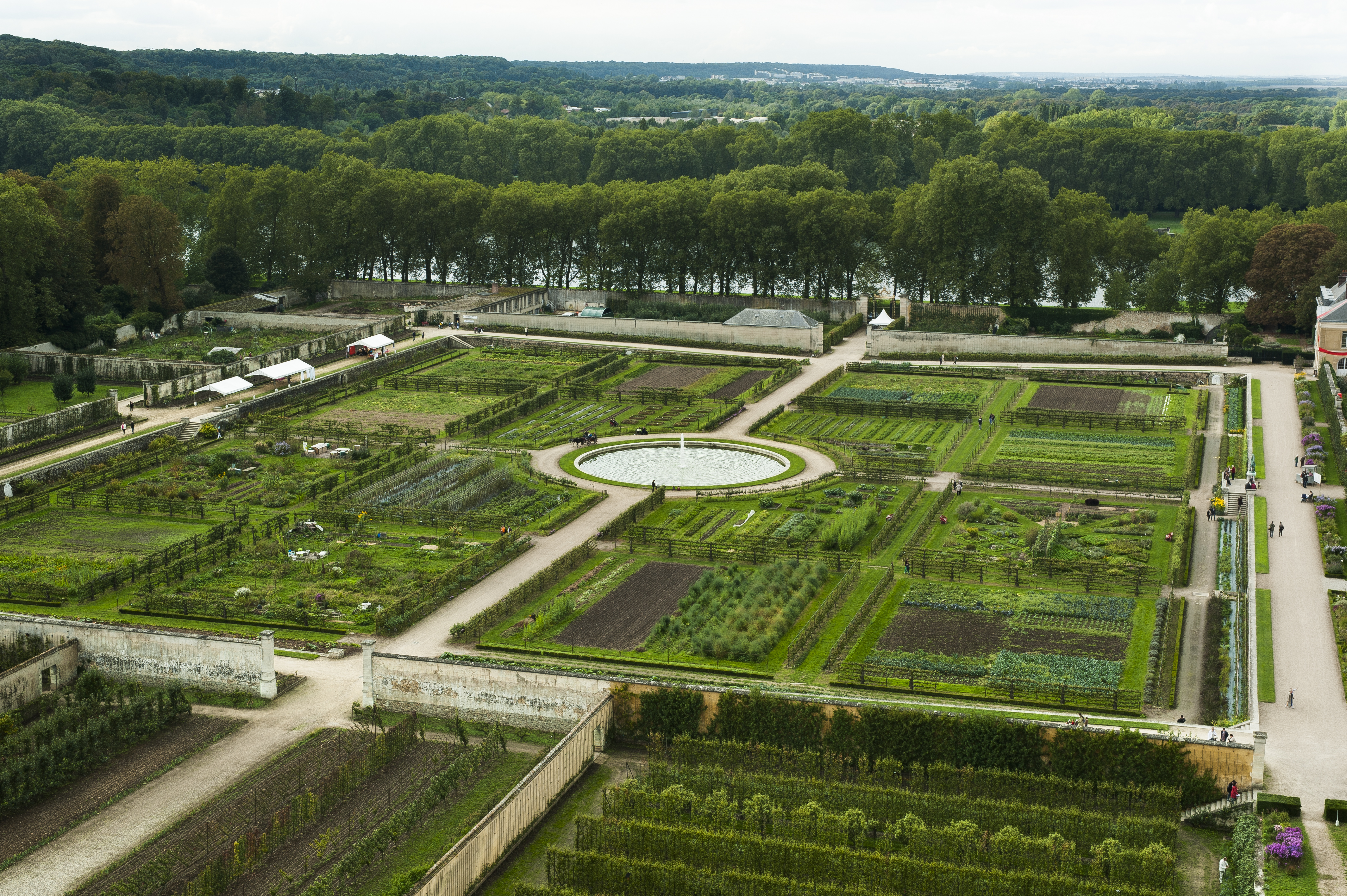
Potager du Roi.

### Normandie

#### Calvados
- Caen : jardin des Plantes,
- Cambremer : jardins du pays d'Auge,
- Castillon : jardins de Plantbessin,
- Livry : domaine d'Albizia,
- Mézidon-Canon : parc du château de Canon,
- Ouilly-le-Vicomte : parc du château de Boutemont,
- Saint-Gabriel-Brécy : parc du château de Brécy,
- Vendeuvre : parc du château de Vendeuvre.

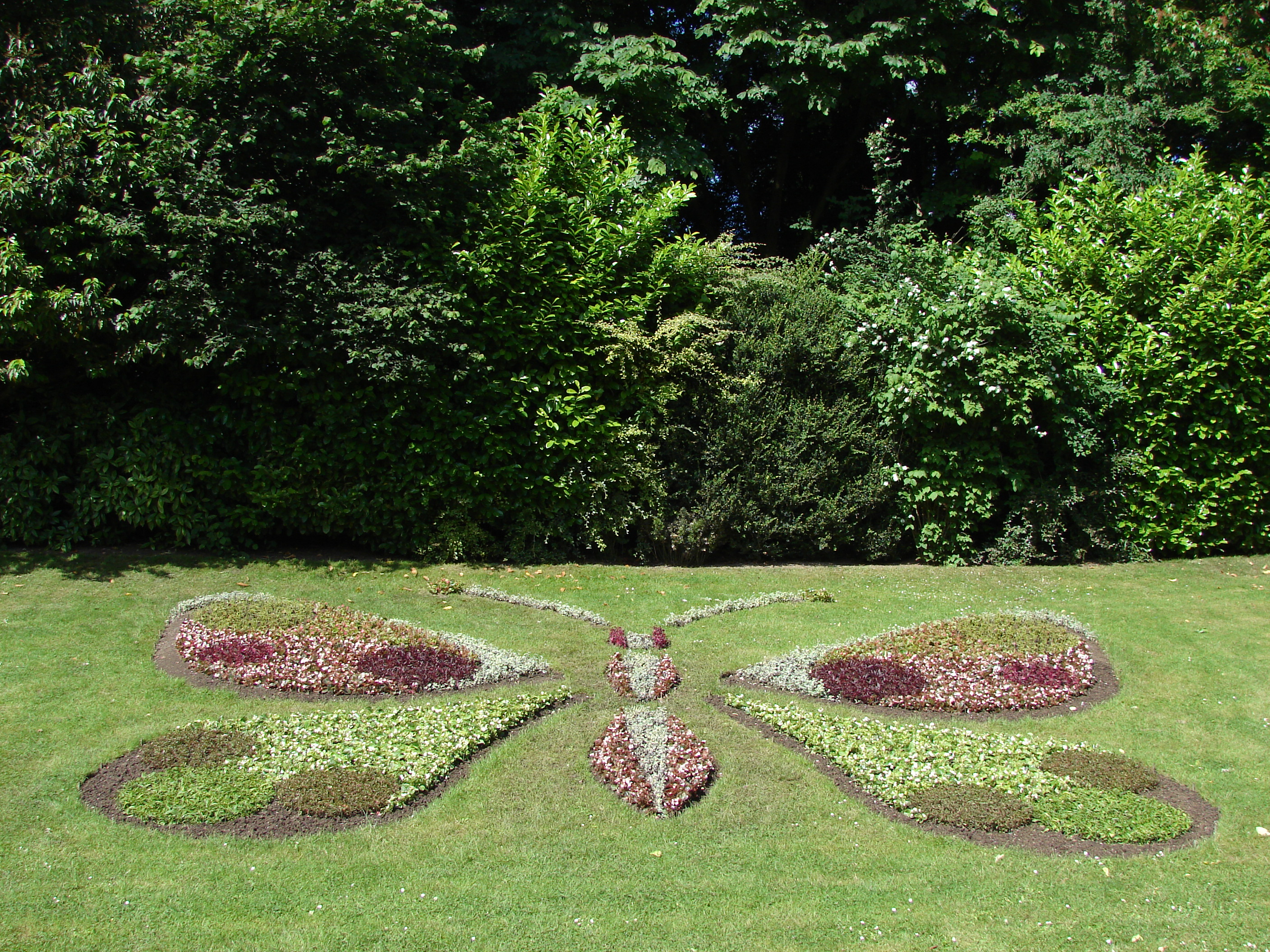
Jardin des plantes de Caen.
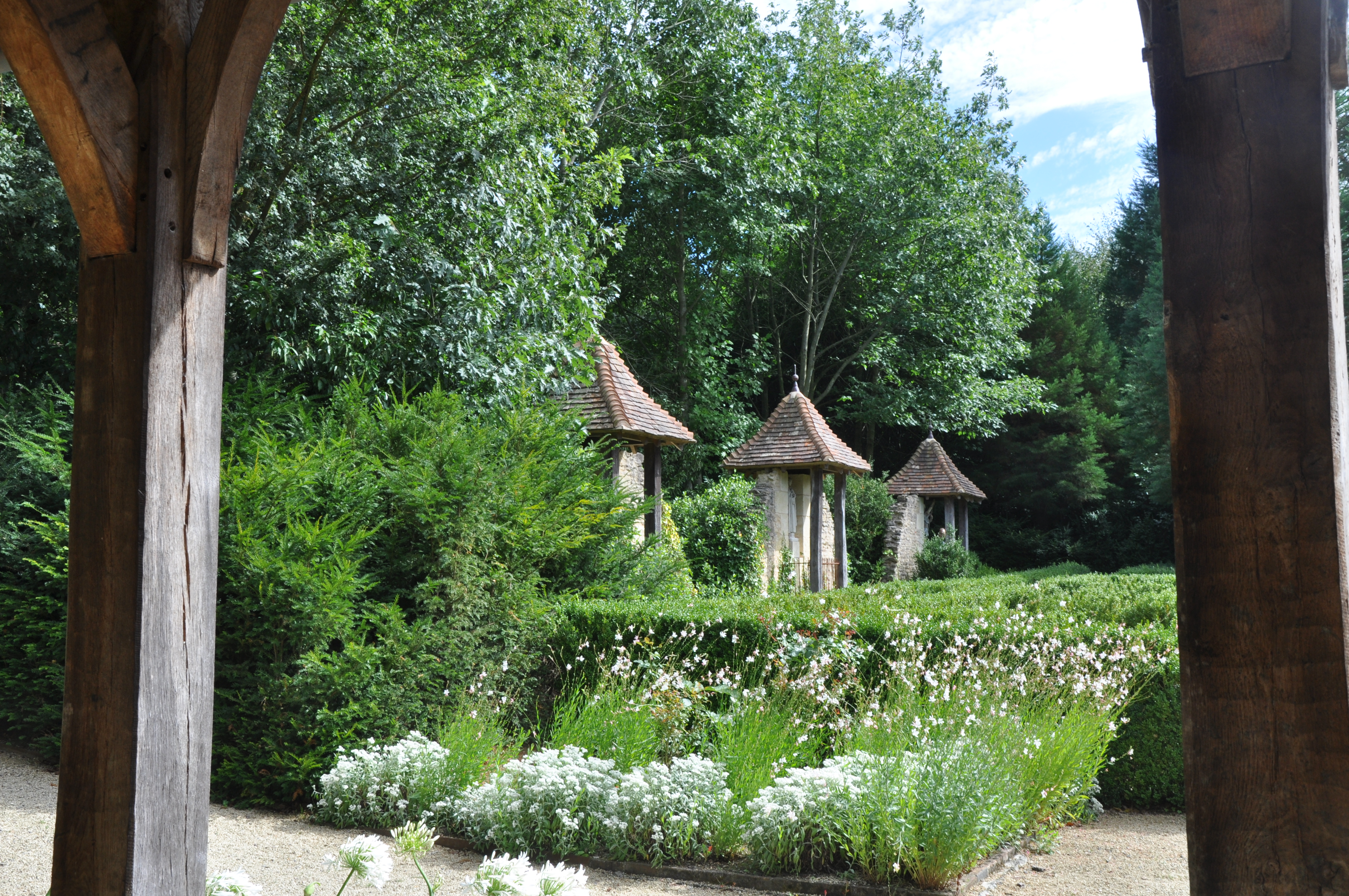
Jardins du pays d'Auge.
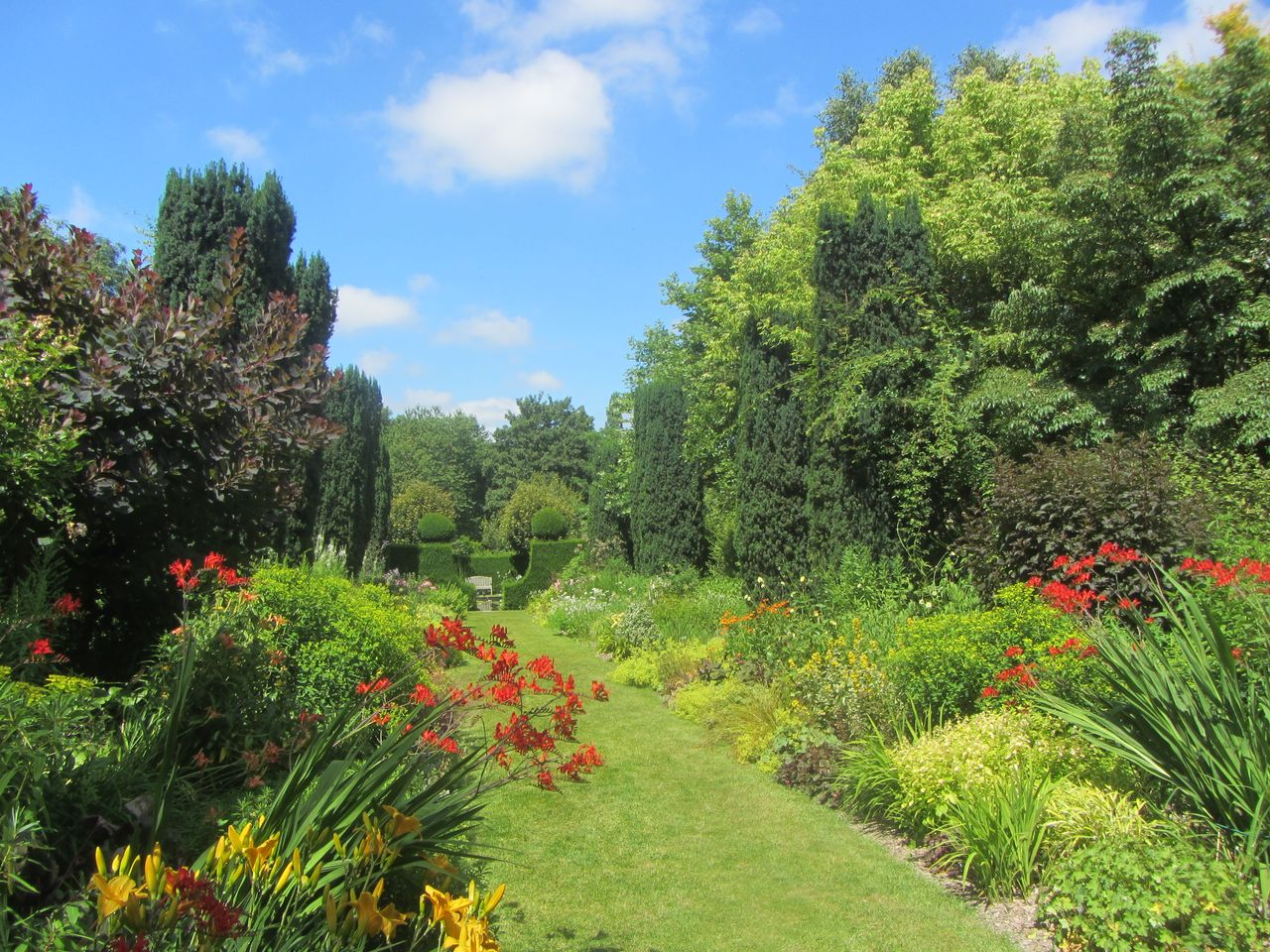
Jardins de Castillon-Plantbessin.
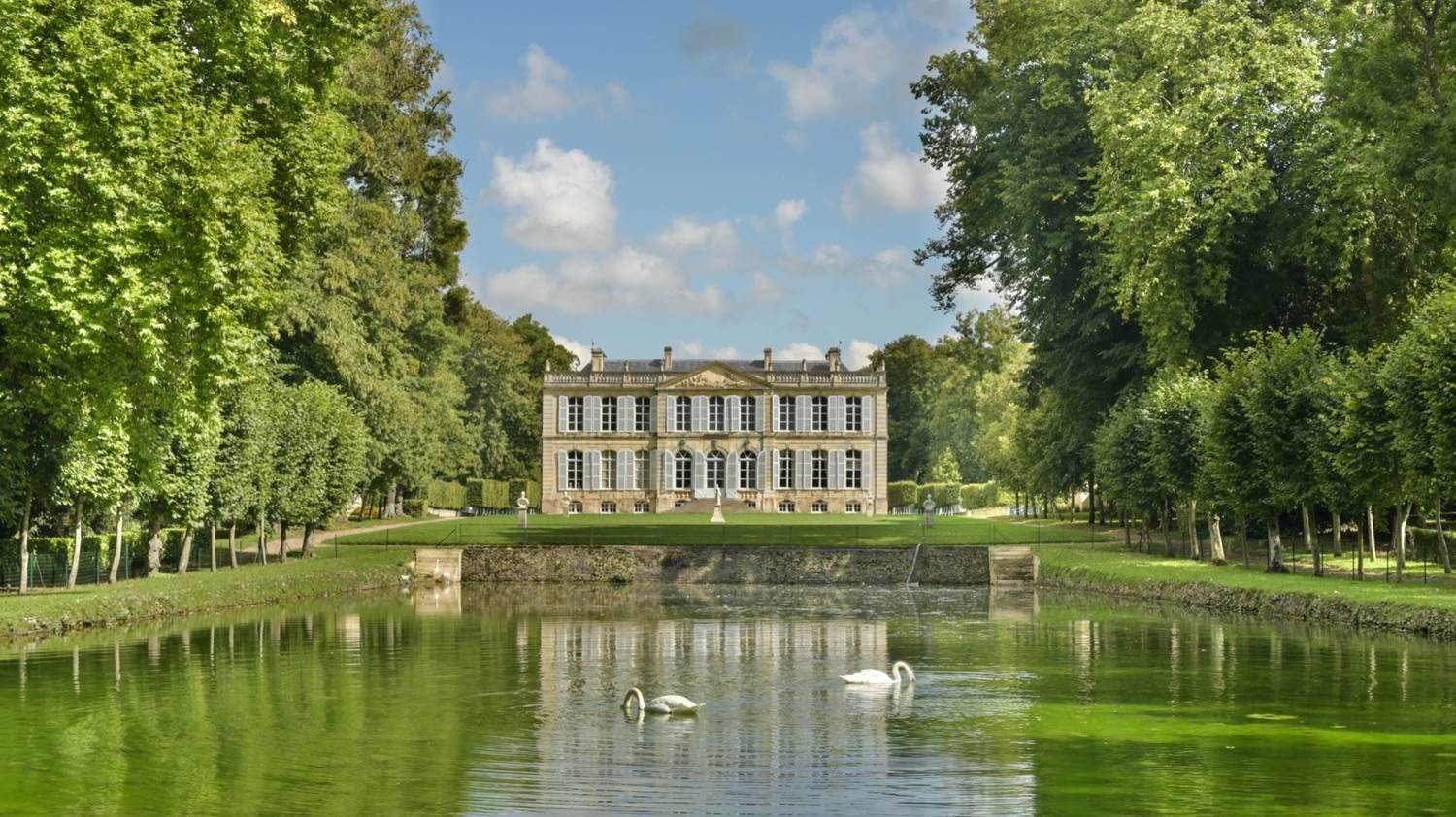
Parc du château de Canon.
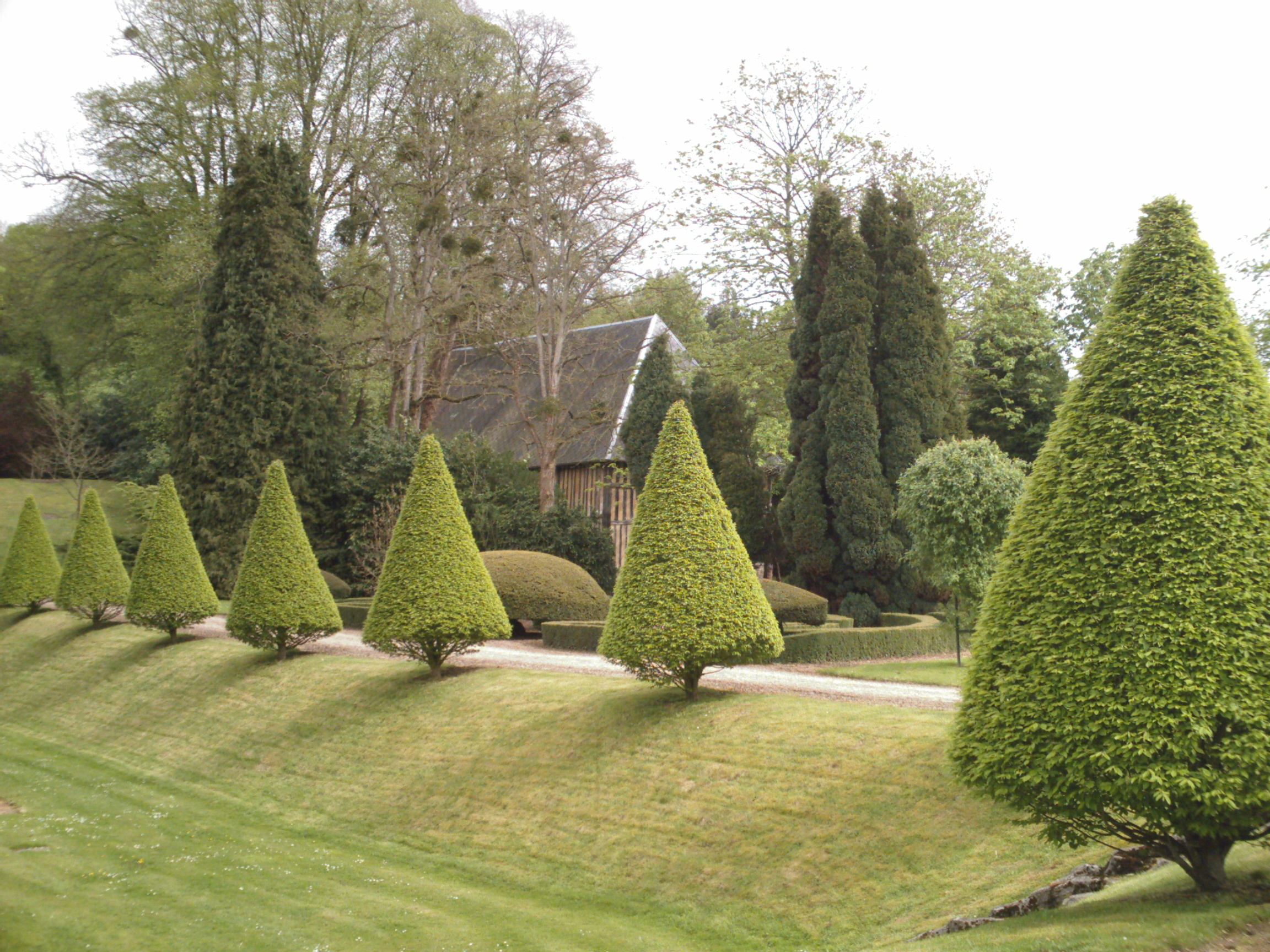
Topiaires dans le parc du château de Boutemont.
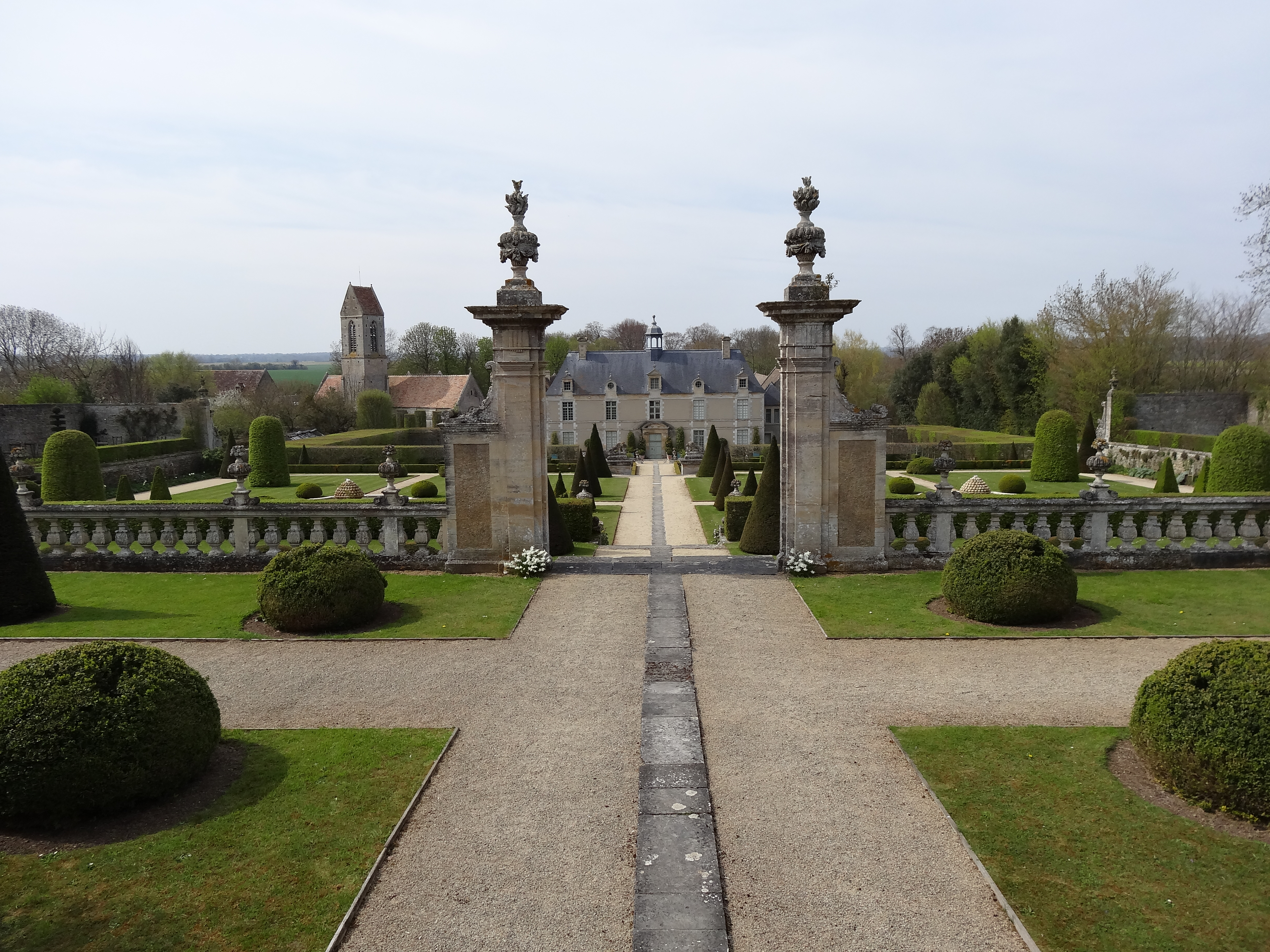
Parc du château de Brécy.
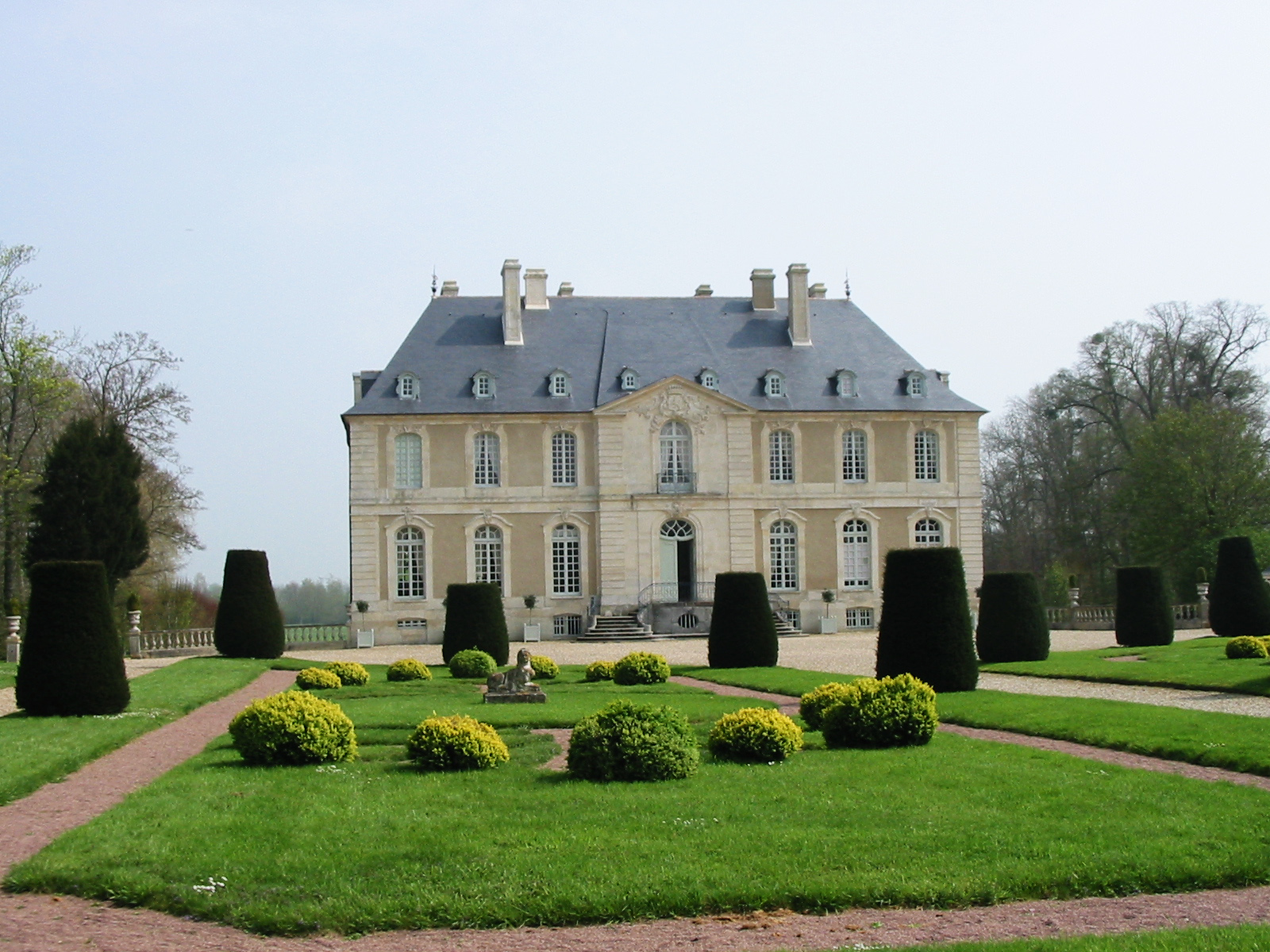
Parc du château de Vendeuvre.

#### Eure
- Acquigny : parc et jardins du château d'Acquigny,
- Giverny : 
  - jardin du musée des impressionnismes à Giverny,
  - jardin de Claude Monet,
- Fontaine-la-Soret : parc du château de Fontaine-la-Soret,
- Harcourt : arboretum,
- Le Neubourg : jardins du Champ-de-Bataille,

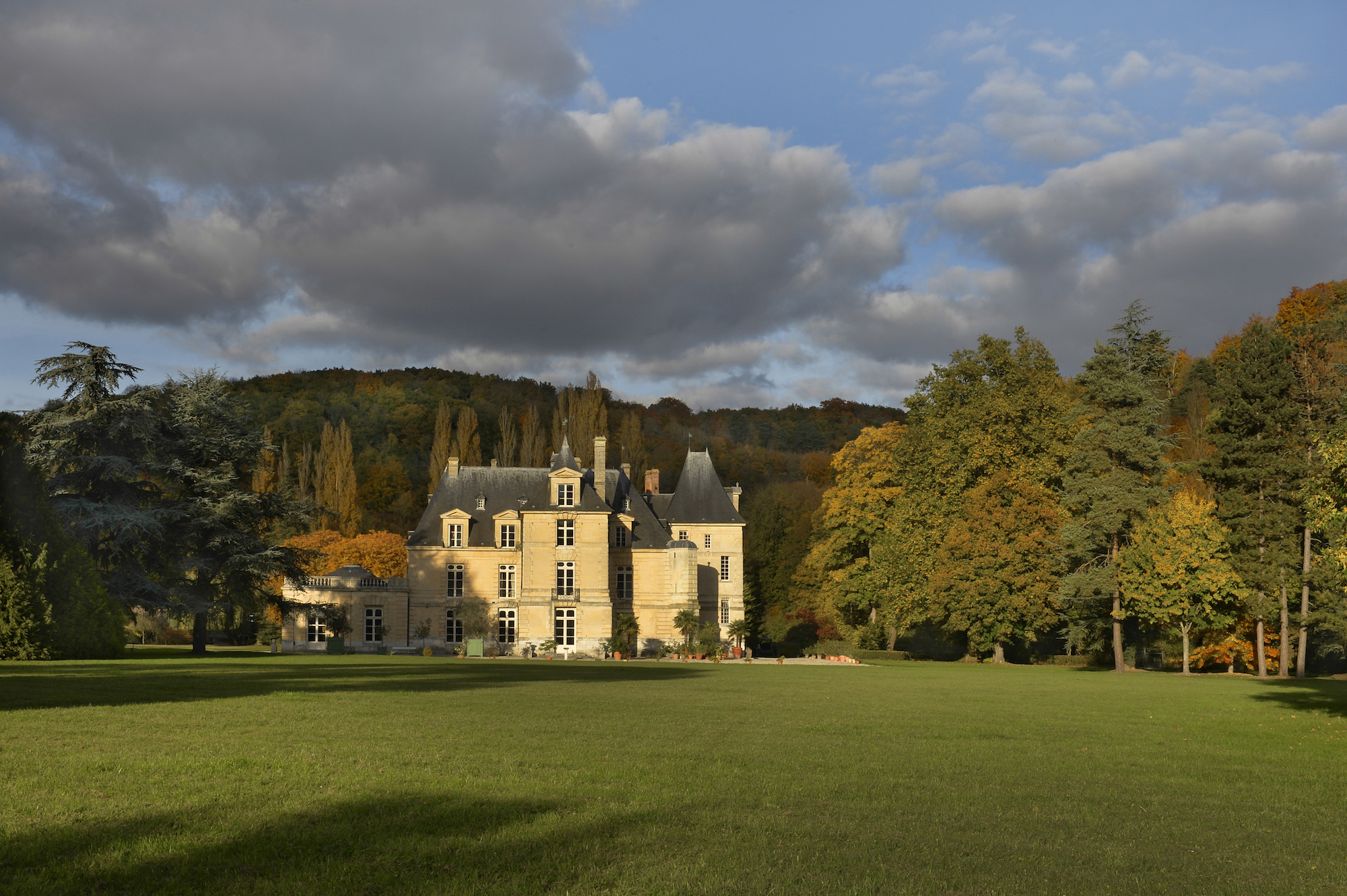
Parc du château d'Acquigny.
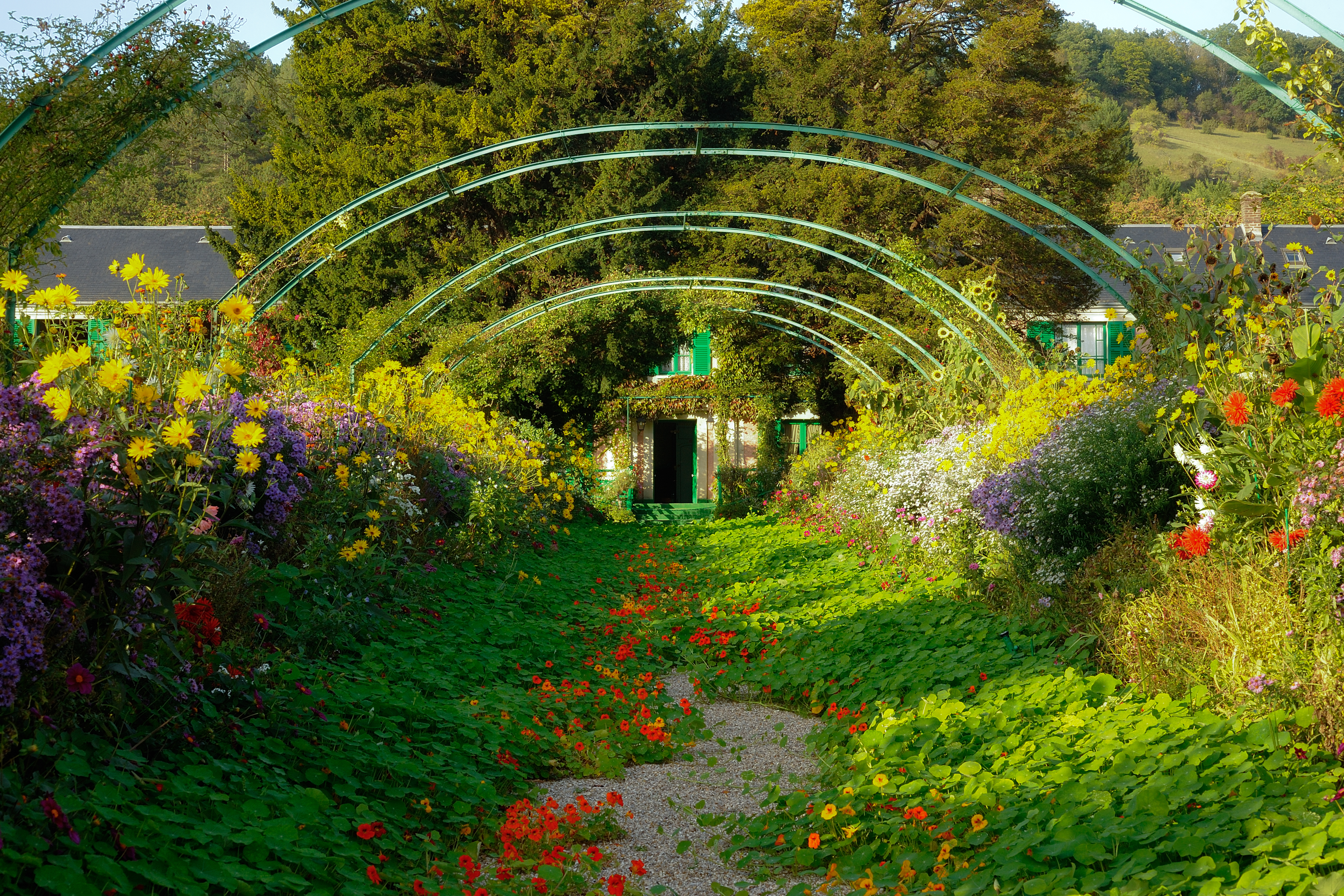
L'allée centrale du Clos Normand au jardin de Claude Monet.
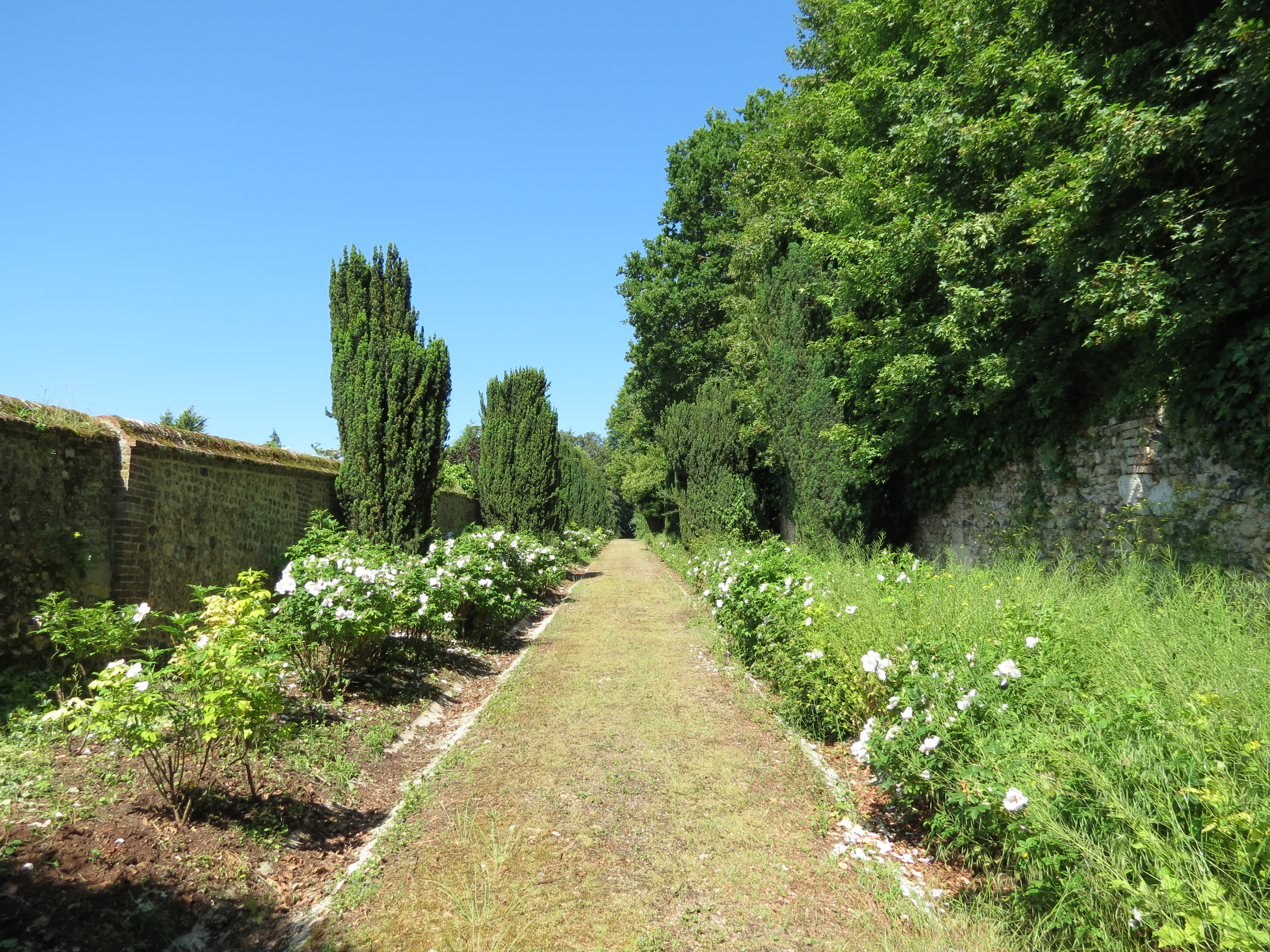
Parc du château de Fontaine-la-Soret.
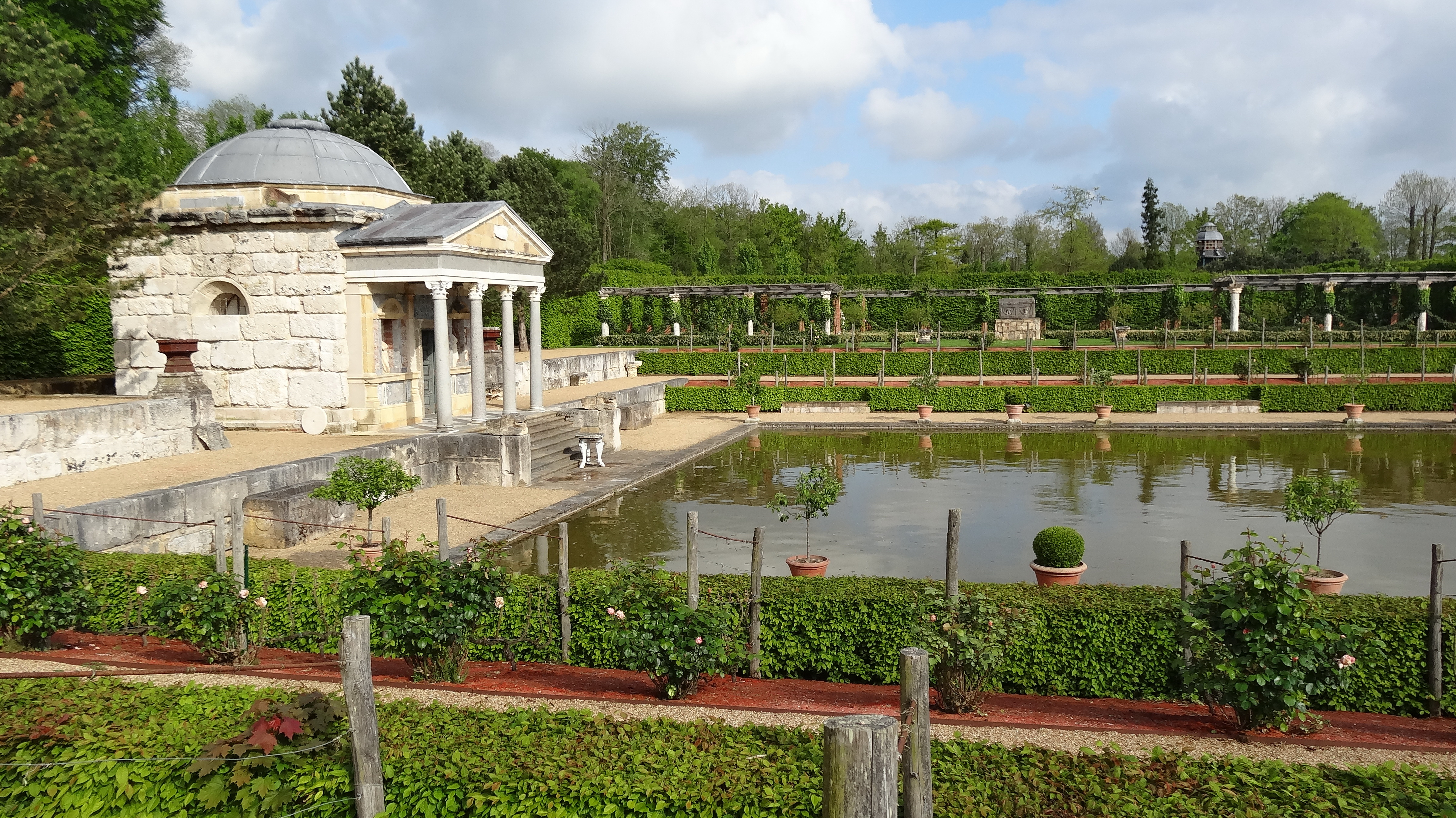
Jardins du Champ-de-Bataille.

#### Manche
- Bacilly : parc du château de Chantore,
- Cherbourg-en-Cotentin :
  - parc Emmanuel-Liais,
  - parc du château des Ravalet,
- Saint-Germain-des-Vaux : jardin Jacques-Prévert,
- Urville-Nacqueville : parc du domaine de Nacqueville,
- Vauville : jardin botanique du château de Vauville.

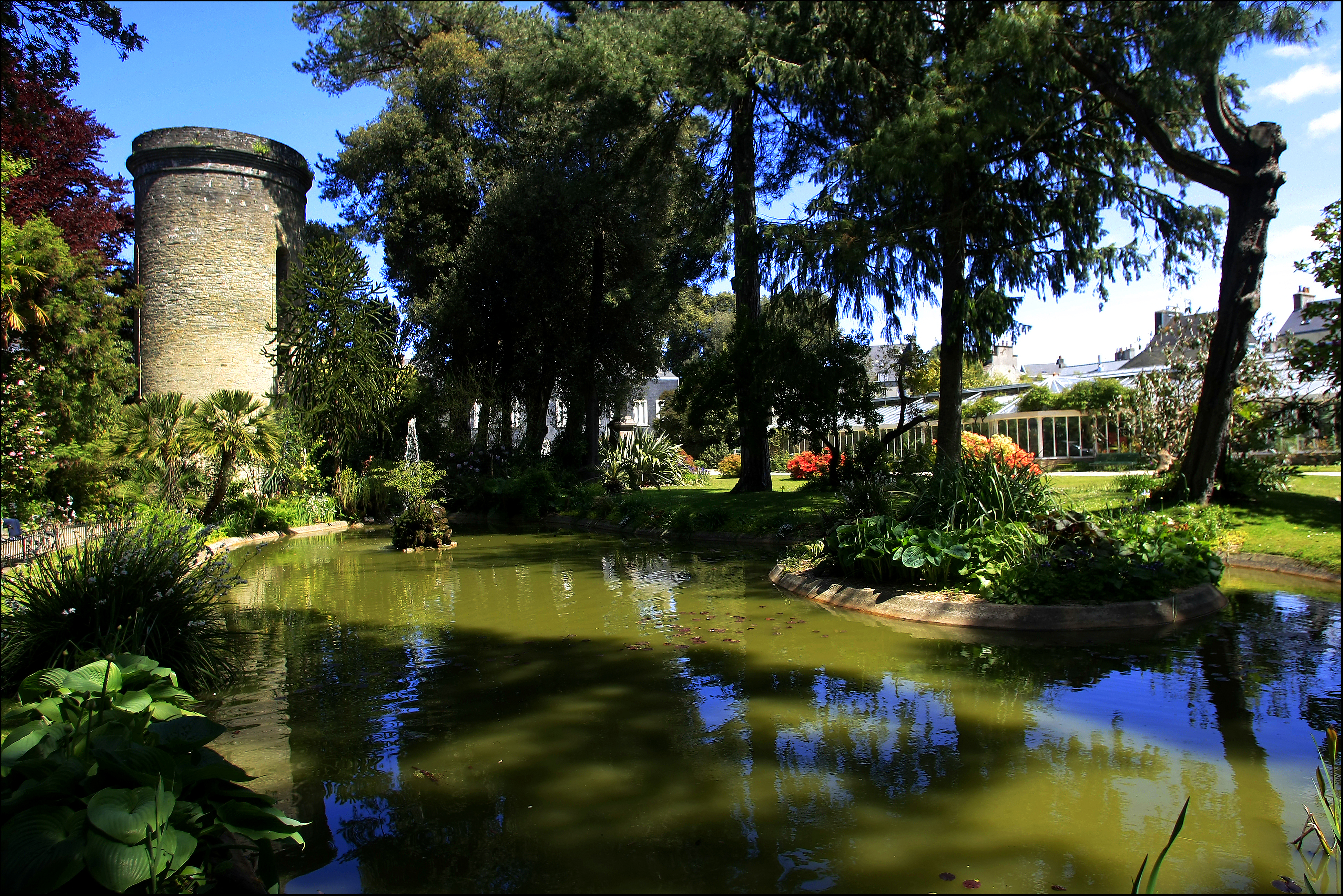
Parc Emmanuel-Liais.
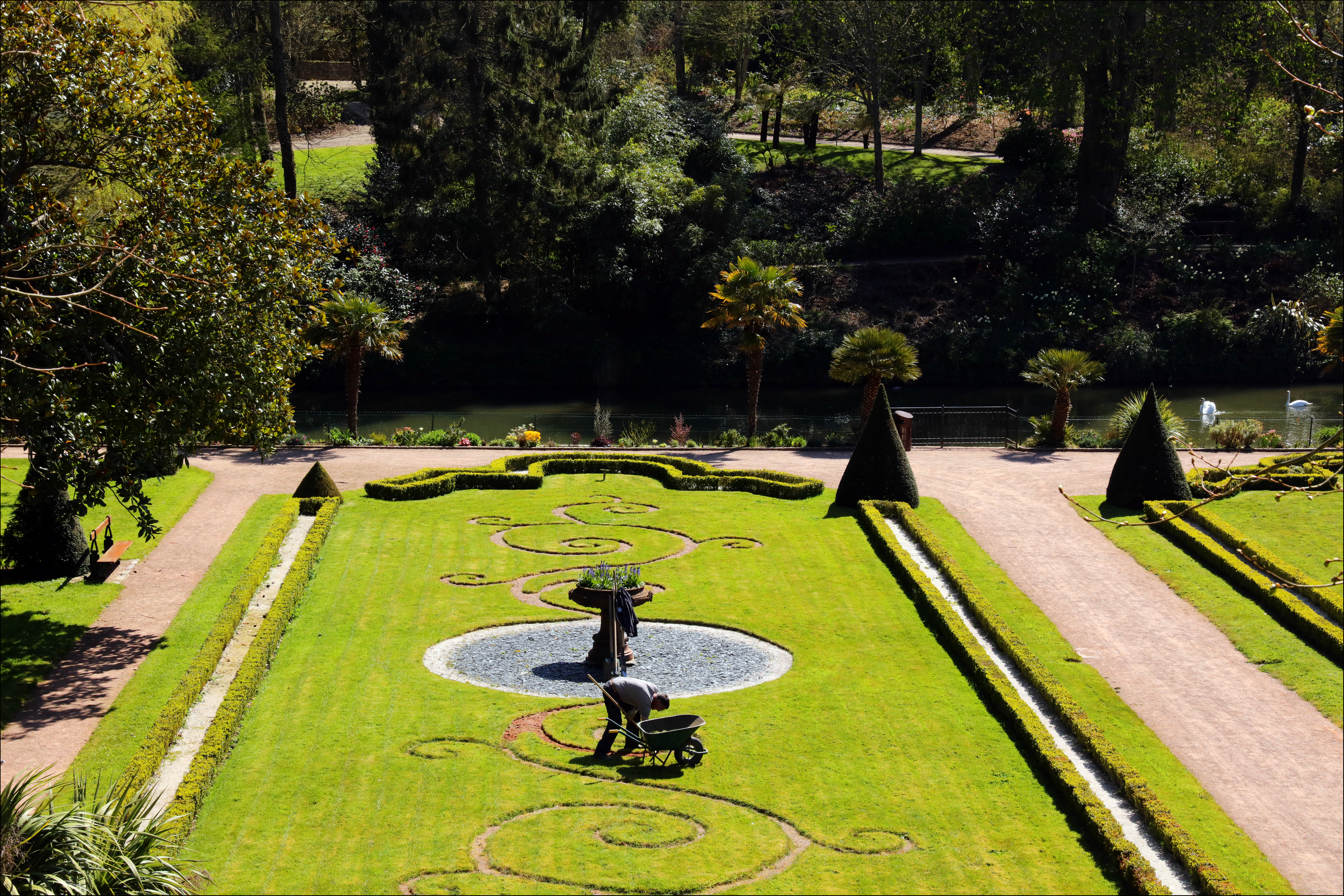
Parc du château des Ravalet.
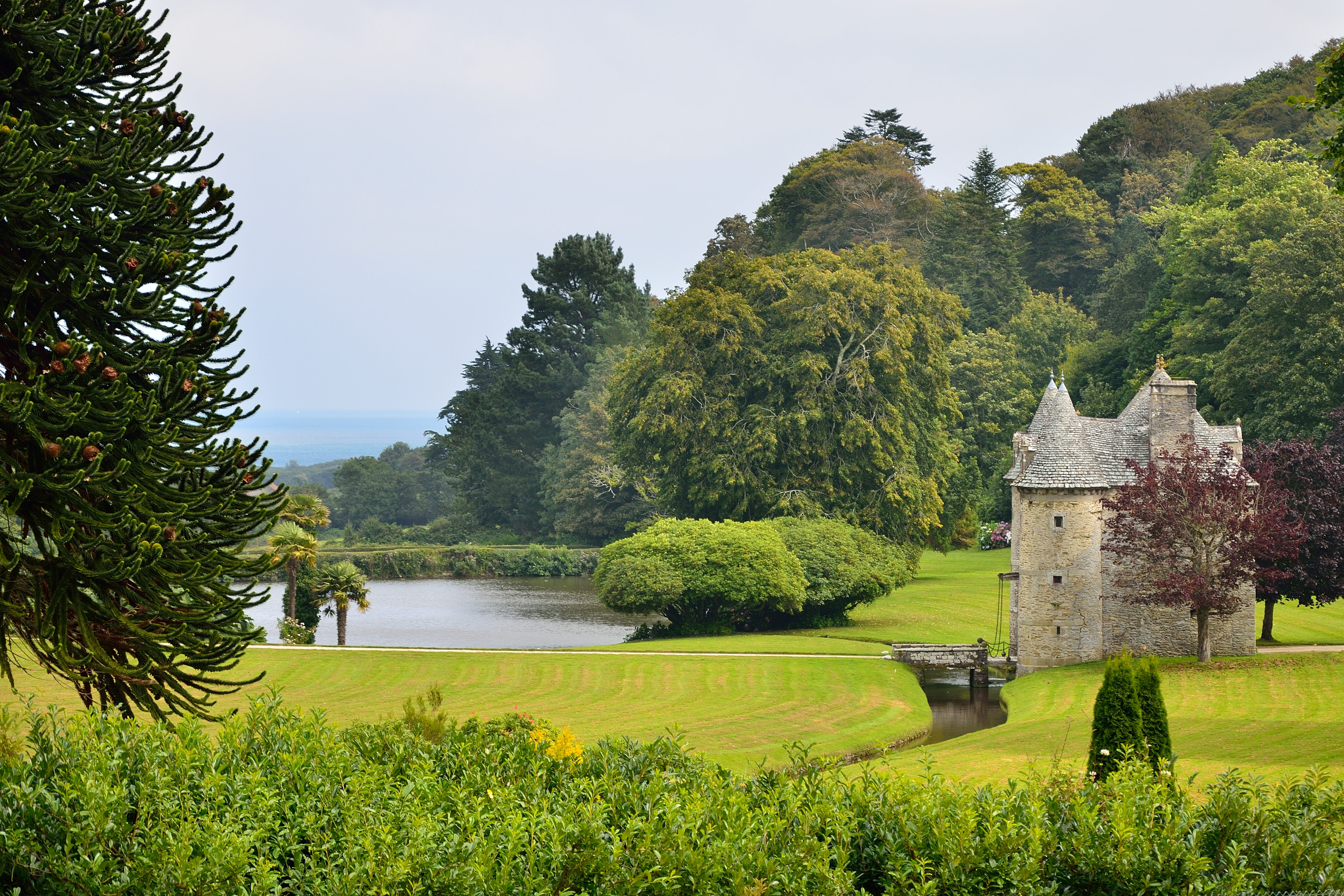
Parc du domaine de Nacqueville.
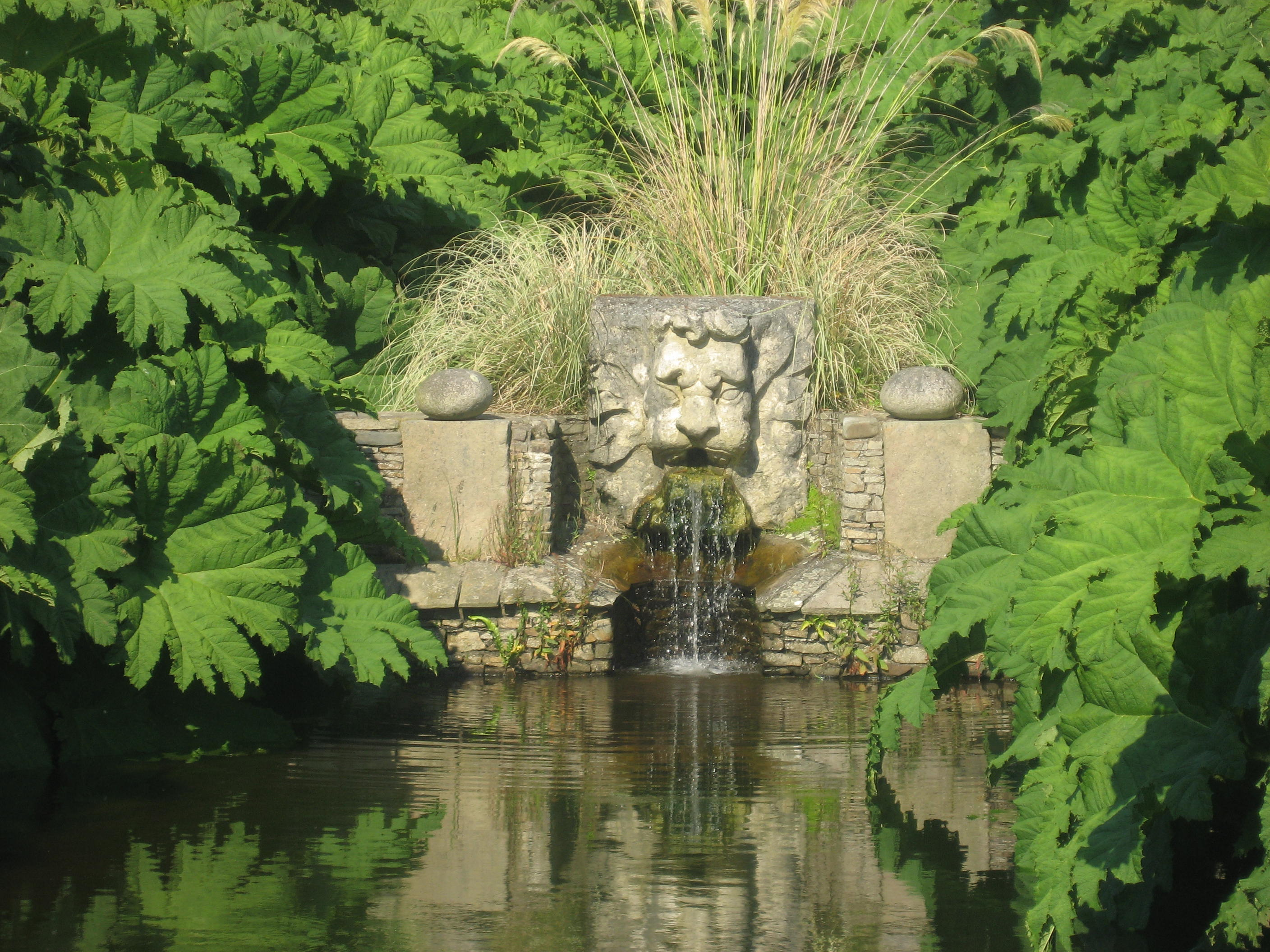
La tête de lion dans le jardin botanique du château de Vauville.

#### Orne
- Athis-de-l'Orne : jardin intérieur à ciel ouvert,
- Bagnoles-de-l’Orne : jardin retiré,
- Chemilli : jardin de Montperthuis,
- Le Champ-de-la-Pierre : parc du château du Champ-de-la-Pierre,
- La Rouge : parc du château de Lorière,
- Saint-Christophe-le-Jajolet : jardins du château de Sassy.
- Sainte-Honorine-la-Chardonne : jardins du manoir de la Boisnerie.

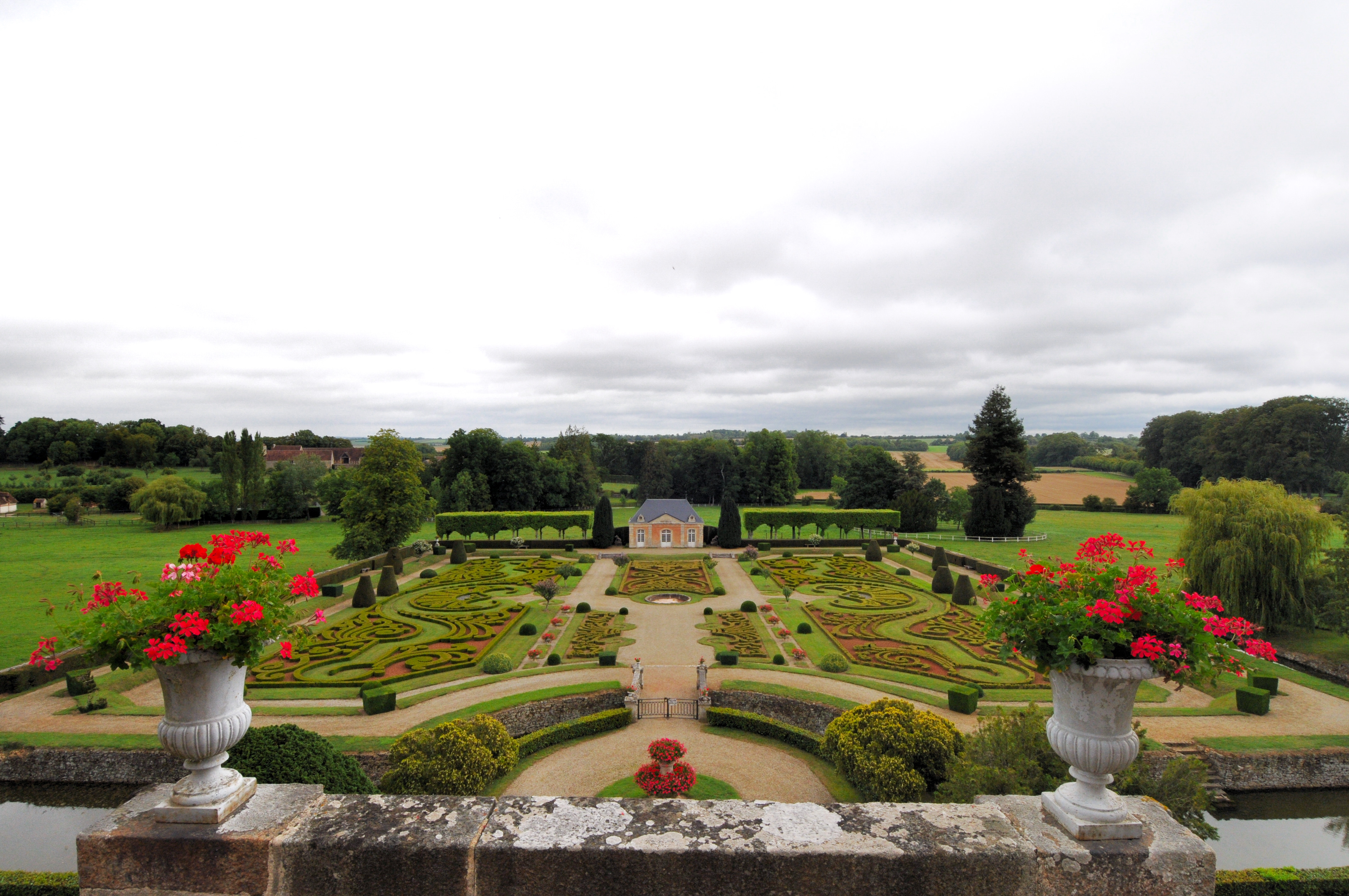
Jardins du château de Sassy.

#### Seine-Maritime
- Auzouville-sur-Ry : jardin Plume,
- Bois-Guilbert : jardin des Sculptures,
- Doudeville : parc du château de Galleville,
- Étretat : Les Jardins d'Étretat,
- Le Havre : jardins suspendus du Havre,
- Lucy : jardin du crapaud à trois pattes,
- Montérolier : jardin du Mesnil,
- Montmain : jardin d'Angélique,
- Saint-Pierre-de-Manneville : parc du manoir de Villers,
- Tourville-sur-Arques : Miromesnil,

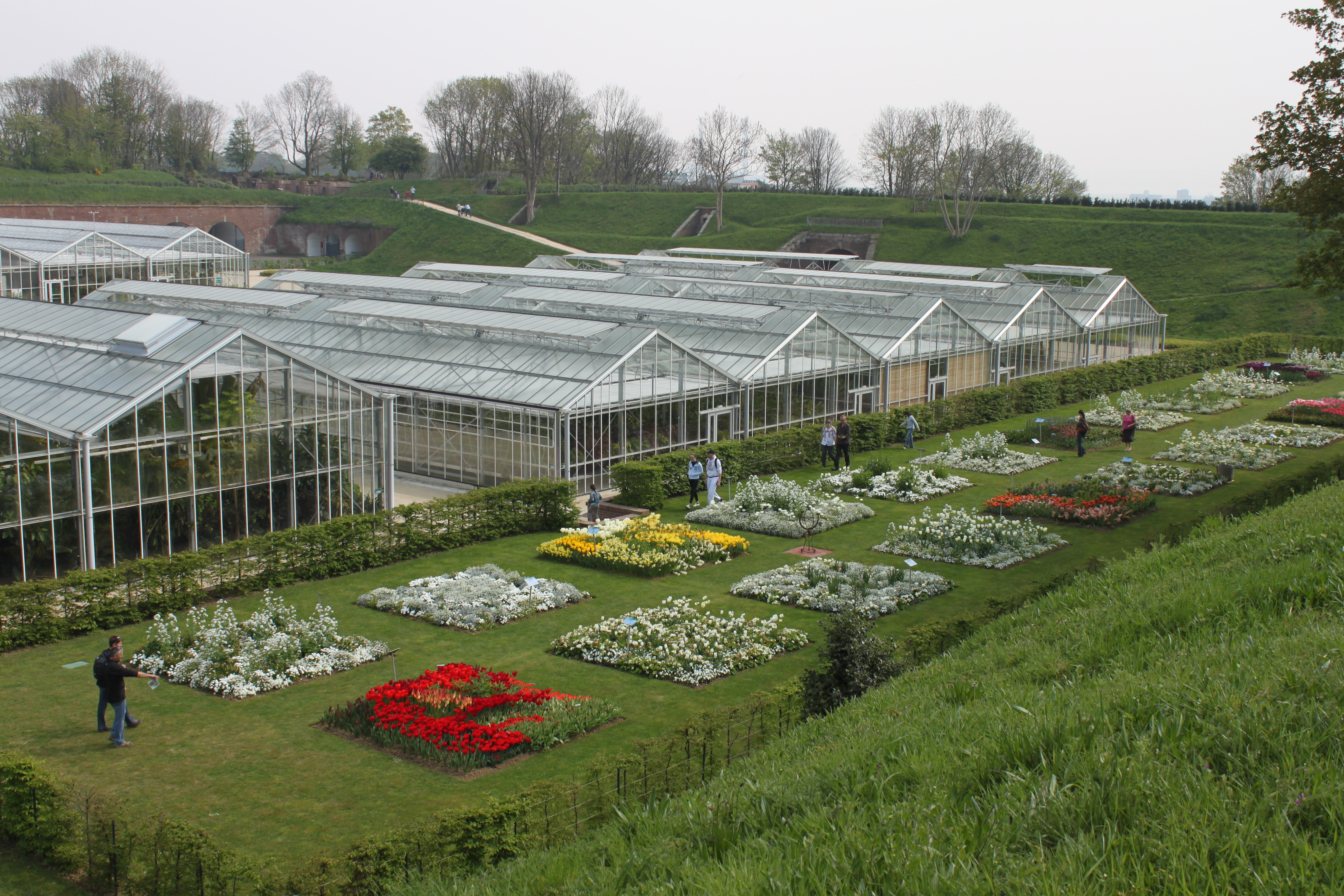
Serres des jardins suspendus du Havre.
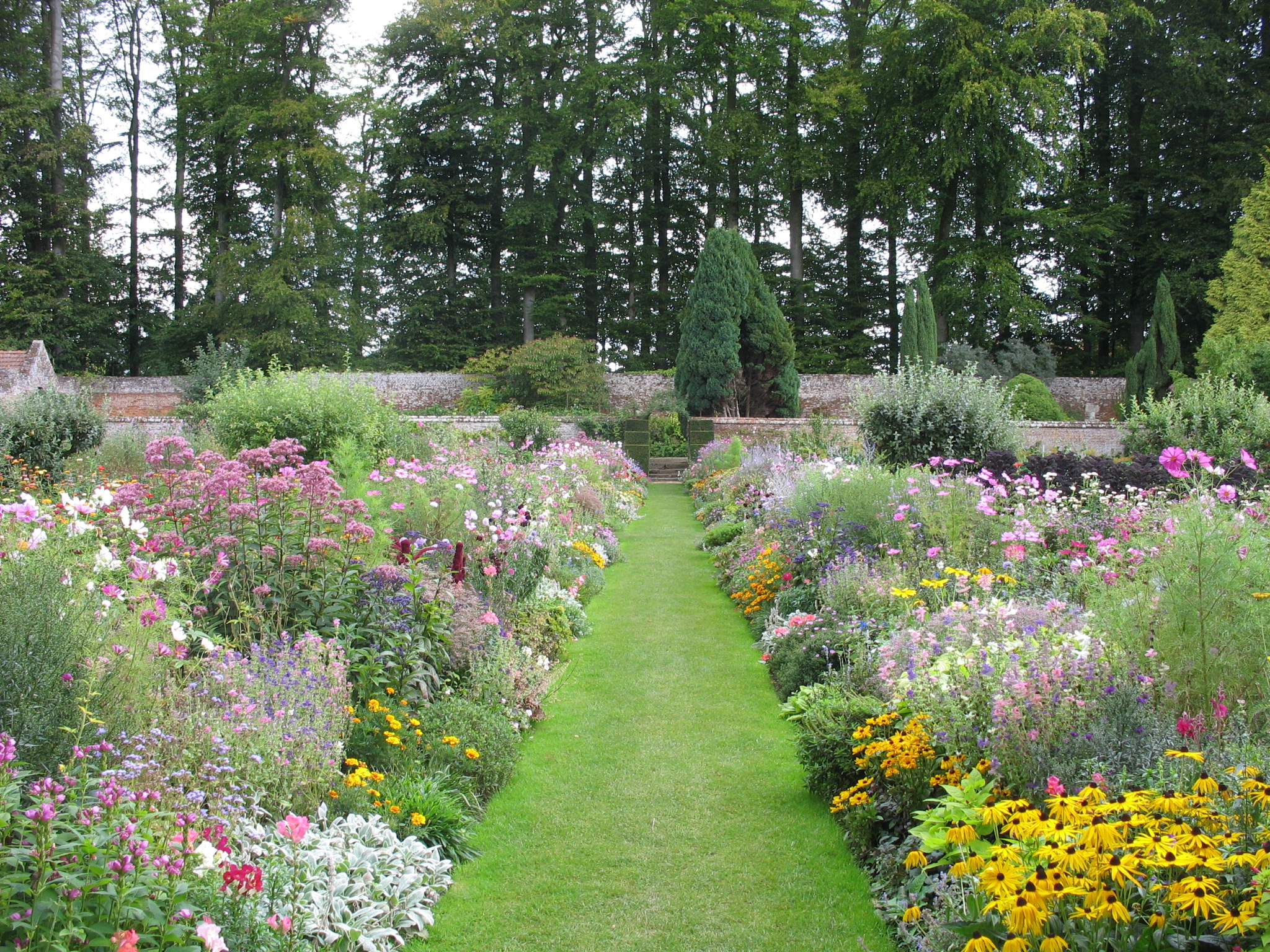
Miromesnil.

### Nouvelle-Aquitaine

#### Charente
- Bellevigne : jardin du Chaigne
- Bioussac : Domaine de l'Abrègement,
- Mouthiers-sur-Boëme : jardin du logis de Forge.

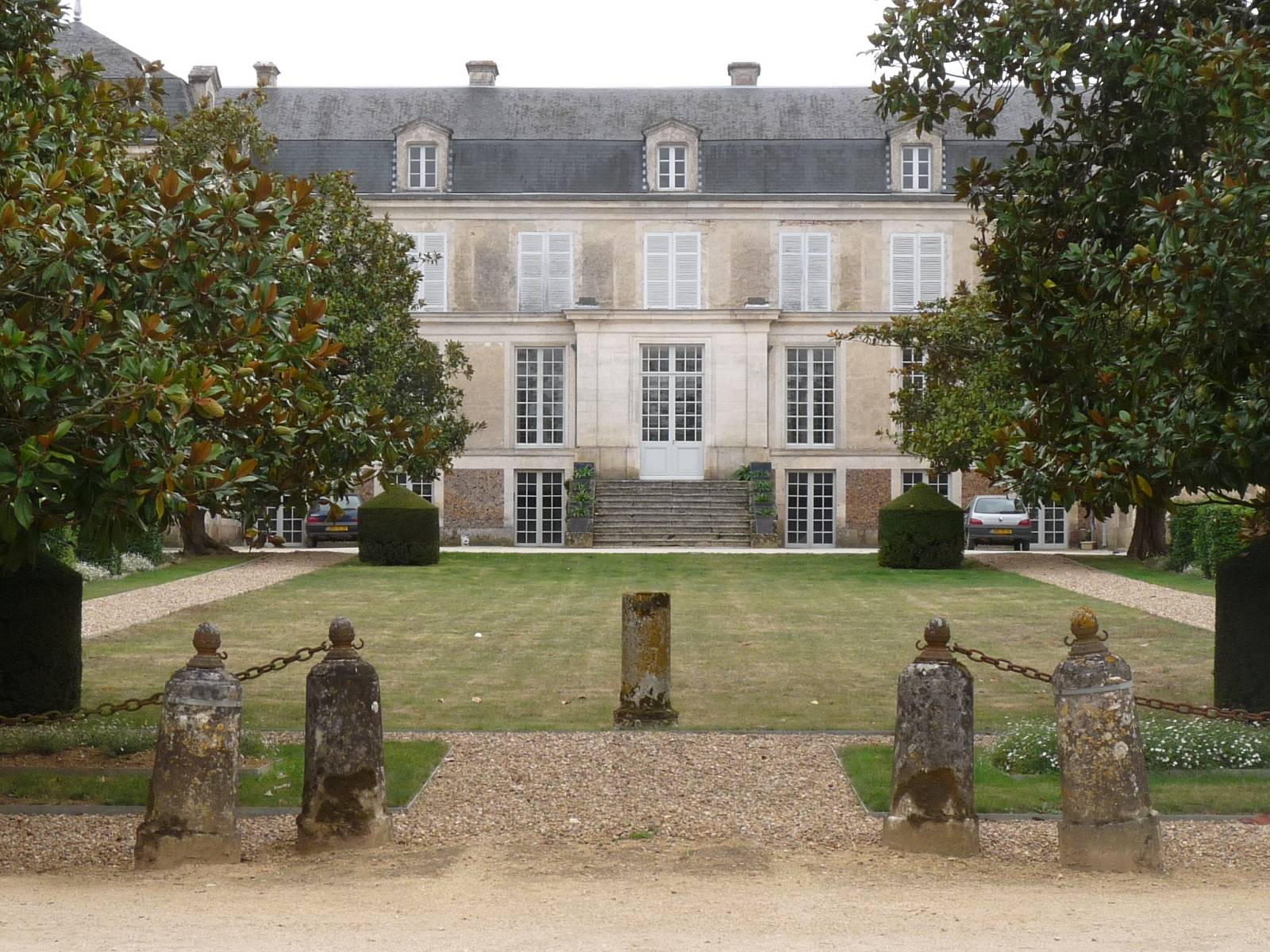
Domaine de l'Abrègement.
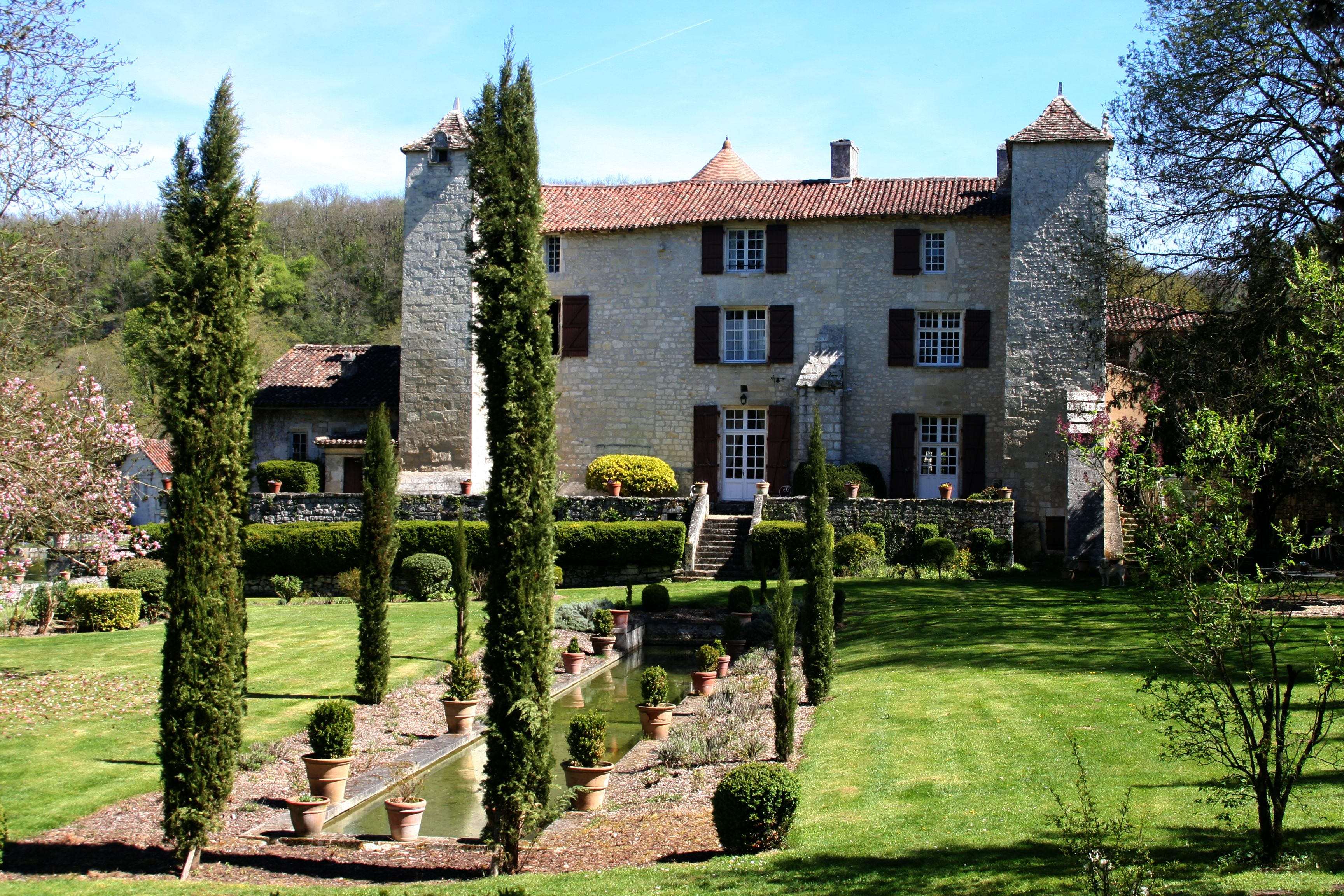
Jardin du logis de Forge.

#### Charente-Maritime
- Celles : jardin de Vie,
- Essouvert : jardin de Pomone,
- Le Chay : jardin du Riollet,
- Saint-Denis-d'Oléron : jardins du phare de Chassiron,
- Saint-Dizant-du-Gua : fontaines bleues du château de Beaulon,
- Saint-Pierre-d'Oléron : jardins de la Boirie,
- Saint-Porchaire : parc et jardins du château de la Roche-Courbon.

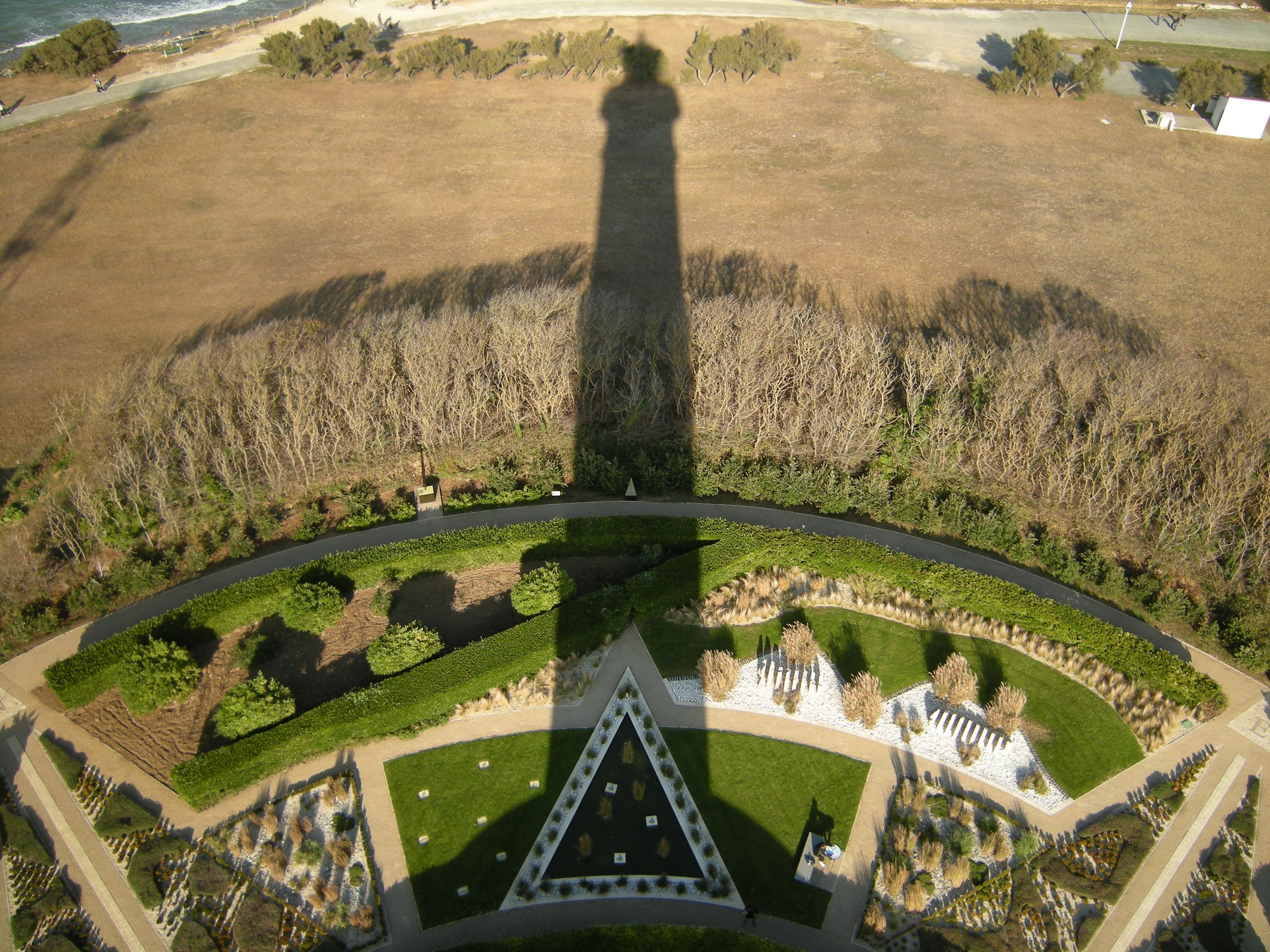
Jardins du phare de Chassiron.
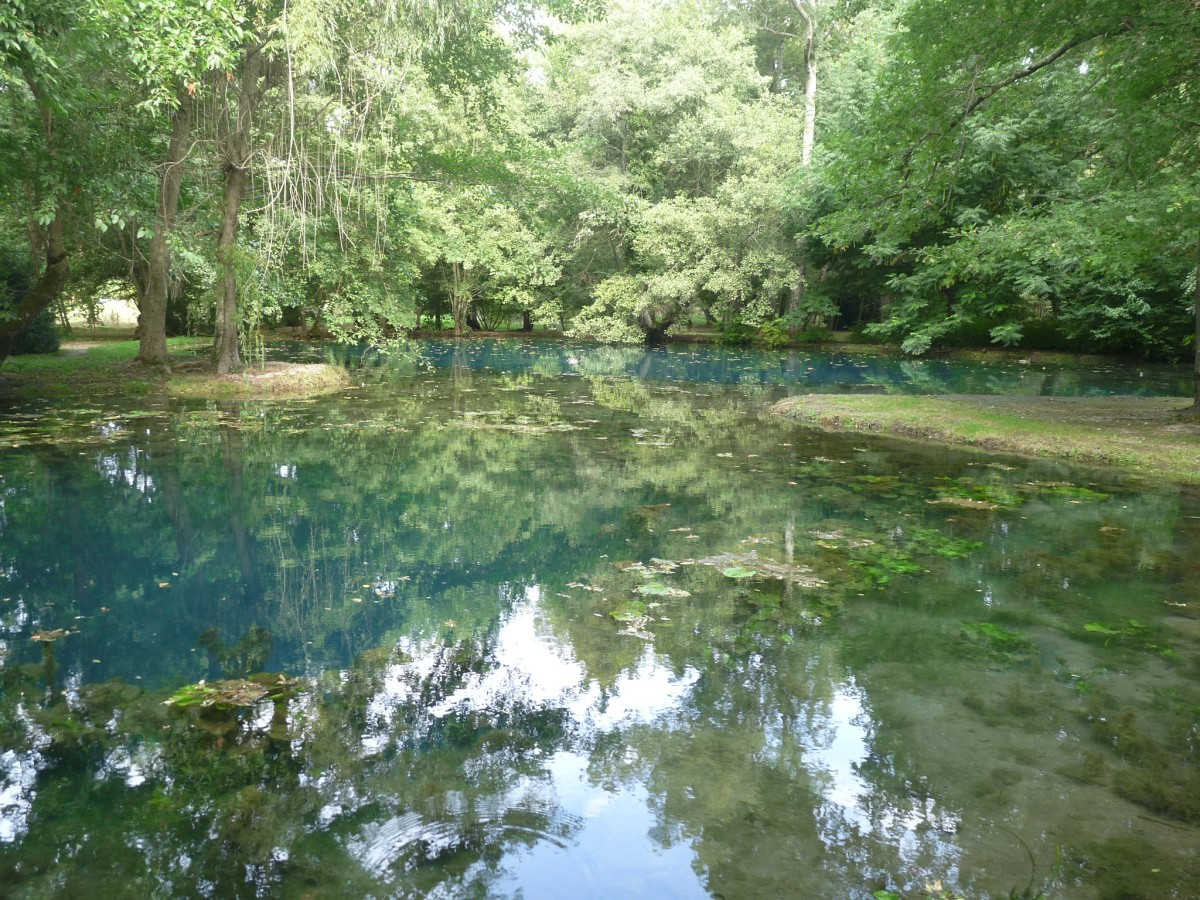
Fontaines bleues du château de Beaulon.
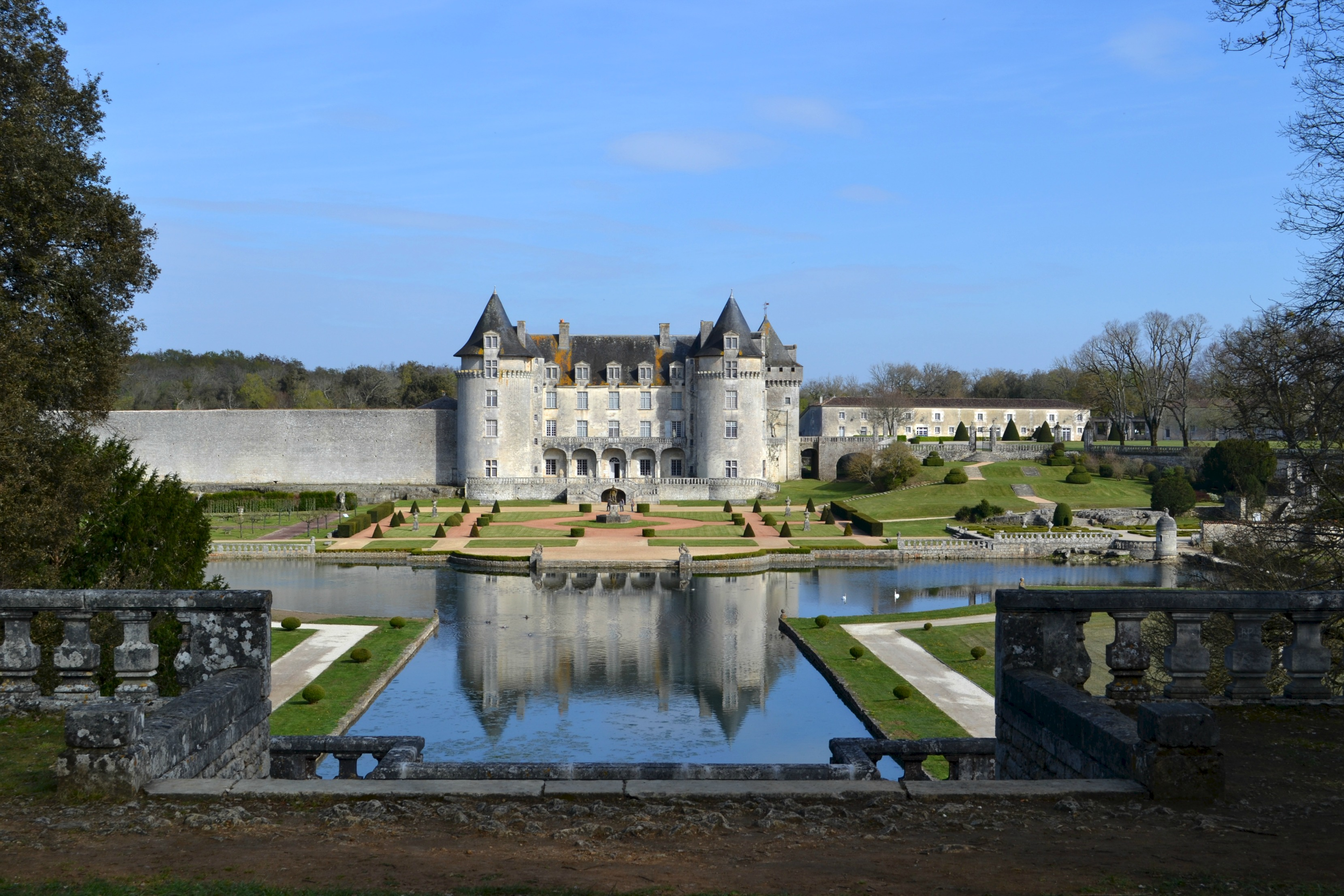
Parc du château de la Roche-Courbon.

#### Corrèze
- Auriac : jardins de Sothys,
- Espartignac : arboretum Al Gaulhia,
- Neuvic : parc-arboretum de Neuvic d'Ussel,
- Saint-Fréjoux : jardin d'Arsac,
- Ségur-le-Château : parc agricole et paysager du Chédal.

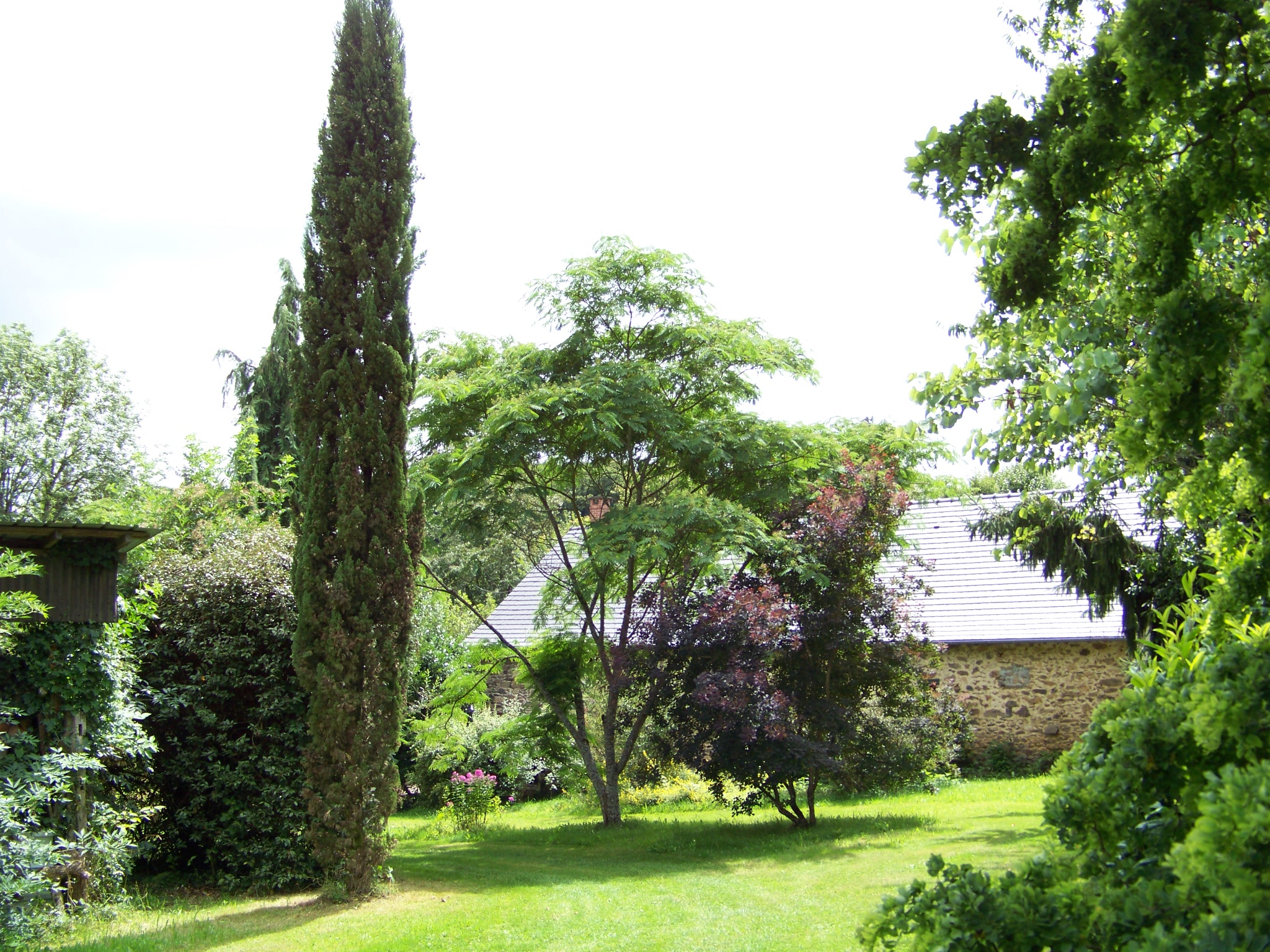
Arboretum Al Gaulhia.
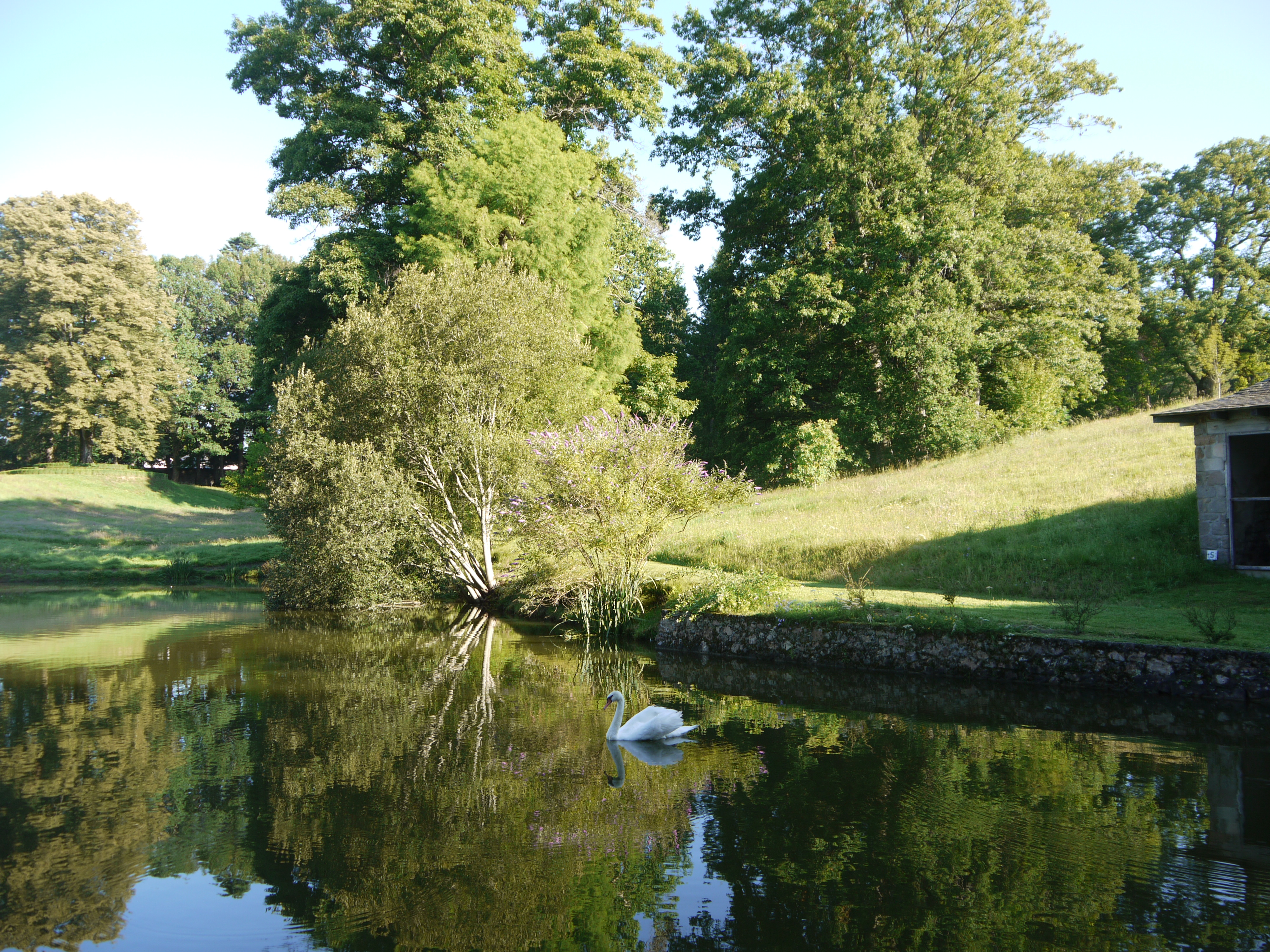
Arboretum de Neuvic d'Ussel.

#### Creuse
- Crozant : jardin-arboretum de La Sédelle,
- La Brionne : jardin de Val Maubrune.

#### Deux-Sèvres
- Argentonnay : jardins de Cistus,
- Exireuil : La prairie enchantée,
- Le Pin : domaine des Roches Blanches,
- Lhoumois : Les Jardins du gué,
- Melle : arboretum du chemin de la découverte.

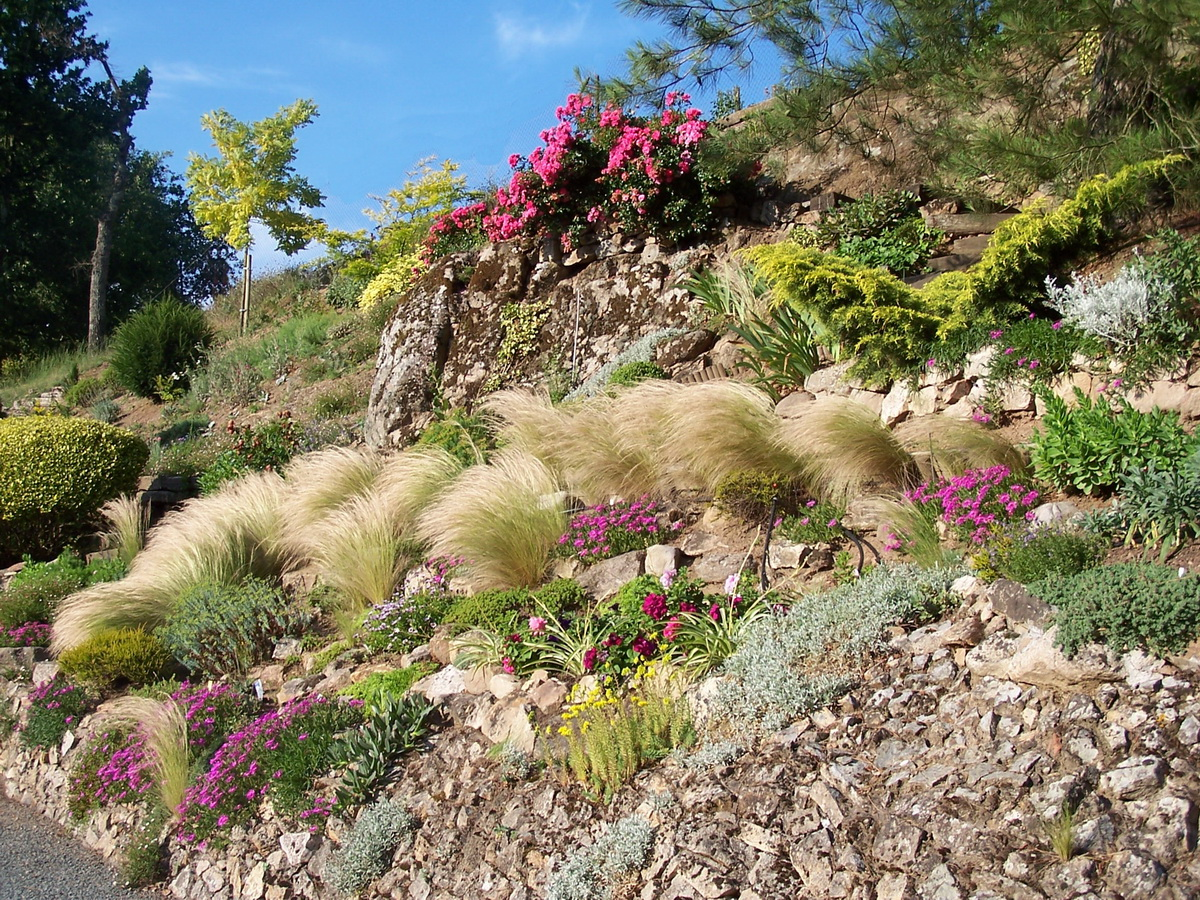
Les Jardins du gué.

#### Dordogne
- Le Buisson-de-Cadouin : jardin de Planbuisson,
- Campagne : parc du domaine de Campagne,
- Carlux : jardins de Cadiot,
- Carsac-Aillac : jardins d'eau de Saint-Rome,
- Castelnaud-la-Chapelle : parc du château des Milandes,
- Domme : jardins du château de Caudon,
- Hautefort : jardins du château de Hautefort,
- Issac : jardin du château de Montréal,
- Paunat : jardins de la chartreuse du Colombier,
- Saint-Cybranet : jardins de l'Albarède,
- Saint-Jory-de-Chalais : arboretum des Pouyouleix,
- Saint-Médard-d'Excideuil : jardin d'Hélys-œuvre,
- Salignac-Eyvigues : jardins du manoir d'Eyrignac,
- Terrasson-Lavilledieu : jardins de l'Imaginaire,
- Thonac : jardins du château de Losse,
- Vélines : jardins de Sardy,
- Vézac : jardins de Marqueyssac.

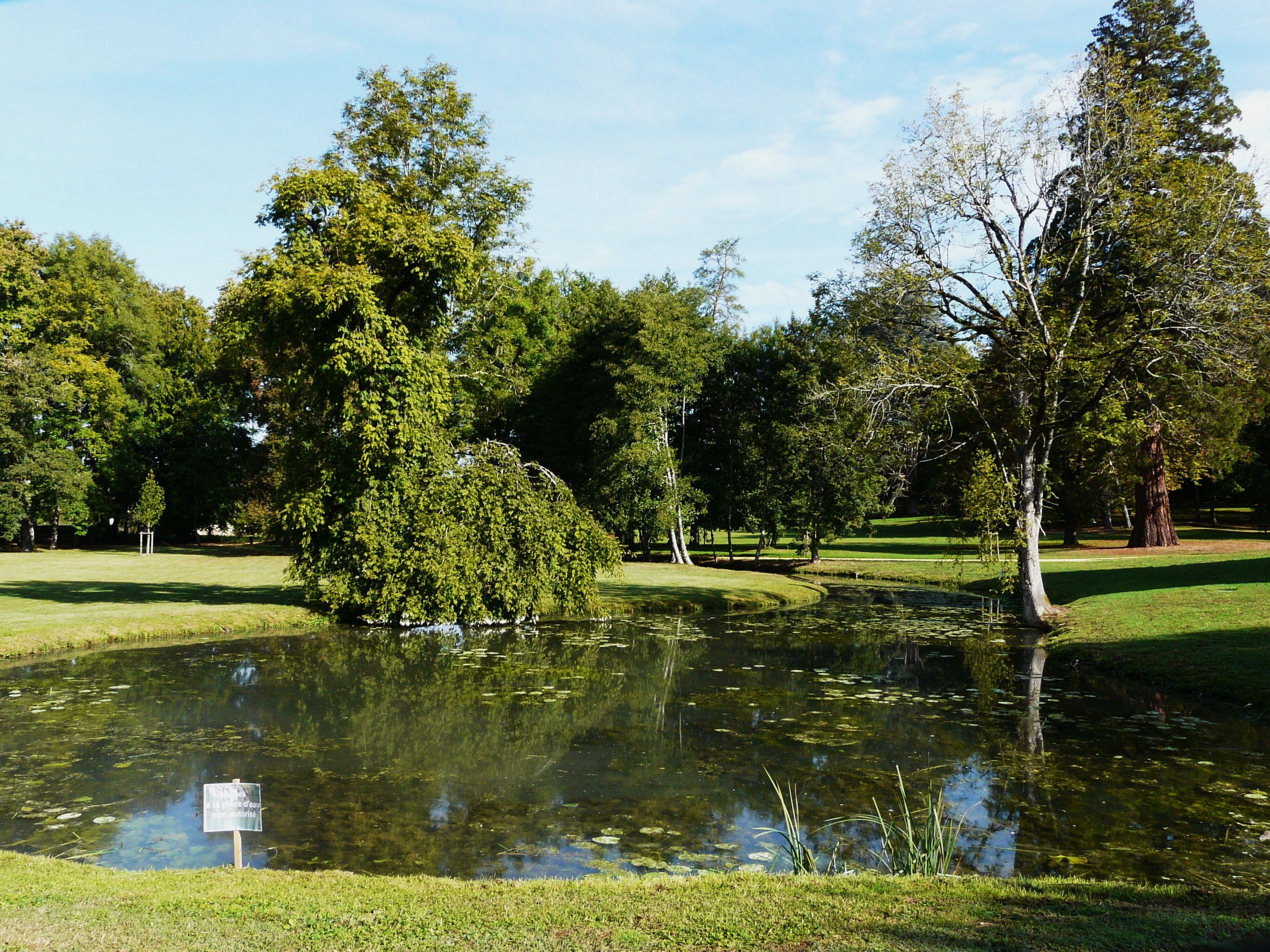
Parc du domaine de Campagne.
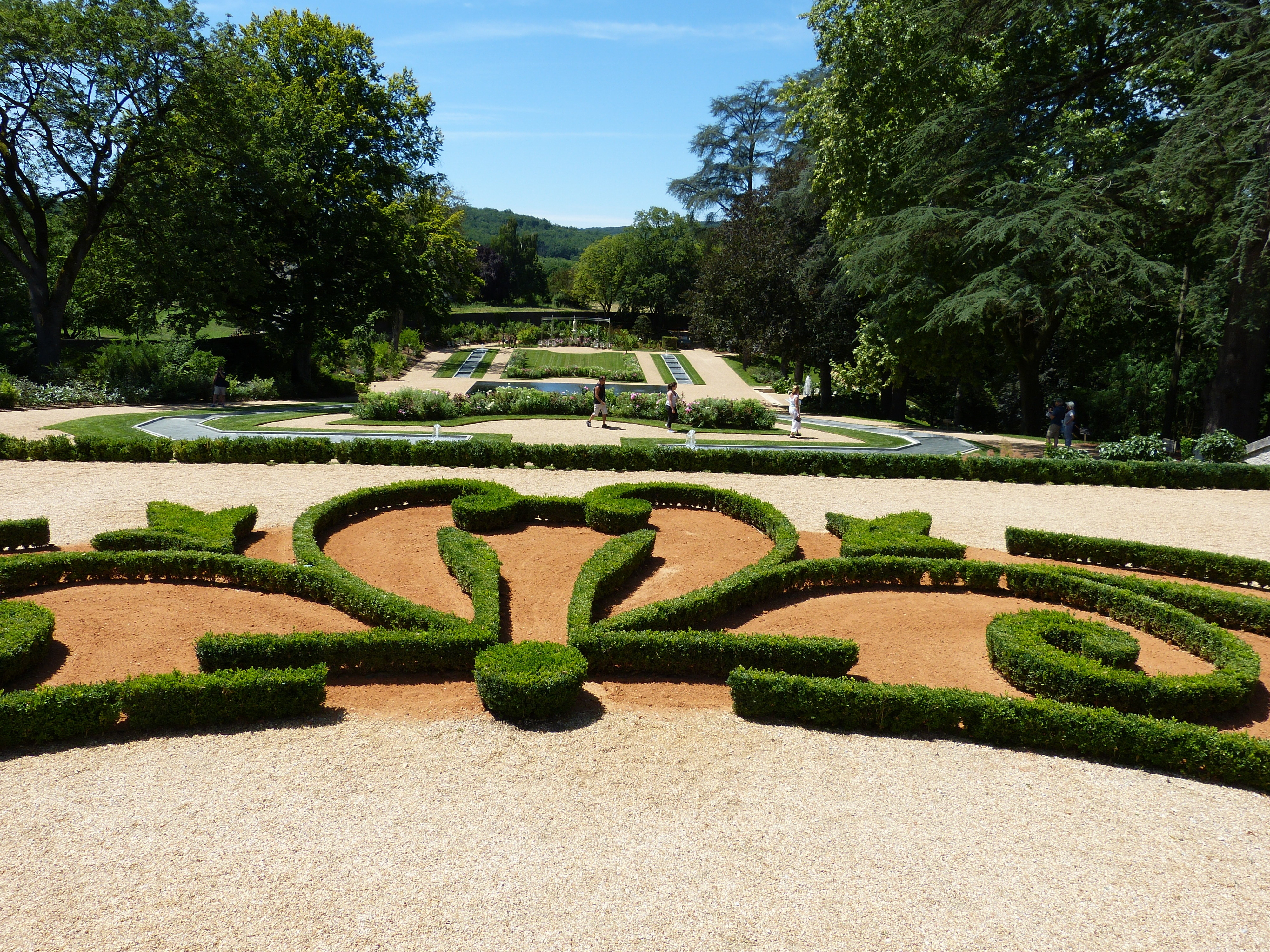
Parc du château des Milandes.
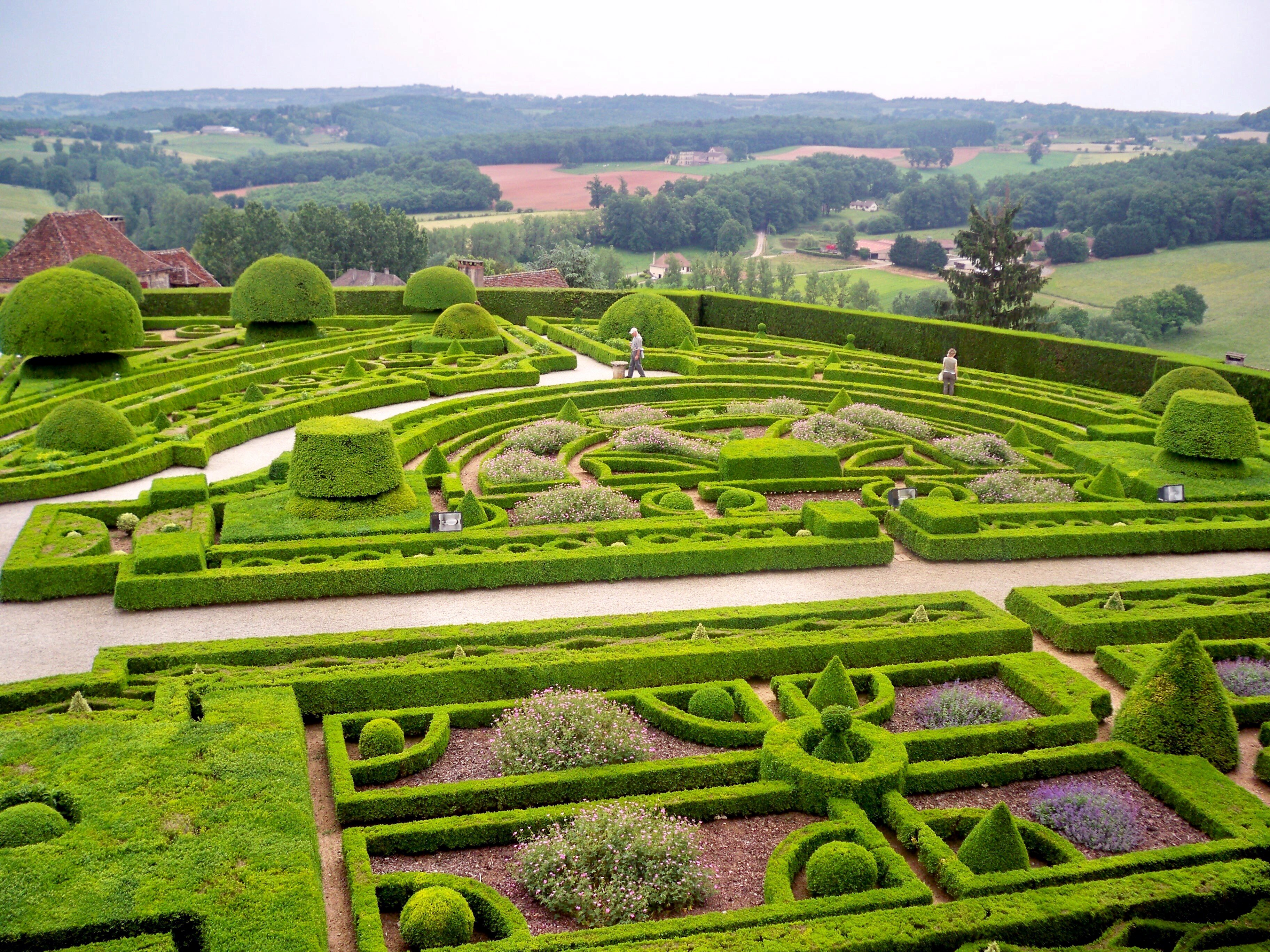
Jardins du château de Hautefort.
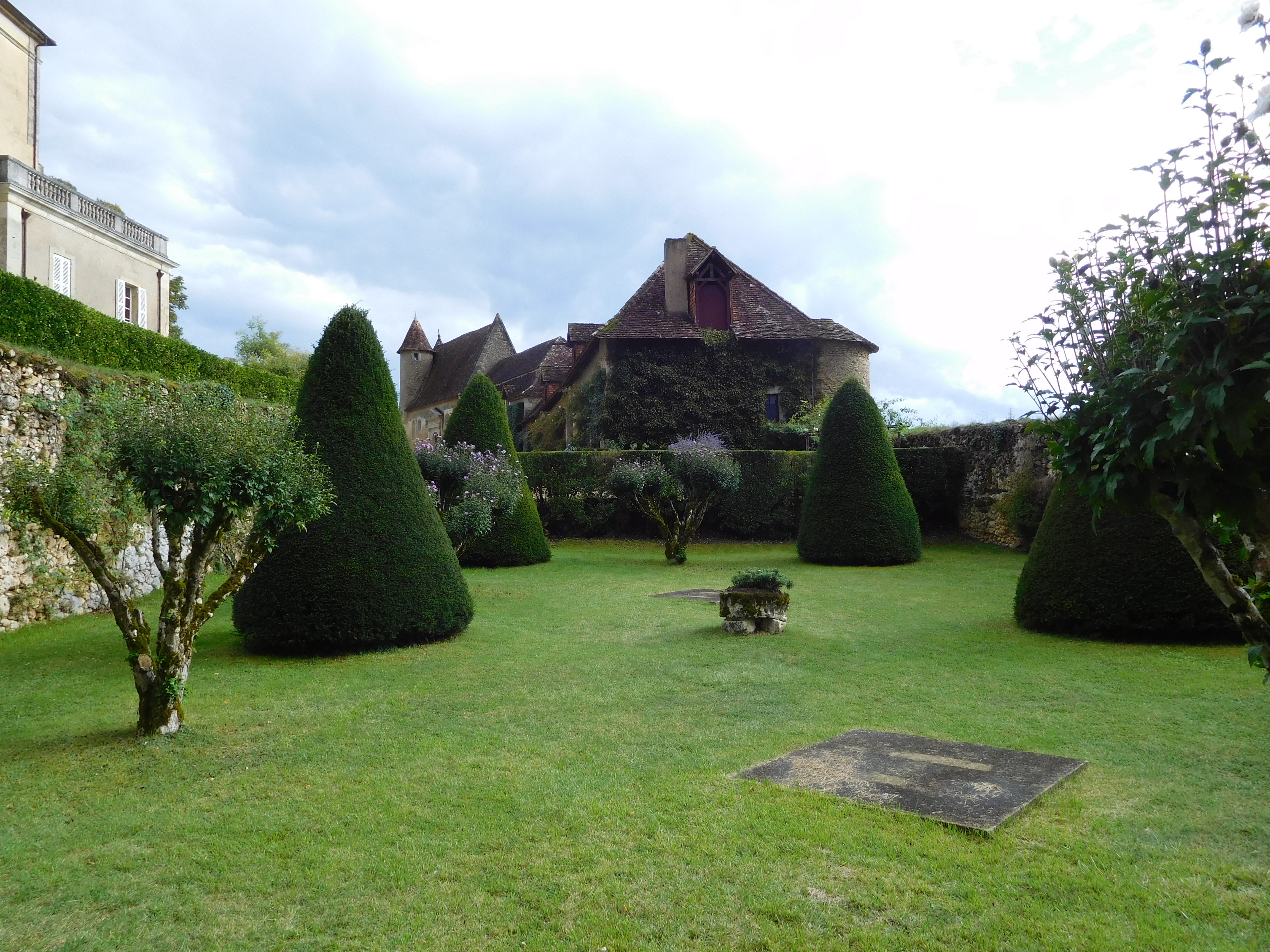
Jardin du château de Montréal.
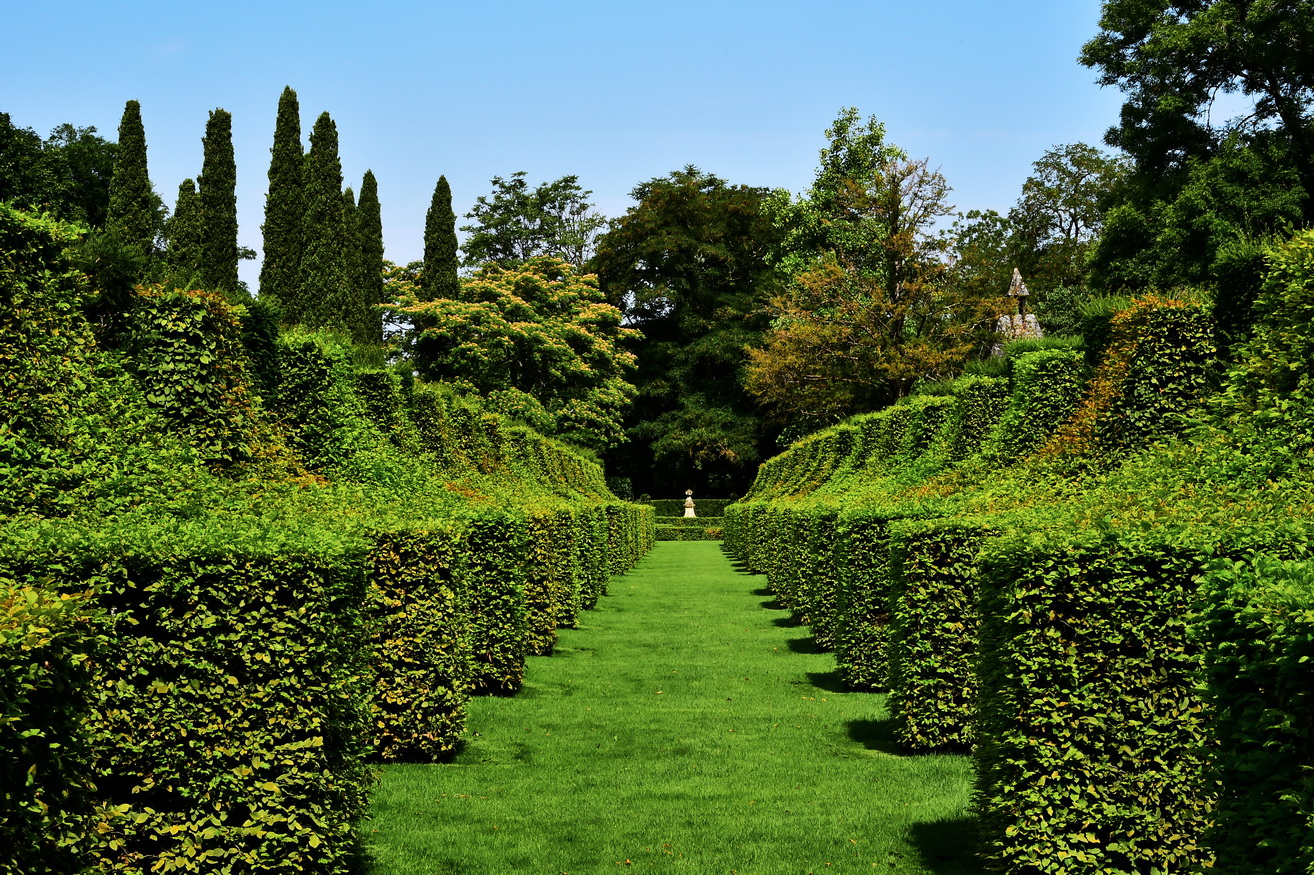
Jardins du manoir d'Eyrignac.
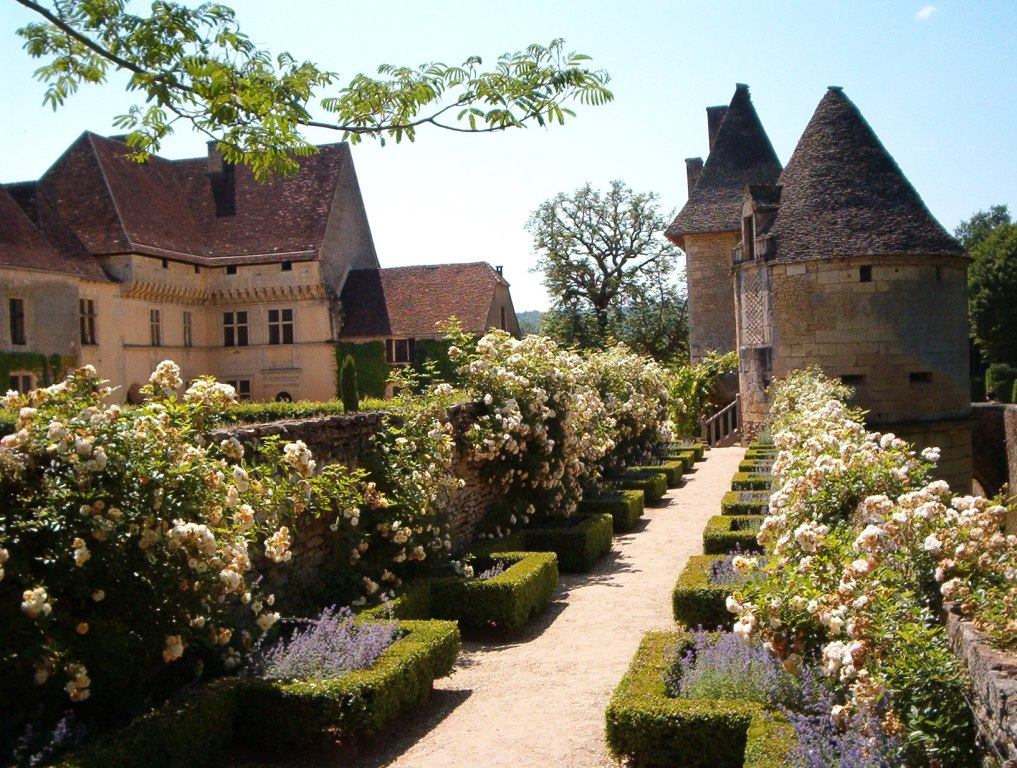
Roseraie du château de Losse.
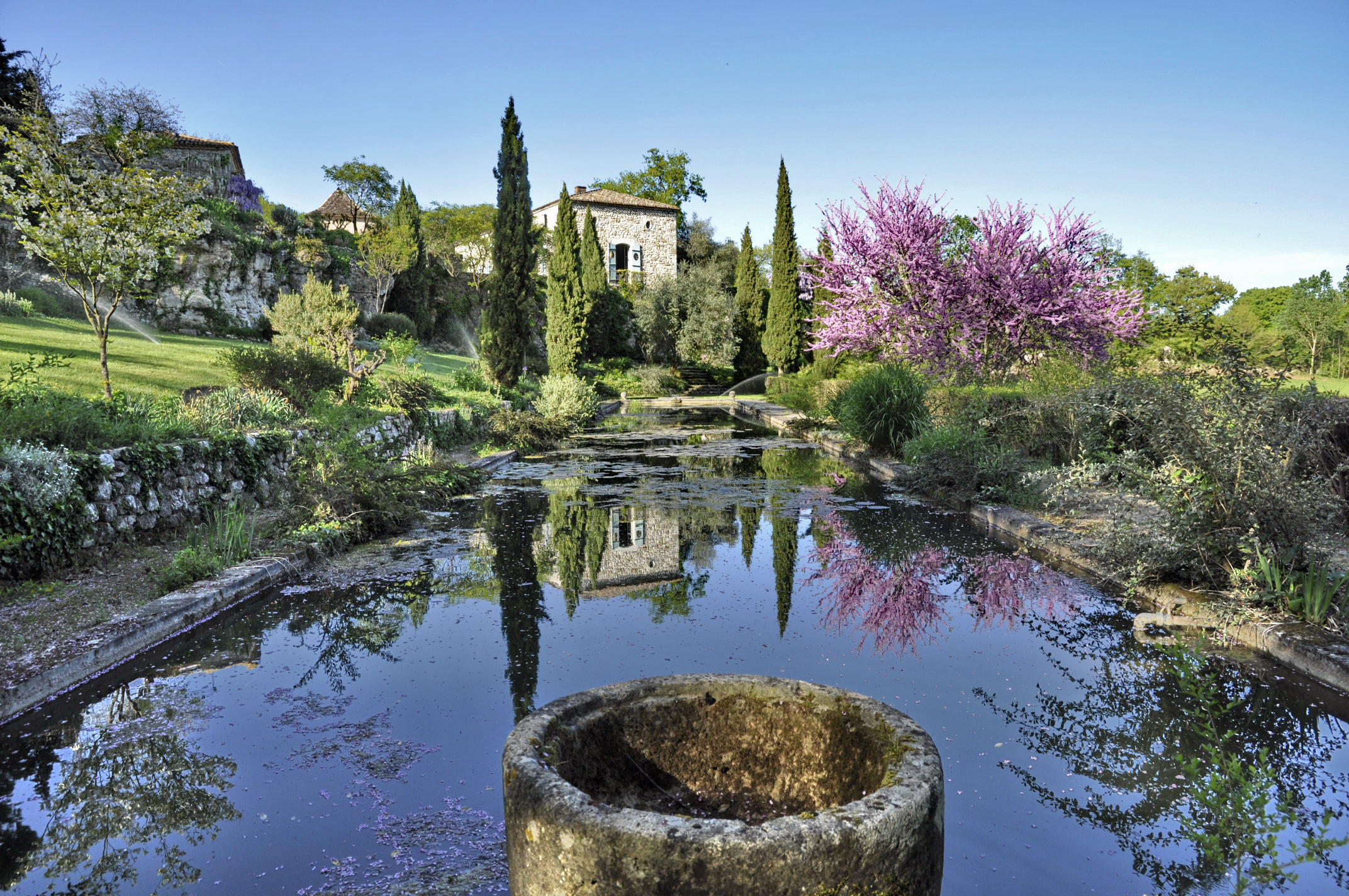
Jardins de Sardy.
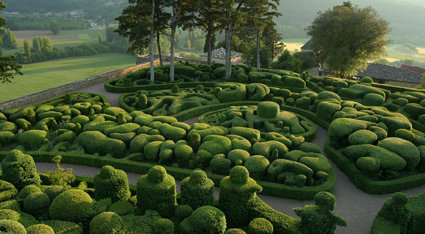
Jardins de buis de Marqueyssac.

#### Gironde
- Blanquefort : parc de Majolan,
- Léognan : jardin millésimé au château Larrivet Haut-Brion,
- Lugon-et-l'Île-du-Carnay : jardin du Fond de l'or,
- Margueron : jardin du château Pierrail,
- Néac : parc du château de Siaurac,
- Podensac : parc de Chavat.

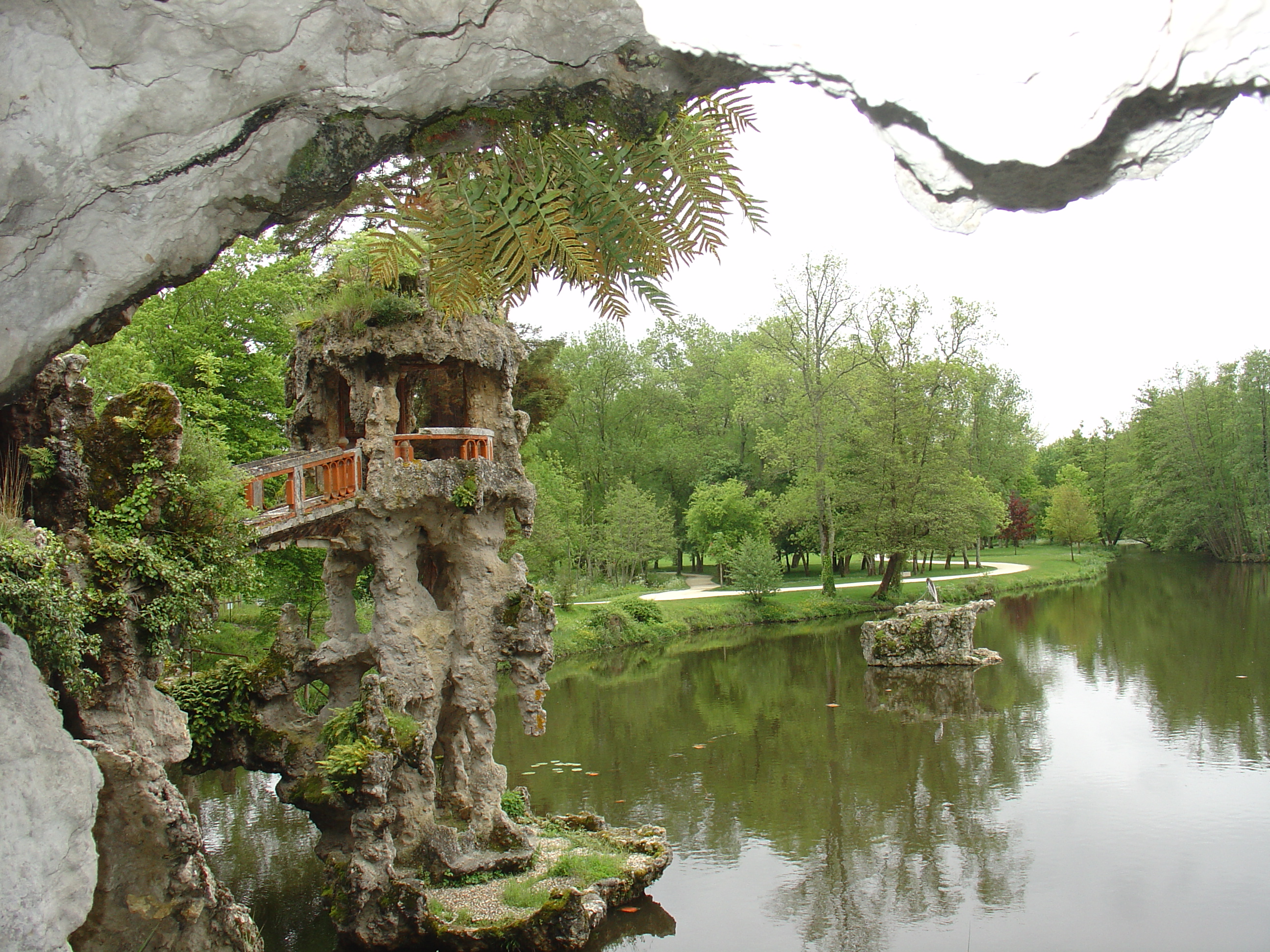
Parc de Majolan.

#### Haute-Vienne
- Saint-Yrieix-la-Perche : jardin des Vitailles.

#### Landes
- Bordères-et-Lamensans : parc du château de Marrast,
- Dax : parc du Sarrat,
- Saubrigues : jardin des Barthes.

#### Lot-et-Garonne
- Auriac-sur-Dropt : jardin de Mireille,
- Baleyssagues : jardin de Boissonna,
- Marmande : 
  - jardin du cloître Notre-Dame,
  - jardin de Beauchamp,
- Le Temple-sur-Lot : jardin de nénuphars des pépinières Latour-Marliac.

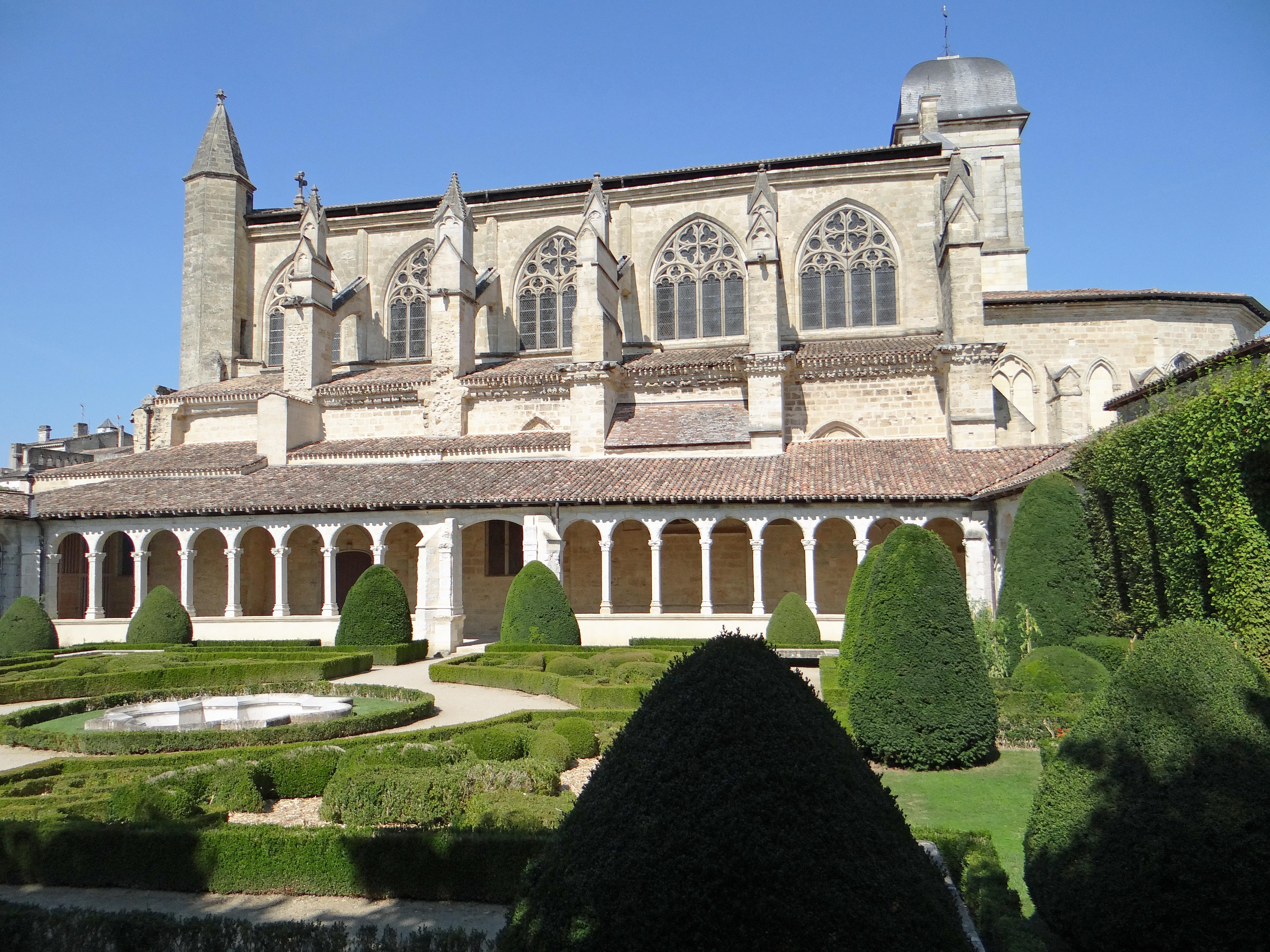
Jardin du cloître Notre-Dame.

#### Pyrénées-Atlantiques
- Cambo-les-Bains : jardins de la villa Arnaga,
- Pau : domaine du château de Pau,
- Viven : jardins du château de Viven.

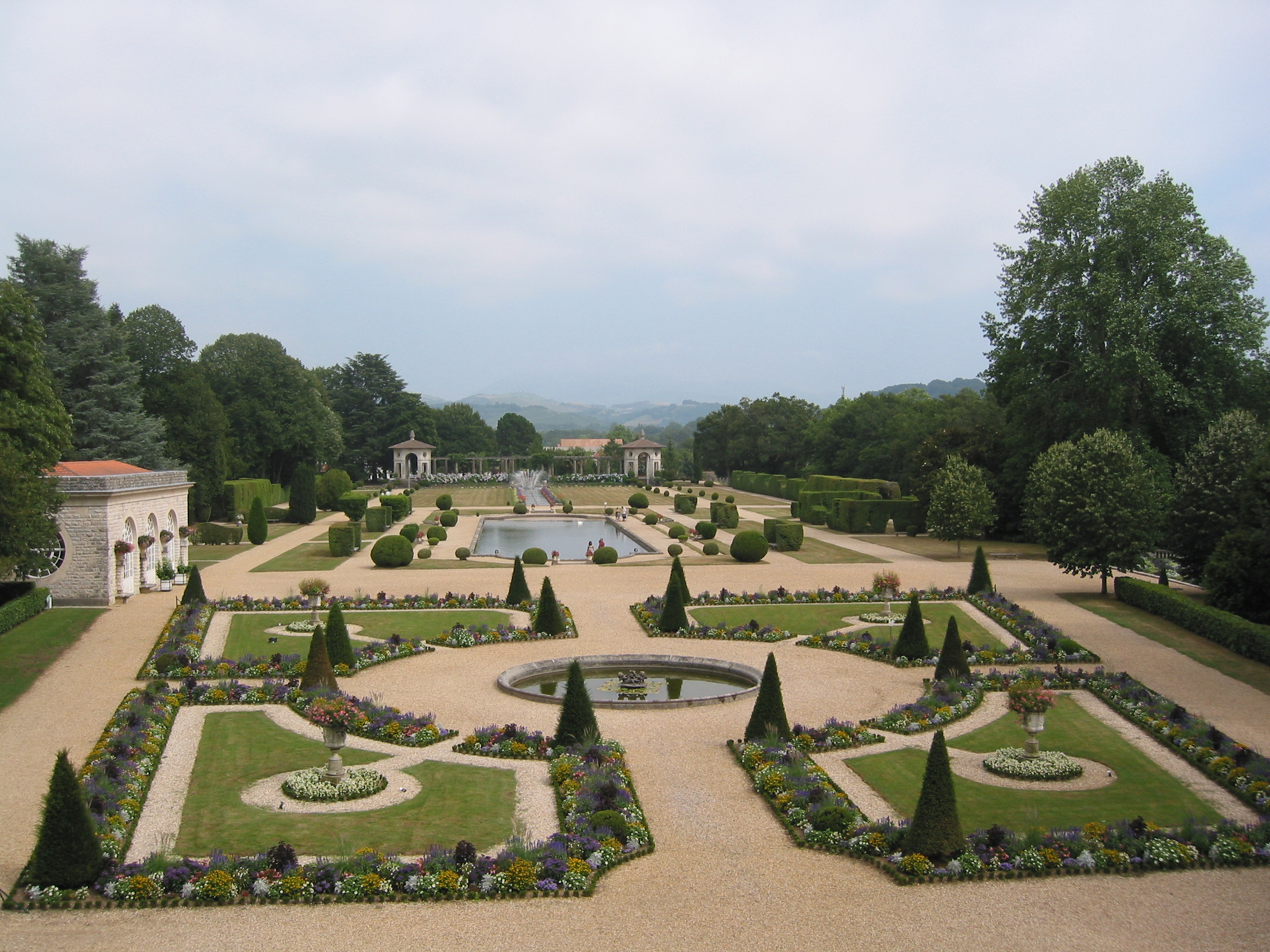
Jardins de la villa Arnaga.

#### Vienne
- Aslonnes : jardins du prieuré de Laverré,
- Bonnes : jardins du château de Touffou,
- Chalandray : jardin du château de la Motte,
- Linazay : jardin de Fortran.

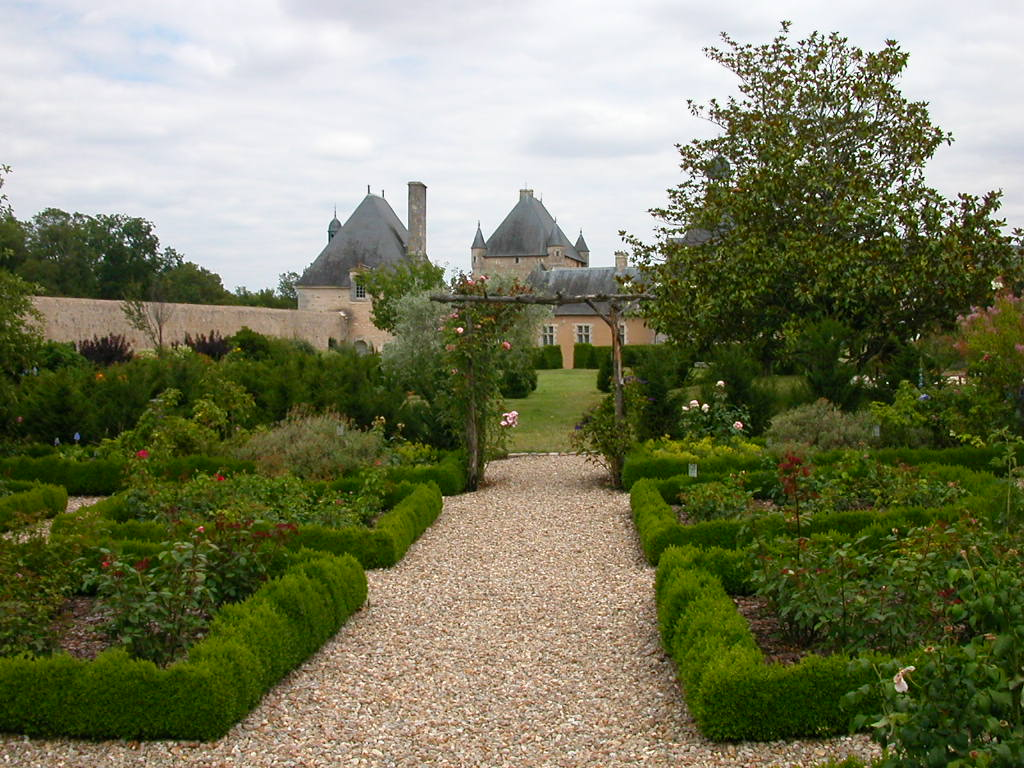
Jardins du château de Touffou.

### Occitanie

#### Ariège
- Lapenne : parc aux Bambous,
- Rimont : jardin de l'abbaye de Combelongue.

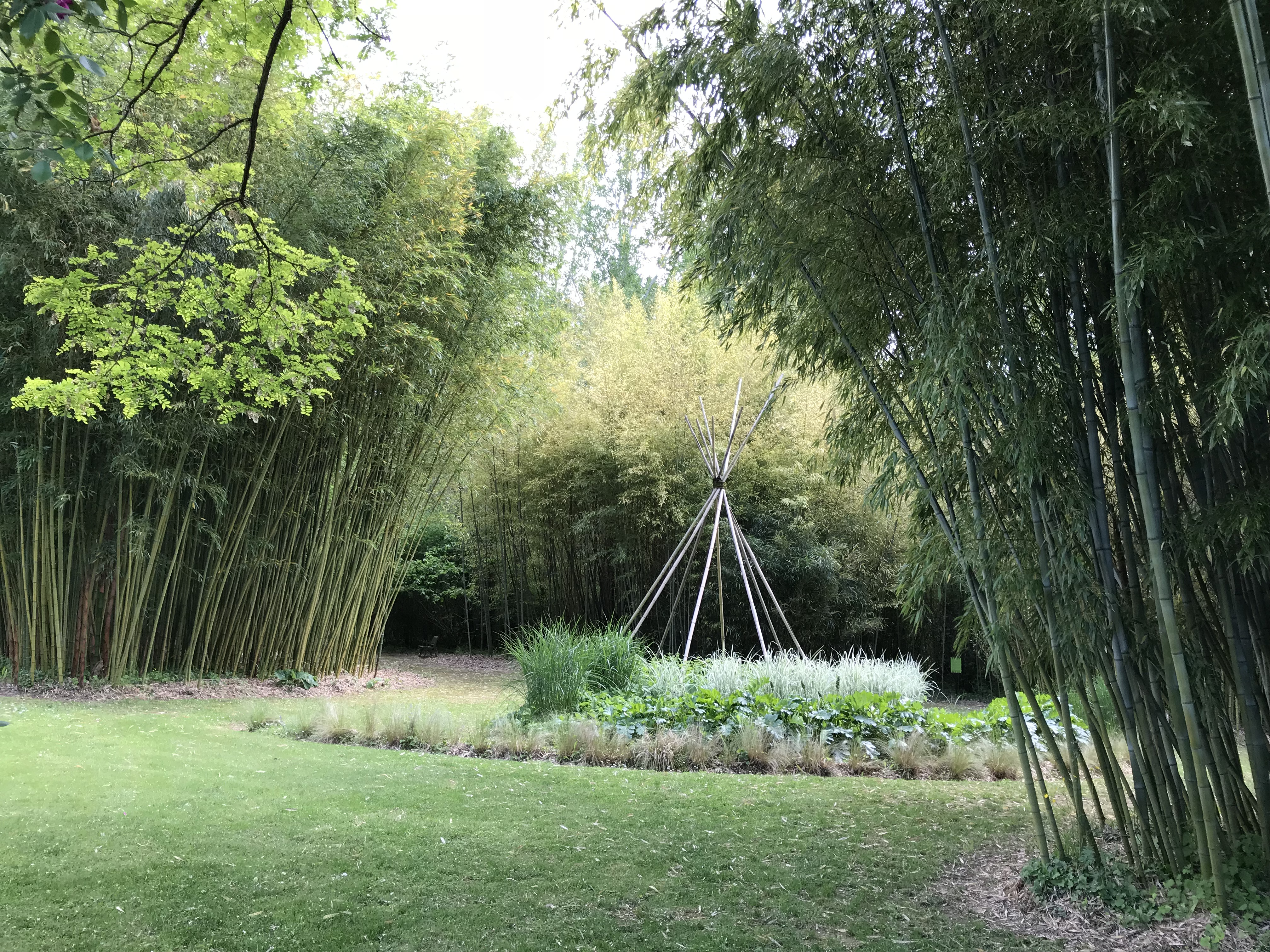
Parc aux Bambous.
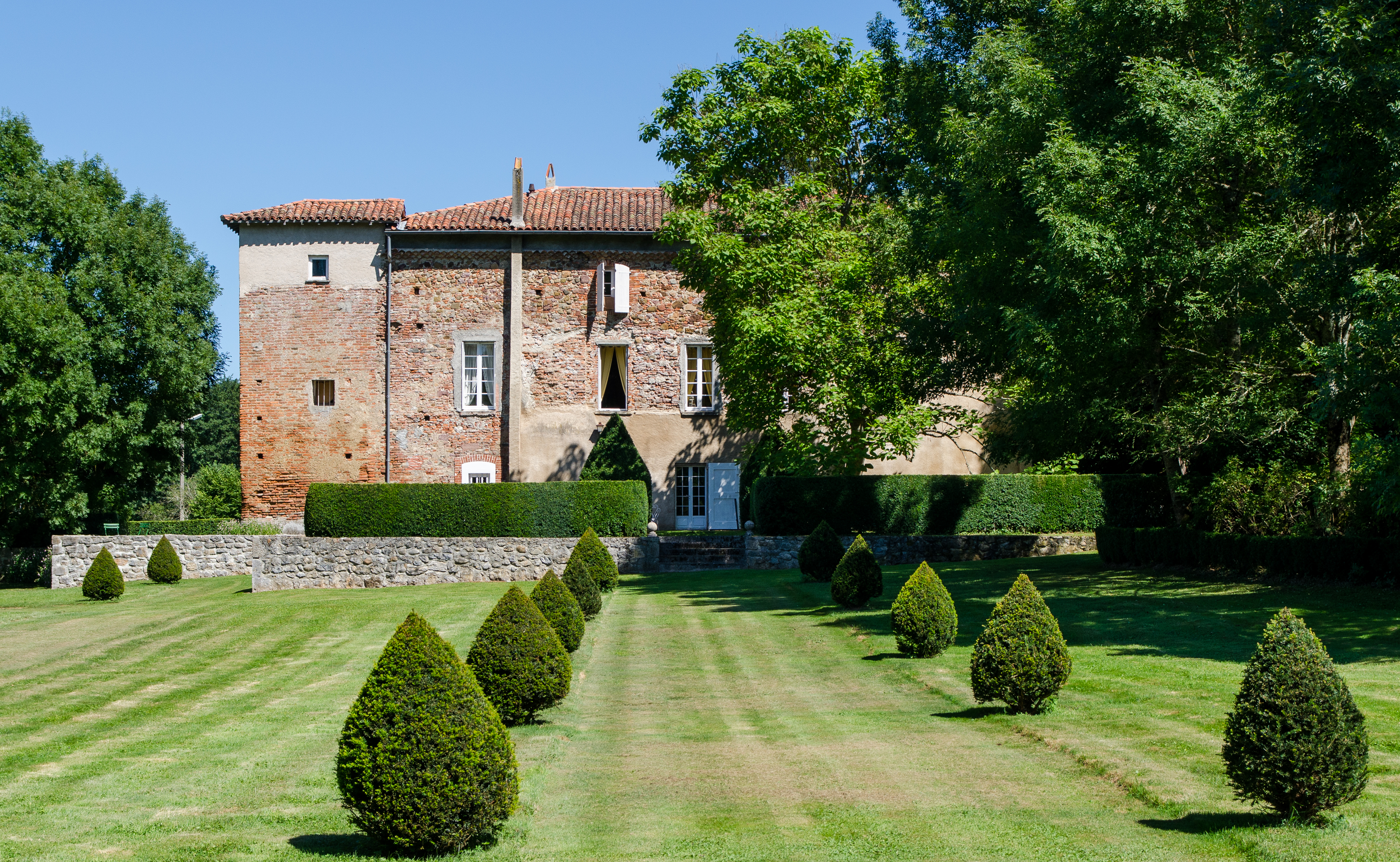
Jardin de l'abbaye de Combelongue.

#### Aude
- Narbonne : jardin de l'abbaye Sainte-Marie de Fontfroide,
- Pennautier : Parc et jardin du château de Pennautier.

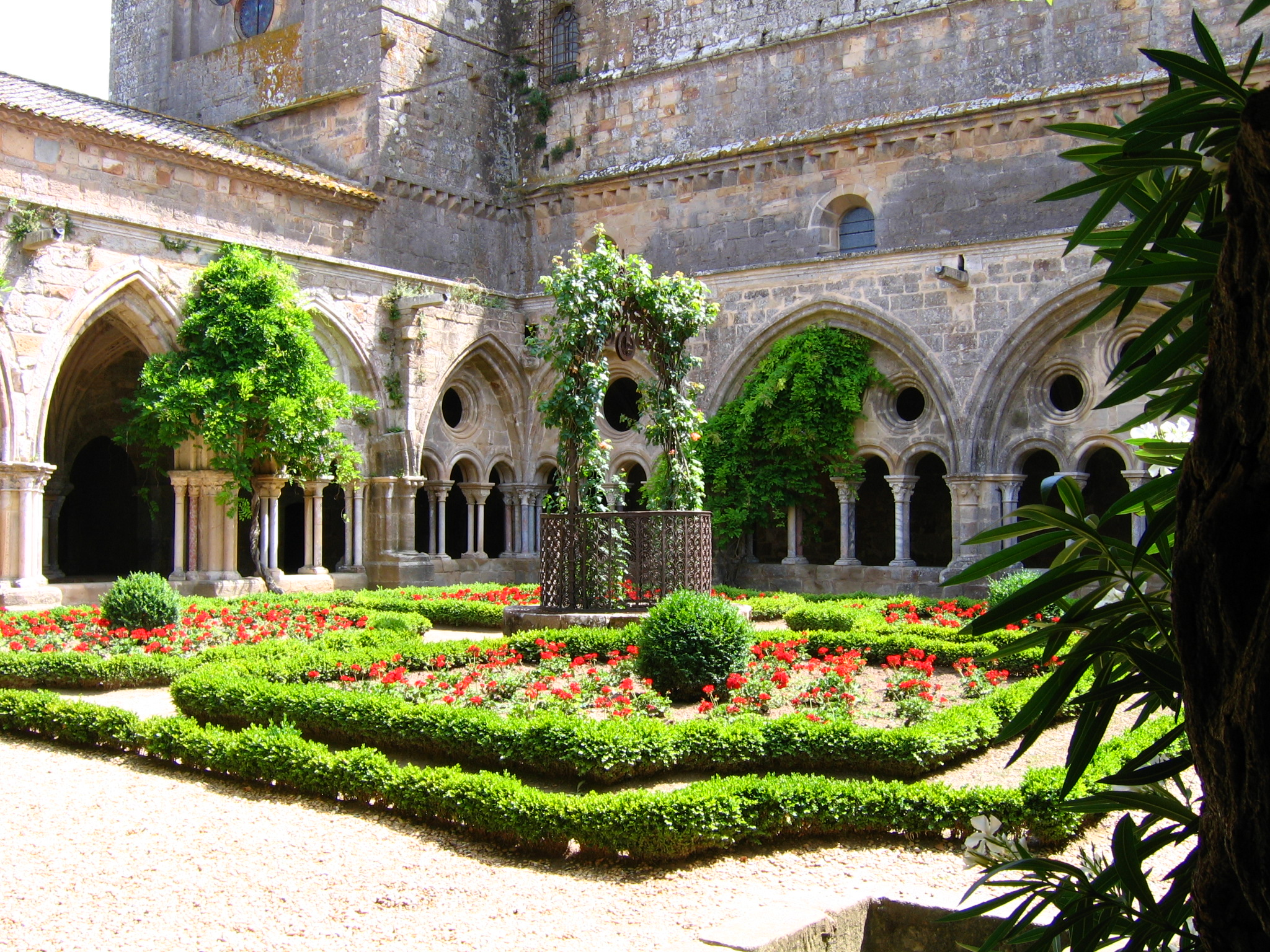
Cloître de l'abbaye de Fontfroide.

#### Aveyron
- Bournazel : jardins du château de Bournazel,
- Salles-Courbatiès : jardin de la Mothe.

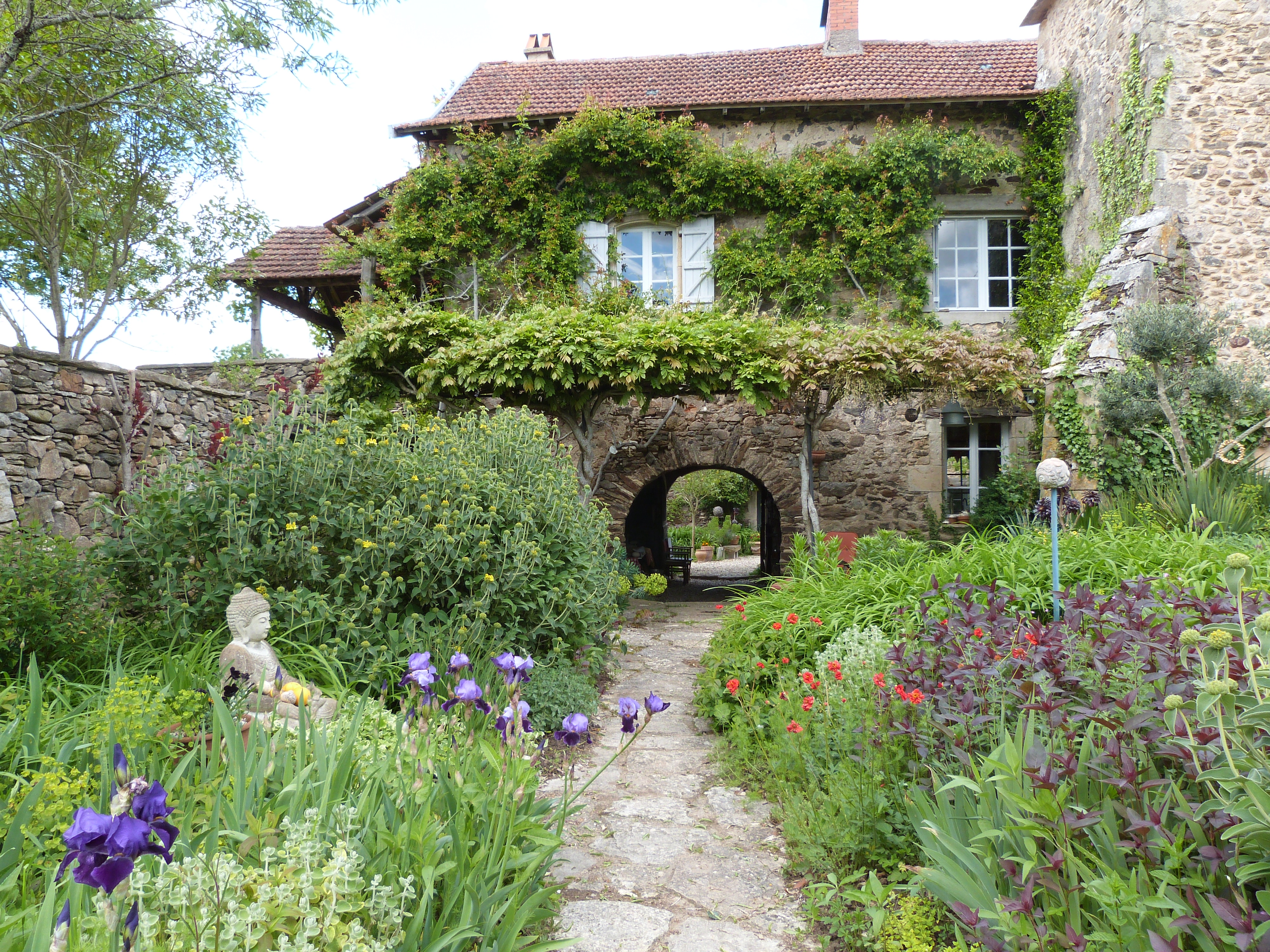
Jardin de la Mothe.

#### Gard
- Concoules : jardin du Tomple,
- Générargues : bambouseraie en Cévennes,
- Monoblet : jardin de Mazet à Paillès,
- Nîmes : jardins de la Fontaine,
- Ponteils-et-Brésis : jardin du mas de l'Abri,
- Saint-André-de-Majencoules : jardin des Sambucs,
- Saint-Victor-des-Oules : jardin des Oules,
- Villeneuve-lès-Avignon : jardin de l'ancienne abbaye Saint-André.

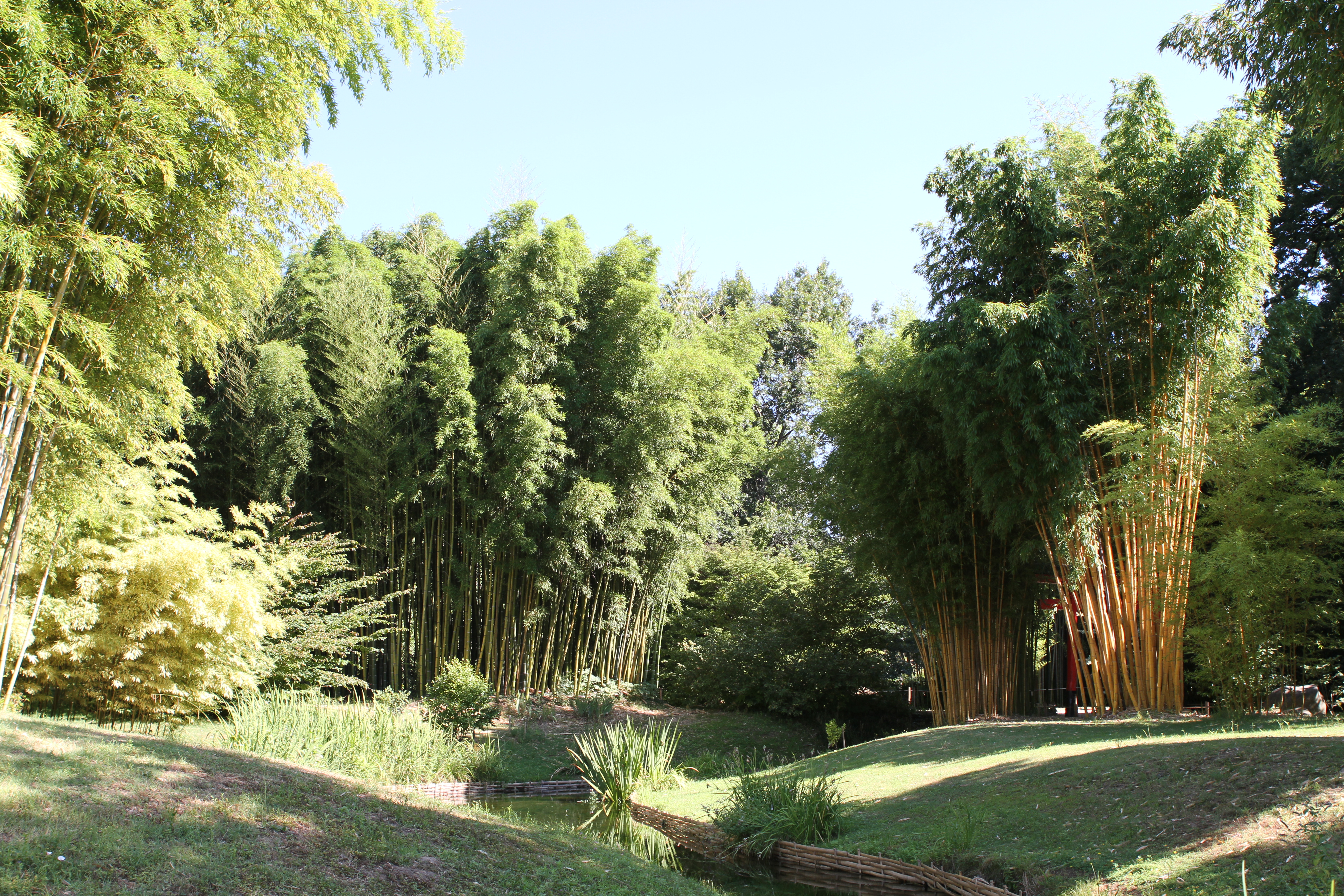
Bambouseraie en Cévennes.
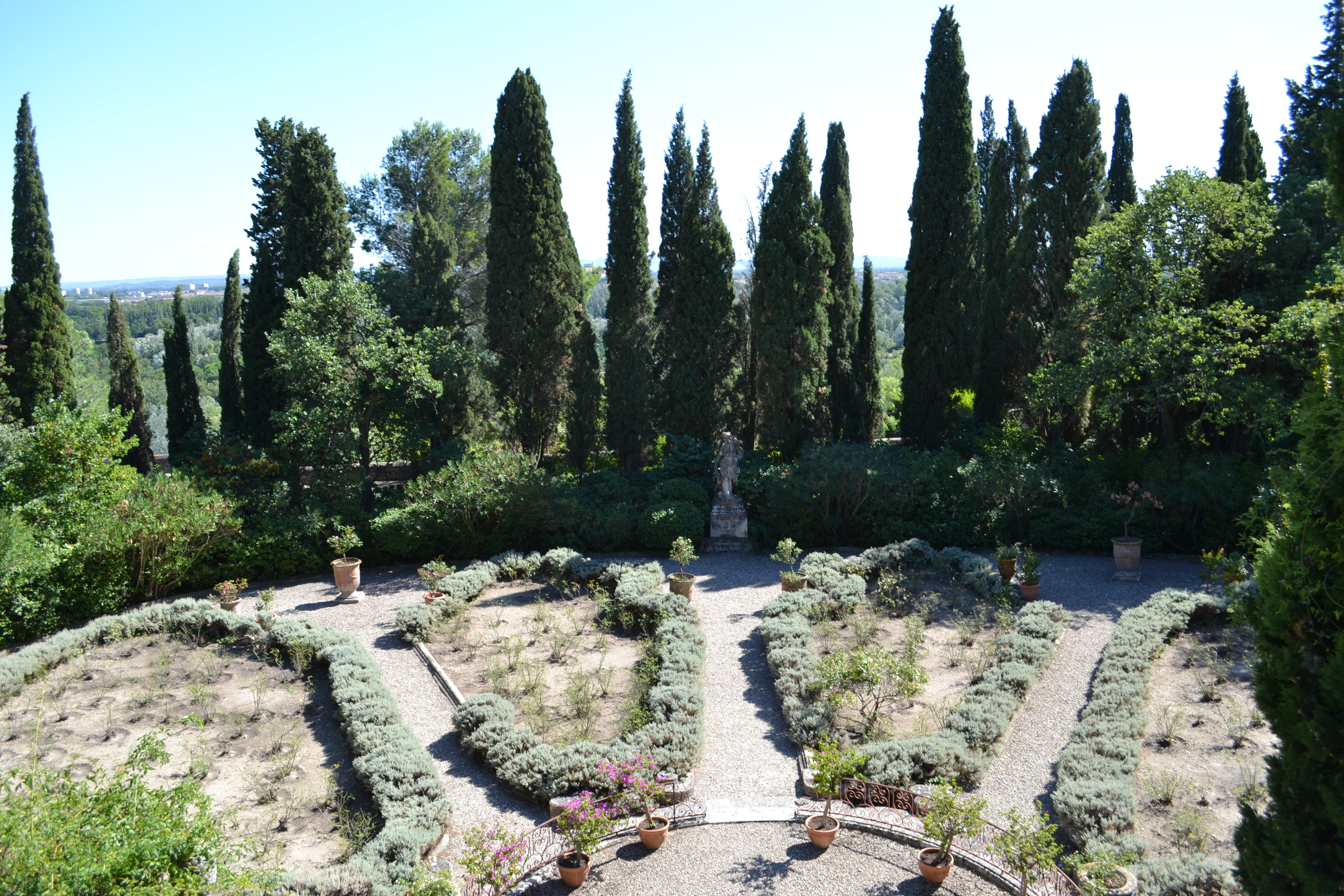
Jardin de l'ancienne abbaye Saint-André.

#### Gers
- Auch : square Jérôme Cuzin
- Bétous : palmeraie du Sarthou,
- La Romieu : jardin et arboretum de Coursiana.

#### Haute-Garonne
- Caraman : jardin d’En Galinou,
- Merville : parc du château de Merville,
- Toulouse : 
  - jardin japonais de Compans-Cafarelli,
  - jardin du Grand Rond et jardin Royal.

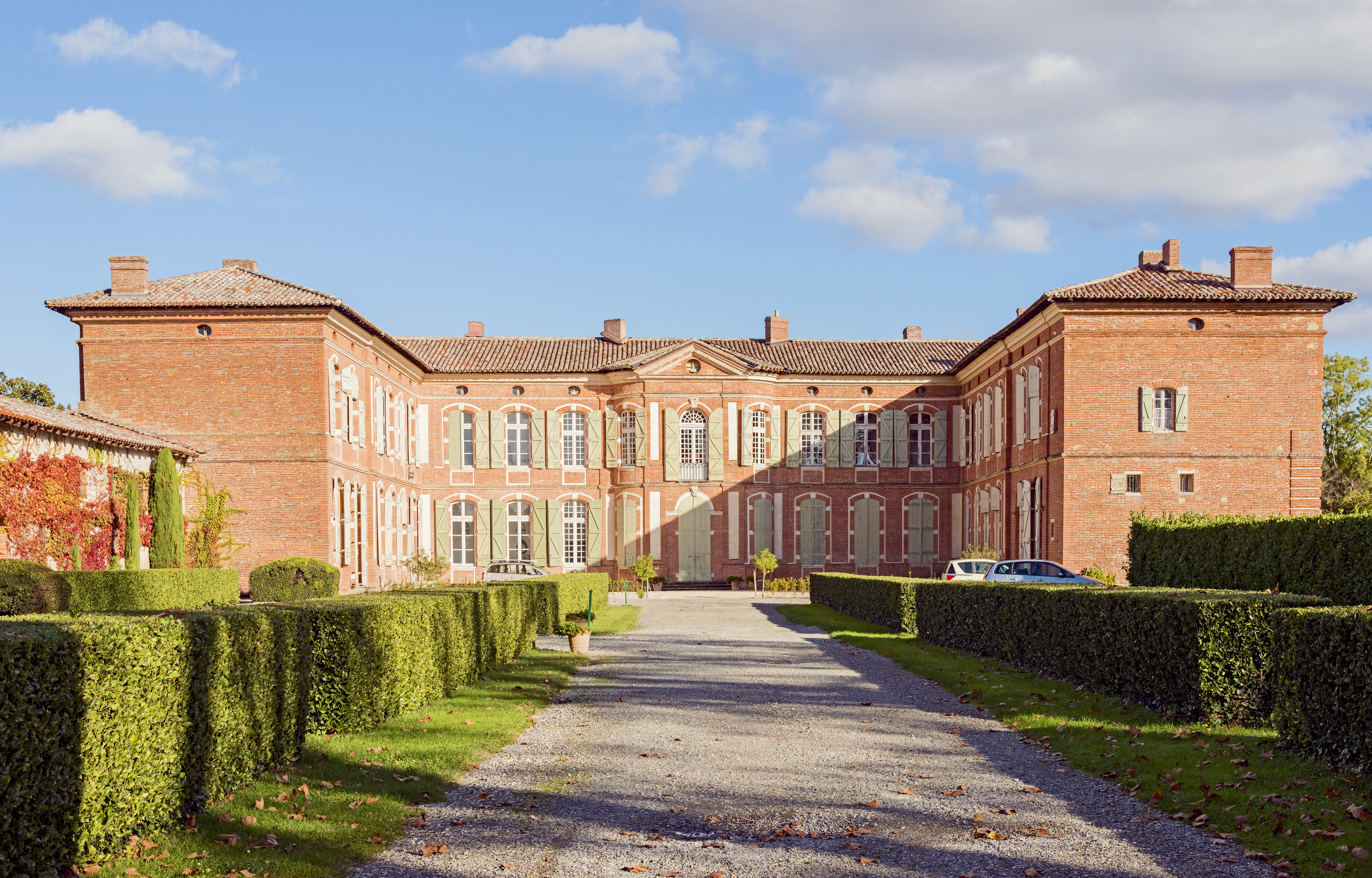
Parc du château de Merville.
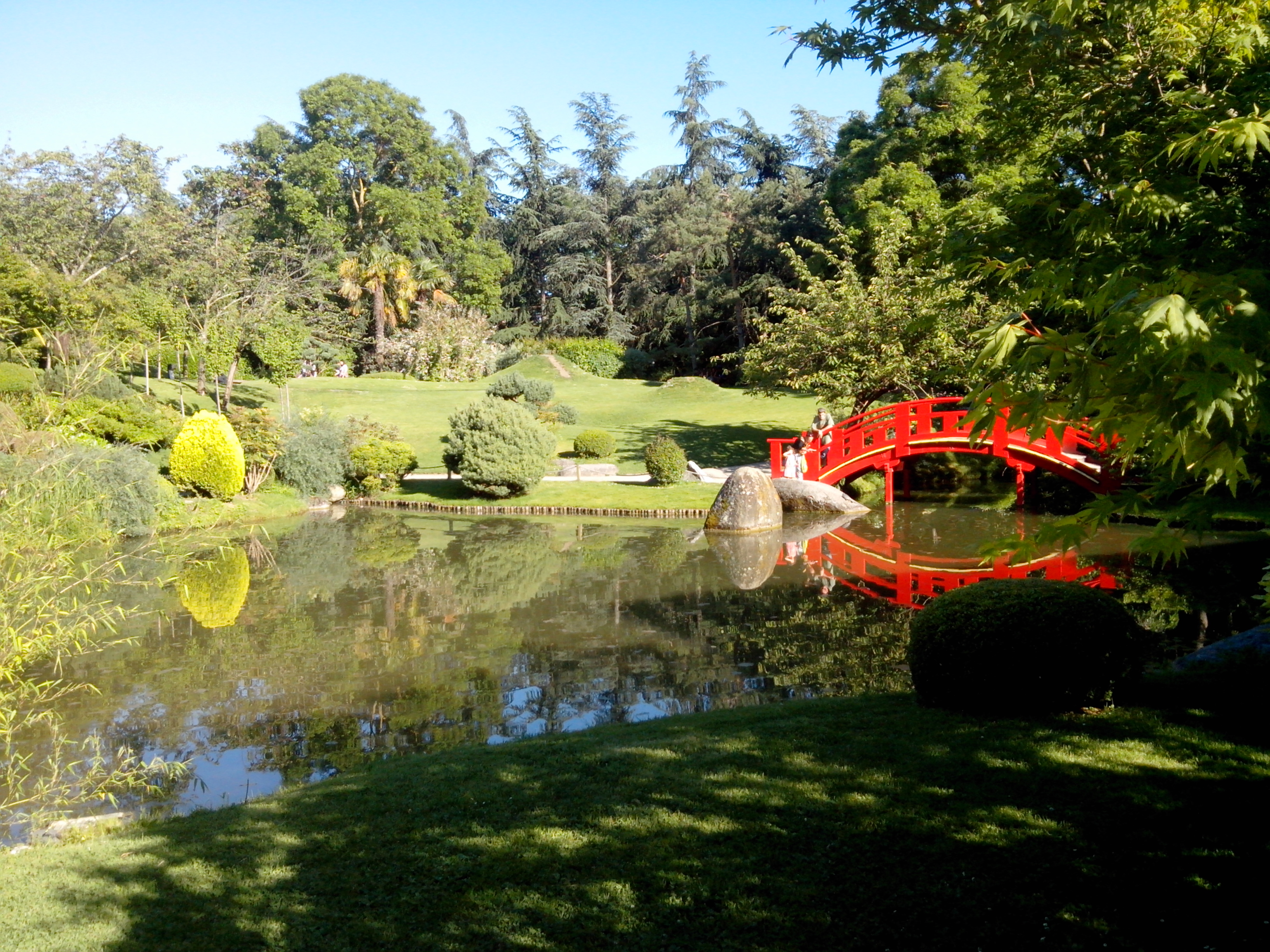
Jardin japonais de Compans-Cafarelli.
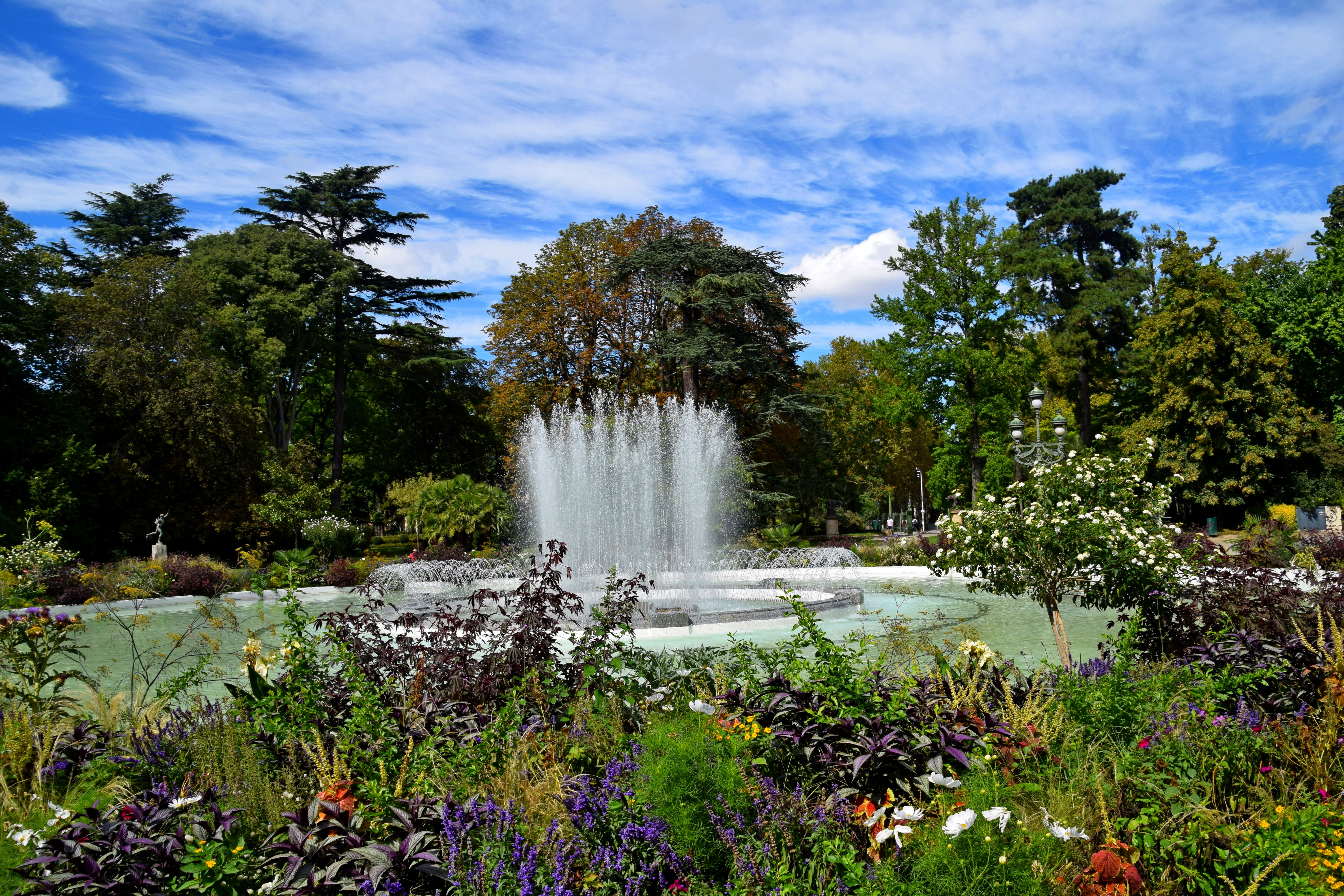
Jardin du Grand Rond.
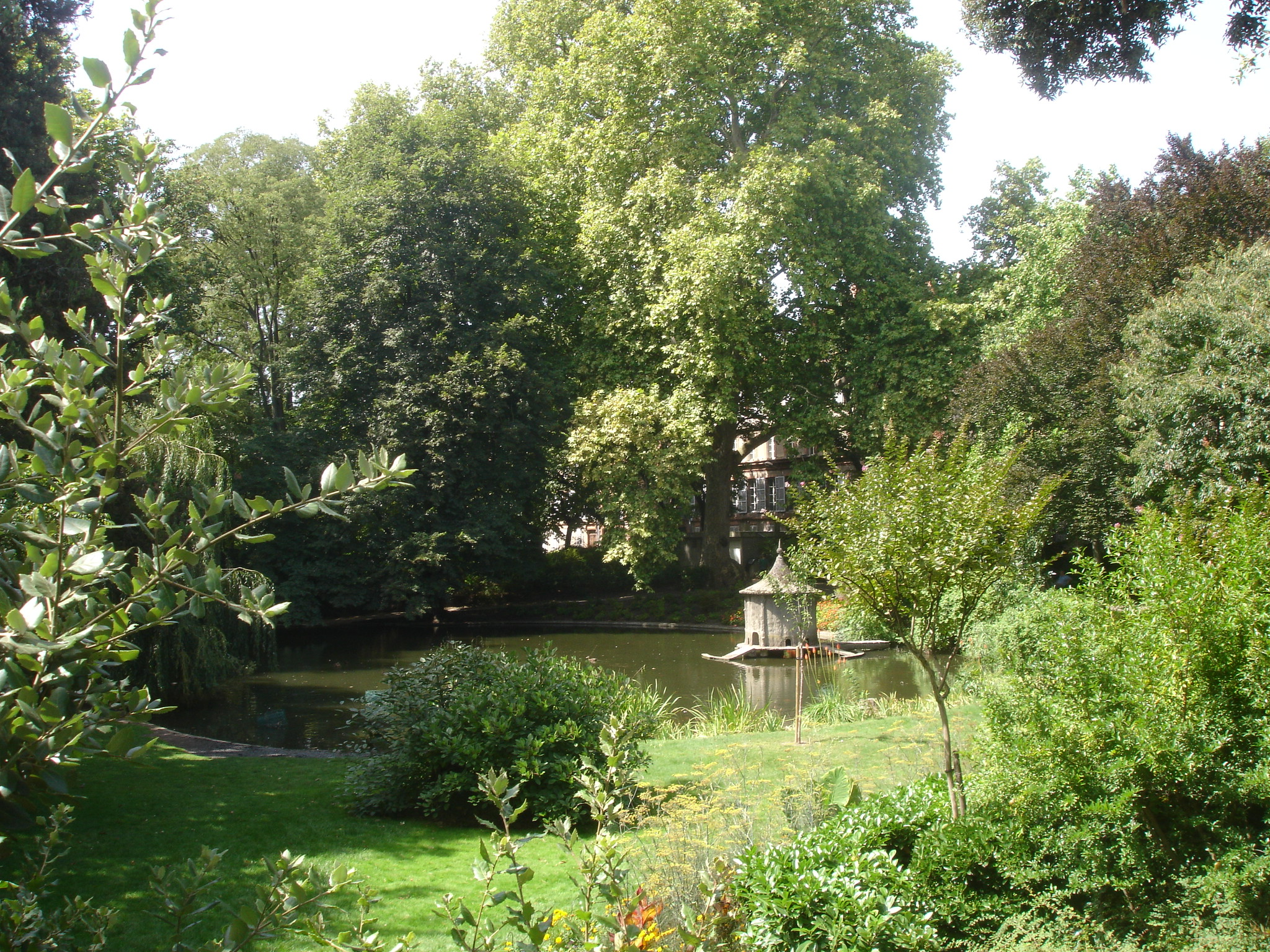
Jardin Royal de Toulouse.

#### Hautes-Pyrénées
- Maubourguet : jardin de la Seigneurie,
- Tarbes : jardin Massey,
- Thermes-Magnoac : jardin de la Poterie Hillen.

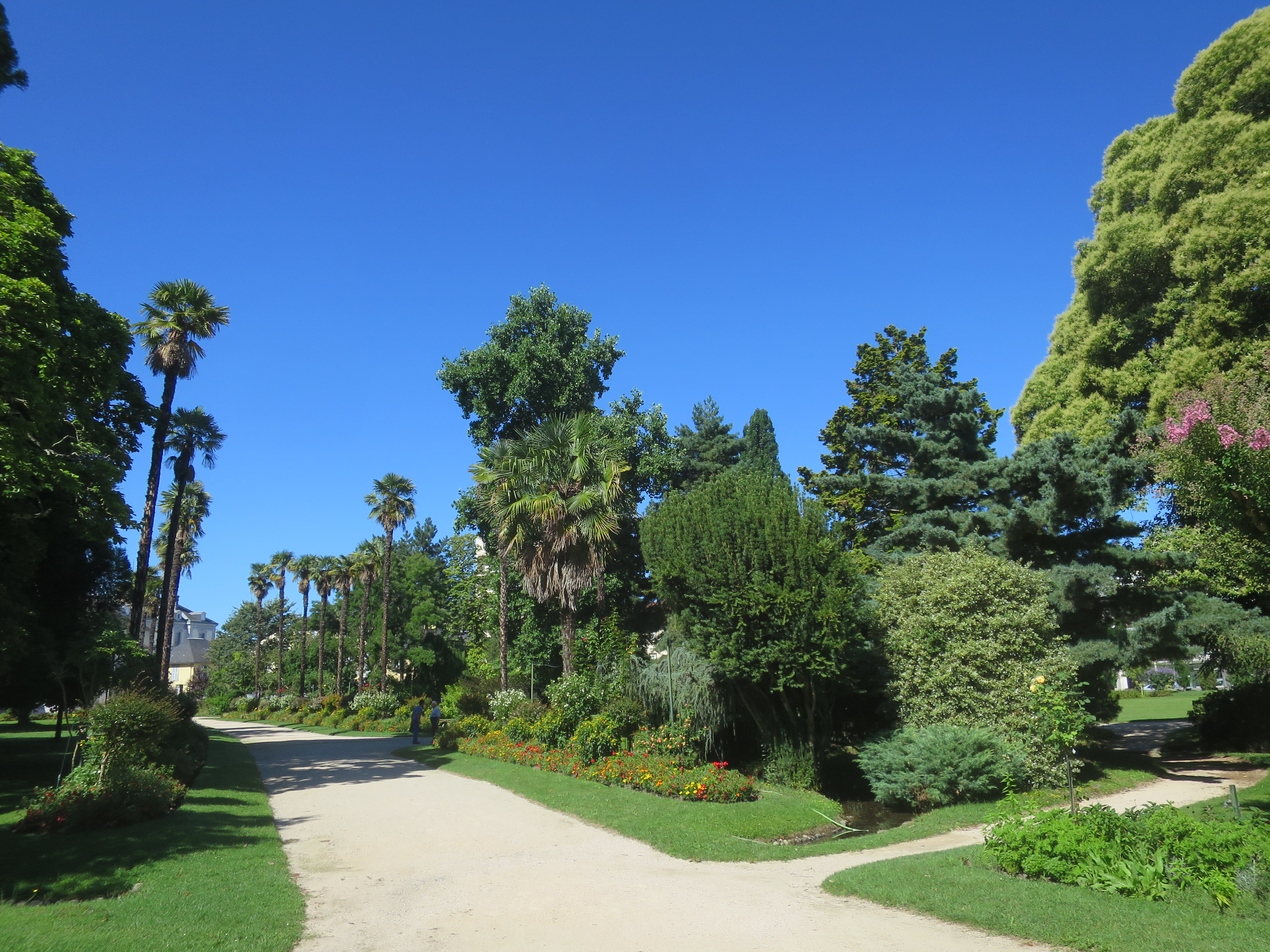
Jardin Massey.

#### Hérault
- Balaruc-les-Bains : jardin antique méditerranéen,
- Béziers : jardin des Poètes,
- Béziers : jardin de la Villa Antonine,
- Margon : parc et jardin du château de Margon,
- Mauguio : jardin public de la Motte,
- Montpellier : parc et jardin du château de Flaugergues,
- Montpellier : jardin des plantes,
- Roquebrun : jardin méditerranéen,
- Servian : jardin de Saint-Adrien.

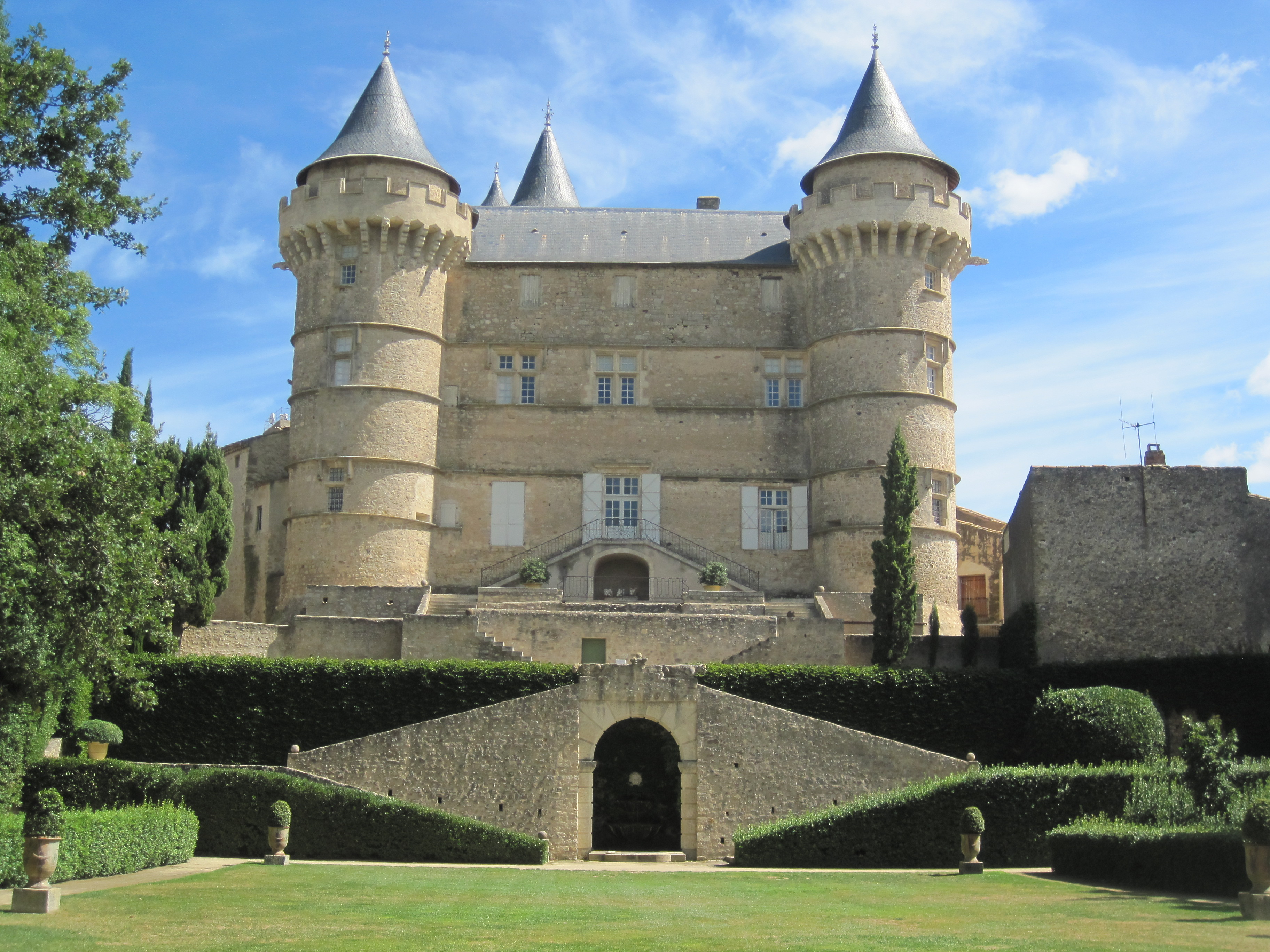
Jardin du château de Margon.
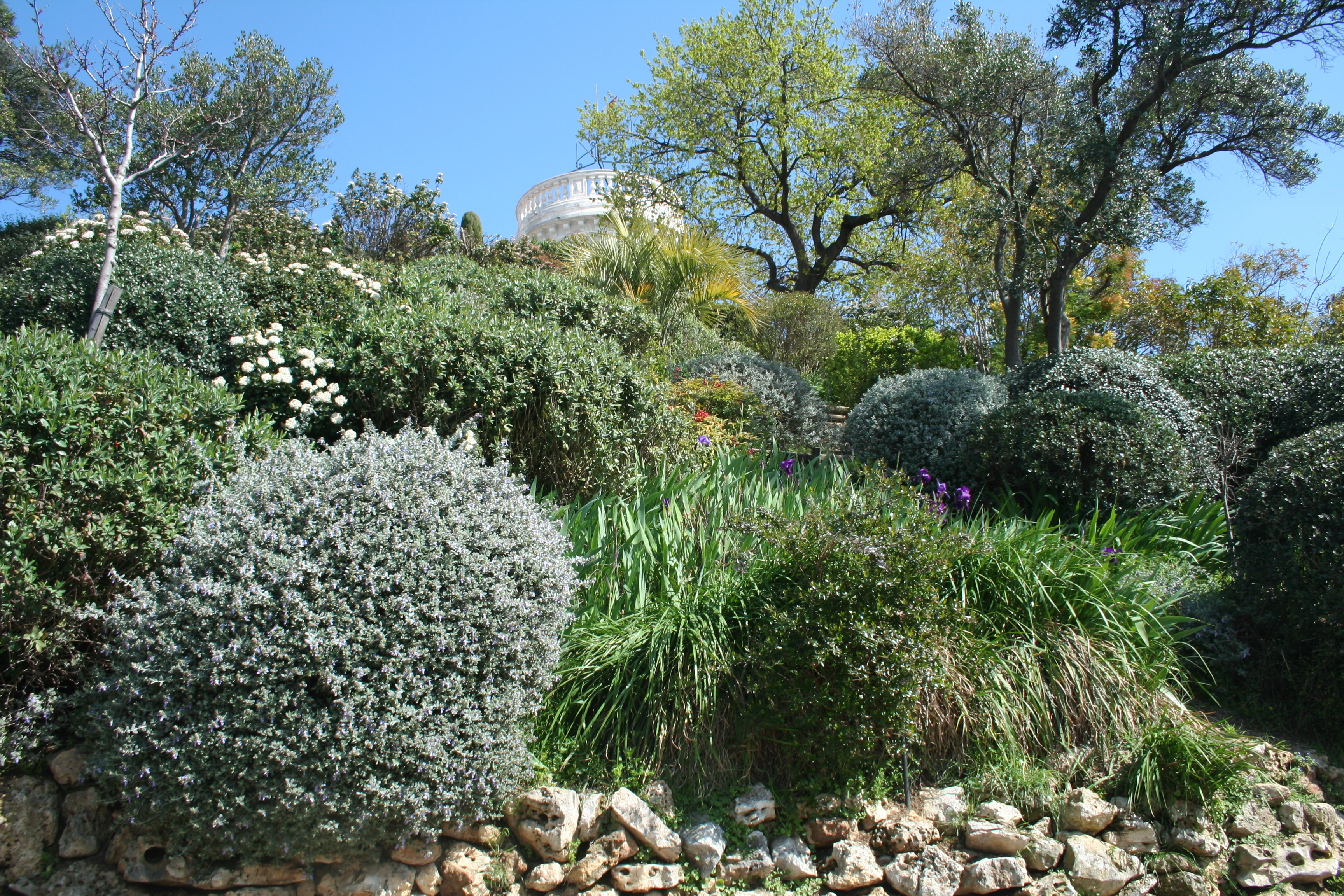
Jardin public de la Motte.
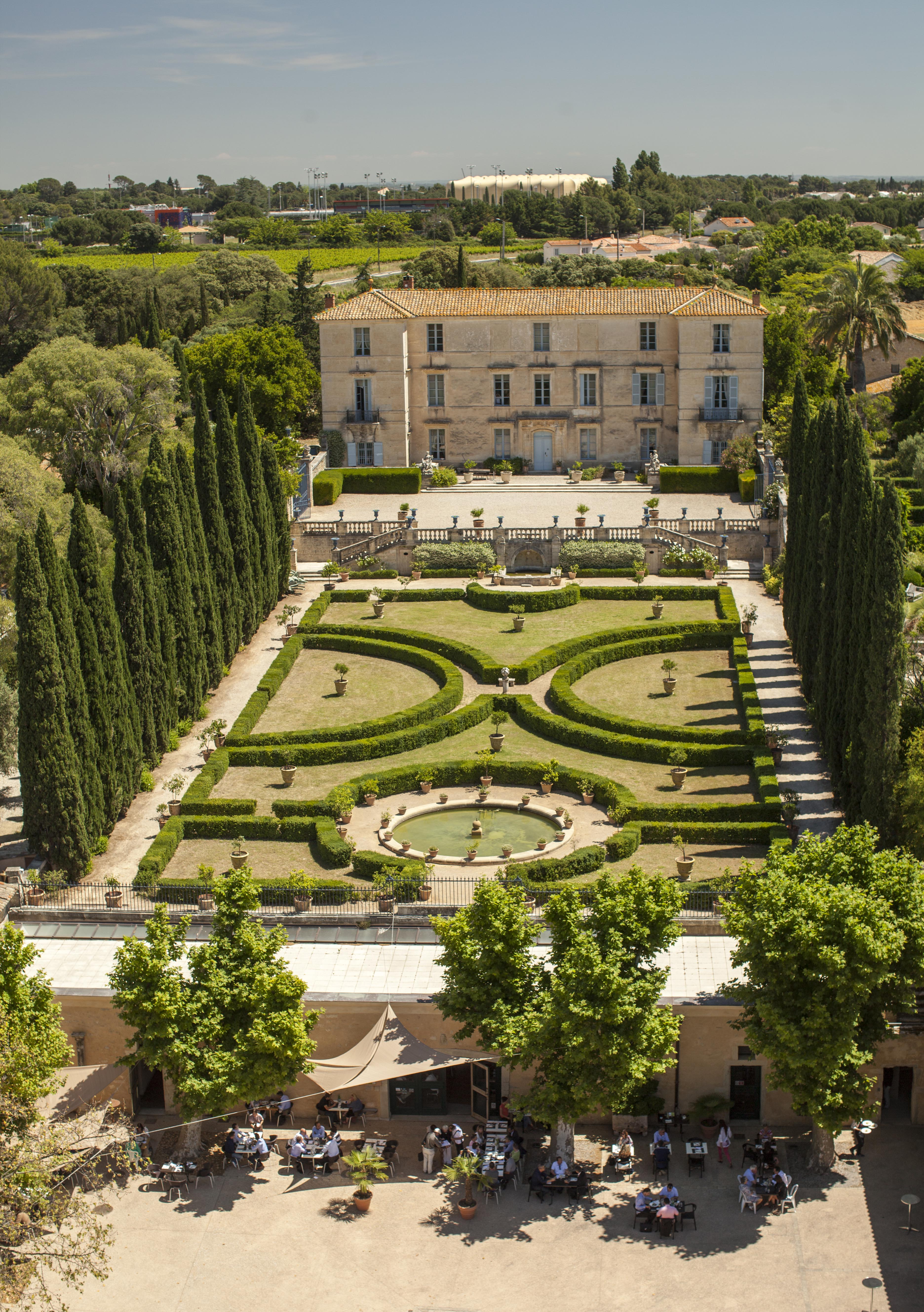
Jardin du château de Flaugergues.

#### Lot
- Cahors : jardins secrets,
- Meyronne : jardin de l'ancien couvent de Meyronne.

#### Tarn
- Albi : jardin du palais de la Berbie,
- Albi : parc Rochegude,
- Castres : jardin de l'Évêché,
- Cordes-sur-Ciel : jardin de Paradis,
- Giroussens : jardin des Martels.

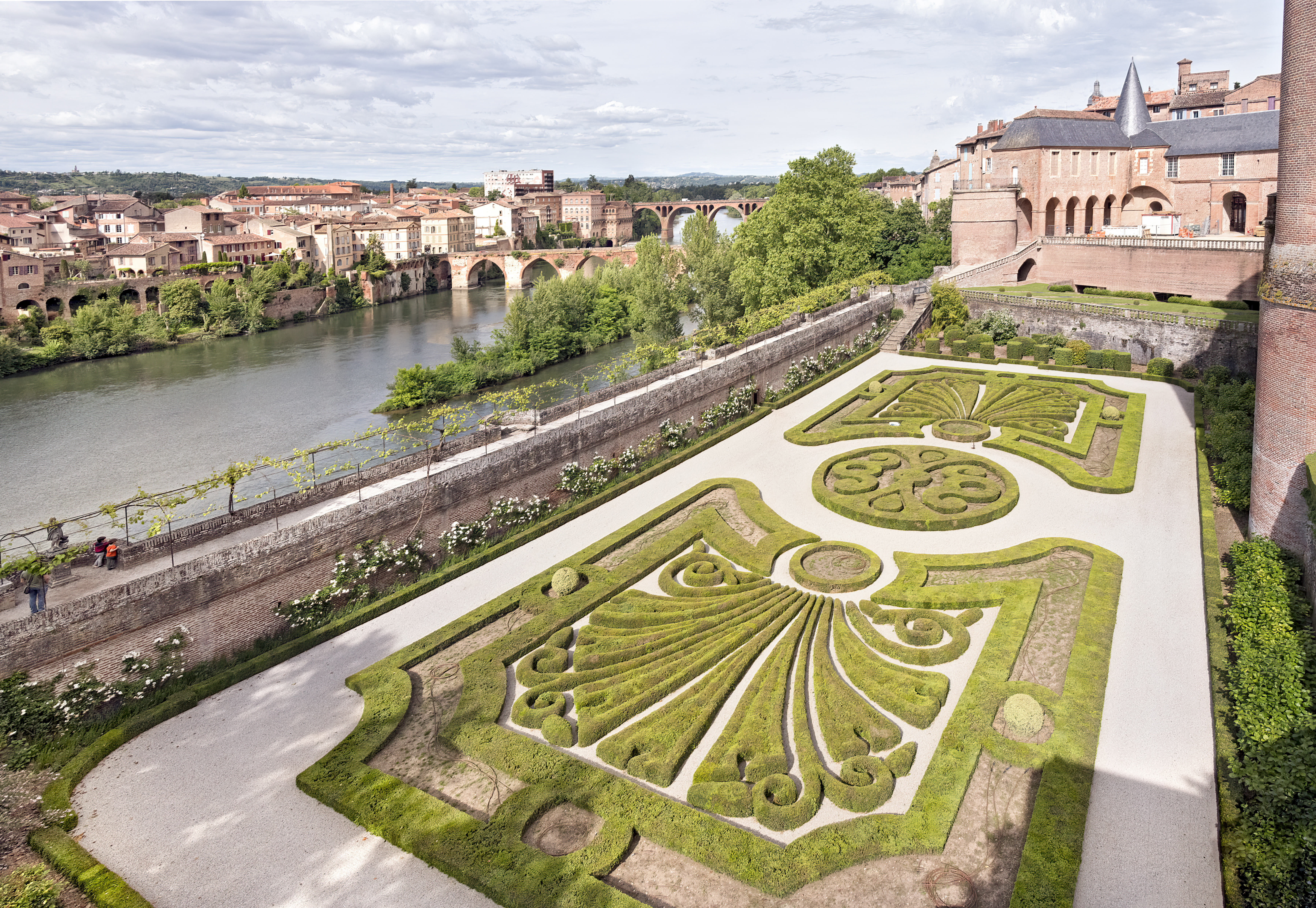
Jardin du palais de la Berbie.
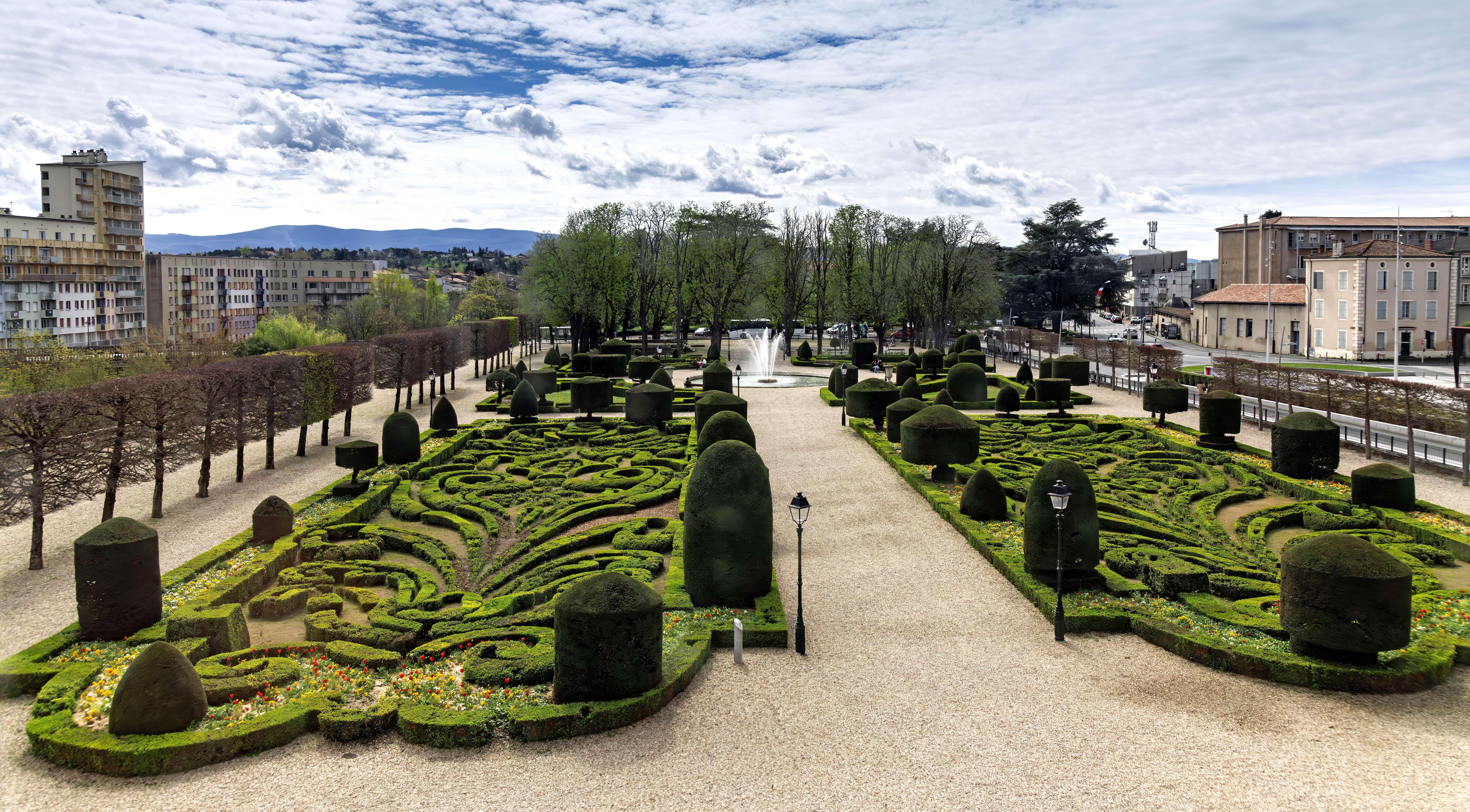
Jardin de l'Évêché de Castres.
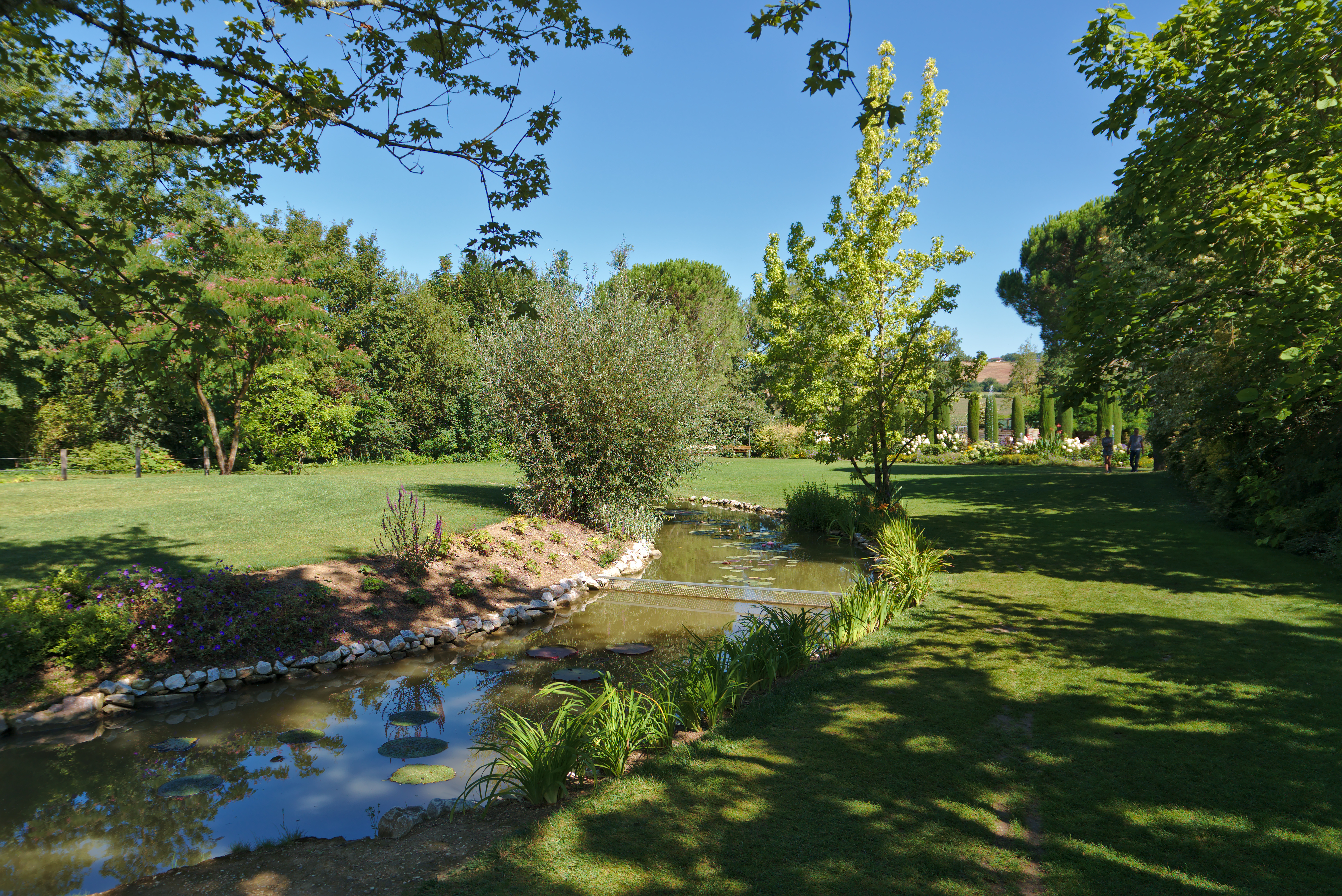
Jardin des Martels.

#### Tarn-et-Garonne
- Escatalens : jardin de Laroque
- Verfeil : jardins de Quercy.

### Pays de la Loire

#### Loire-Atlantique
- Herbignac : 
  - jardins de Kermoureau,
  - jardins du Marais,
- Nantes : jardin des Plantes.

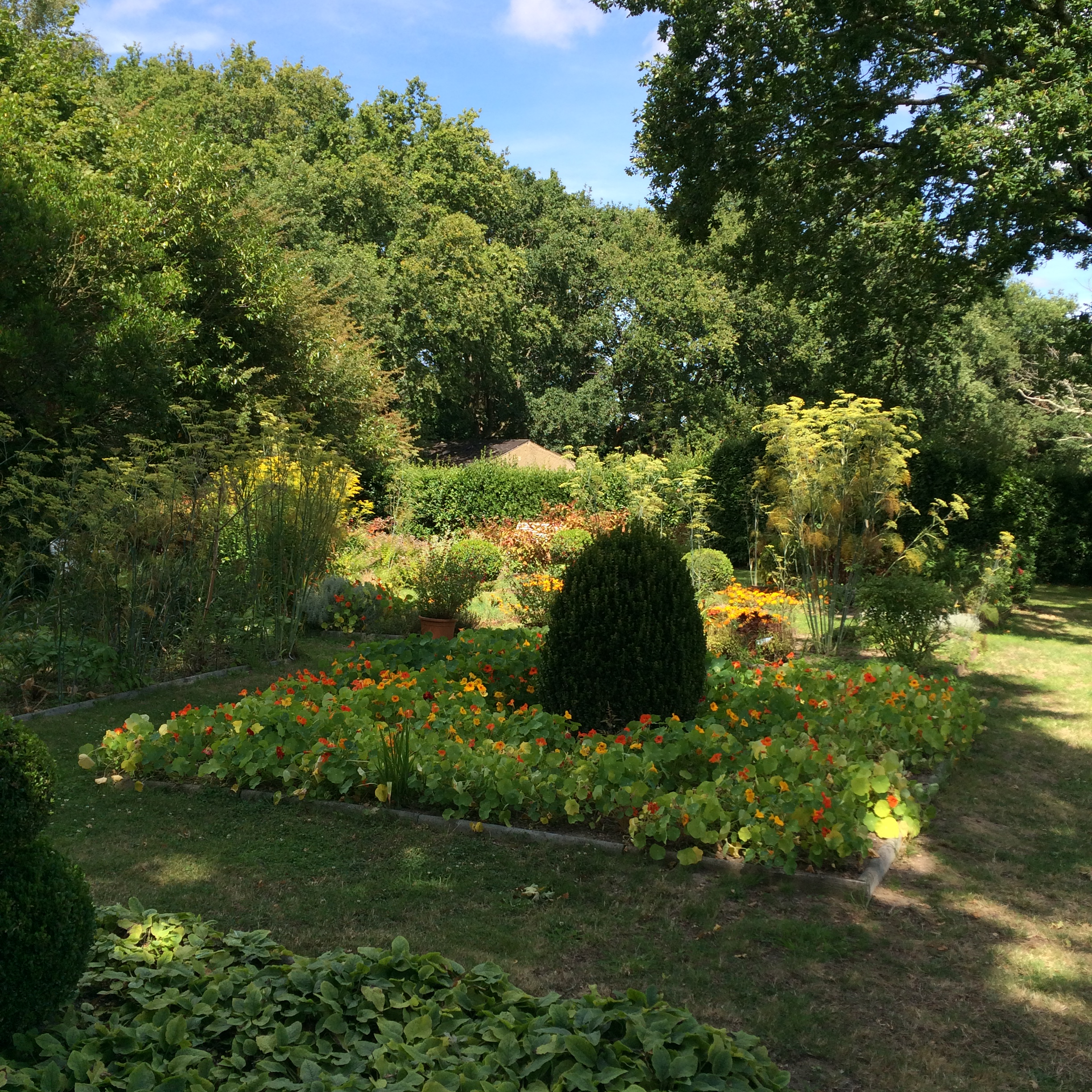
Jardins de Kermoureau.
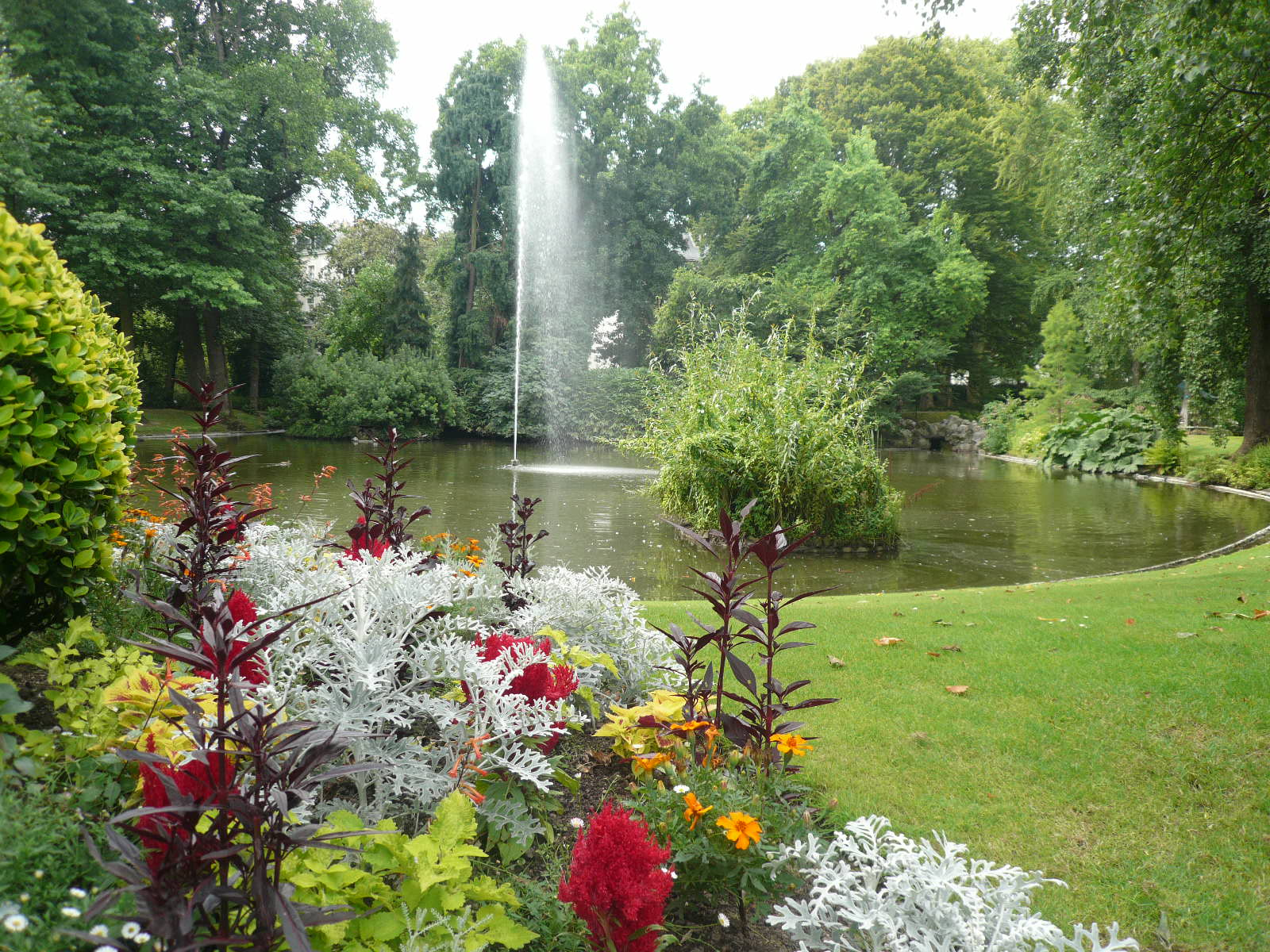
Grand bassin du jardin des plantes de Nantes.

#### Maine-et-Loire
- Champtocé-sur-Loire : jardins du château du Pin,
- Chemillé-en-Anjou : Camifolia,
- Fougeré : parc et jardins de Gastines,
- Maulévrier : 
  - parc oriental de Maulévrier,
  - potager Colbert.

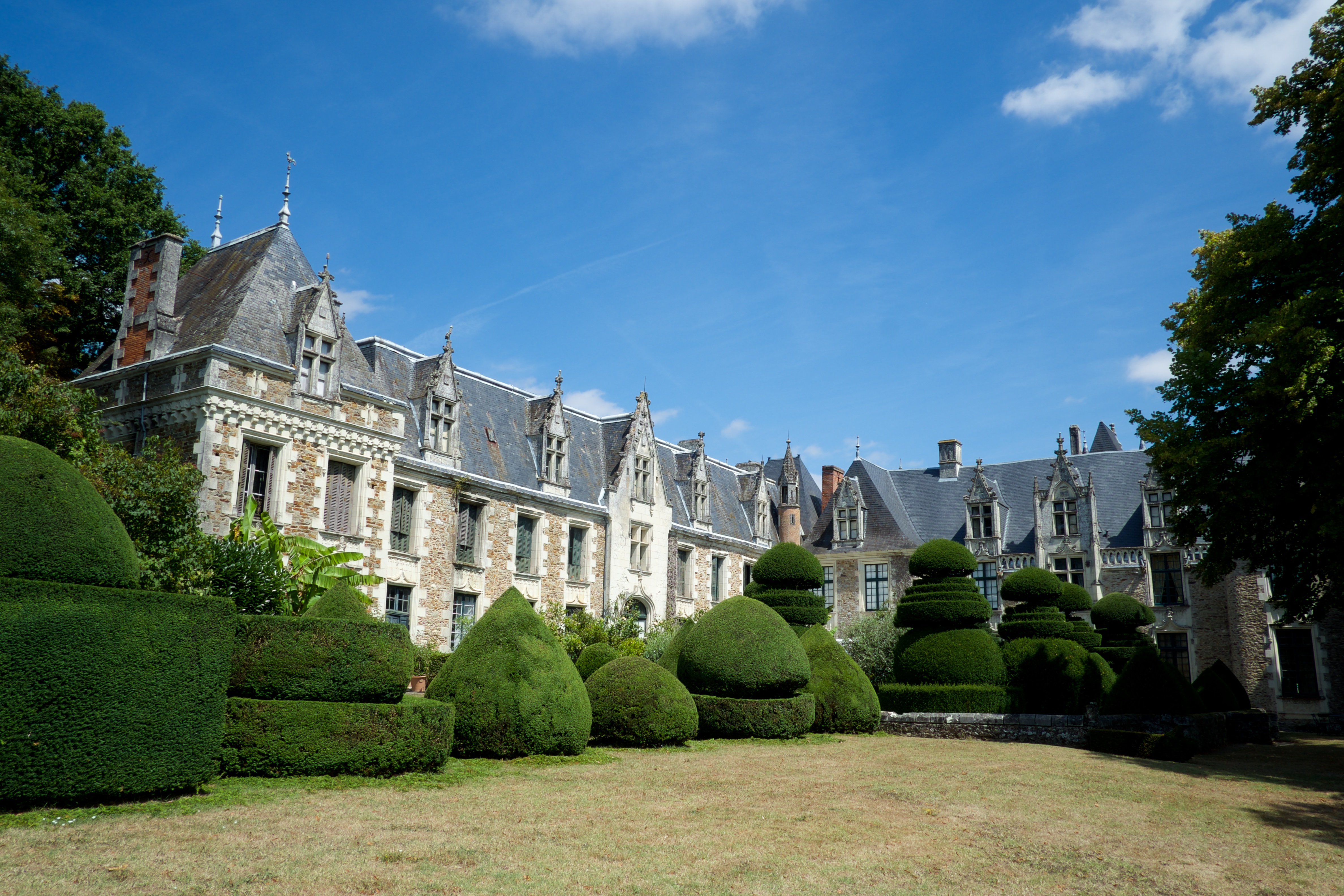
Jardins du château du Pin.
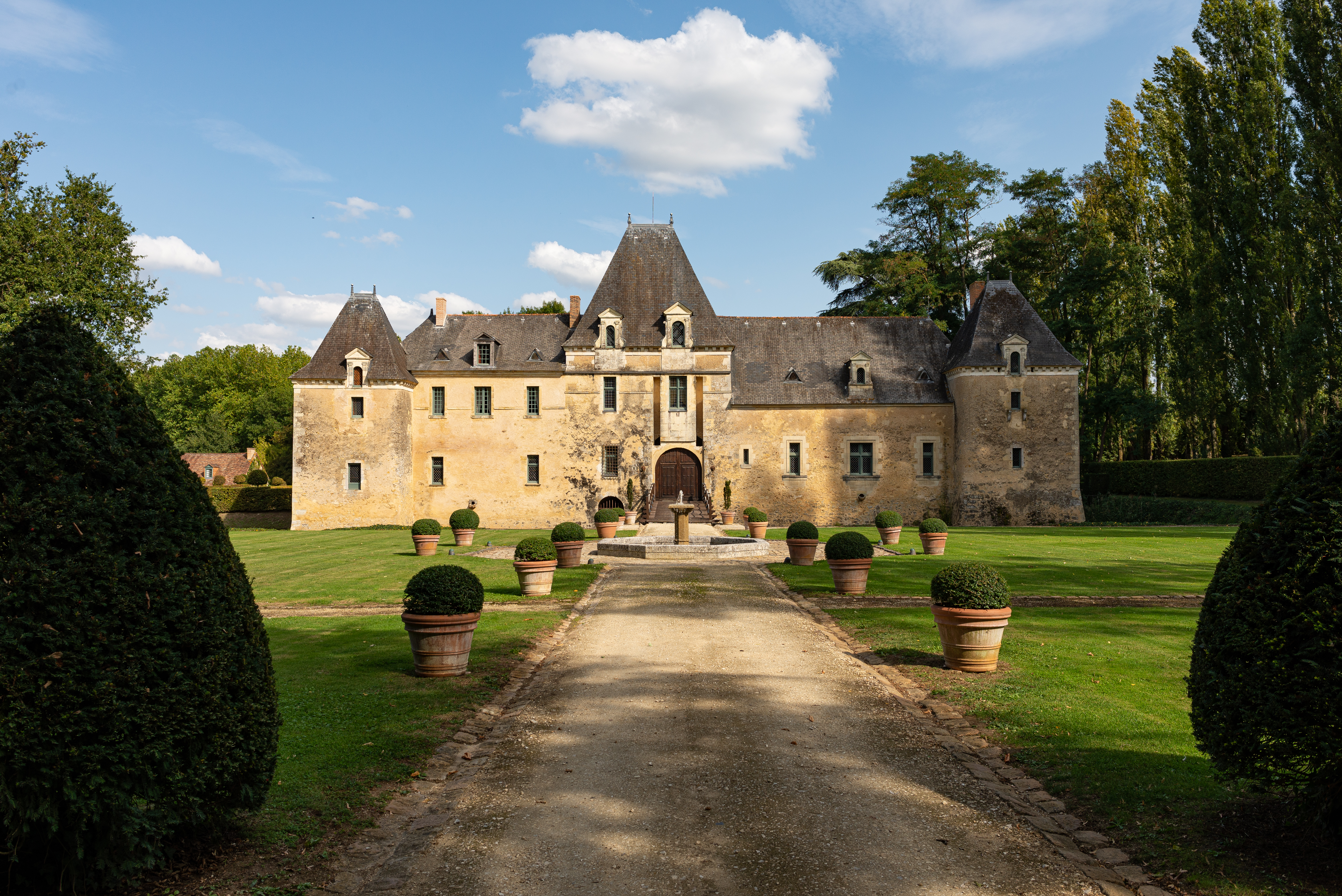
Jardins de Gastines.
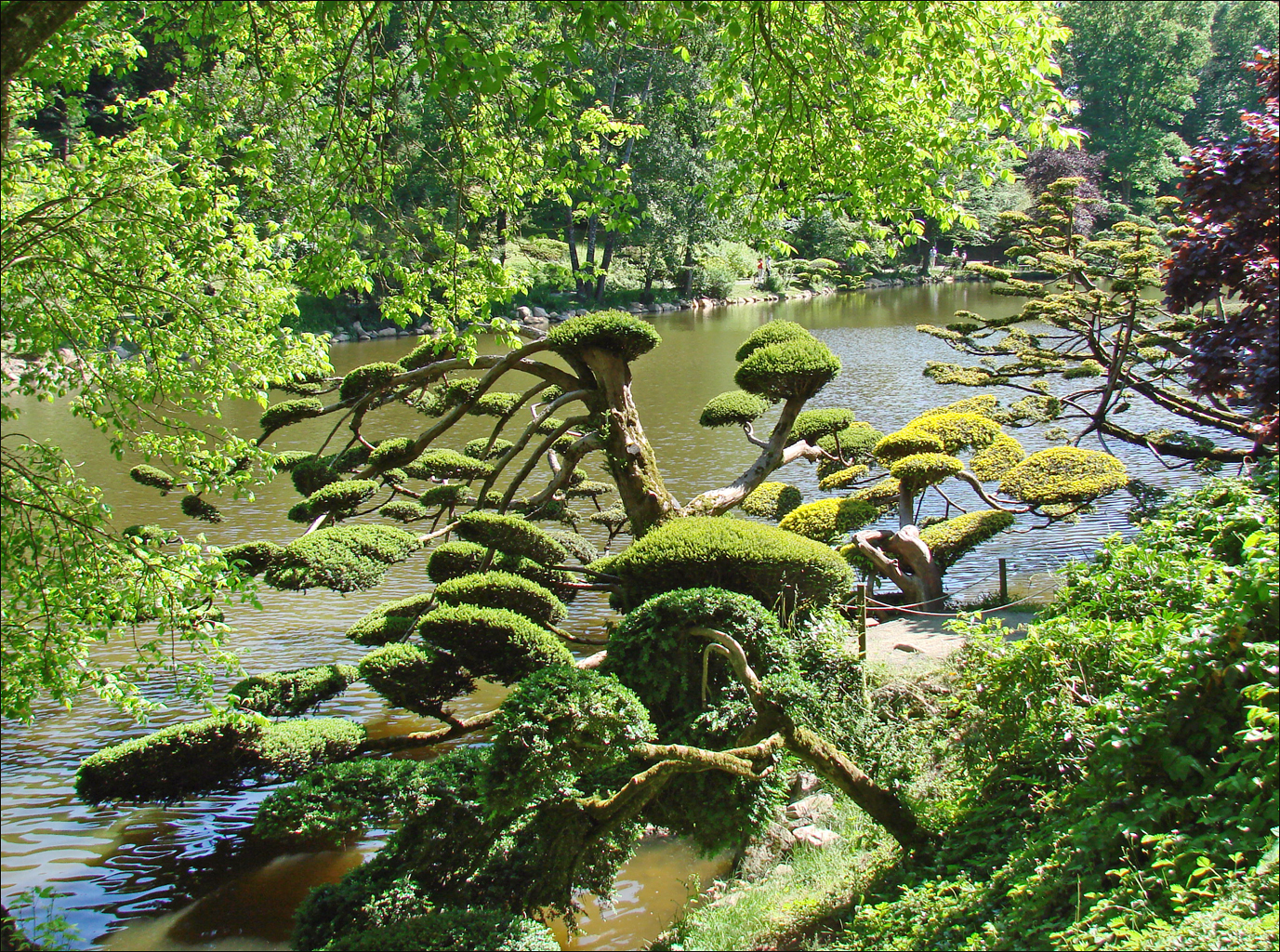
Parc oriental de Maulévrier.

#### Mayenne
- Chailland : parc et jardin de Clivoy,
- La Pellerine : jardins de la Pellerine,
- Préaux : jardins du manoir de Favry.

#### Sarthe
- Ballon : jardins du donjon de Ballon,
- Beaumont-sur-Dême : hortus conclusus du prieuré de Vauboin,
- Crannes-en-Champagne : jardins du Mirail,
- Louplande : jardins du château de Villaines,
- Le Lude : parc et jardins du château du Lude,
- Poncé-sur-le-Loir : jardins du château de Poncé,
- Saint-Biez-en-Belin : jardin d'atmosphère du Petit-Bordeaux.

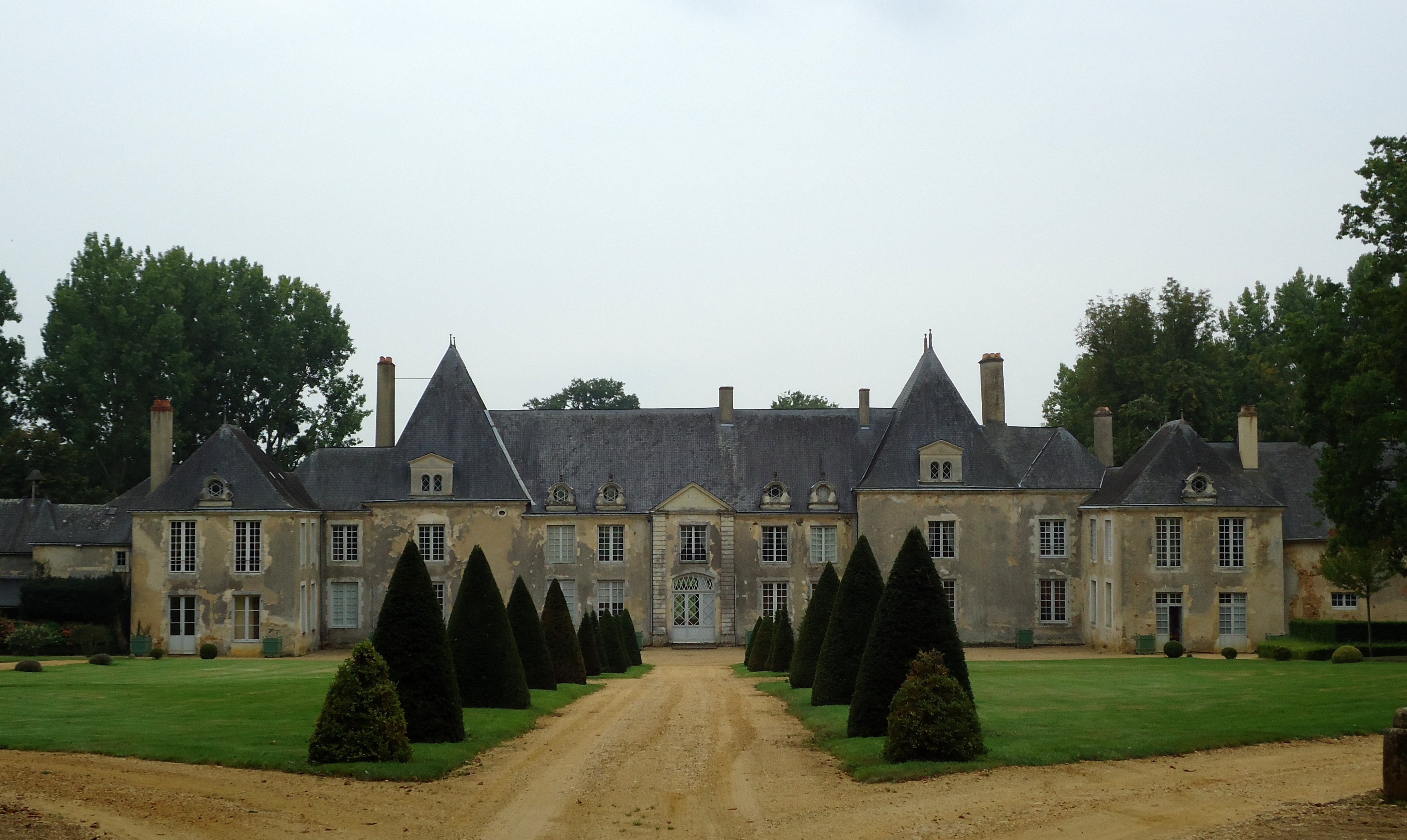
Jardins du château de Villaines.
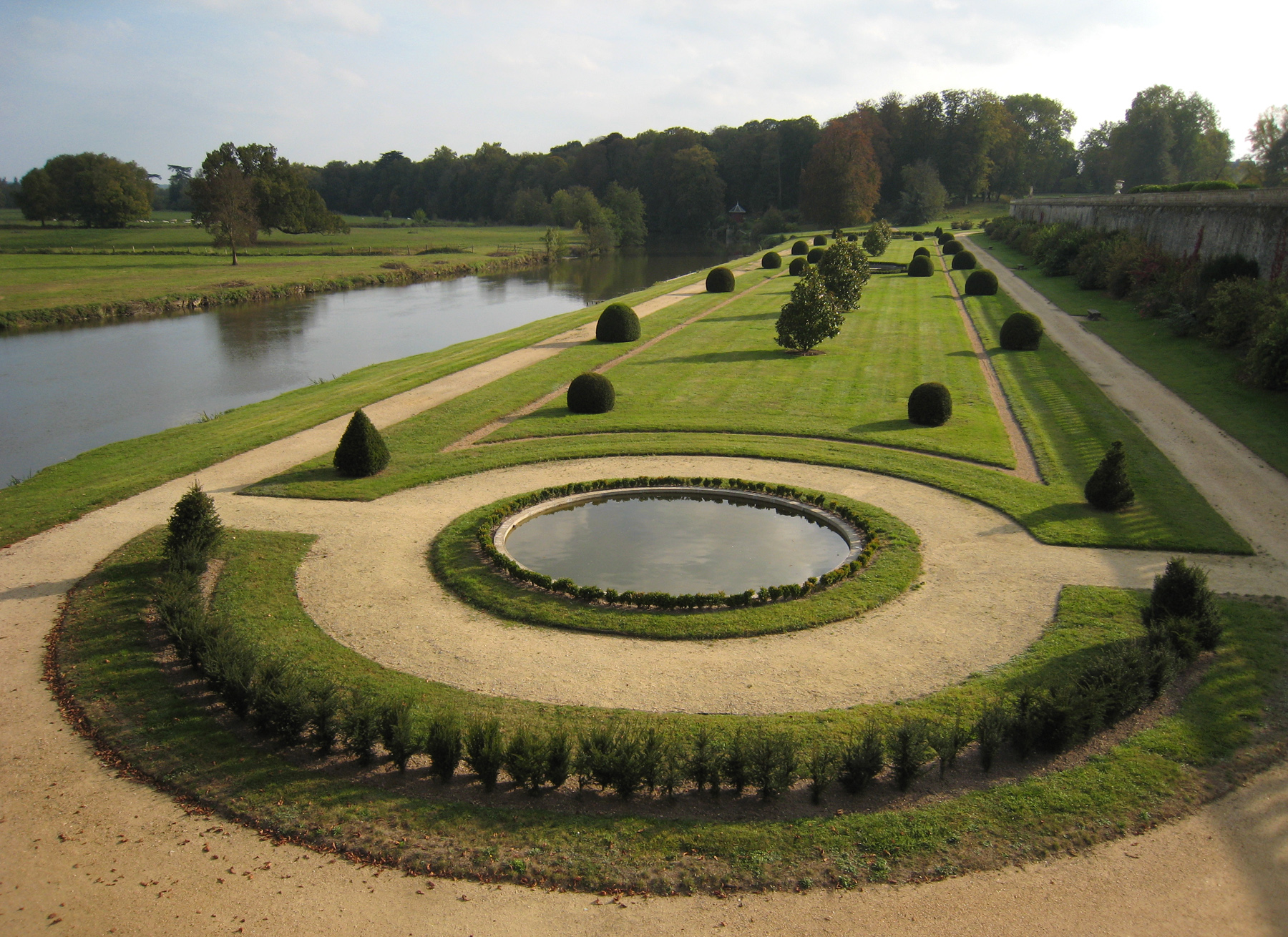
Jardins du château du Lude.
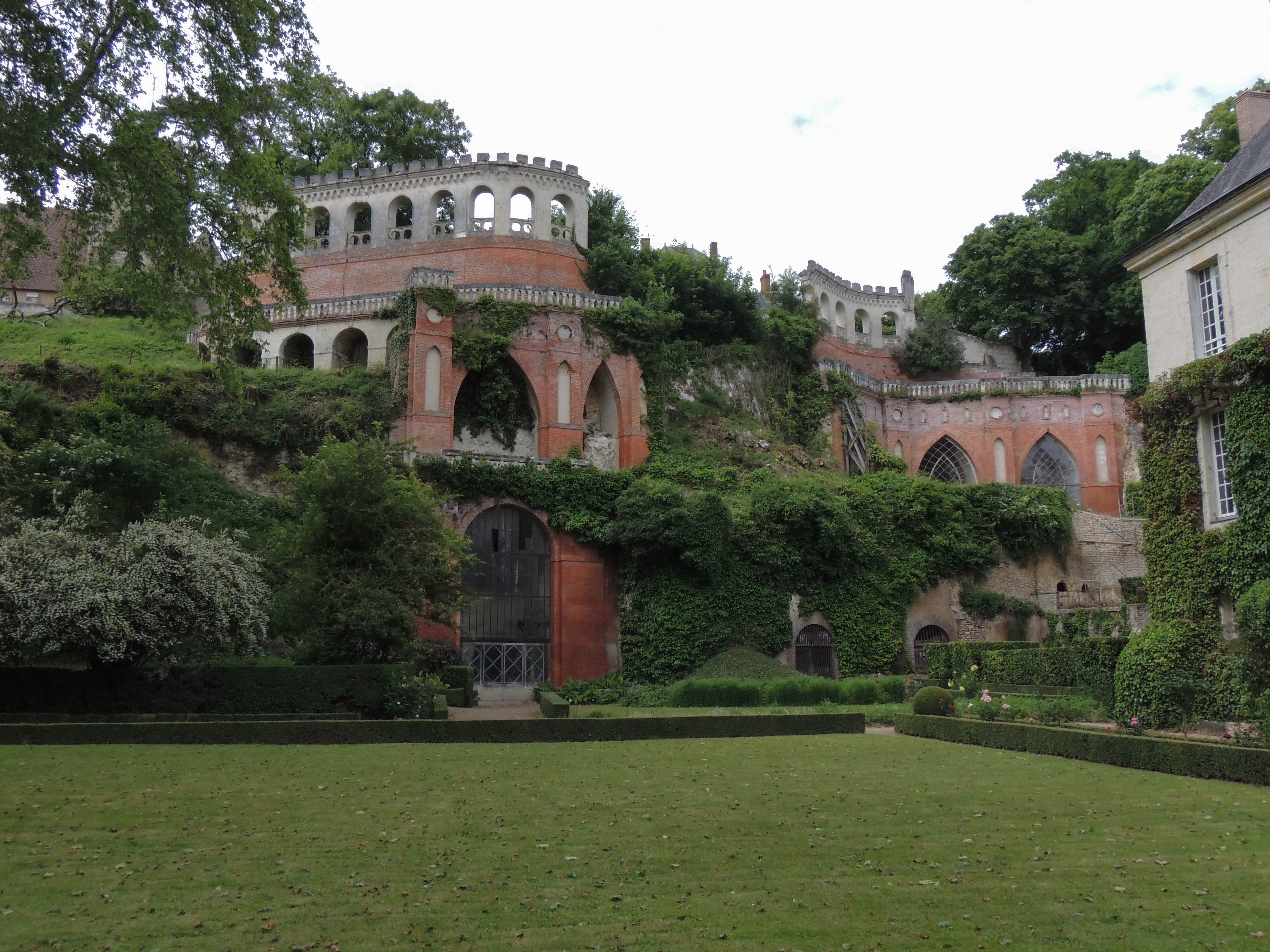
Jardins du château de Poncé.

#### Vendée
- Bazoges-en-Pareds : jardin médiéval,
- Chantonnay : Château de L'Auneau,
- Sainte-Pexine : jardins de Chaligny,
- Thiré : jardins du Bâtiment.

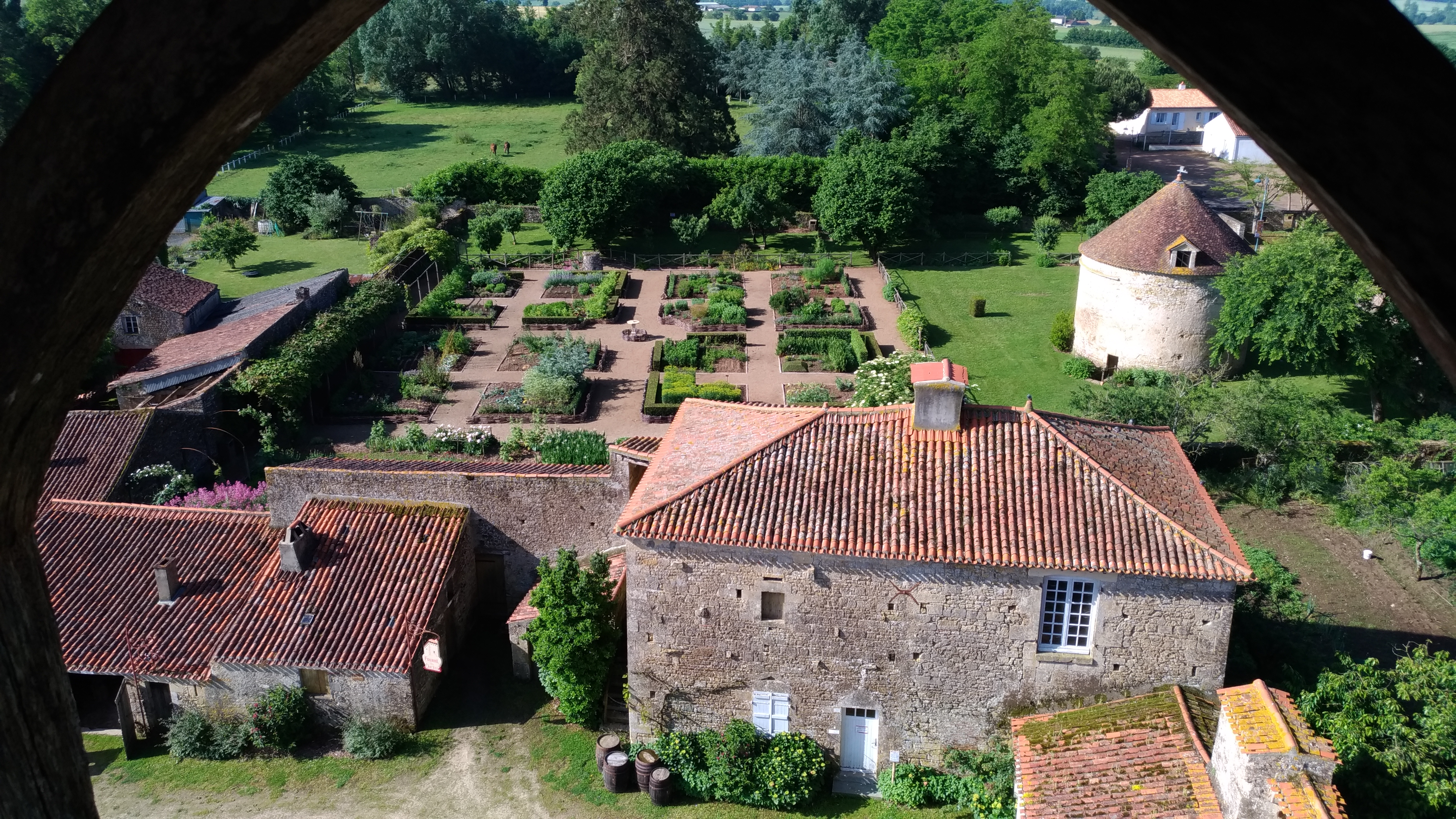
Jardin médiéval de Bazoges en Pareds.
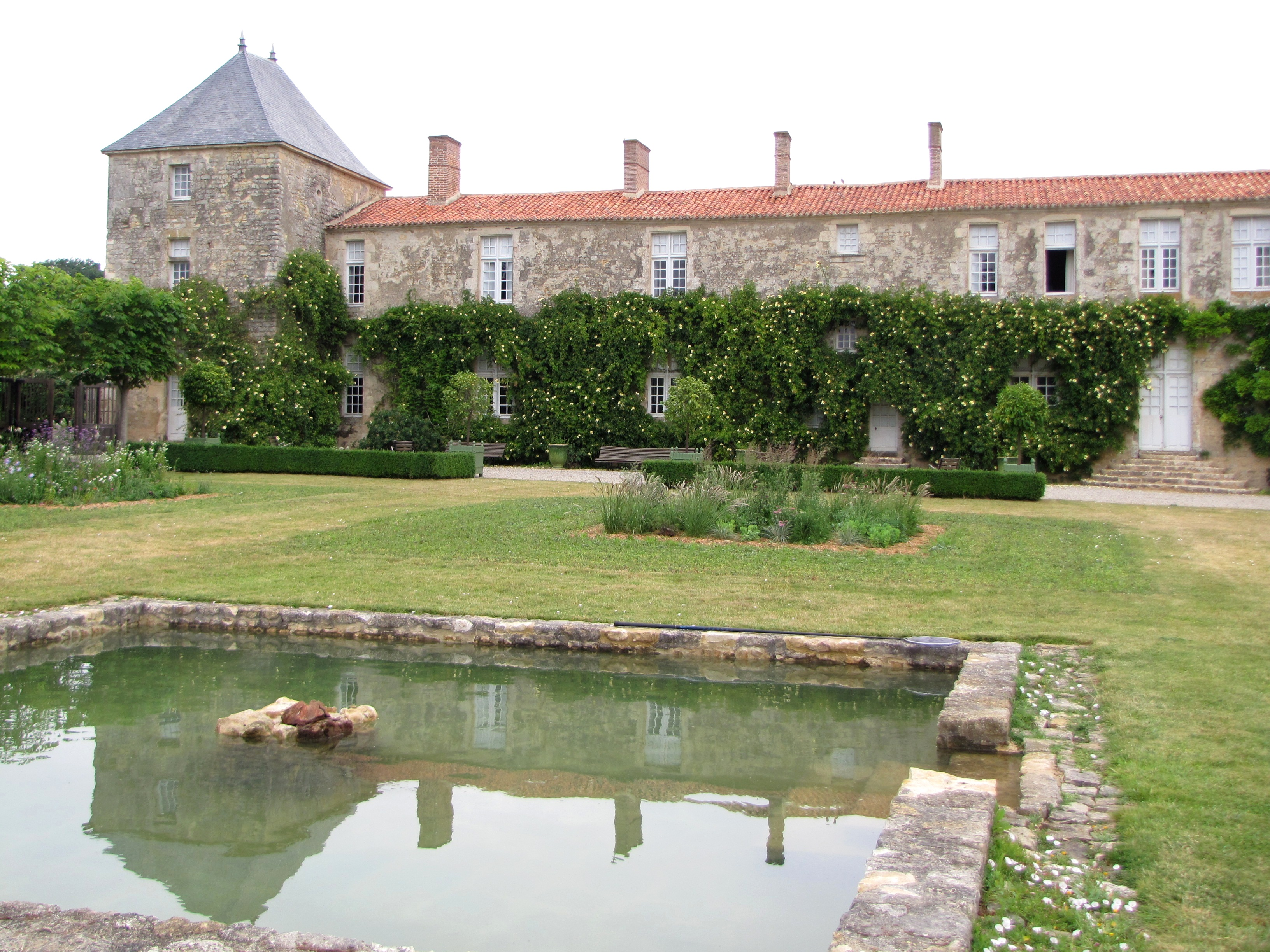
Jardins de Chaligny.
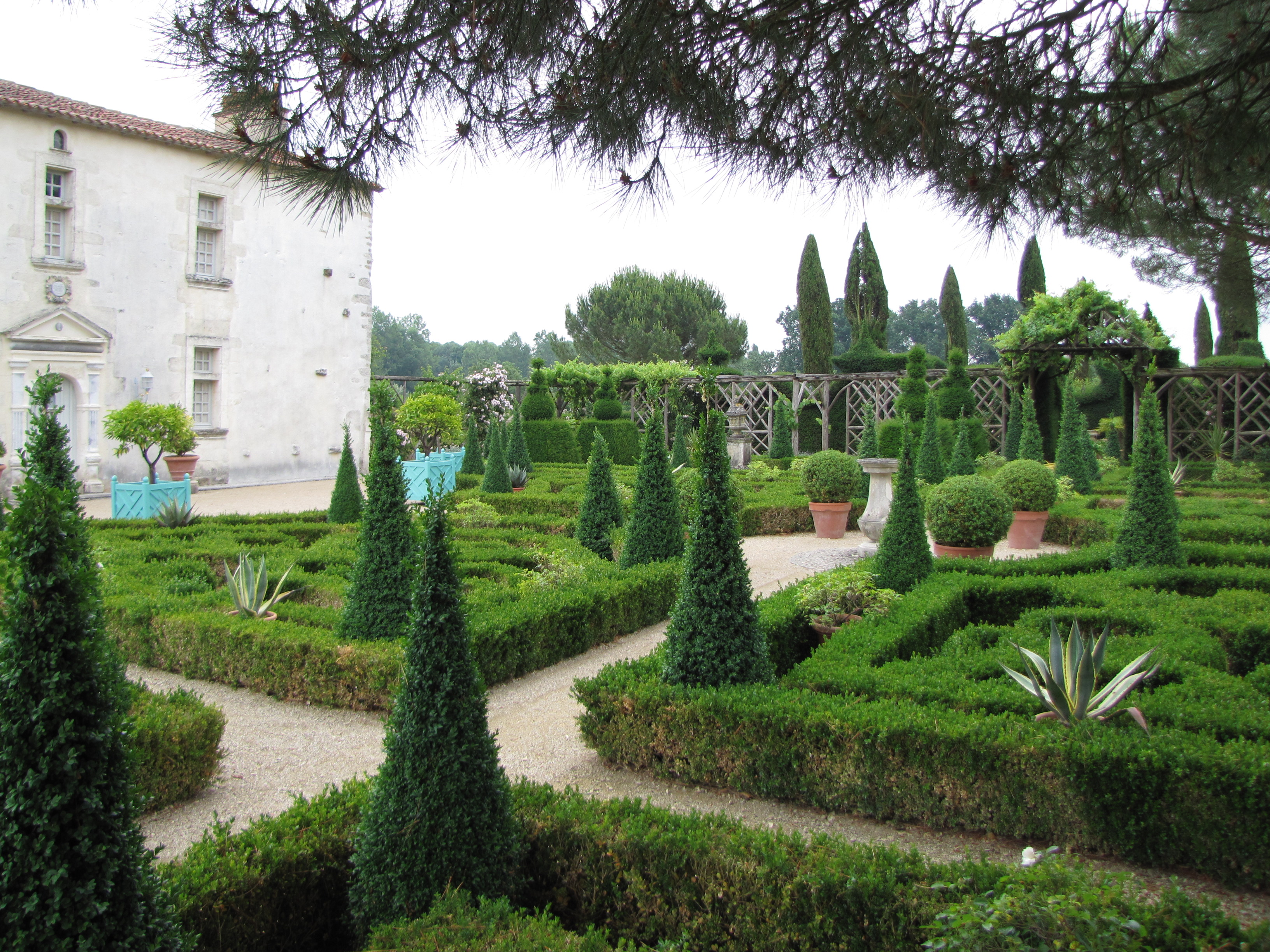
Jardins du Bâtiment.

### Provence-Alpes-Côte d'Azur

#### Alpes-de-Haute-Provence
- Mane :
  - jardins du prieuré de Salagon,
  - jardins du château de Sauvan,
- Simiane-la-Rotonde ; jardin de l'ancienne abbaye de Valsaintes,

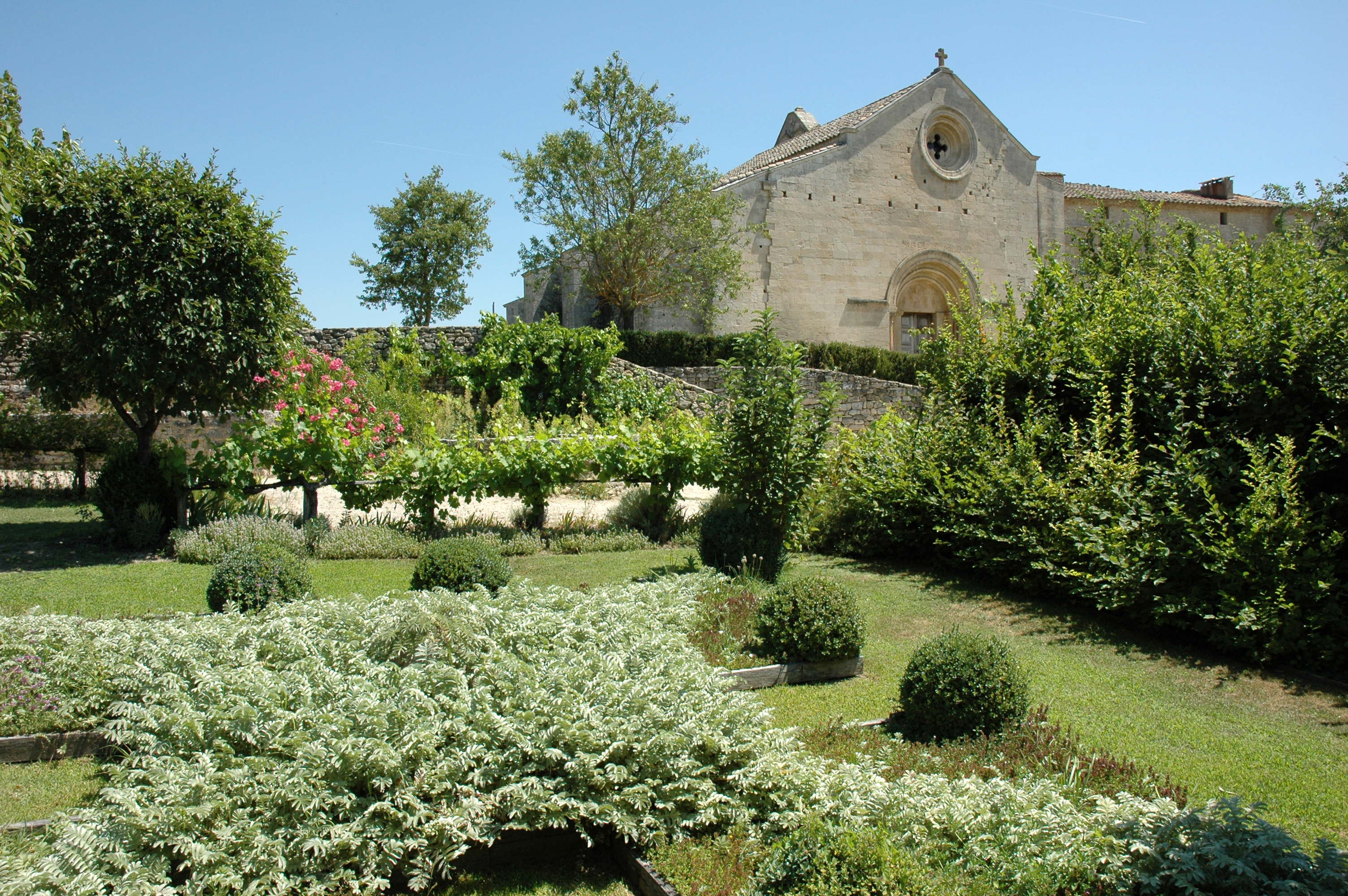
Jardins du prieuré de Salagon.
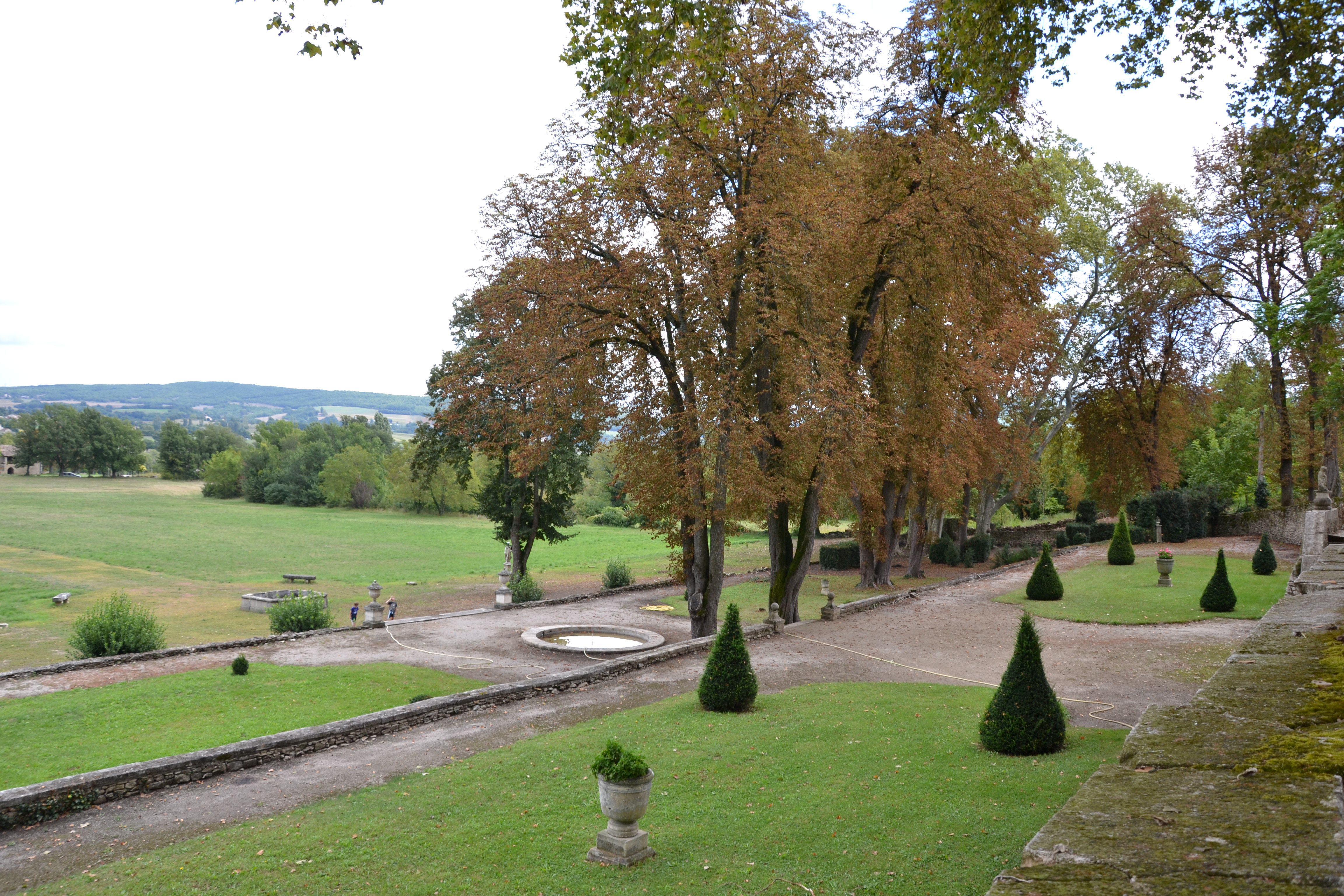
Jardins du château de Sauvan.
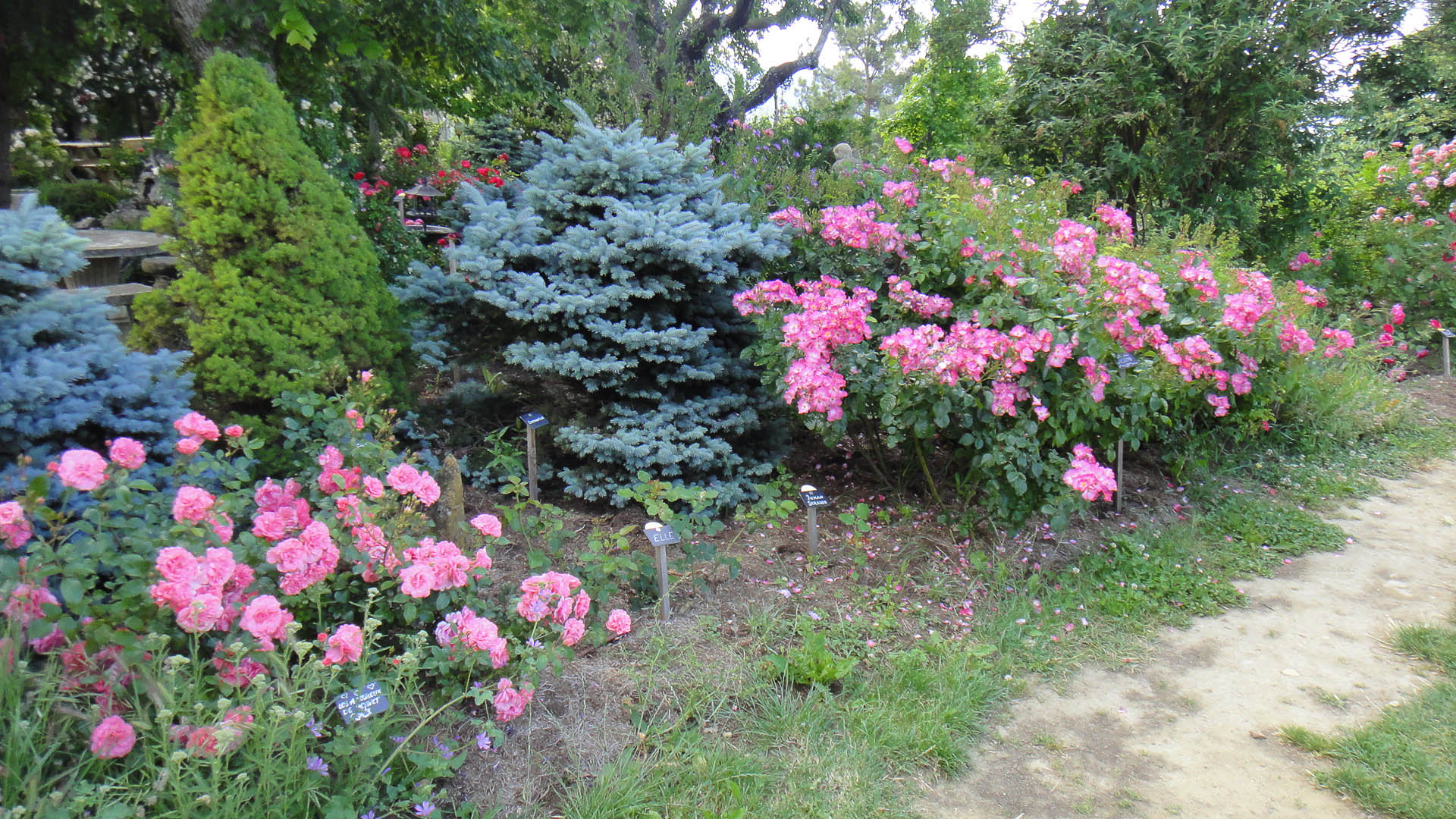
Jardin de l'ancienne abbaye de Valsaintes.

#### Alpes-Maritimes
- Antibes : jardin botanique de la villa Thuret,
- Èze : jardin exotique d'Èze,
- Grasse : jardin de la villa Fort France,
- La Gaude : jardin de l'Argelière,
- Mandelieu-la-Napoule : parc du château de la Napoule,
- Menton :
  - Citronneraie,
  - Serre de la Madone,
  - jardin botanique du Val Rahmeh,
- Nice :
  - jardin botanique,
  - parc Phœnix,
- Roure : arboretum Marcel Kroenlein,
- Saint-Jean-Cap-Ferrat : jardins Ephrussi de Rothschild.

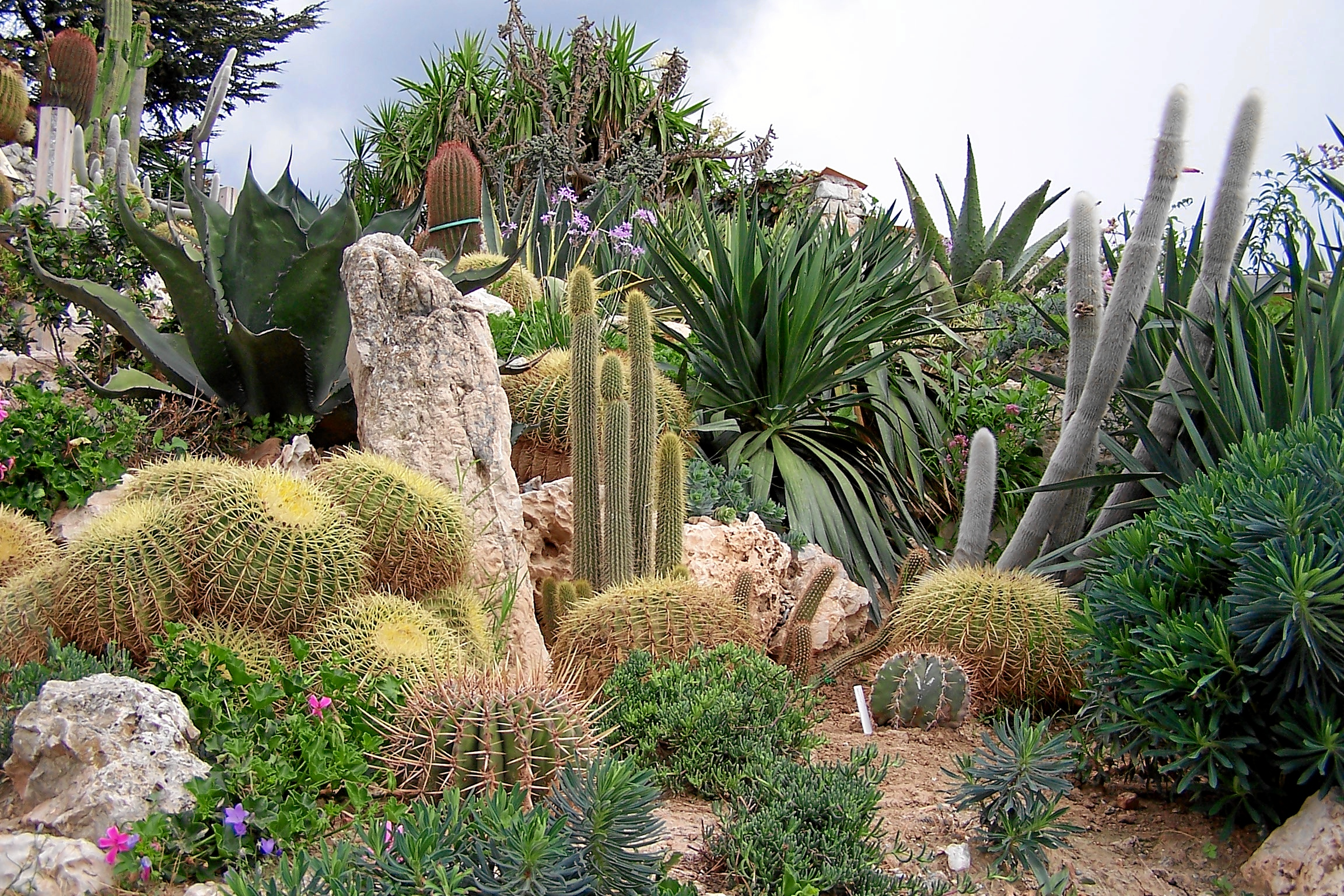
Jardin exotique d'Èze.
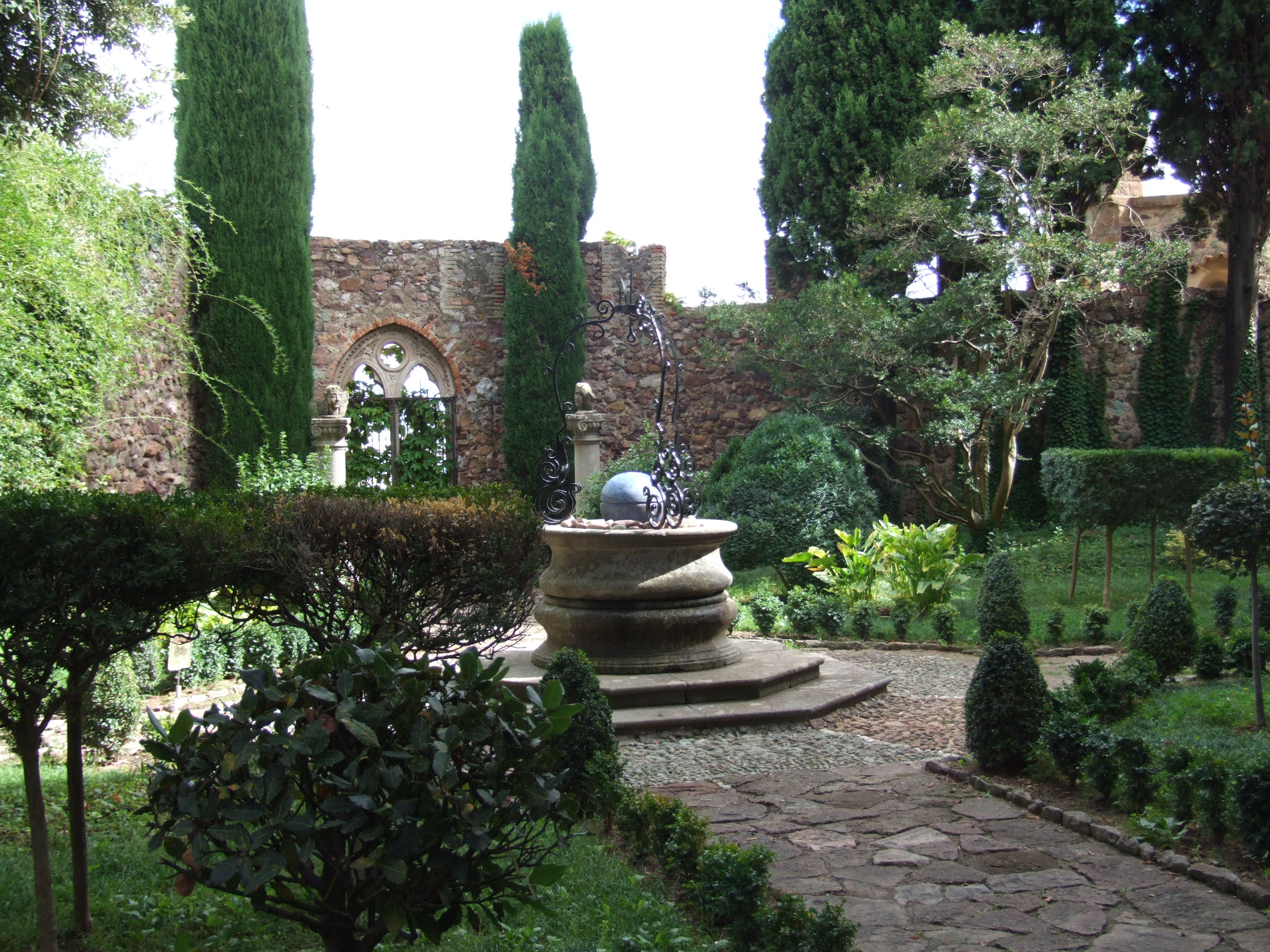
Parc du château de la Napoule.
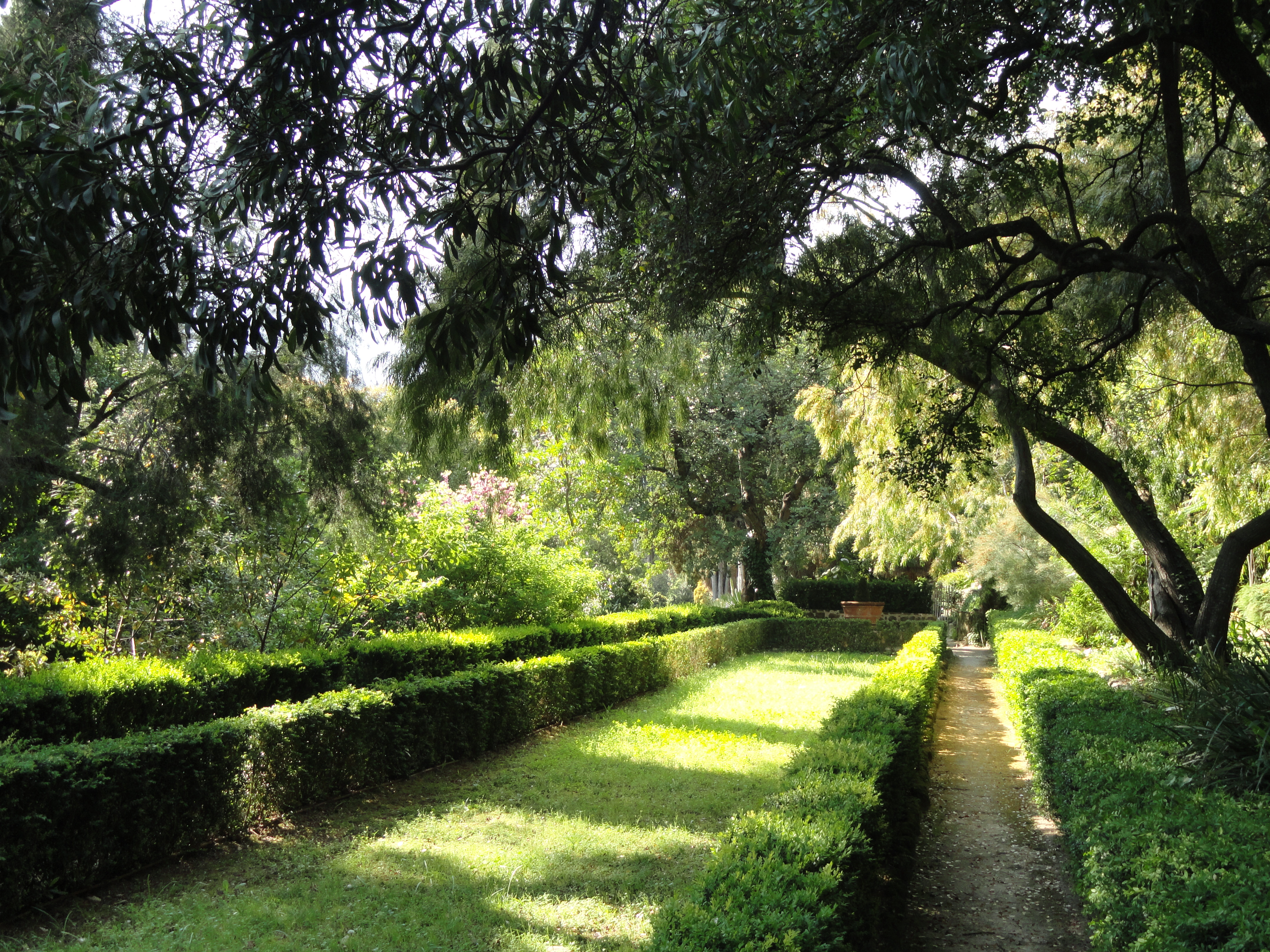
Serre de la Madone.
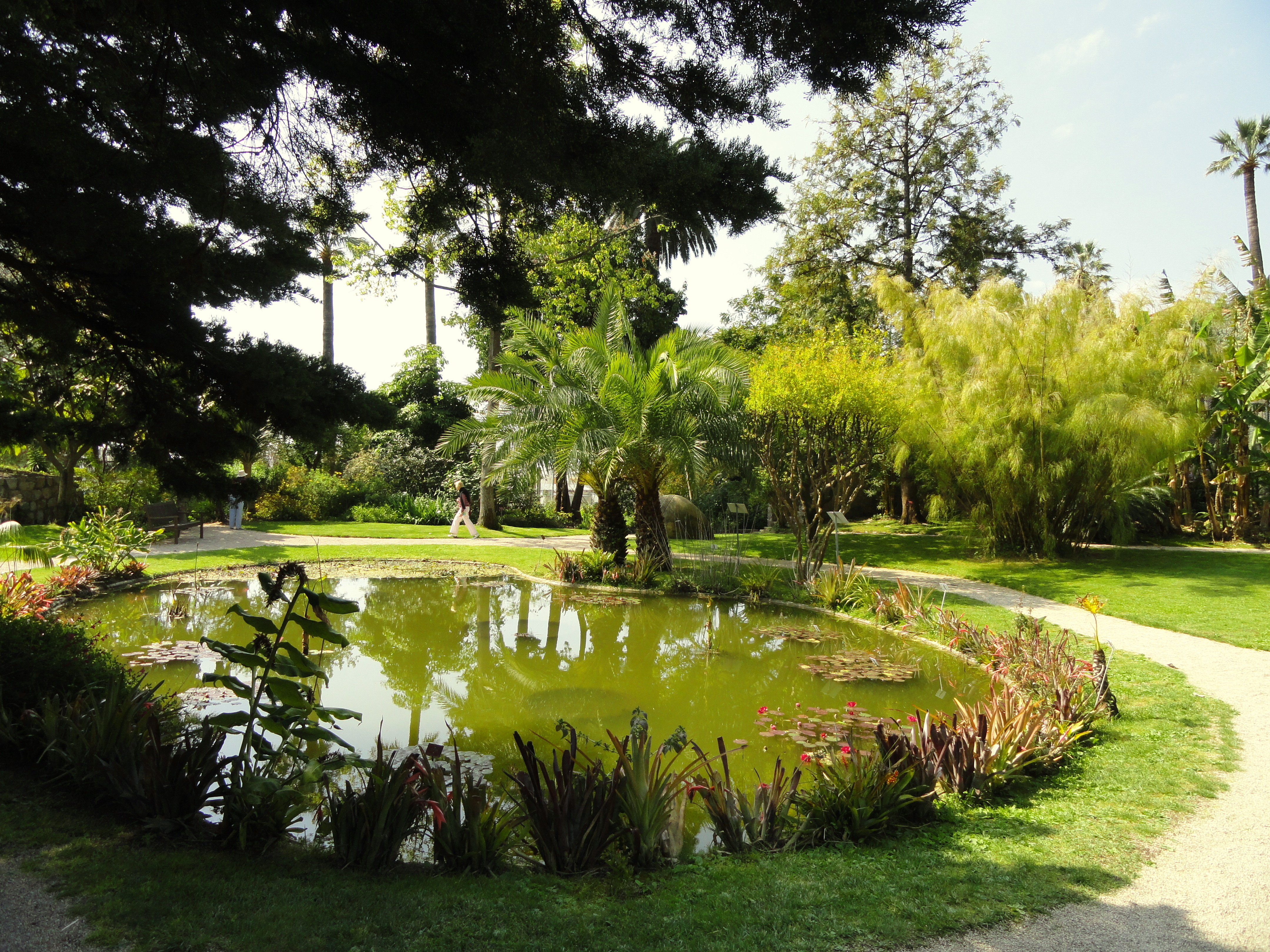
Jardin botanique du Val Rahmeh.
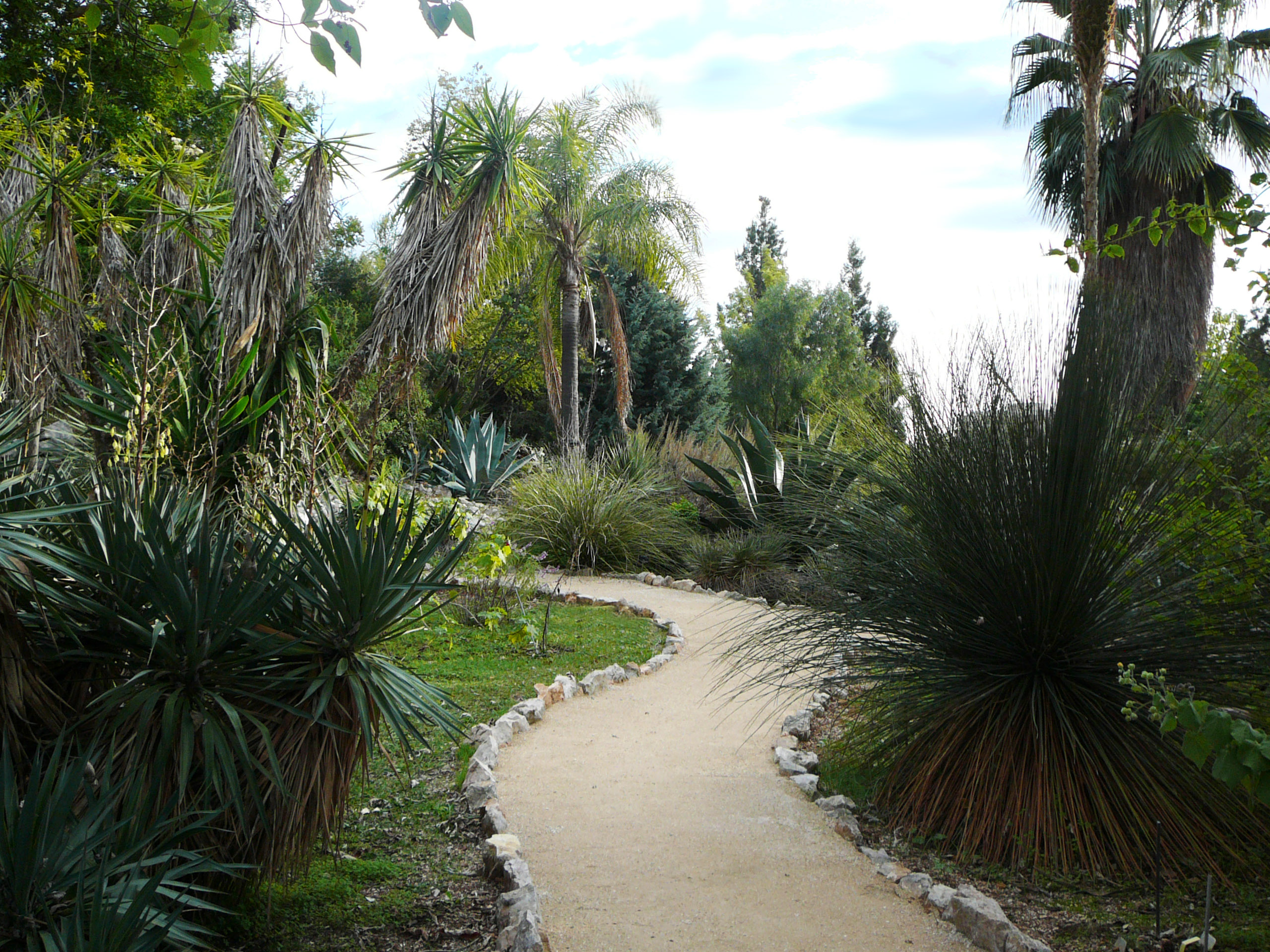
Jardin botanique de Nice.
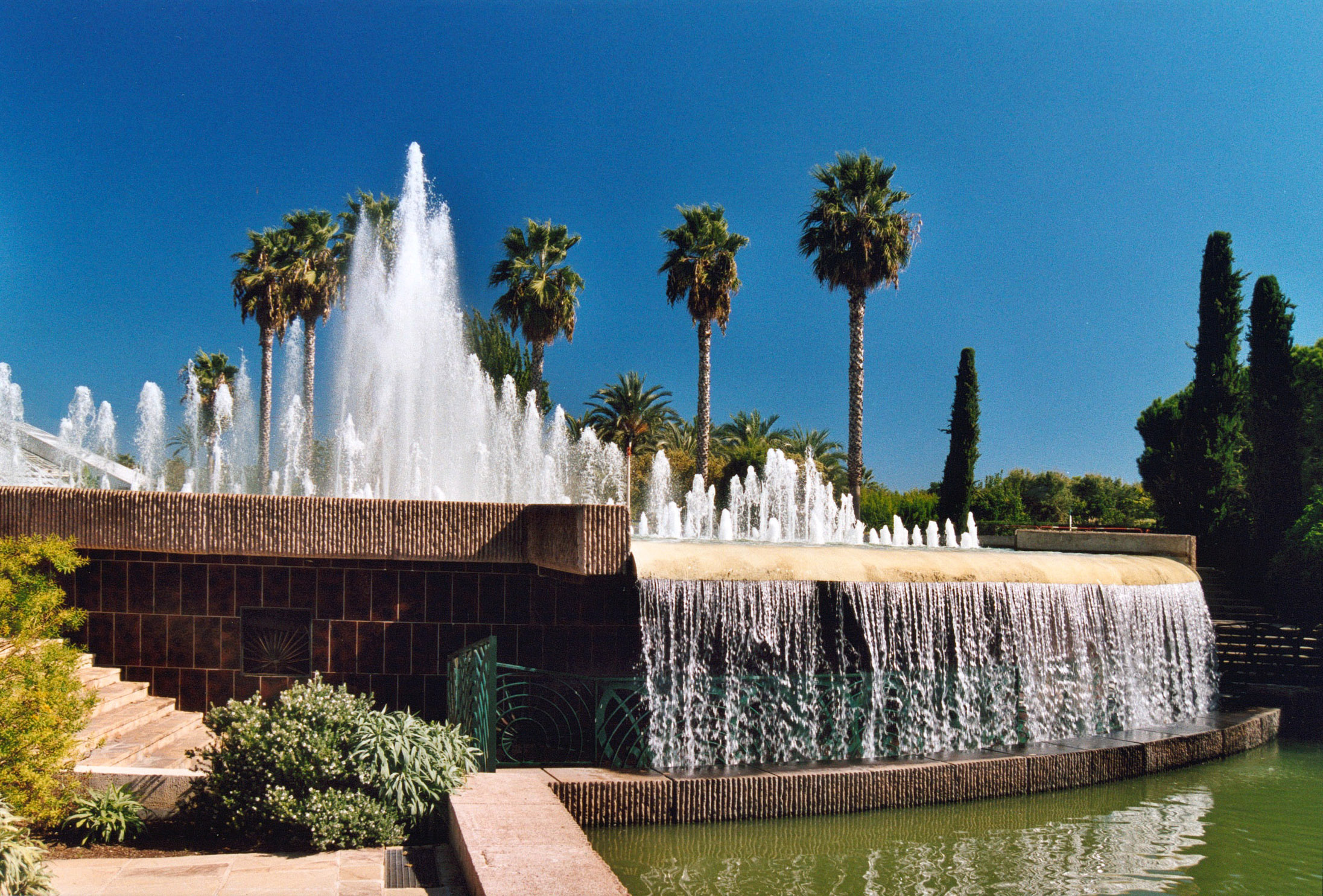
Parc Phœnix.
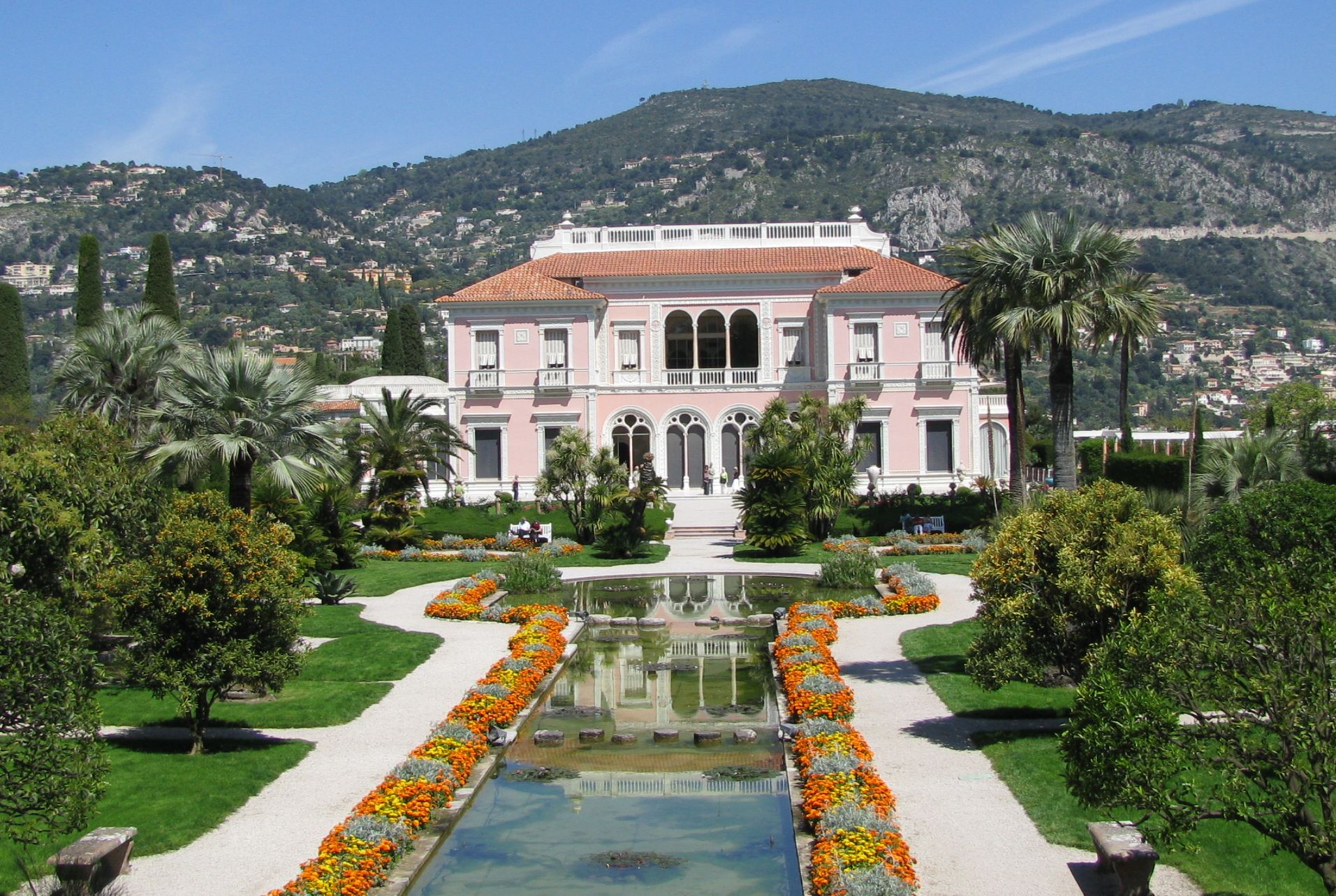
Jardins Ephrussi de Rothschild.

#### Bouches-du-Rhône
- Aix-en-Provence : jardin de la bastide de Romégas,
- Bouc-Bel-Air : jardin d'Albertas,
- Éguilles : jardin d'Éguilles de Max Sauze,
- Eyragues : bambous en Provence,
- Marseille :
  - parc Borély,
  - parc du 26e Centenaire,
  - jardin de la Magalone.

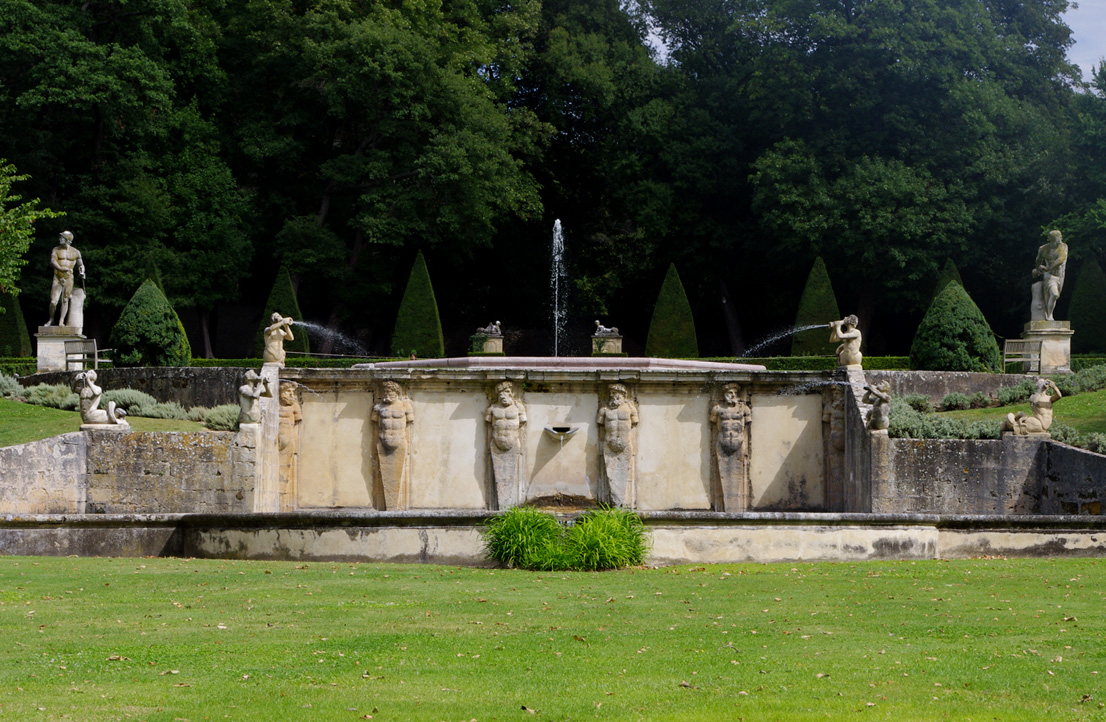
Jardin d'Albertas.
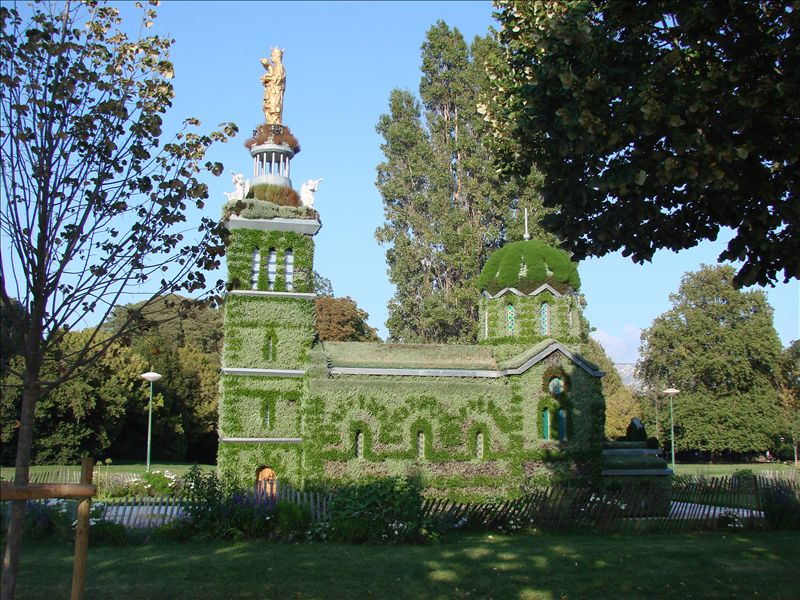
Mosaïculture dans le parc Borély.

#### Hautes-Alpes
- Gap : domaine de Charance,
- Villar-d'Arêne : jardin alpin du Lautaret.

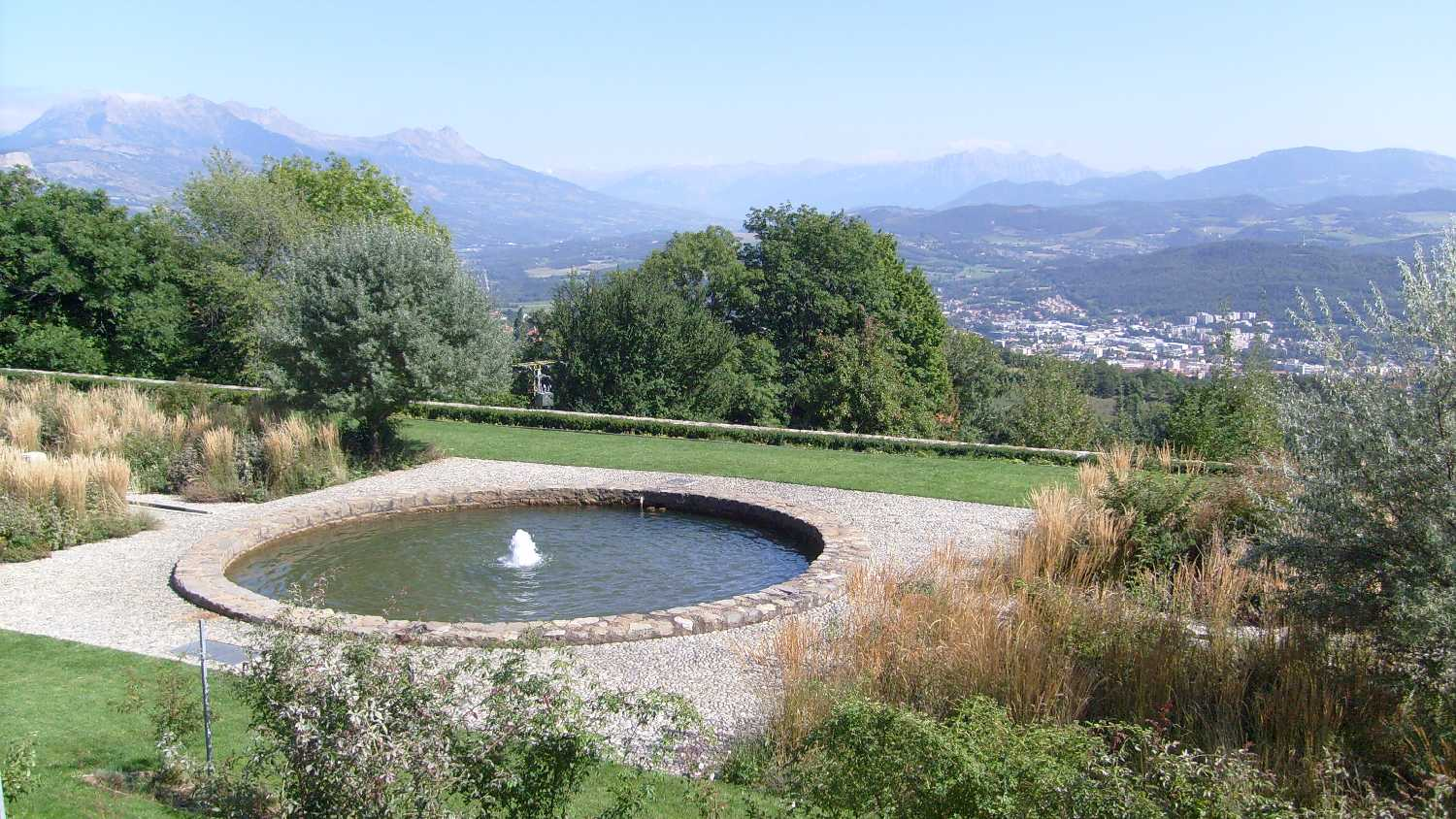
Jardin en terrasse du domaine de Charance.
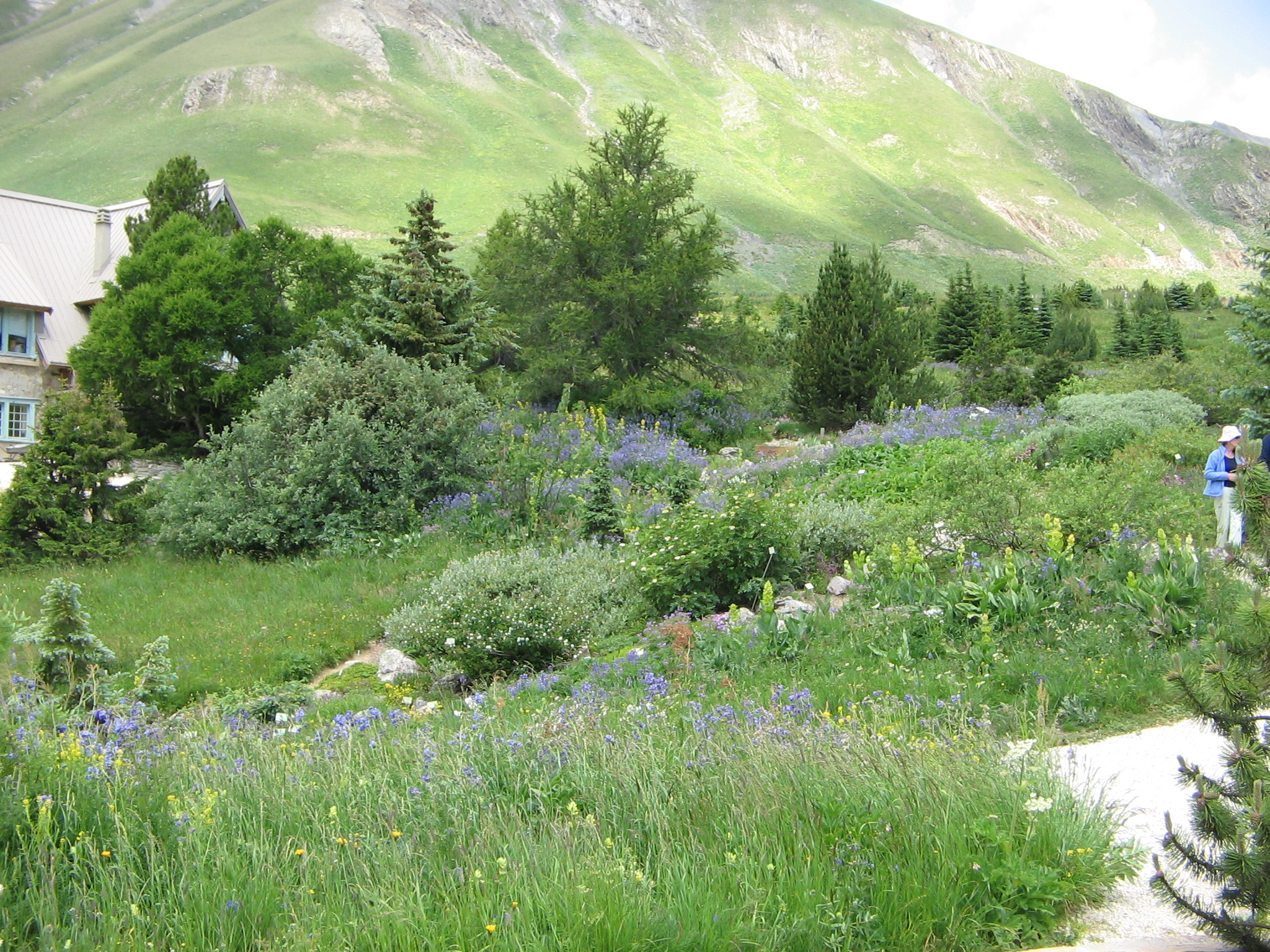
Jardin alpin du Lautaret.

#### Var
- Bormes-les-Mimosas : parc Gonzalez,
- Flassans-sur-Issole : jardin de la commanderie de Peyrassol,
- Gassin : jardin Germaine L'Hardy-Denonain,
- Hyères :
  - parc Olbius-Riquier,
  - parc Saint-Bernard,
  - jardin du Castel Sainte Claire,
  - Le Plantier de Costebelle,
- La Londe-les-Maures : jardin zoologique tropical,
- Rayol-Canadel-sur-Mer : domaine du Rayol,
- La Valette-du-Var :
  - jardin de Baudouvin,
  - domaine d'Orvès,
- Six-Fours-les-Plages : Jardin de la Maison du Cygne,
- Toulon :
  - Jardin Alexandre-Ier,
  - Jardin départemental du Las.

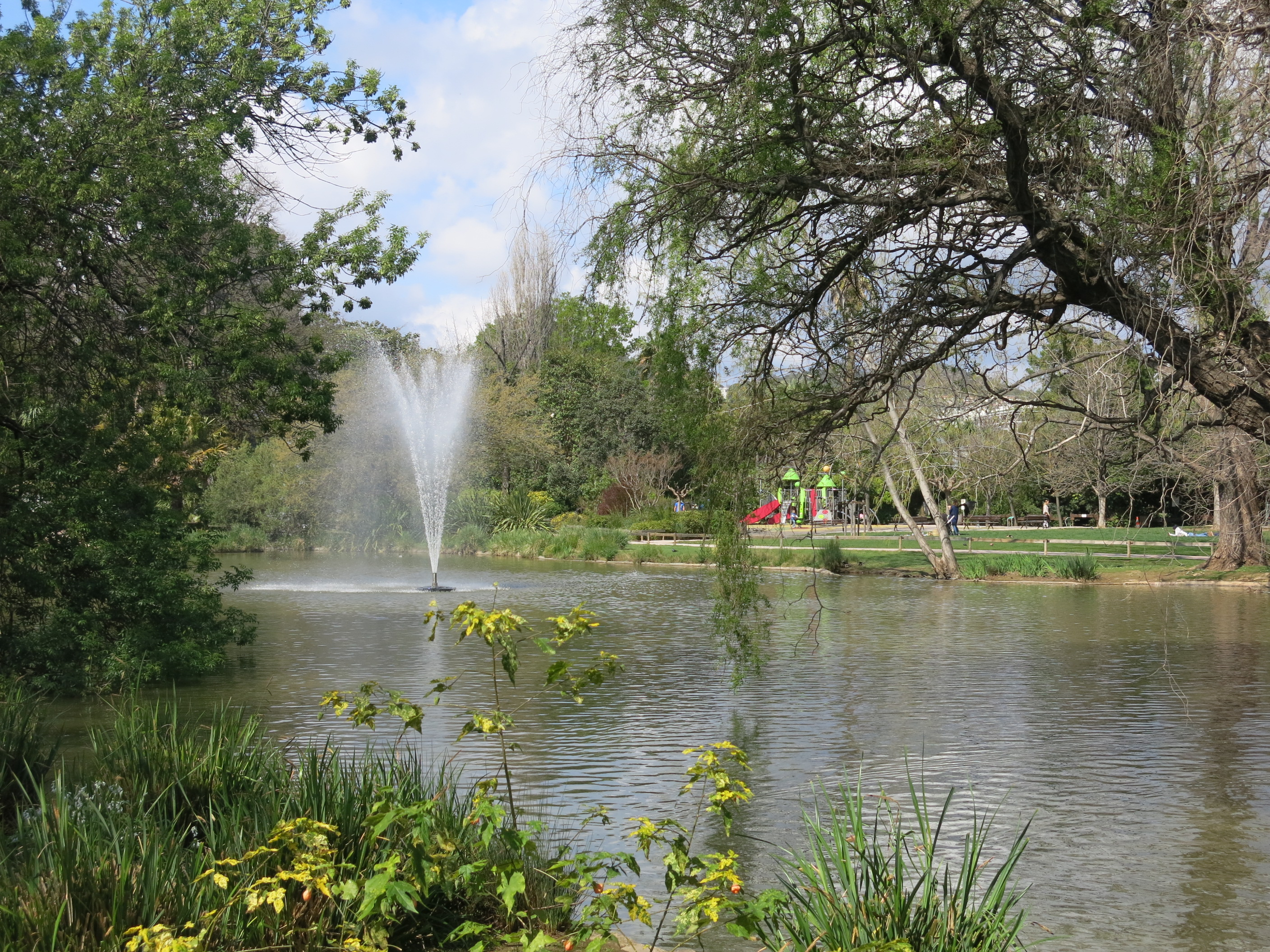
Parc Olbius-Riquier.
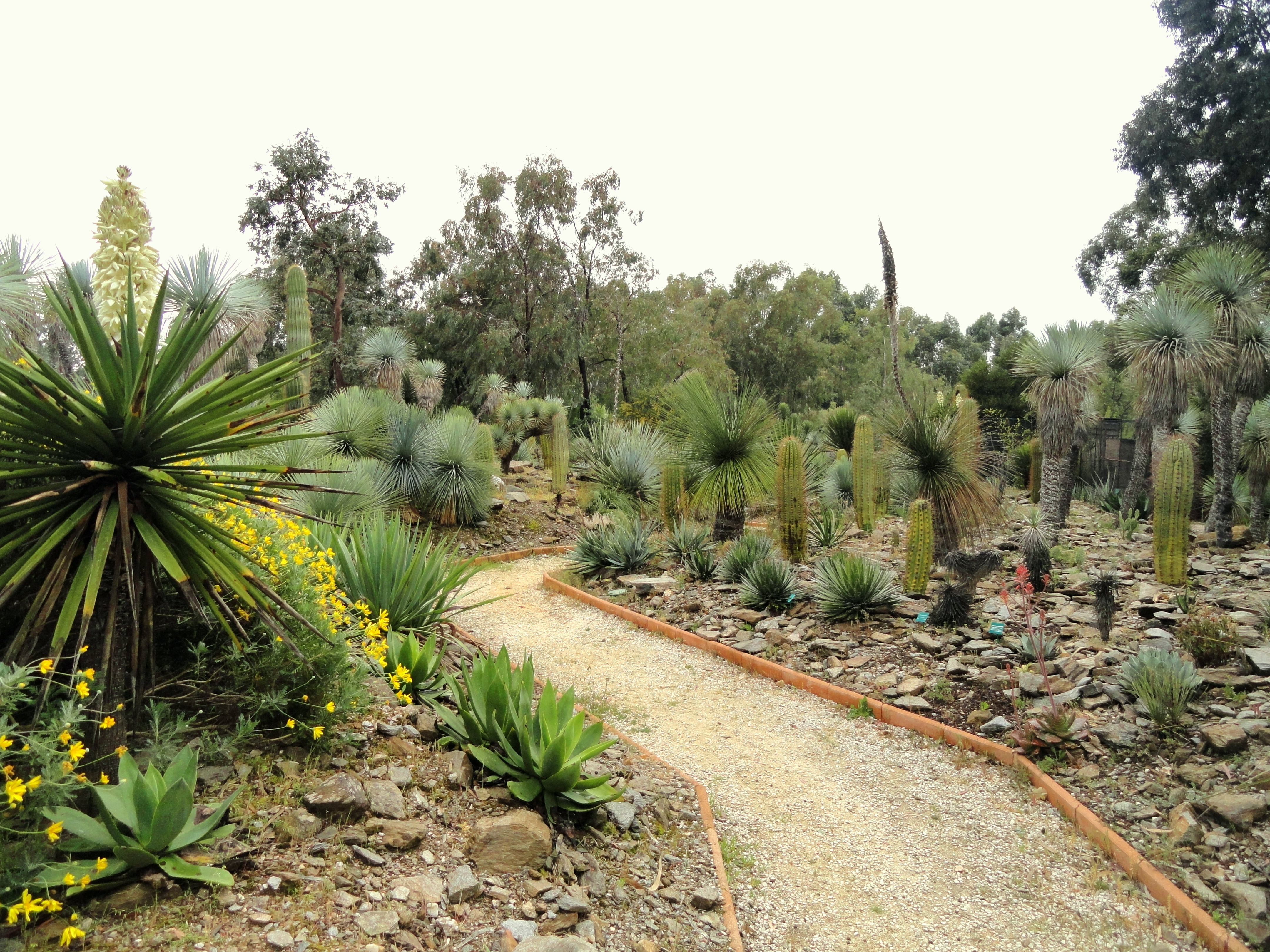
Jardin zoologique tropical.
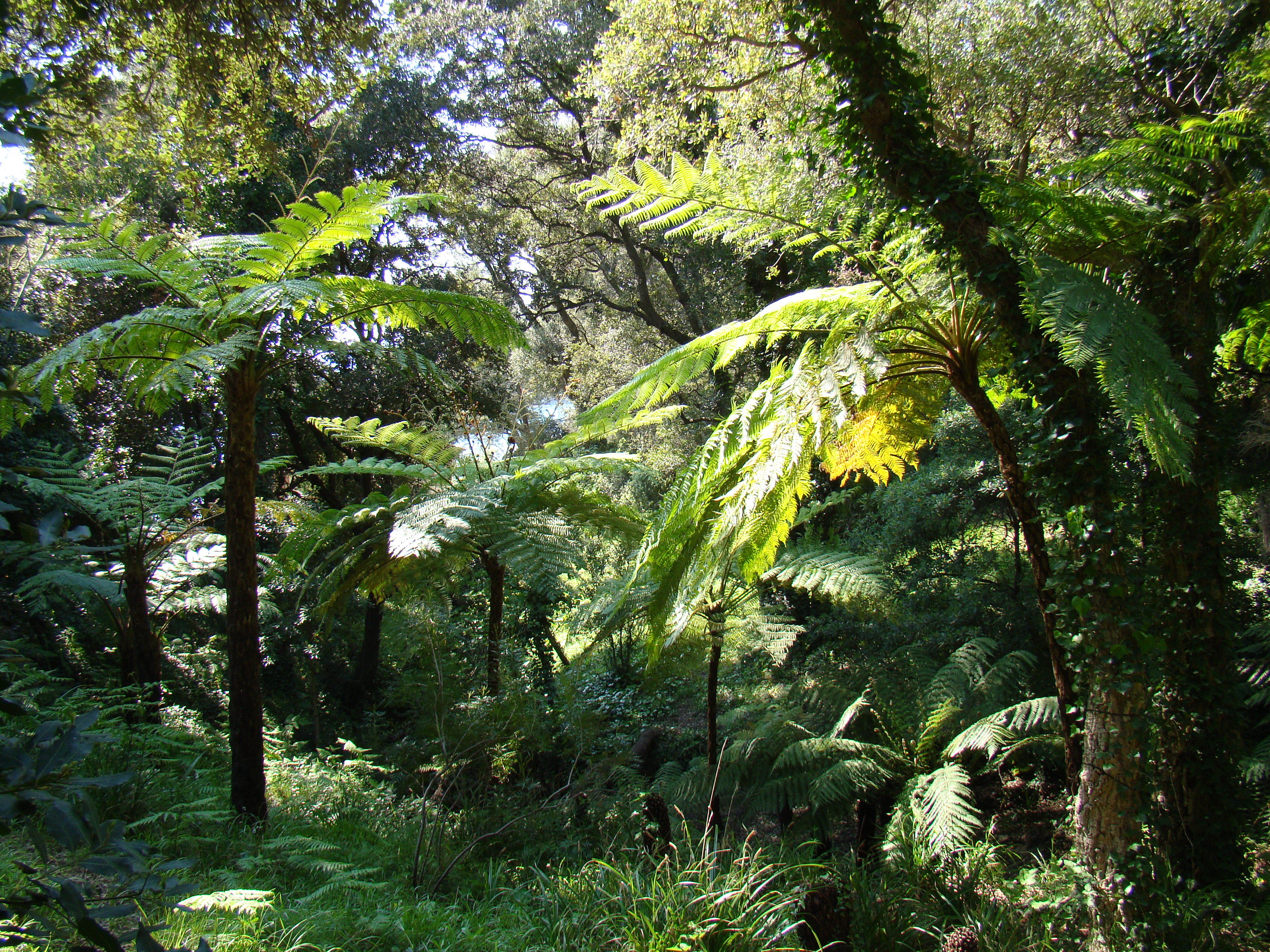
Jardin de Nouvelle-Zélande au domaine du Rayol.
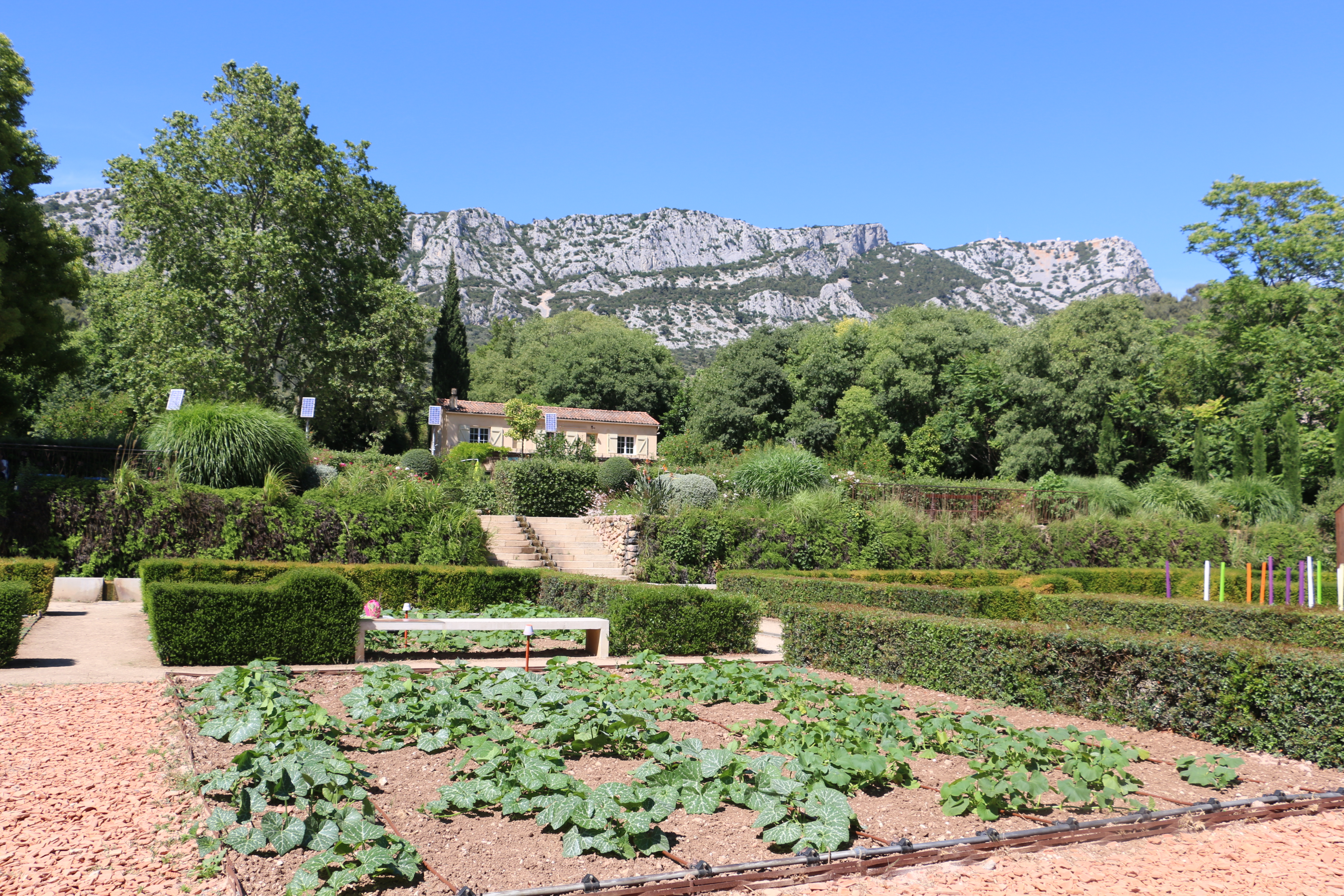
Jardin de Baudouvin.

#### Vaucluse
- Bonnieux : jardin de la Louve,
- Cucuron : pavillon de Galon,
- Lauris : jardin blanc et conservatoire des plantes tinctoriales,
- Pertuis : jardin du château de Val Joanis,
- Puymeras : jardin de la Basse Fontaine,
- Sérignan-du-Comtat : Harmas de Fabre,
- Sorgues : domaine de Brantes.

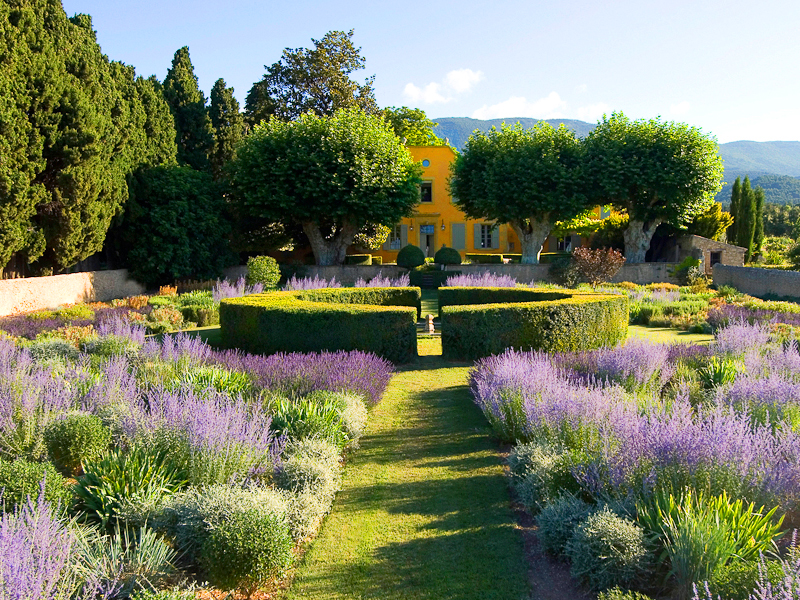
Jardin à la française au pavillon de Galon.
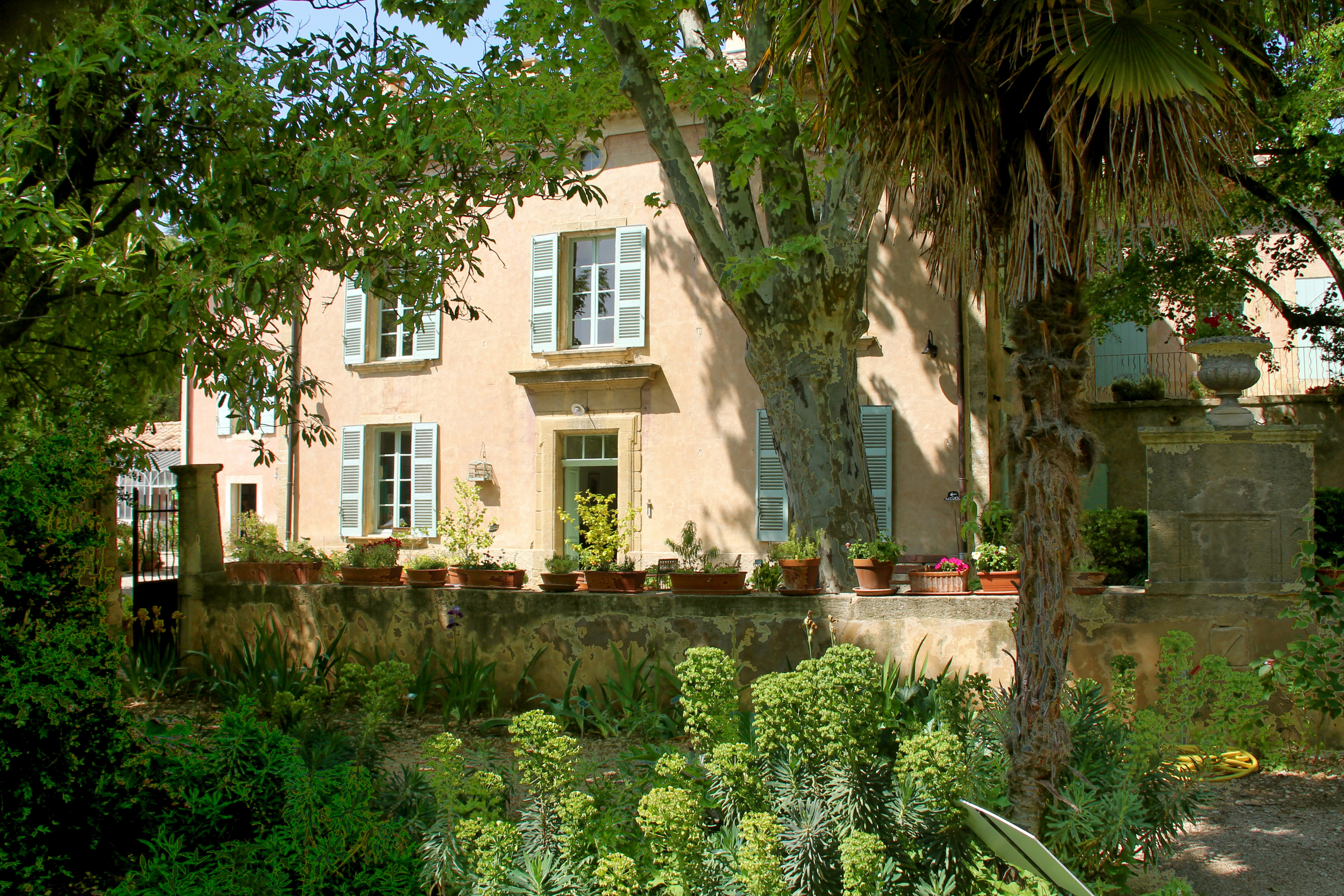
Harmas de Fabre.

### Guadeloupe
- Basse-Terre : jardin de Beauvallon,
- Deshaies : jardin botanique de Deshaies,
- Petit-Bourg : domaine de Valombreuse,
- Petit-Canal : parc paysager de Petit-Canal,
- Sainte-Rose : jardin de l'écomusée de la Guadeloupe.

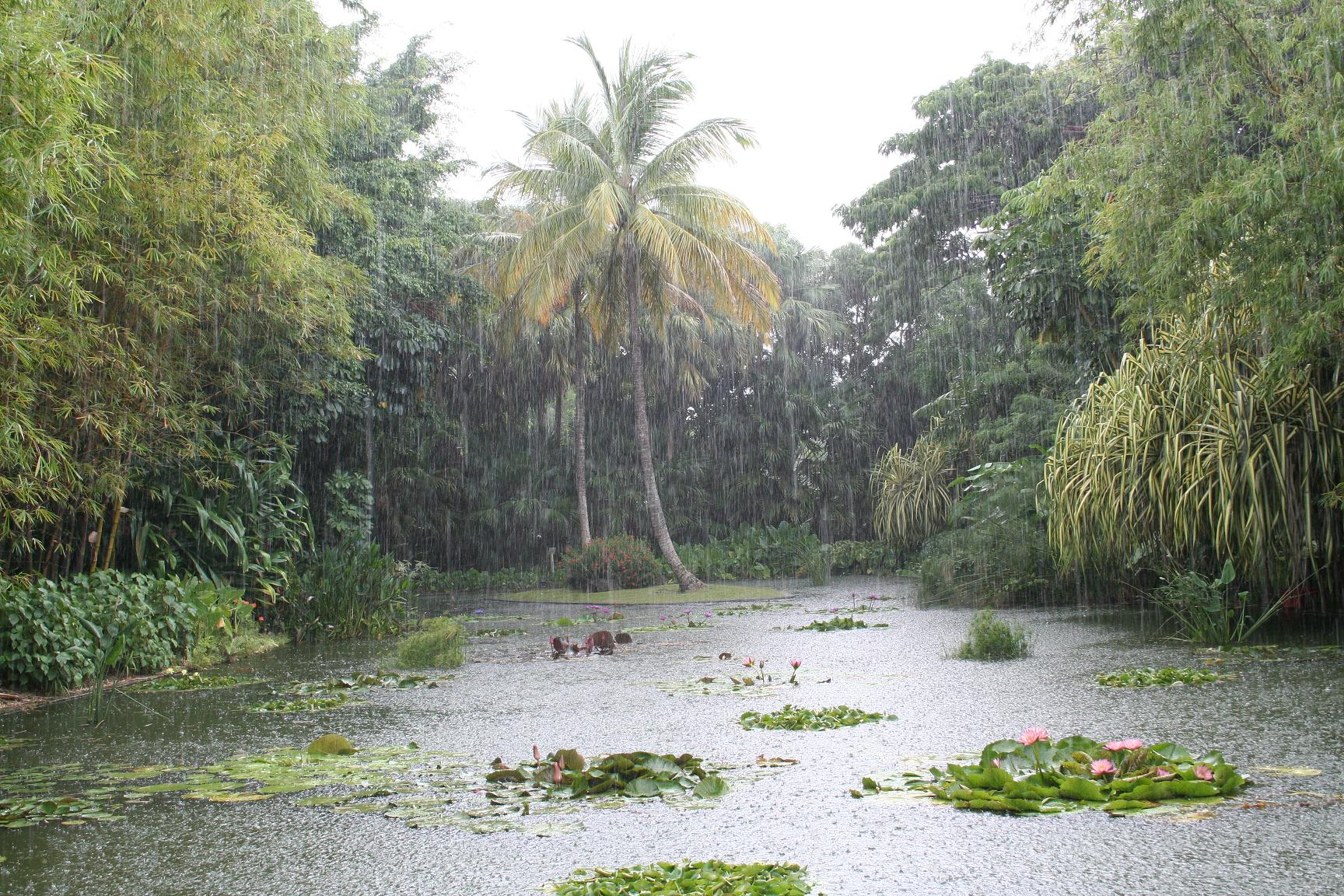
L'étang aux nénuphars du jardin botanique de Deshaies.

### Martinique
- Fort-de-France : jardin de Balata,
- Le Carbet : jardin animalier de l'Anse Latouche,
- Le François : jardin de l'Habitation Acajou,
- Gros-Morne : jardin de l'Habitation Saint-Étienne,
- Le Lamentin : jardin de la ferme Perrine,
- Le Morne-Rouge : domaine d'Émeraude,
- Le Prêcheur : jardin de l'Habitation Céron.

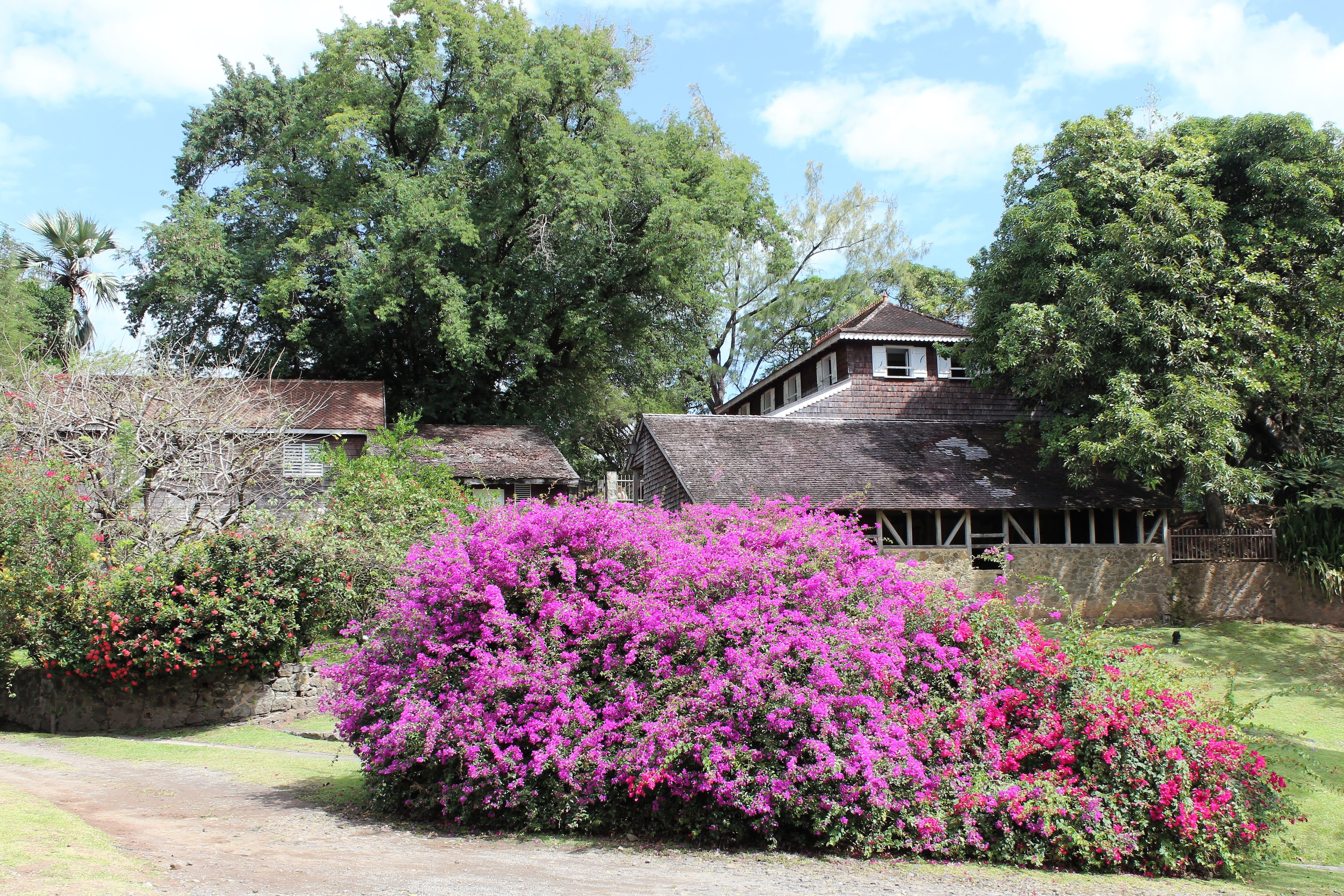
Le parc botanique de l'Habitation Acajou.
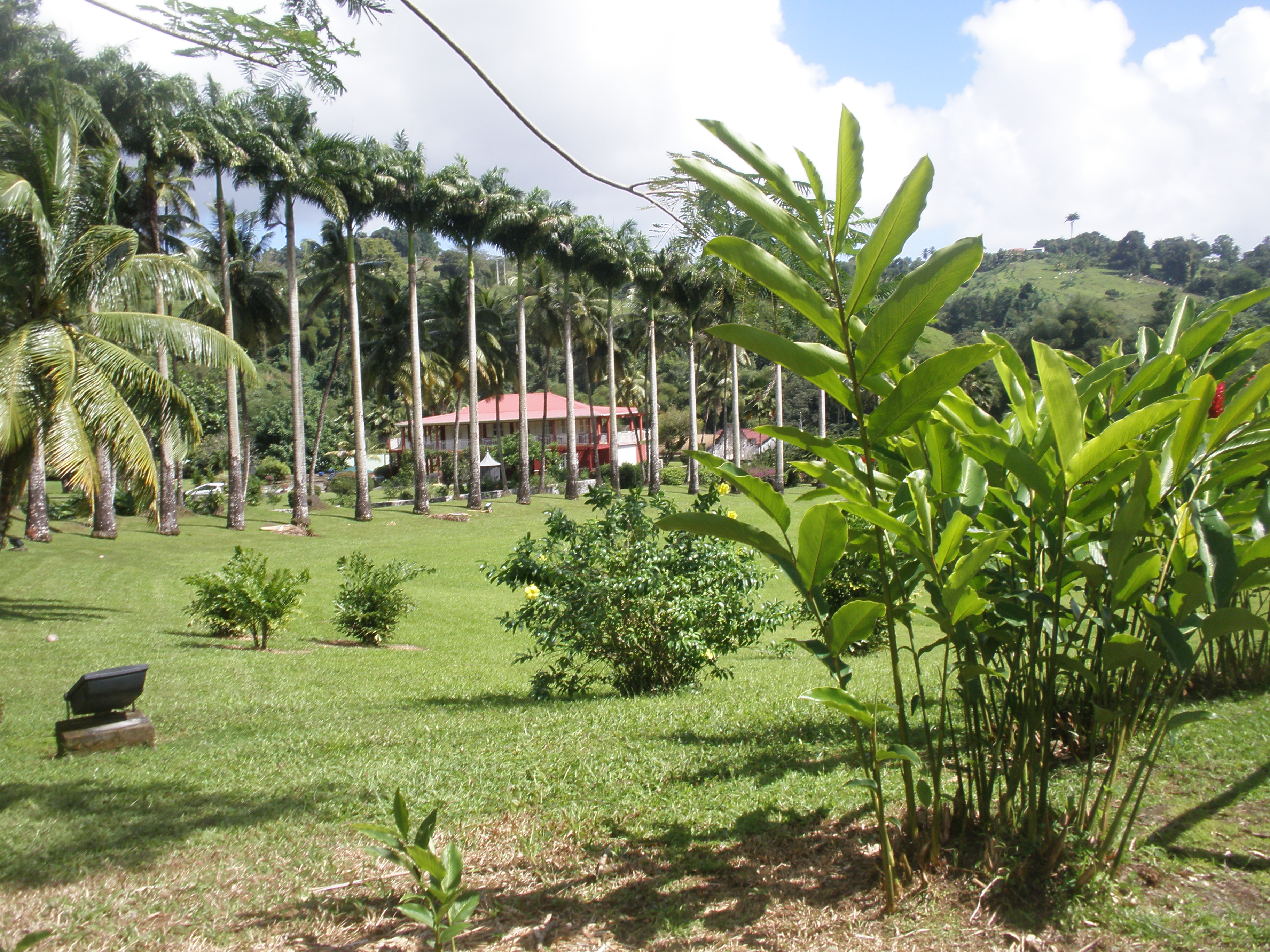
Jardin de l'Habitation Saint-Étienne.

### La Réunion
- Saint-Denis : jardin de la maison d'Édith.
- Saint-Leu : Mascarin, jardin botanique de La Réunion[4].